# Flore de la Colombie

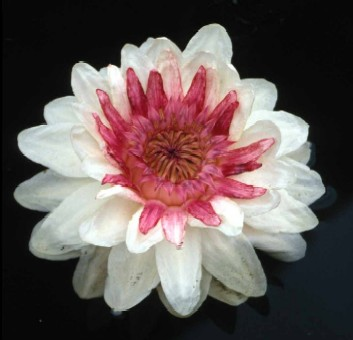
La fleur Victoria amazonica, ou victoria d'Amazonie, pousse dans le bassin d'Amazonie.

La flore de la Colombie se caractérise par une biodiversité importante, avec le taux le plus élevé d'espèces par unité de surface à travers le monde. Plus de 130 000 espèces ont été signalées sur le territoire colombien. 
Selon une étude de WWF, la détérioration des écosystèmes menace l'existence de plus d'un tiers des plantes de Colombie. D’après les données de l'institut gouvernemental Ideam, la forêt colombienne recule d’année en année : « En 1990, elle représentait 56,4 % de la surface du pays ; aujourd’hui, les forêts ne recouvrent plus que 51,6 % de la Colombie. »

## Emblèmes nationaux
La fleur nationale de la Colombie est une orchidée, la Cattleya trianae, qui a été baptisée à partir du nom du naturaliste colombien José Jerónimo Triana. L'orchidée a été choisie comme symbole national par le botaniste Emilio Robledo qui la considère comme l'une des plus belles fleurs au monde.
L'arbre national de la Colombie est le palmier Ceroxylon quindiuense. Appelé également en espagnol Palma de cera del quindio, il a été baptisé du nom du département colombien de Quindío où est localisée la vallée de Cocora, seul habitat où pousse cette espèce. Premier arbre considéré officiellement comme espèce protégée en Colombie, il a été choisi comme arbre national par le gouvernement de Belisario Betancur.

## Flore endémique

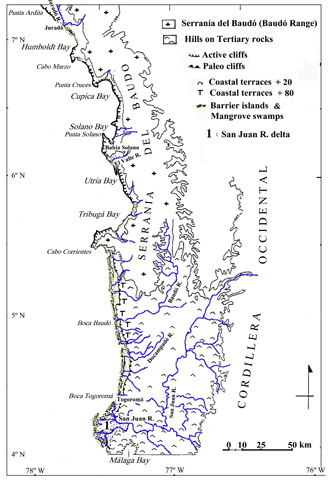
Les montagnes de Baudó sur la côte Pacifique colombienne ont beaucoup d'espèces endémiques.

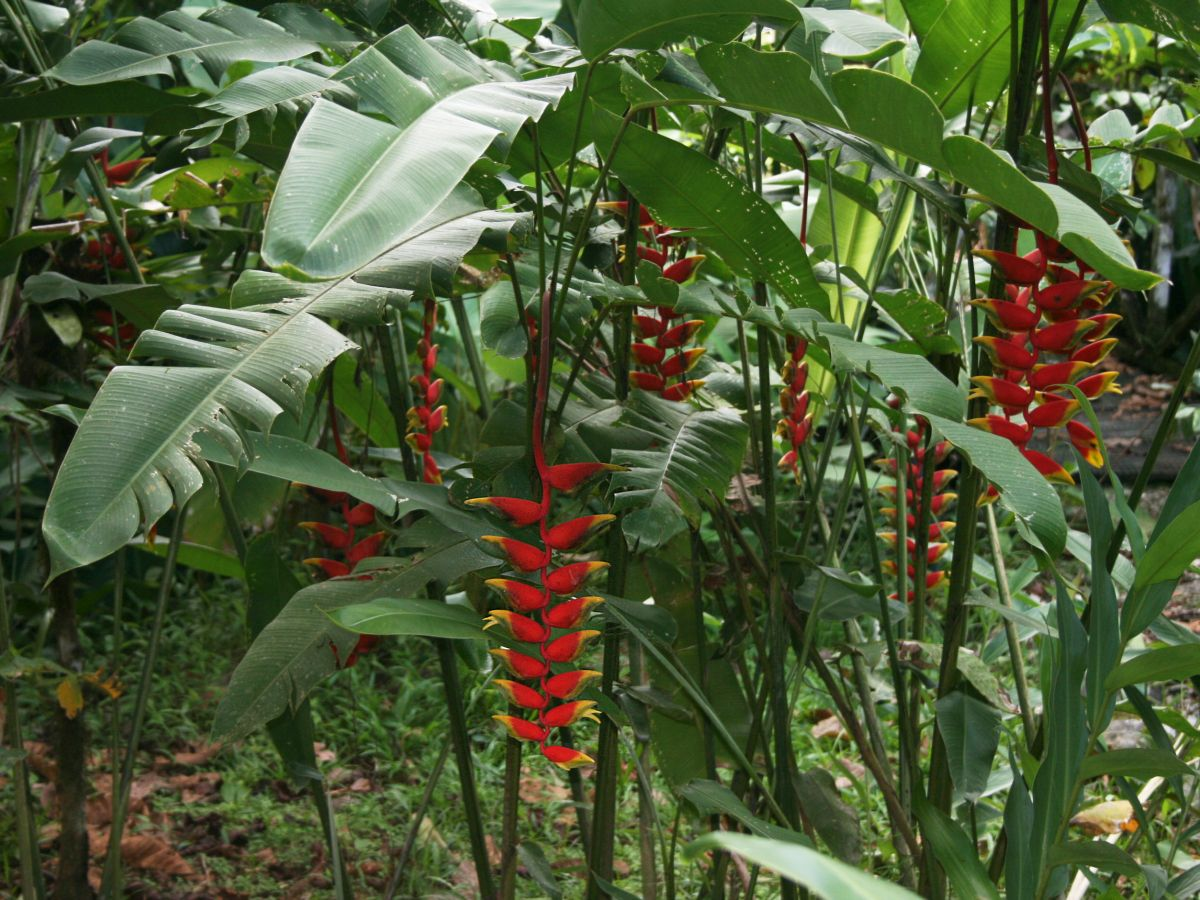
La Colombie a le plus grand nombre d'espèces de Heliconia dans le monde entier. La plupart d'entre elles sont endémiques.

La Colombie a le plus grand nombre d'espèces endémiques au monde. Environ 10 % des espèces dans le monde poussent en Colombie. Cela peut s'expliquer par les conditions atmosphériques, de température, d'humidité et de lumière du soleil.
Les espèces endémiques peuvent facilement être mise en danger ou disparaître à cause de leur habitat restreint, de leur vulnérabilité aux actions de l'homme ou encore de l'introduction de nouveaux organismes.
Selon le ministère colombien de l'environnement, les écorégions suivantes ont le pourcentage le plus élevé d'endémiques botaniques :
- Bassin colombien de l'Amazone ;
- Le bassin fluvial du río Catatumbo ;
- Le bassin fluvial du río Magdalena ;
- Région côtière Pacifique.

## Espèces d'arbres

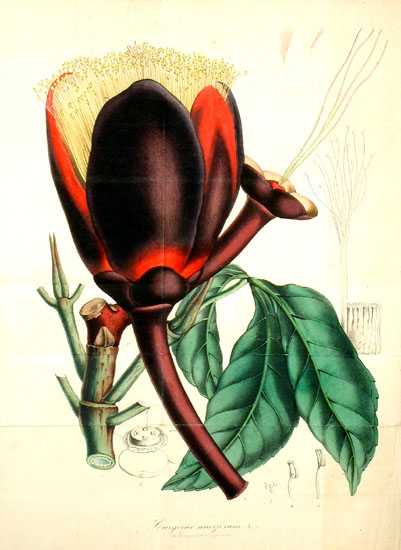
Caryocar nuciferum.

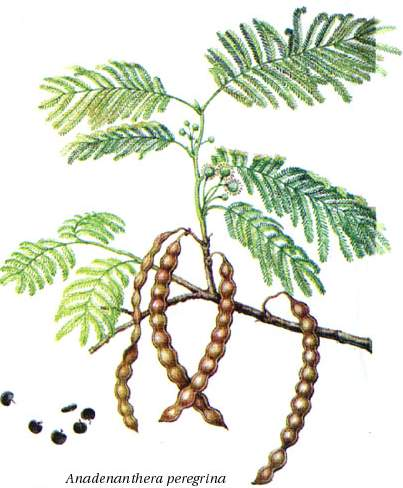
Yopo (Anadenanthera peregrina).

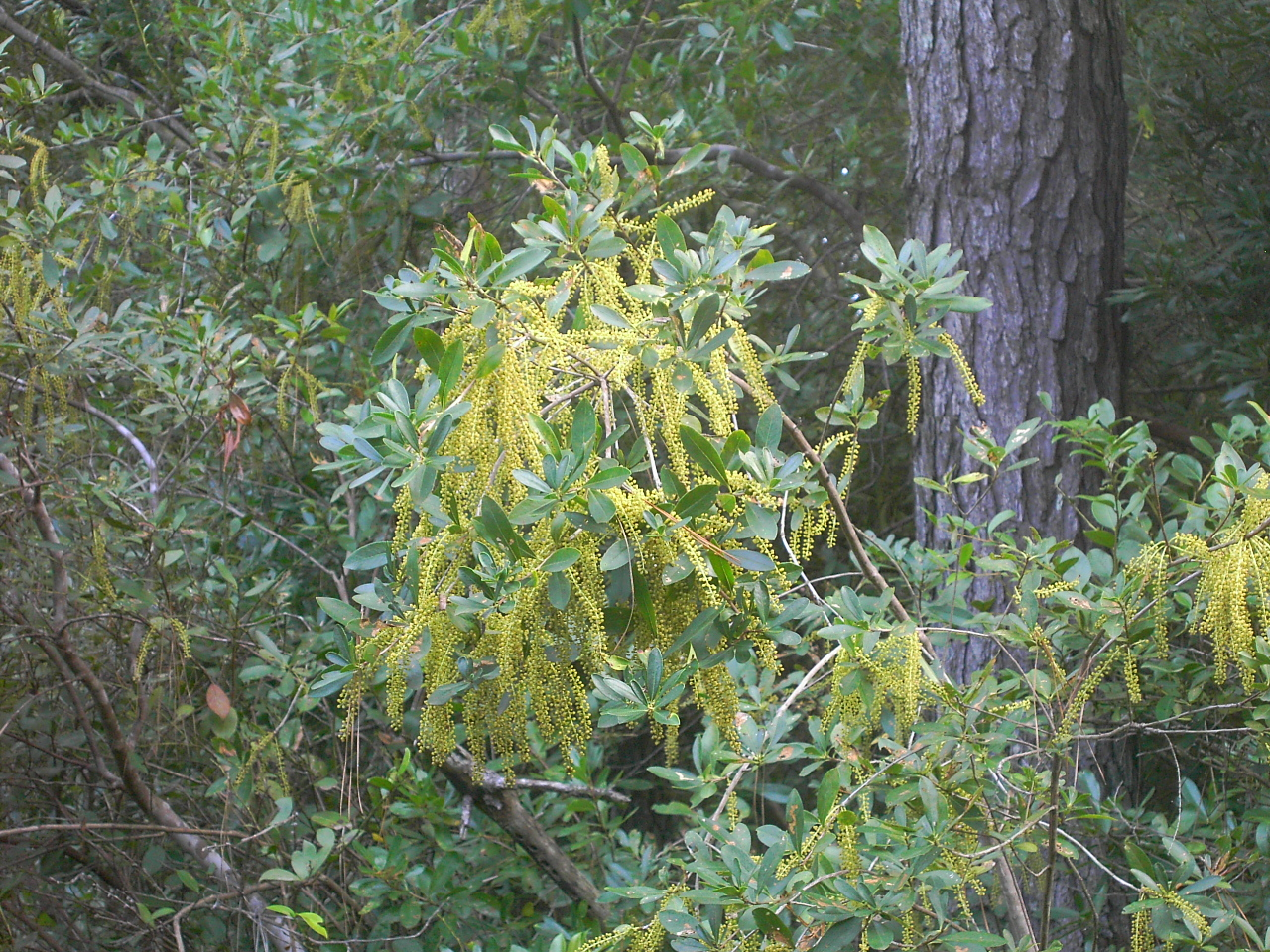
Cyrilla racemiflora.

- Anadenanthera peregrina
- Adenolisianthus arboreus
- Aiouea angulata
- Annona cherimola
- Anthodiscus montanus
- Astrocaryum triandrum
- Attalea septuagenata
- Bactris coloniata
- Banara ibaguensis
- Bertholletia excelsa
- Blakea granatensis
- Bonnetia holostyla
- Borojoa patinoi
- Bulnesia carrapo
- Caryocar nuciferum
- Caryodaphnopsis cogolloi
- Casearia megacarpa
- Chelyocarpus dianeurus
- Coccothrinax argentata
- Cryosophila kalbreyeri
- Cyathea incana
- Cyrilla racemiflora
- Dendropanax colombianus
- Esenbeckia alata
- Feijoa sellowiana
- Guaiacum officinale
- Garcia nutans
- Gonolobus condurango
- Graffenrieda grandifolia
- Hirtella enneandra
- Huberodendron patinoi
- Hampea thespesioides
- Henriettella goudotiana
- Humiriastrum melanocarpum
- Itaya amicorum
- Macrosamanea consanguinea
- Neosprucea sararensis
- Platonia insignis
- Pourouma cecropiifolia
- Quararibea asterolepis
- Quararibea cordata
- Ouratea tumacoensis
- Reinhardtia ssp.
- Simaba cedron
- Syagrus smithii
- Tessmannianthus quadridomius
- Trigonobalanus excelsa

## Fruits

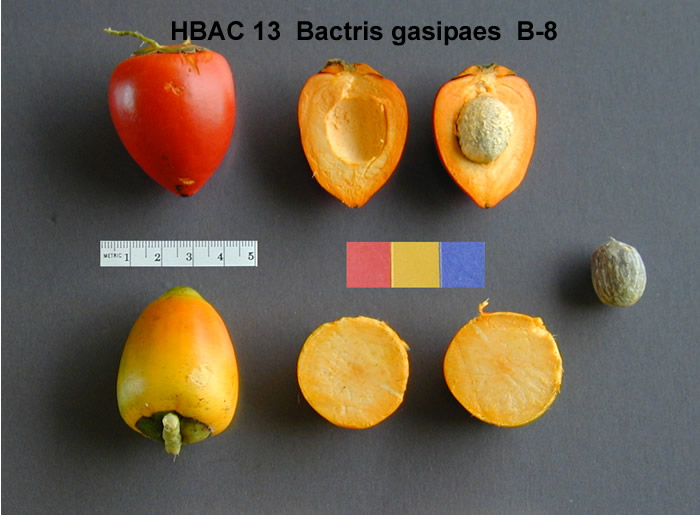
Parépou (Bactris gasipaes).
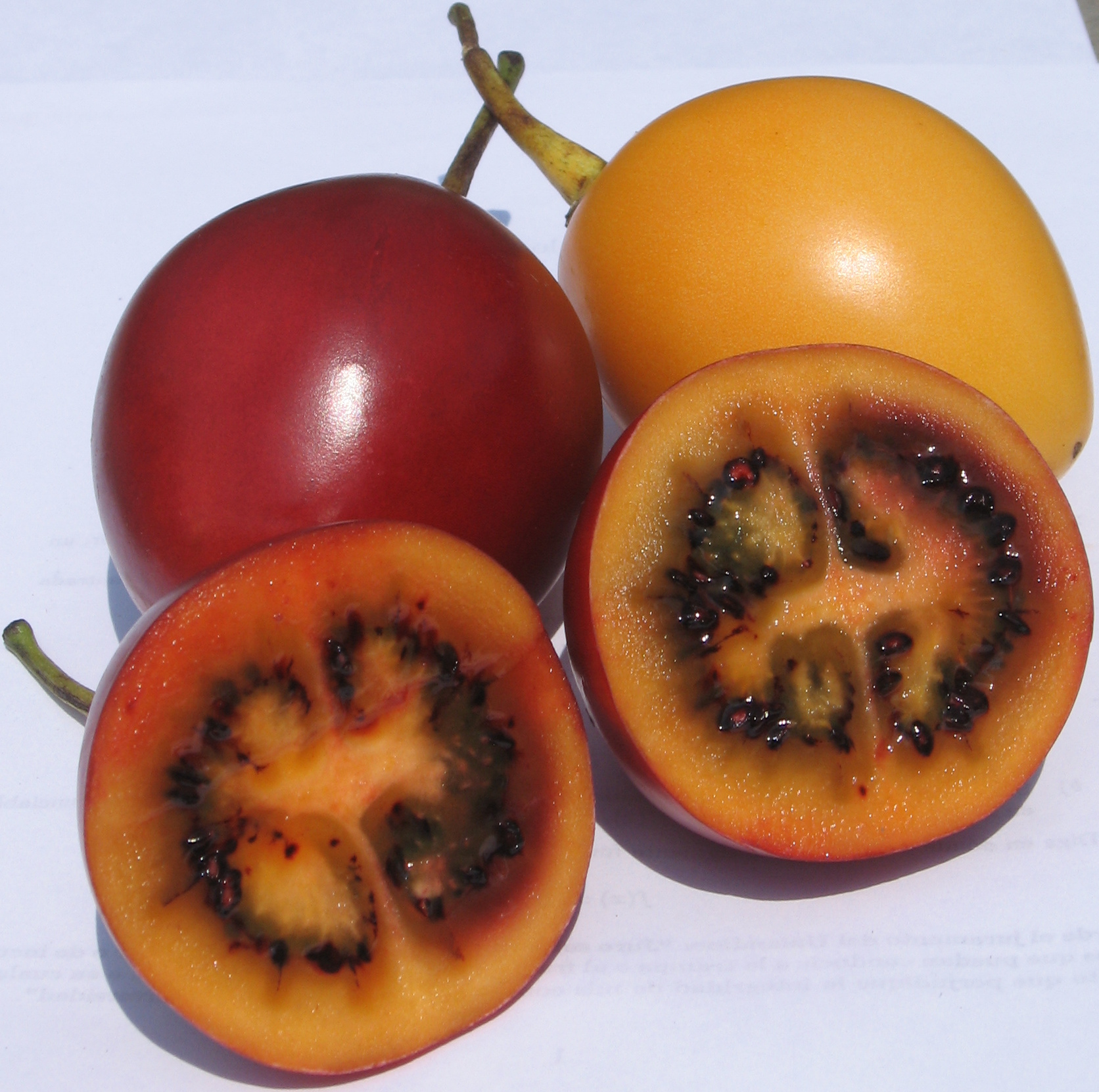
Tamarillo (Solanum betaceum).
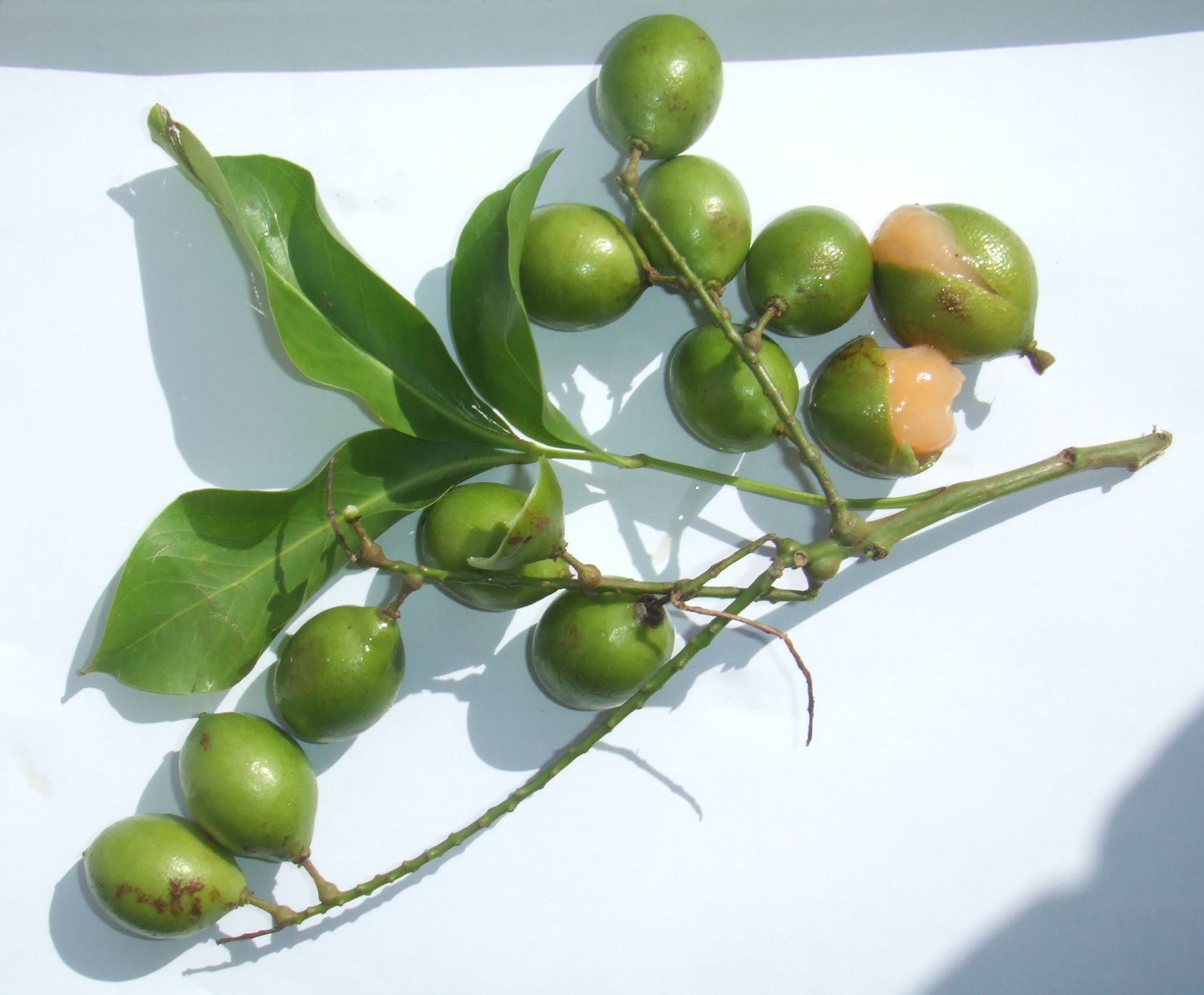
Quenette (Melicoccus bijugatus).
Goyave-fraise (Psidium cattleianum).
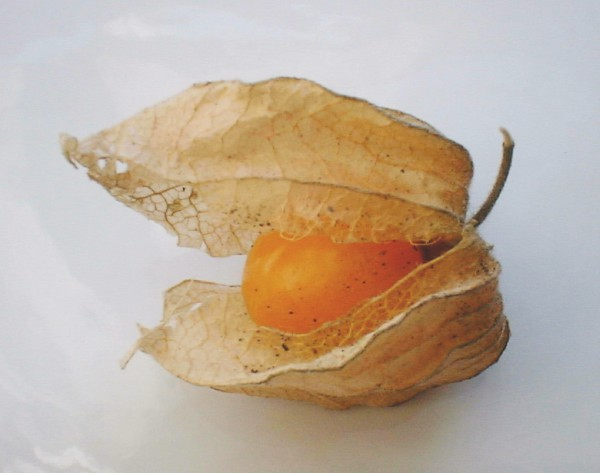
Coqueret du Pérou (Physalis peruviana).
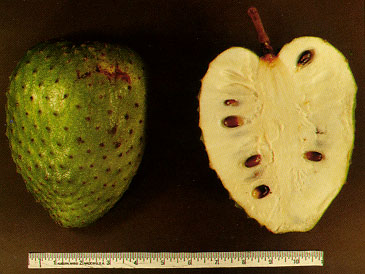
Corossol (Annona muricata).
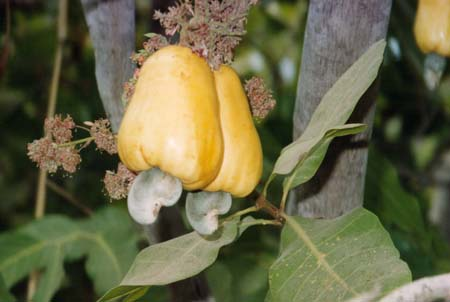
Pomme de Cajou (Anacardium occidentale).
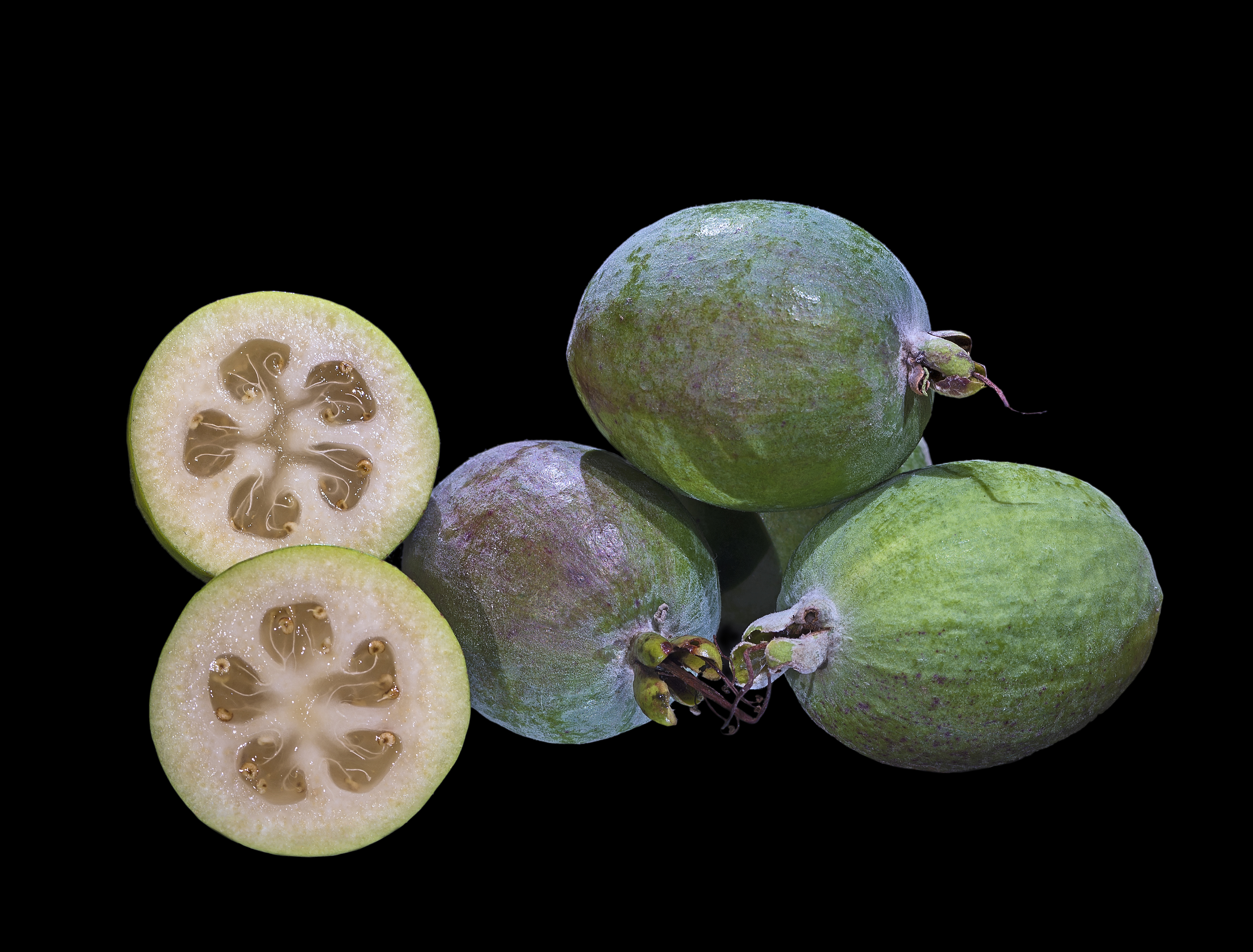
Goyave-ananas (Feijoa sellowiana).
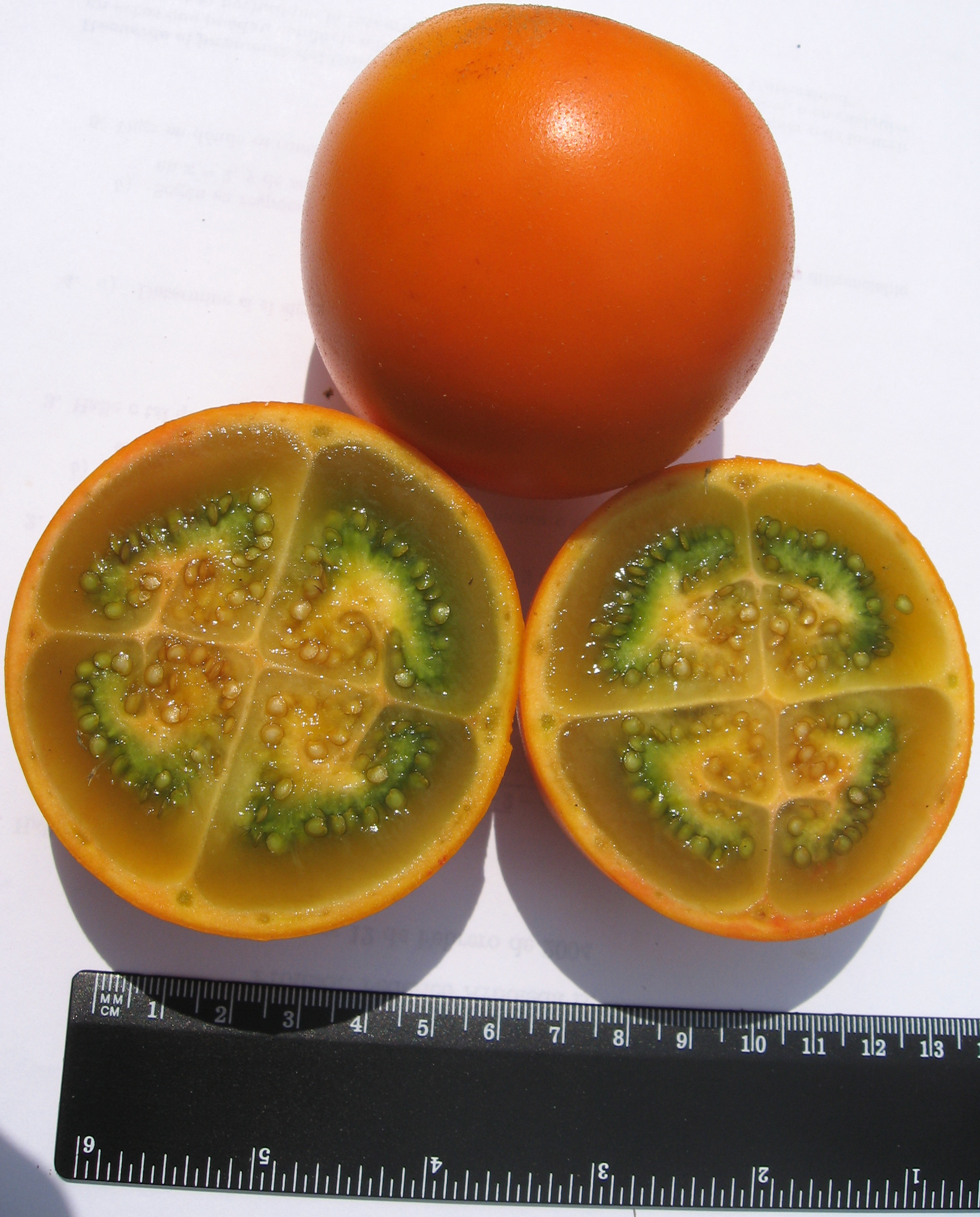
Narangille (Solanum quitoense).
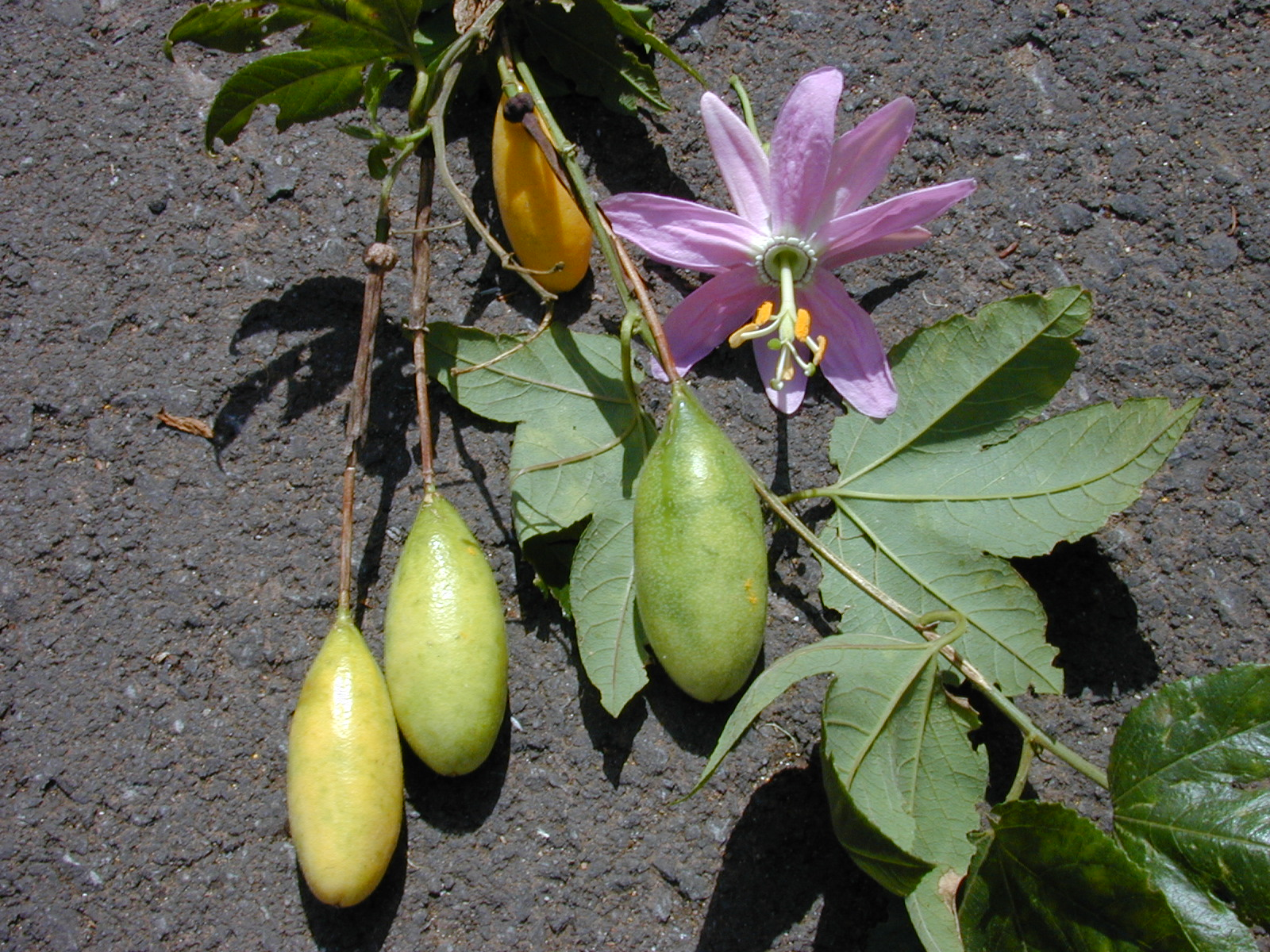
Curuba (Passiflora tripartita var. mollissima).
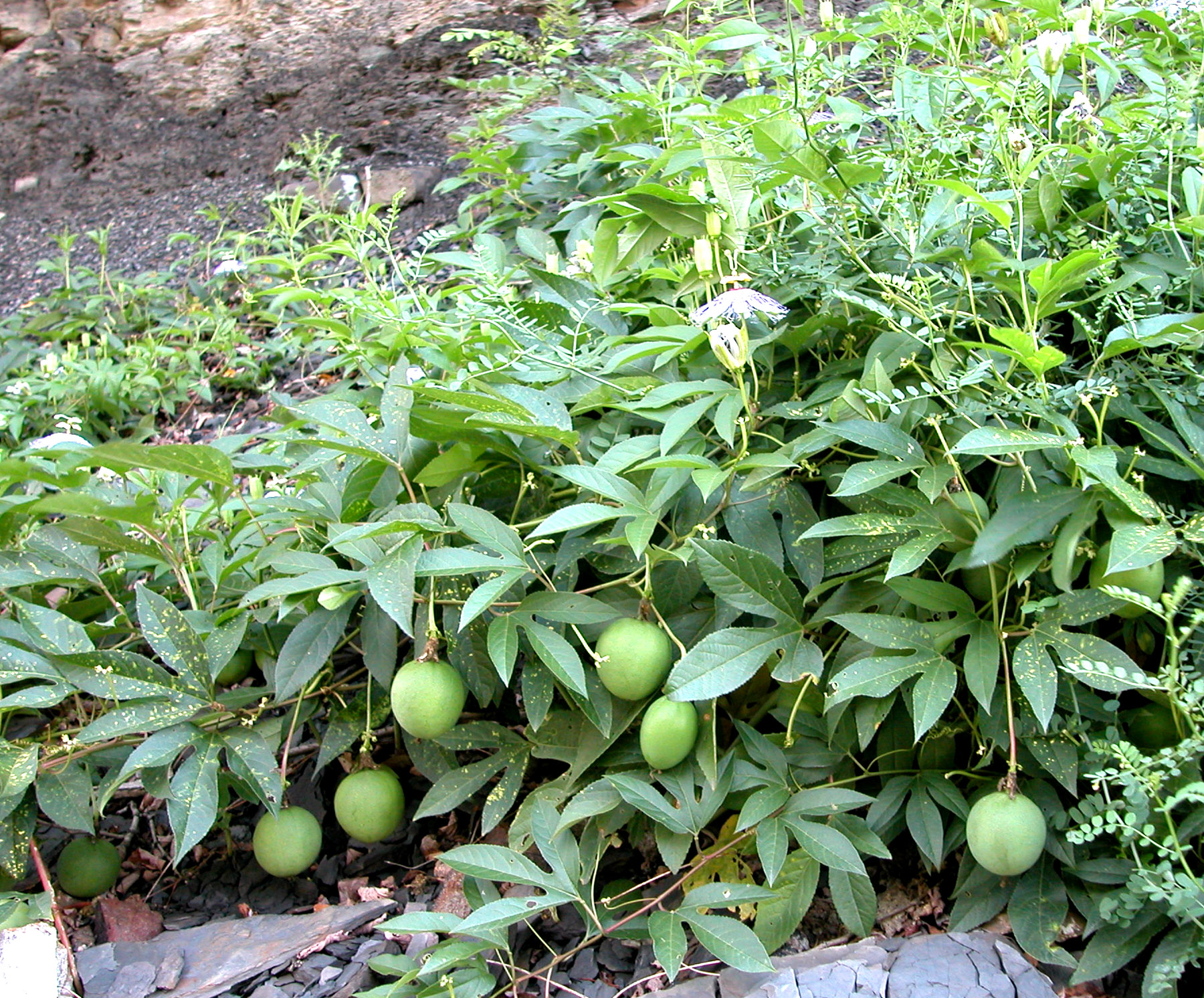
Fruits de la Passiflora incarnata.
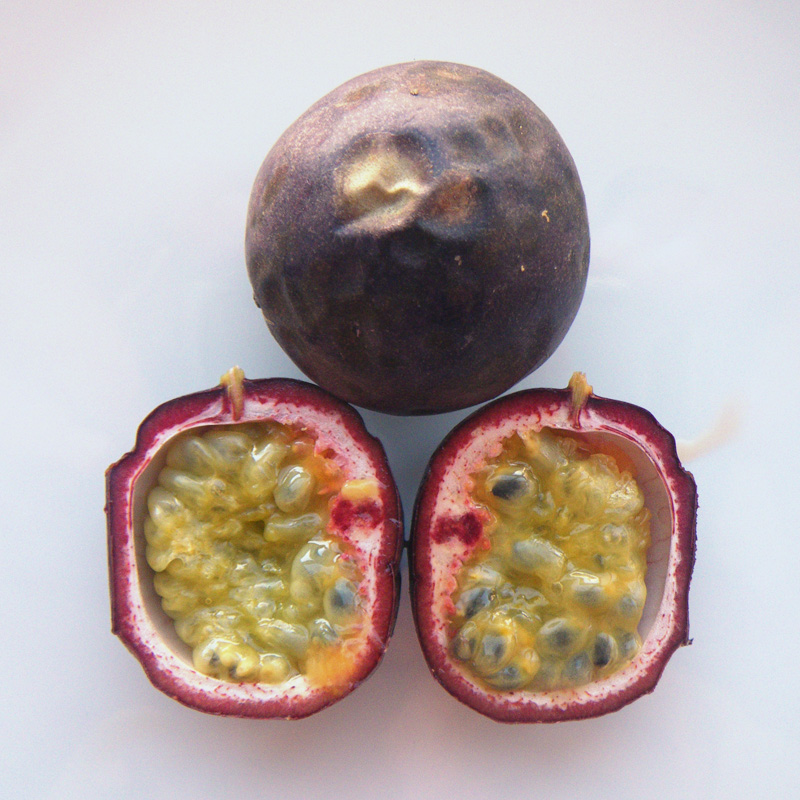
Fruit de la passion (Passiflora edulis).

## Genres de plantes

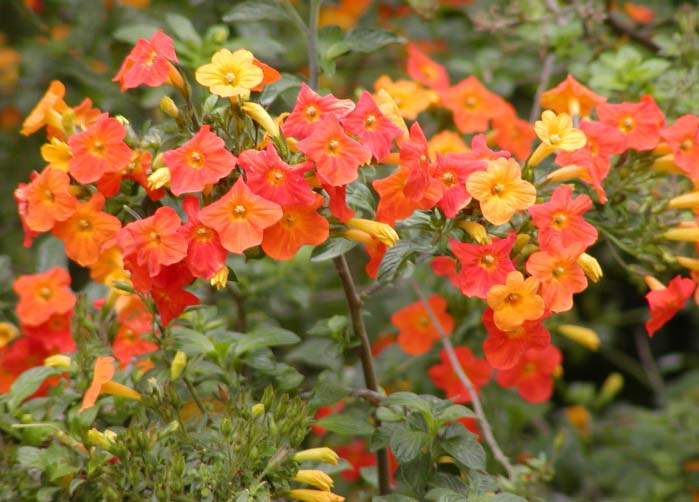
Streptosolen jamesonii.

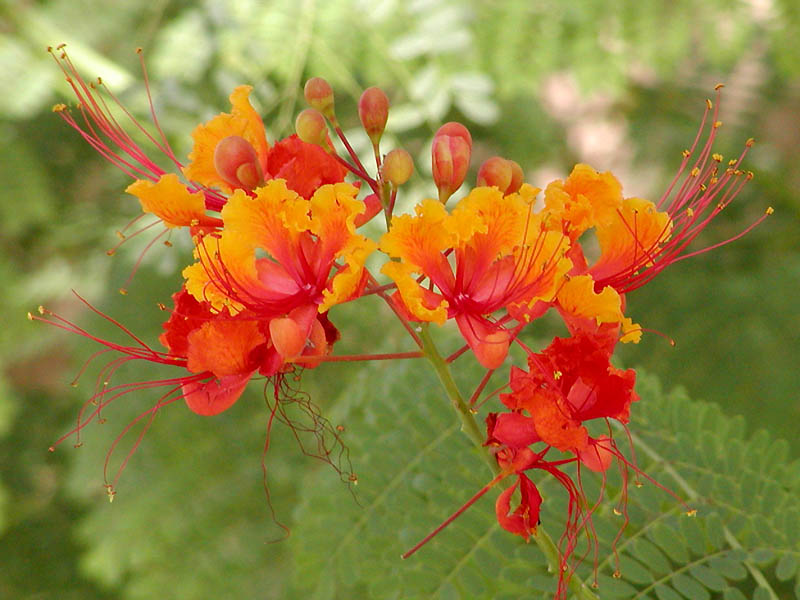
Vochysiaceae.

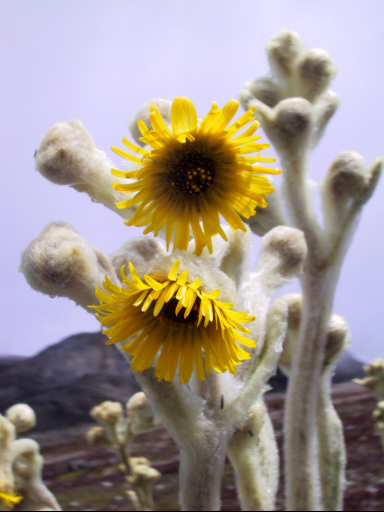
Espeletia schultzii.

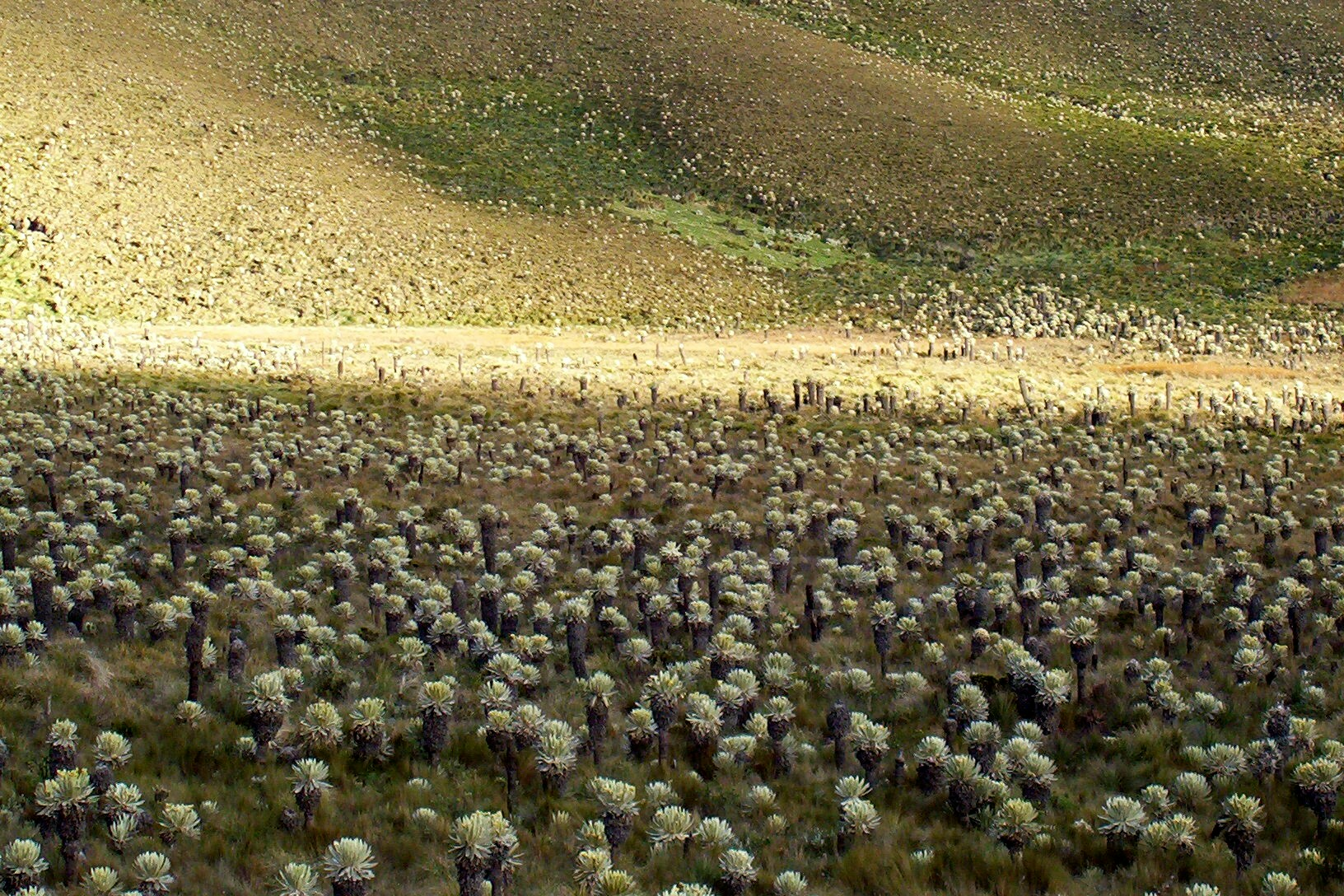
Espeletia pycnophylla.

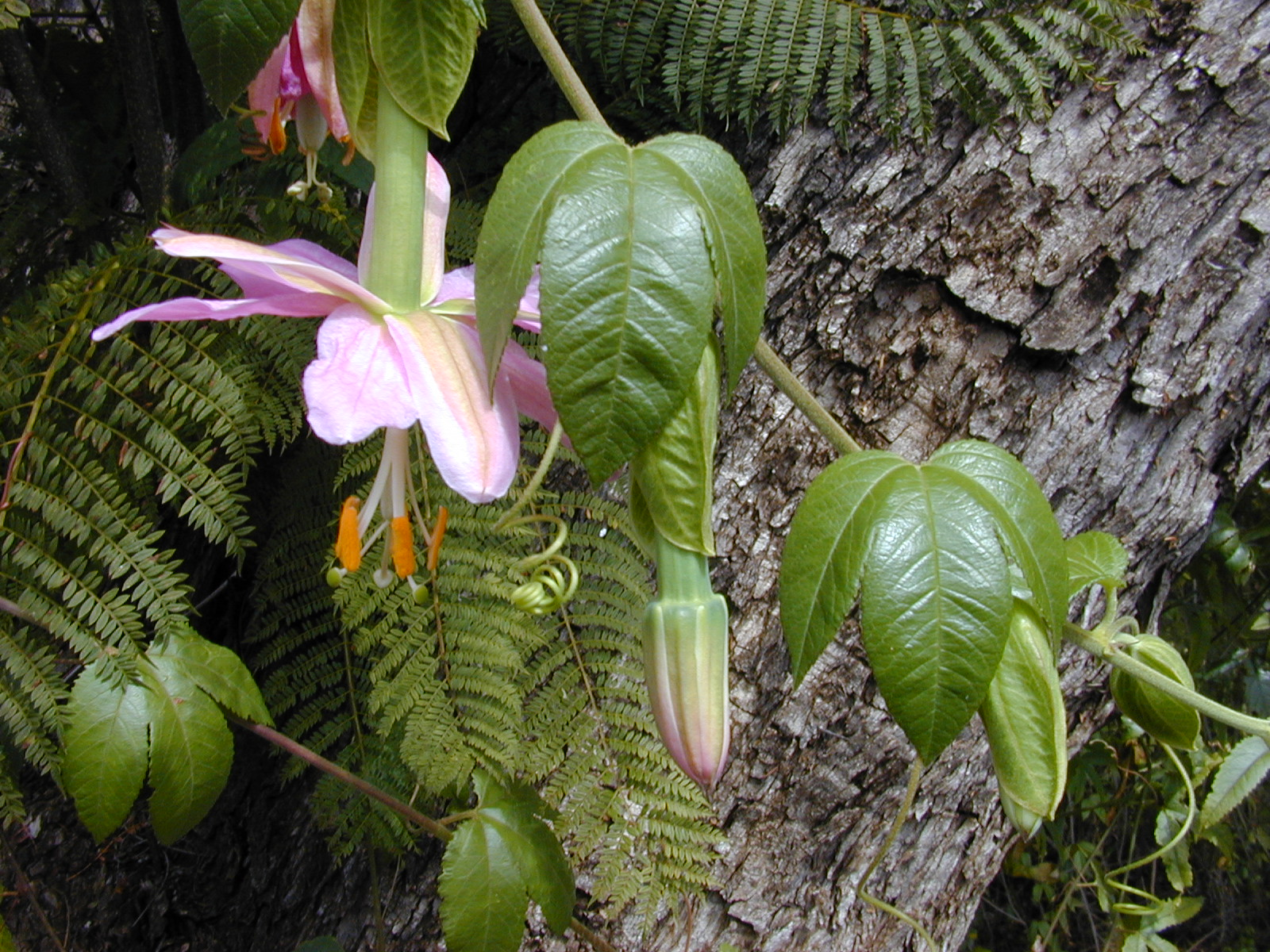
Passiflora tarminiana.

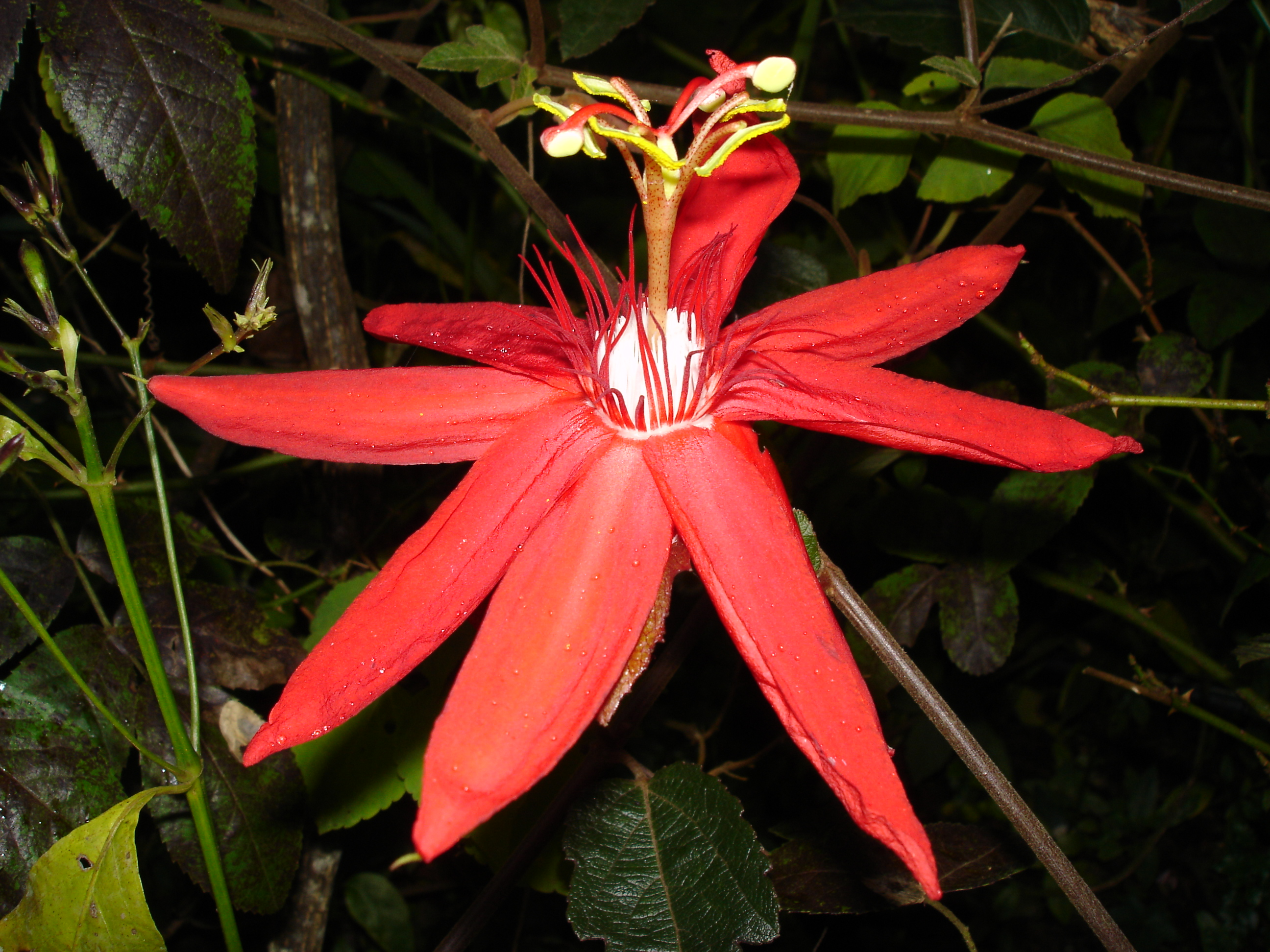
Passiflora coccinea.

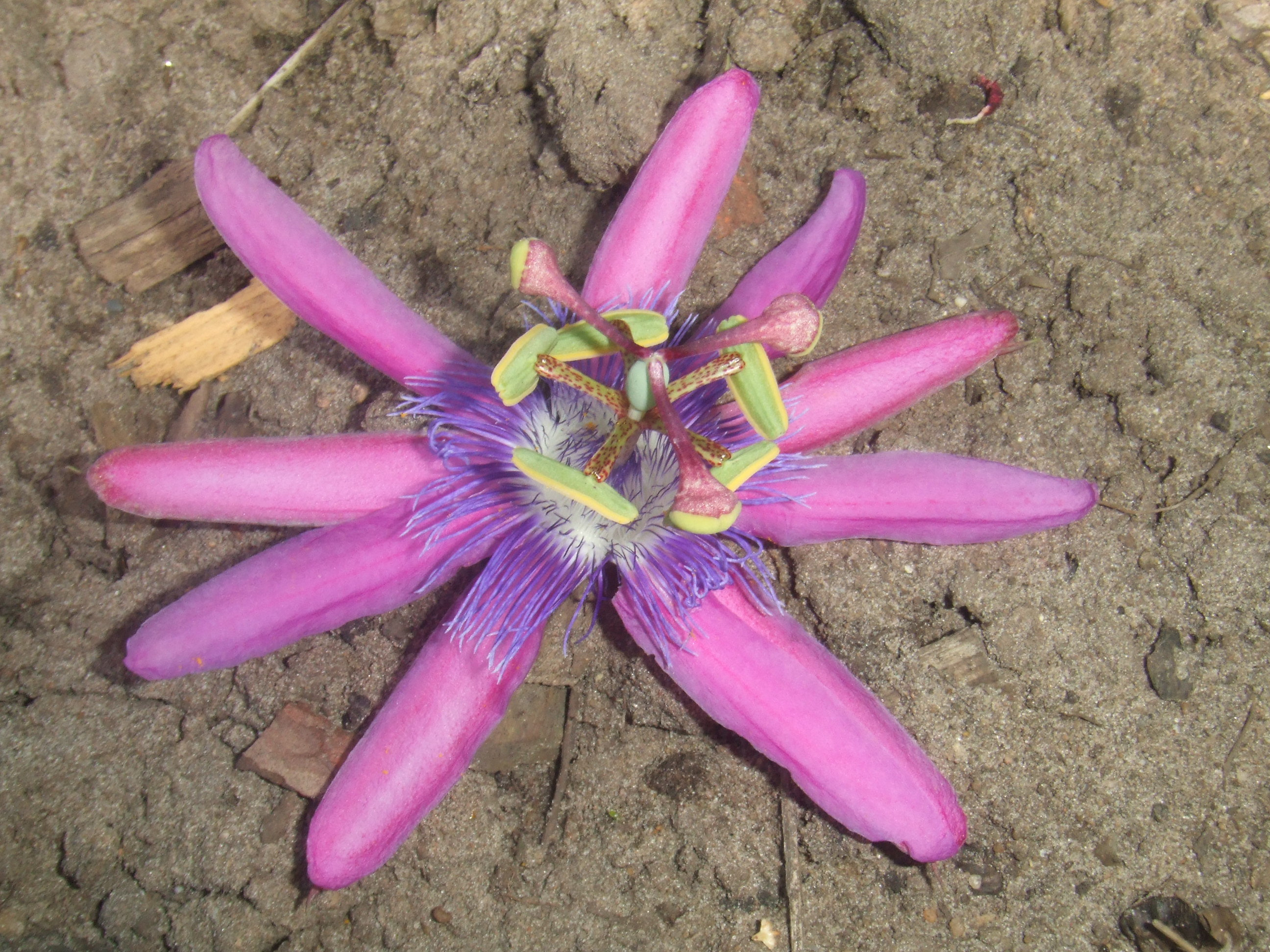
Passiflora loefgrenii.

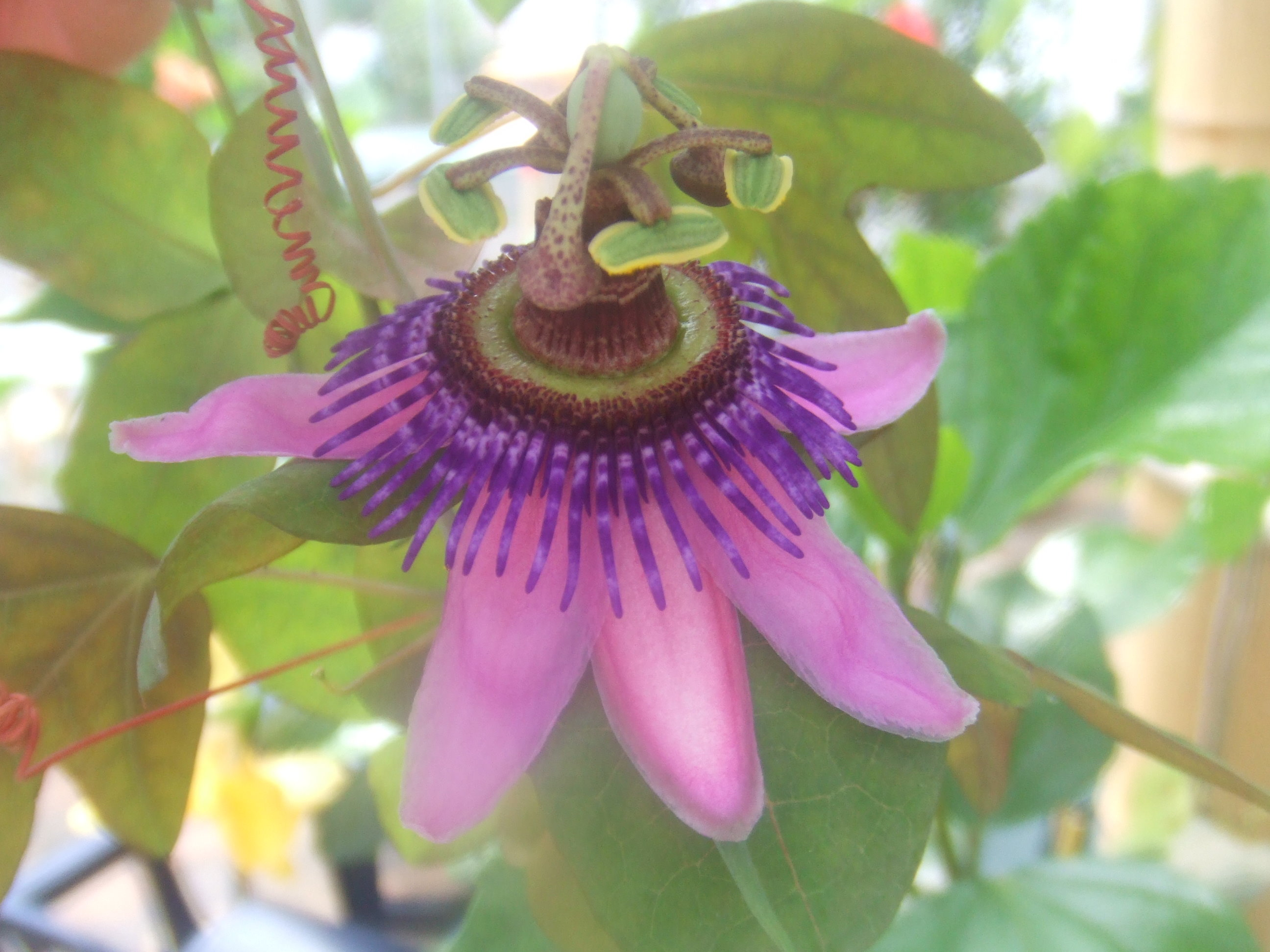
Passiflora picturata.

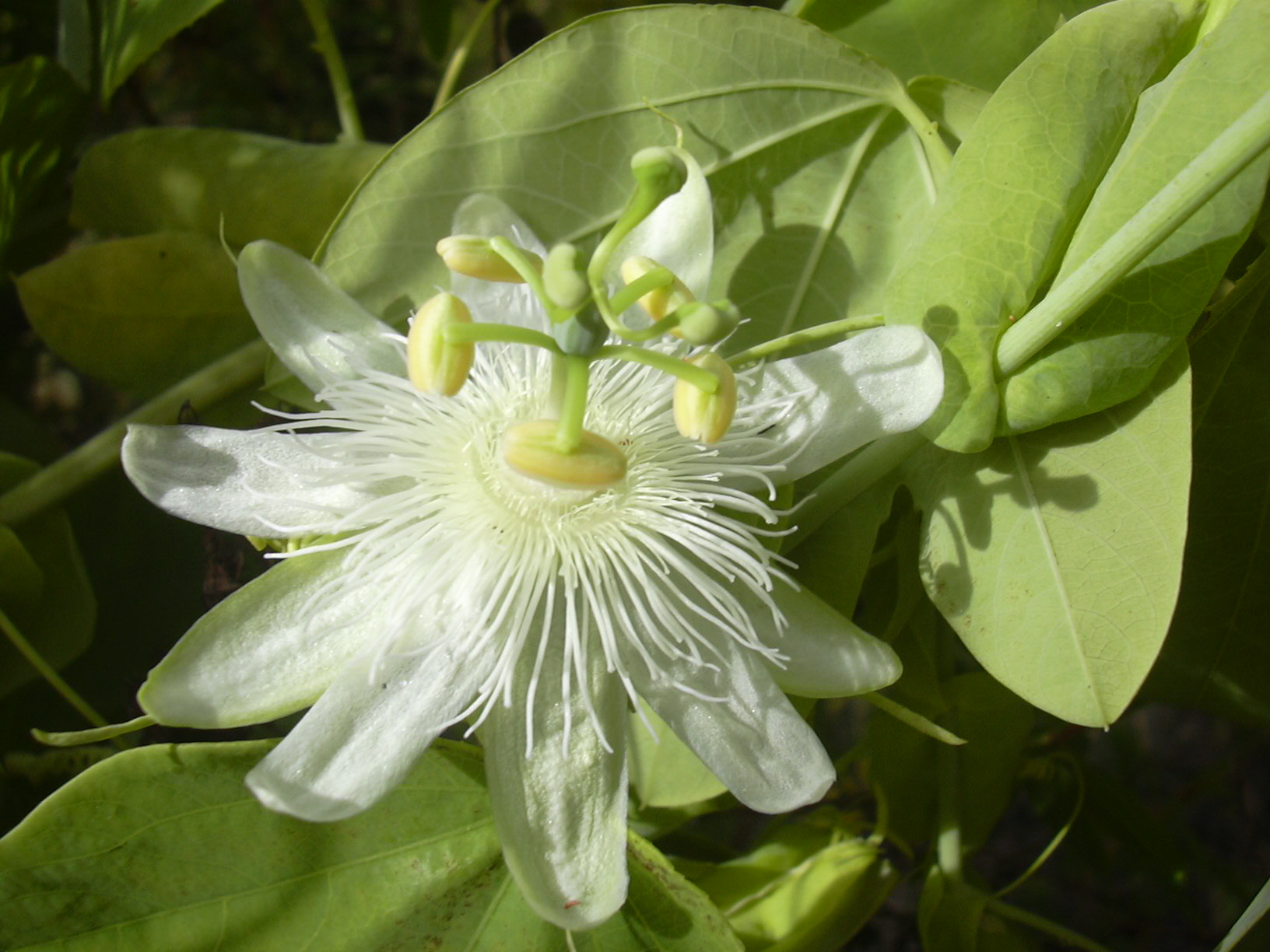
Passiflora subpeltata.

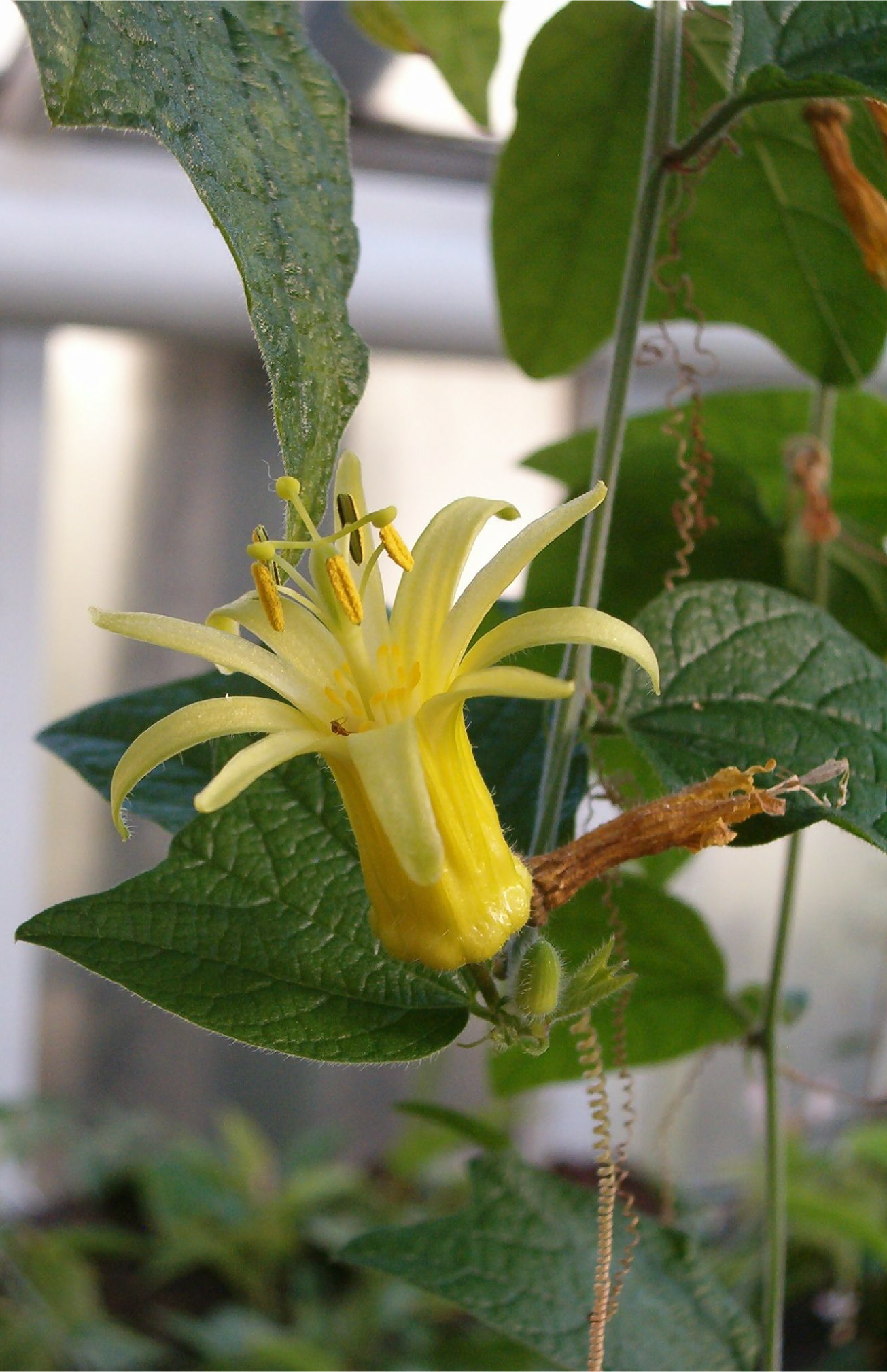
Passiflora citrina.

- Abarema
  - Abarema callejasii
  - Abarema ganymedea
  - Abarema josephi
  - Abarema killipii
  - Abarema lehmannii

- Acidocroton
  - Acidocroton gentryi

- Aiphanes
  - Aiphanes acaulis
  - Aiphanes duquei
  - Aiphanes leiostachys
  - Aiphanes lindeniana
  - Aiphanes linearis

- Aniba
  - Aniba novo-granatensis
  - Aniba rosaeodora
  - Aniba vaupesiana

- Brownea
  - Brownea santanderensis
  - Browneopsis excelsa

- Brunellia
  - Brunellia almaguerensis
  - Brunellia antioquensis
  - Brunellia boqueronensis
  - Brunellia elliptica
  - Brunellia farallonensis
  - Brunellia macrophylla
  - Brunellia occidentalis
  - Brunellia penderiscana
  - Brunellia racemifera
  - Brunellia rufa
  - Brunellia subsessilis

- Calatola
  - Calatola columbiana

- Centronia
  - Centronia brachycera
  - Centronia mutisii

- Ceroxylon
  - Ceroxylon alpinum
  - Ceroxylon ferrugineum
  - Ceroxylon quindiuense
  - Ceroxylon sasaimae

- Clusia
  - Clusia croatii
  - Clusia osseocarpa

- Eschweilera
  - Eschweilera bogotensis
  - Eschweilera boltenii
  - Eschweilera integricalyx
  - Eschweilera integrifolia
  - Eschweilera pittieri
  - Eschweilera punctata
  - Eschweilera rimbachii
  - Eschweilera sclerophylla

- Espeletia
- Freziera
  - Freziera echinata
  - Freziera euryoides
  - Freziera jaramilloi
  - Freziera longipes
  - Freziera punctata
  - Freziera retinveria
  - Freziera sessiliflora
  - Freziera smithiana
  - Freziera stuebelii
  - Freziera velutina

- Grias
  - Grias colombiana
  - Grias haughtii
  - Grias multinervia

- Guarea
  - Guarea caulobotrys
  - Guarea corrugata

- Gustavia
  - Gustavia excelsa
  - Gustavia foliosa
  - Gustavia gracillima
  - Gustavia latifolia
  - Gustavia longifuniculata
  - Gustavia monocaulis
  - Gustavia petiolata
  - Gustavia pubescens
  - Gustavia santanderiensis
  - Gustavia sessilis
  - Gustavia verticillata

- Herrania
  - Herrania laciniifolia
  - Herrania umbratica

- Huilaea
  - Huilaea kirkbridei
  - Huilaea macrocarpa
  - Huilaea minor
  - Huilaea mutisiana
  - Huilaea occidentalis
  - Huilaea penduliflora

- Inga
  - Inga allenii
  - Inga coragypsea
  - Inga goniocalyx
  - Inga interfluminensis
  - Inga macarenensis
  - Inga mucuna
  - Inga saffordiana

- Lennoaceae
- Leptolejeunea
  - Leptolejeunea tridentata

- Licania
  - Licania salicifolia

- Macrolobium
  - Macrolobium pittieri

- Magnolia
  - Magnolia calimaensis
  - Magnolia calophylla
  - Magnolia cararensis
  - Magnolia caricifragrans
  - Magnolia cespedesii
  - Magnolia colombiana
  - Magnolia espinalii
  - Magnolia georgii
  - Magnolia gilbertoi
  - Magnolia guatapensis
  - Magnolia henaoi
  - Magnolia hernandezii
  - Magnolia katiorum
  - Magnolia lenticellatum
  - Magnolia mahechae
  - Magnolia narinensis
  - Magnolia polyhypsophylla
  - Magnolia santanderiana
  - Magnolia urraoense
  - Magnolia virolinensis
  - Magnolia wolfii
  - Magnolia yarumalense

- Mayna
  - Mayna pubescens
  - Mayna suaveolens

- Meriania
  - Meriania peltata
  - Meriania versicolor

- Metteniusa
  - Metteniusa cundinamarcensis
  - Metteniusa edulis
  - Metteniusa huilensis
  - Metteniusa santanderensis

- Miconia
  - Miconia poecilantha

- Oenocarpus
  - Oenocarpus circumtextus
  - Oenocarpus makeru
  - Oenocarpus simplex

- Orphanodendron
  - Orphanodendron bernalii

- Parmentiera
  - Parmentiera stenocarpa

- Passiflora
  - Passiflora tarminiana

- Phytelephas
  - Phytelephas seemannii
  - Phytelephas tumacana

- Pouteria
  - Pouteria arguacoensium
  - Pouteria bracteata
  - Pouteria chocoensis
  - Pouteria espinae

- Pradosia
  - Pradosia cuatrecasasii

- Prunus
  - Prunus carolinae
  - Prunus ernestii
  - Prunus villegasiana

- Rinorea
  - Rinorea antioquiensis
  - Rinorea cordata
  - Rinorea haughtii
  - Rinorea hymenosepala
  - Rinorea laurifolia
  - Rinorea marginata
  - Rinorea ulmifolia

- Rollinia
  - Rollinia amazonica
  - Rollinia pachyantha
  - Rollinia rufinervis

- Romeroa
  - Romeroa verticillata

- Schoenocephalium
  - Schoenocephalium teretifolium

- Solanum
  - Solanum betaceum
  - Solanum sibundoyense

- Sphaerolejeunea
  - Sphaerolejeunea umbilicata

- Streptosolen
  - Streptosolen jamesonii

- Swartzia
  - Swartzia macrophylla
  - Swartzia oraria
  - Swartzia robiniifolia
  - Swartzia santanderensis

- Utricularia
  - Utricularia neottioides
  - Utricularia nervosa
  - Utricularia oliveriana
  - Utricularia pusilla
  - Utricularia triloba

- Vantanea
  - Vantanea magdalenensis

- Wettinia
  - Wettinia anomala
  - Wettinia disticha
  - Wettinia fascicularis
  - Wettinia hirsuta
  - Wettinia kalbreyeri

- Xylosma
  - Xylosma obovatum

- Zamia
  - Zamia amplifolia
  - Zamia encephalartoides
  - Zamia montana
  - Zamia wallisii

- Zygia
  - Zygia lehmannii

## Espèces d'orchidées
La Colombie a le plus grand nombre d'espèces d'orchidées dans le monde. Parmi elles, peuvent être citées :

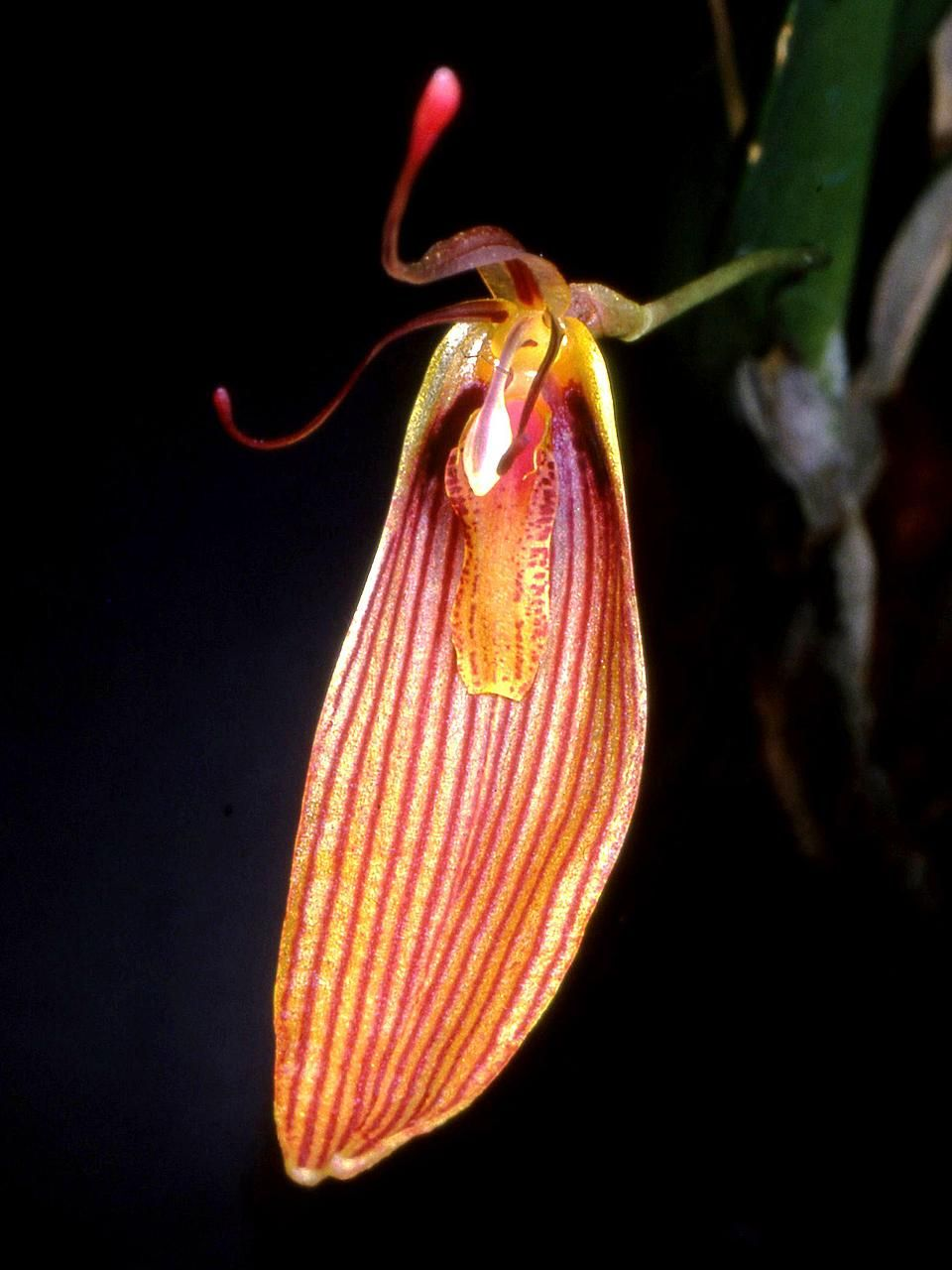
Restrepia antennifera
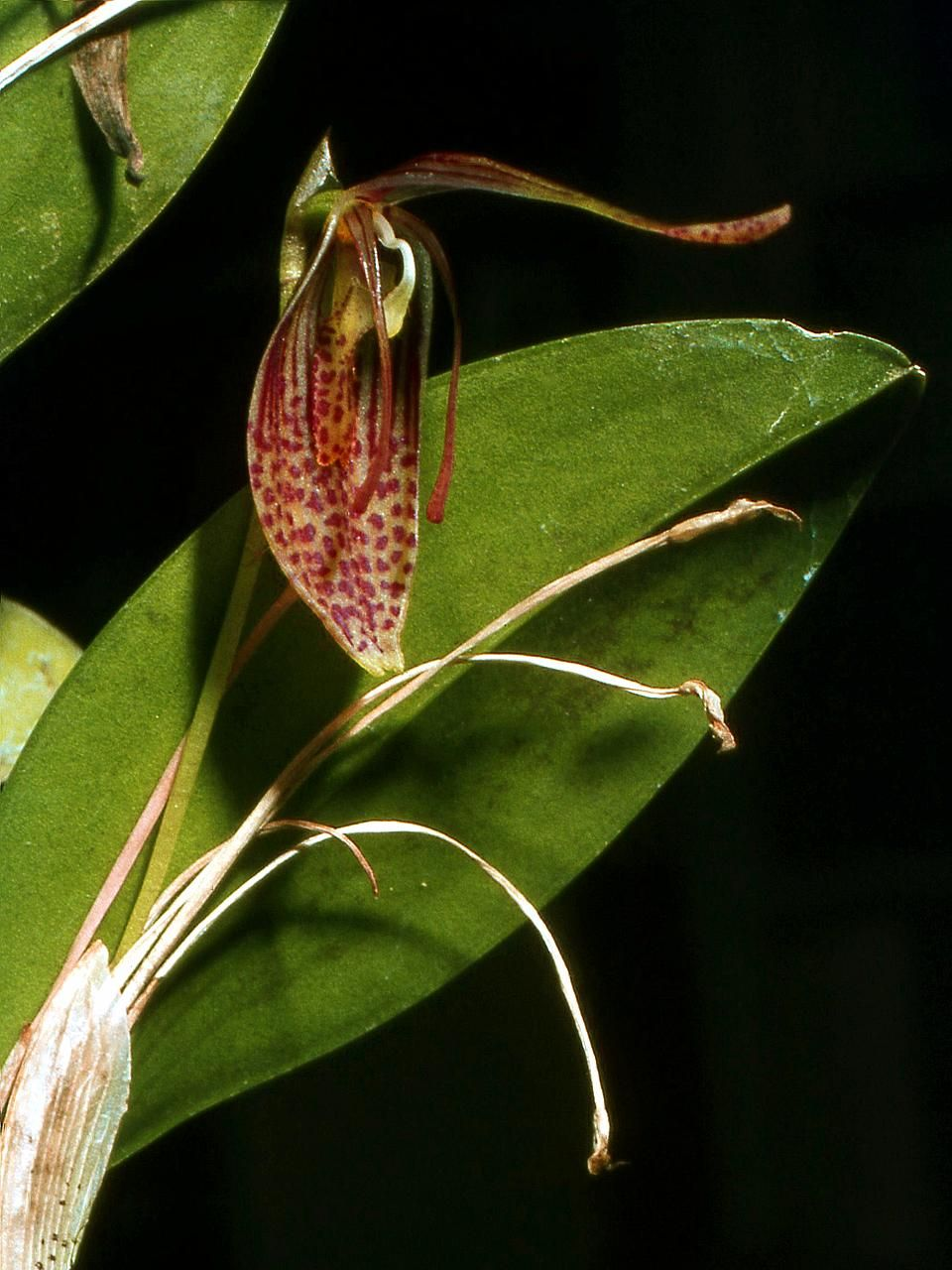
Restrepia aristulifera
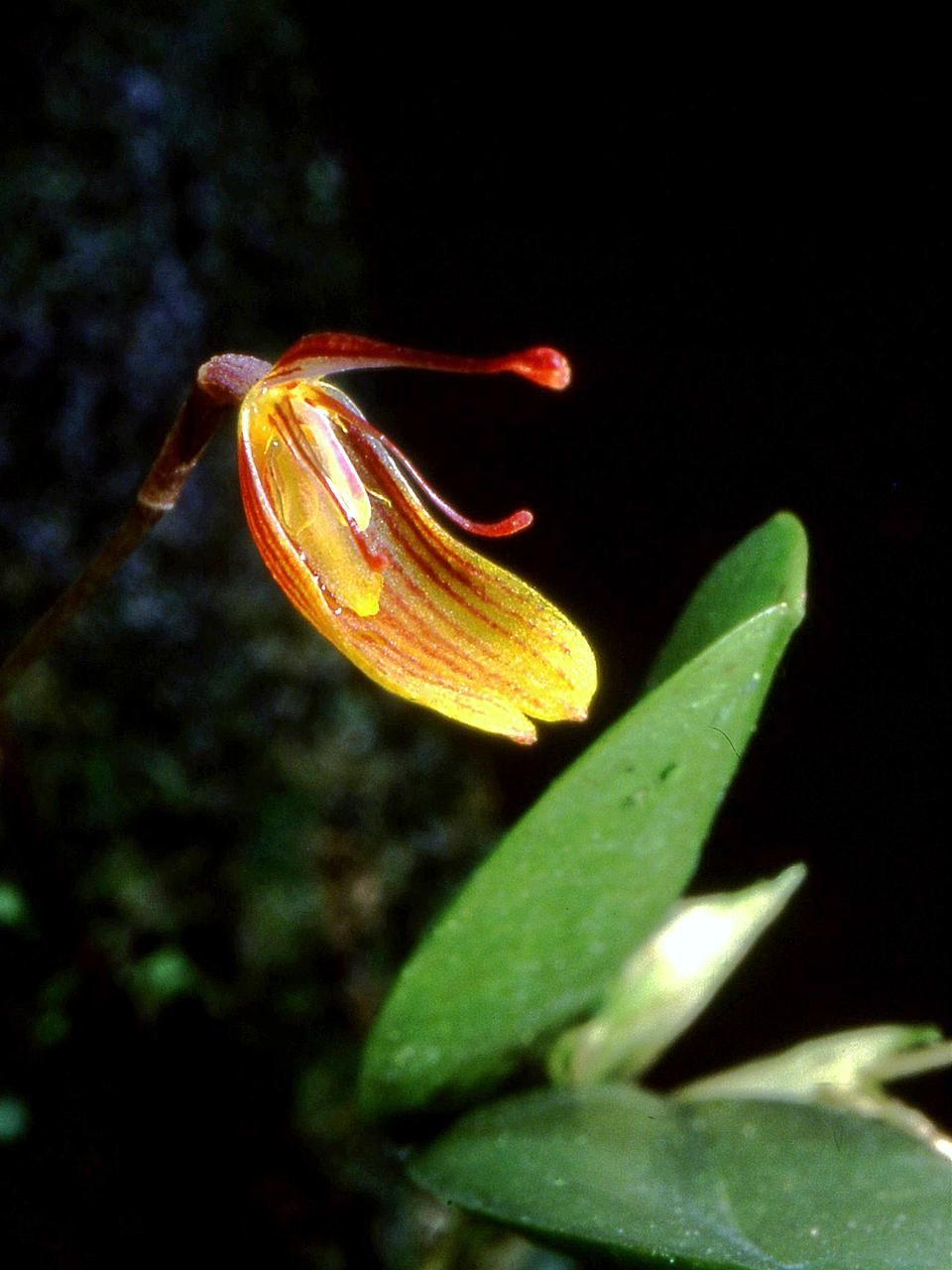
Restrepia aspasicensium
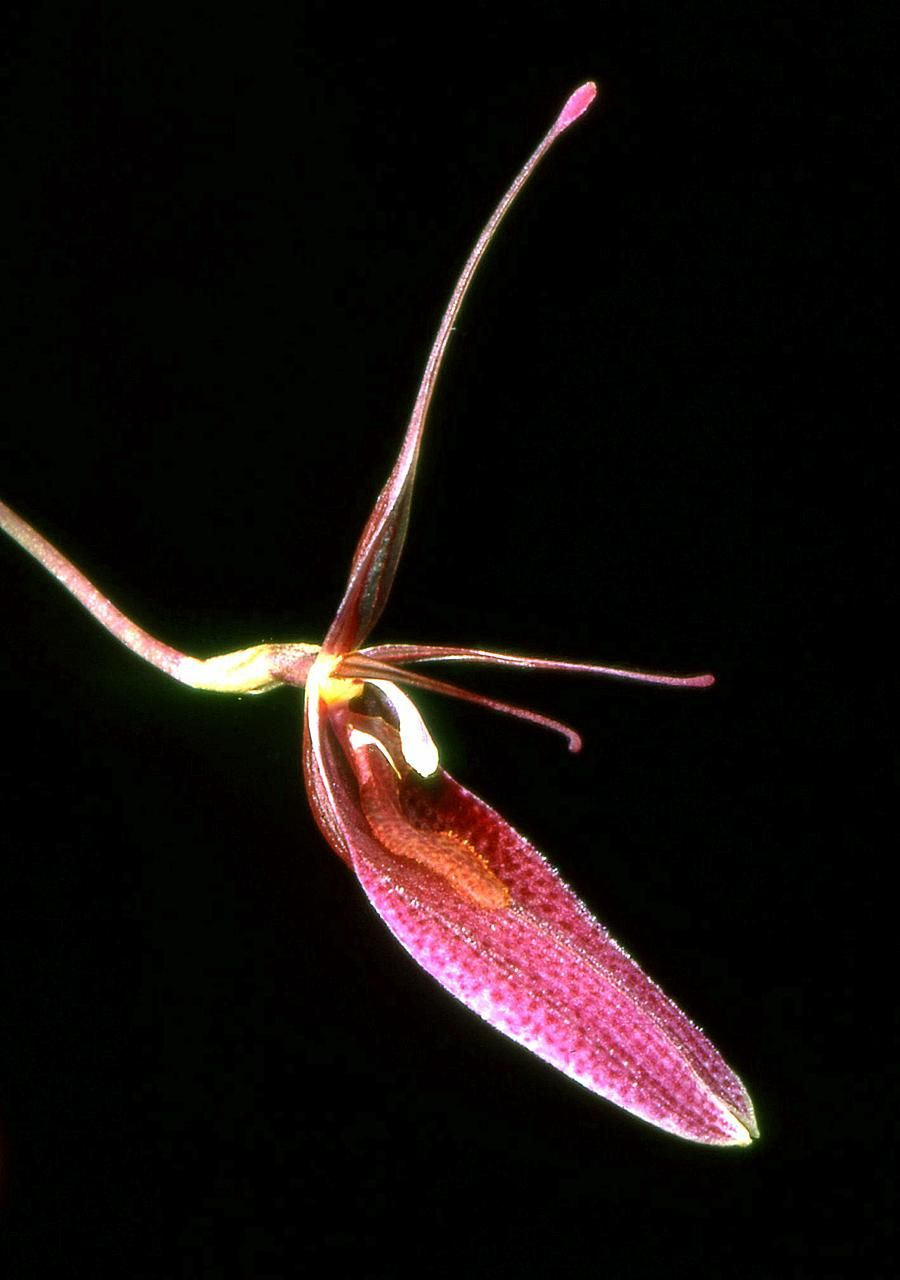
Restrepia brachypus
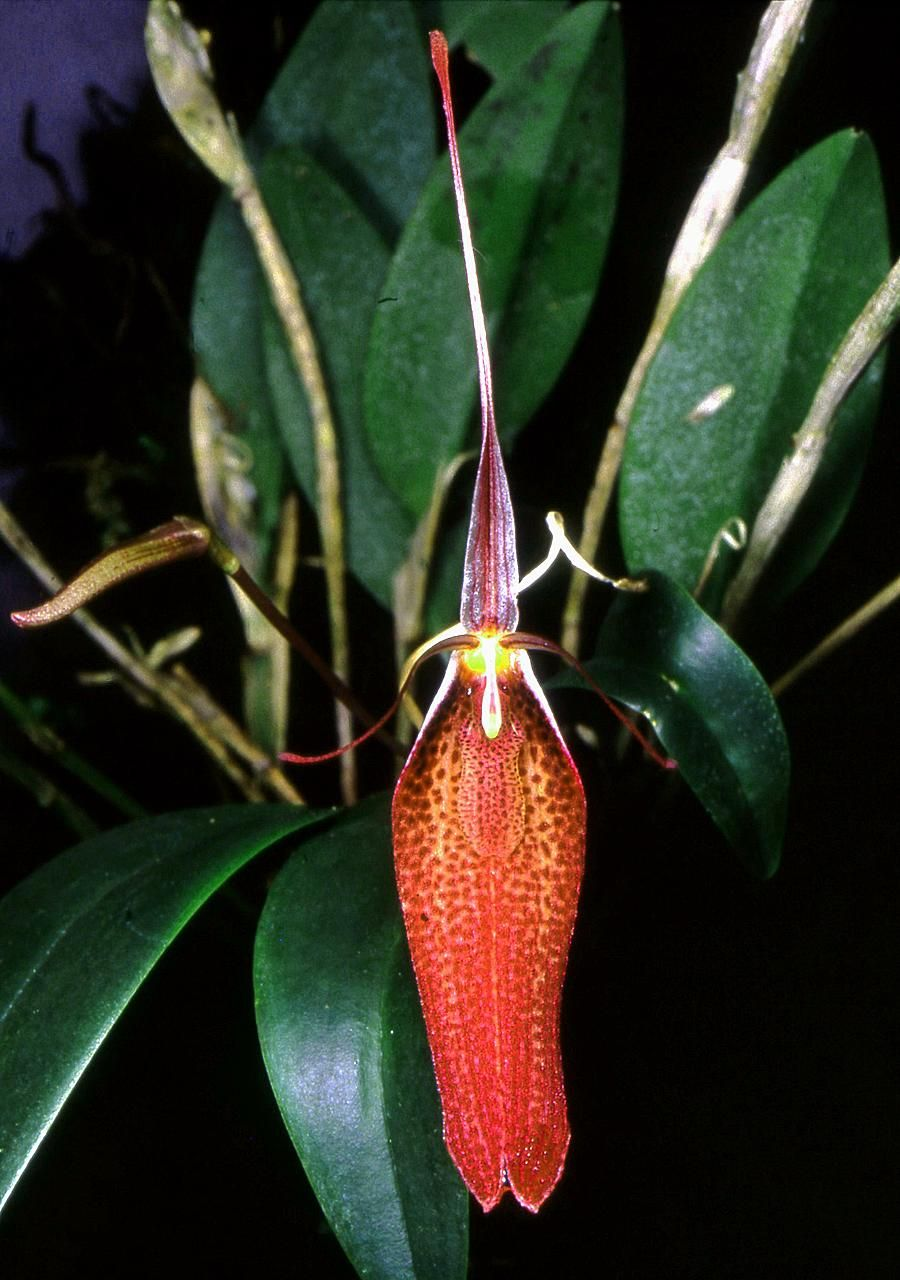
Restrepia contorta
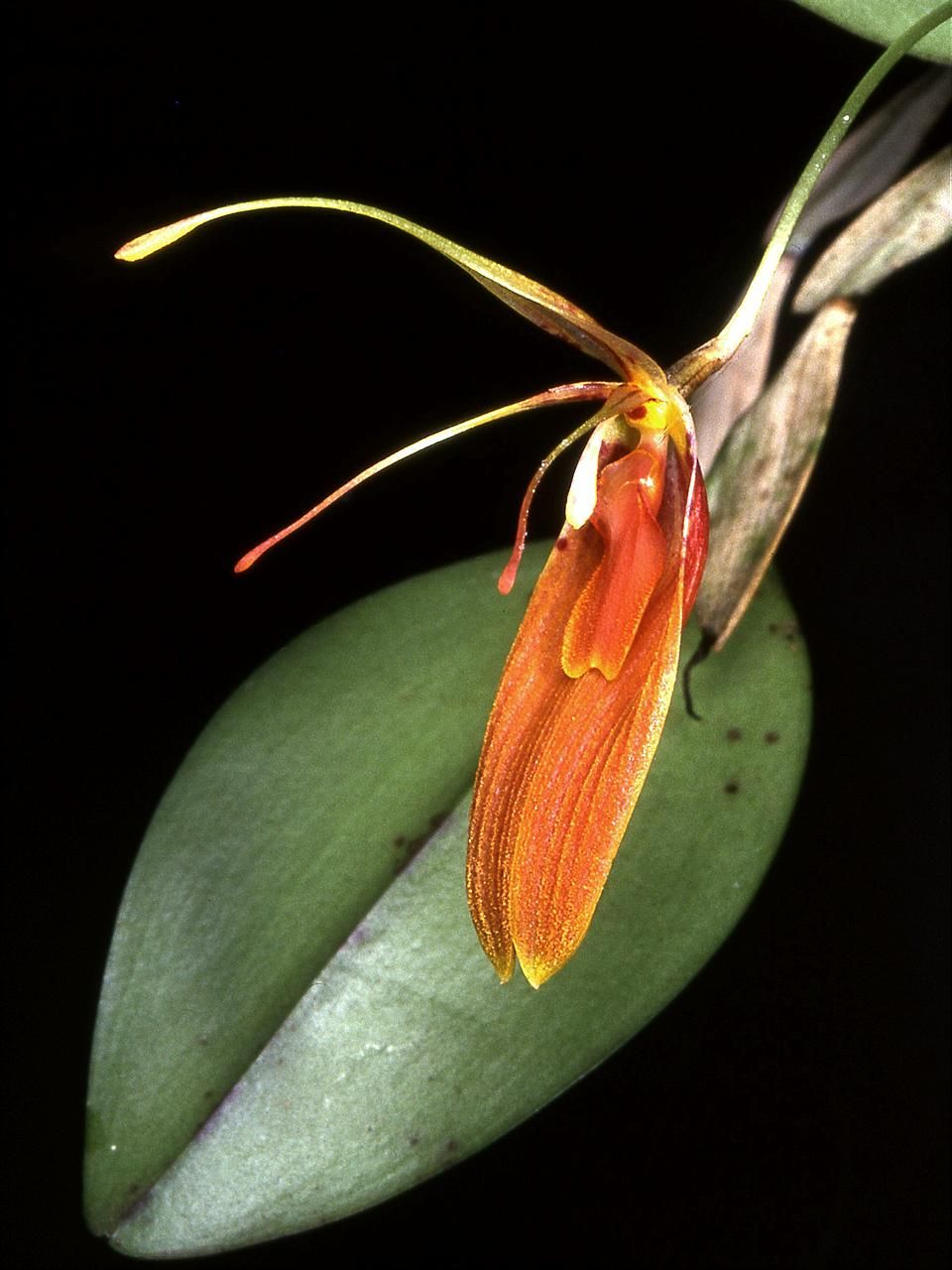
Restrepia cuprea
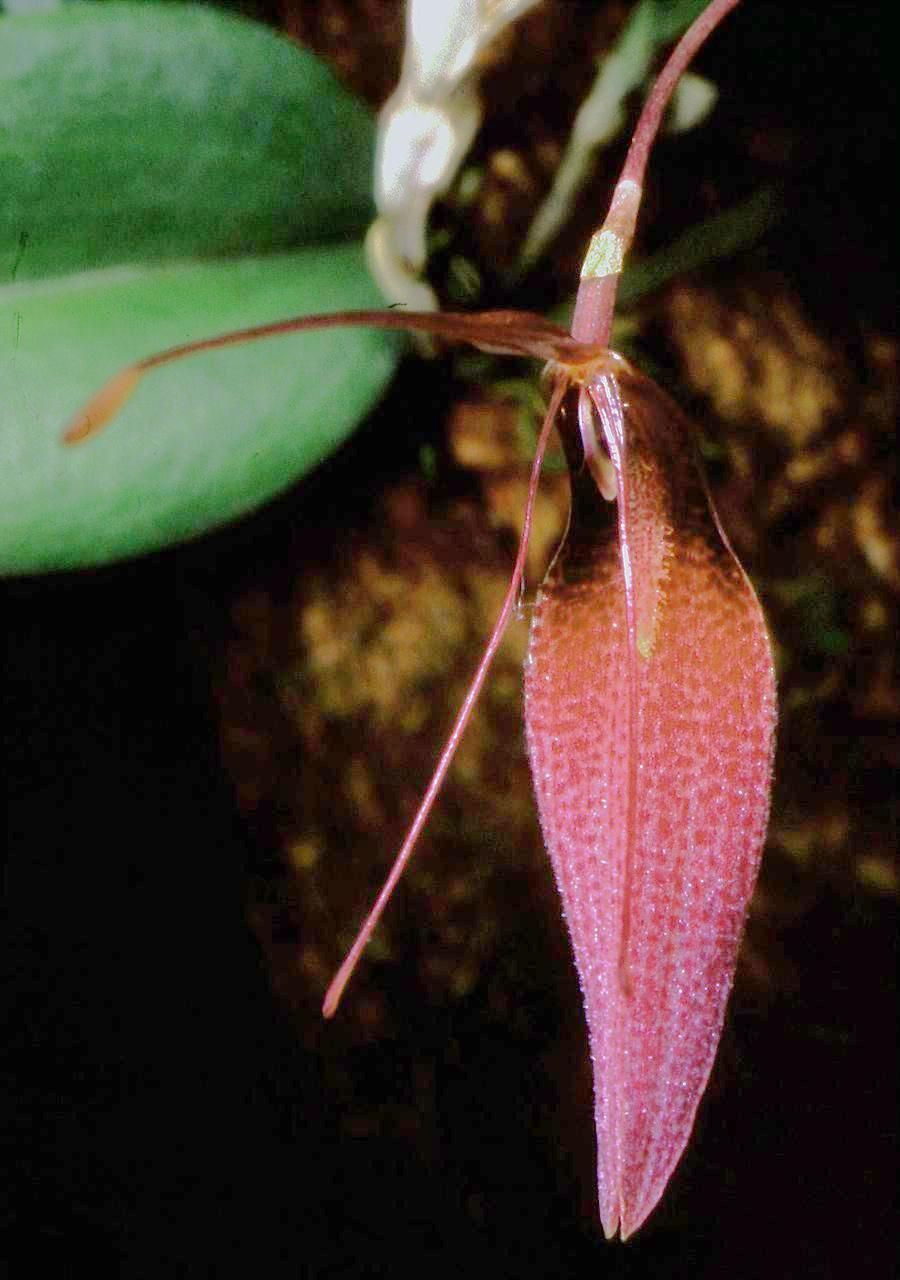
Restrepia dodsonii
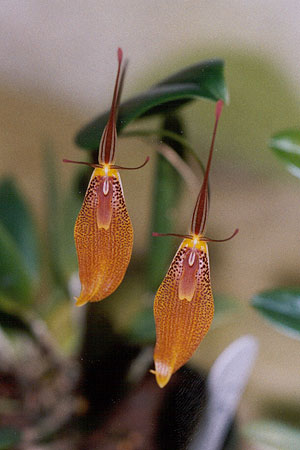
Restrepia elegans
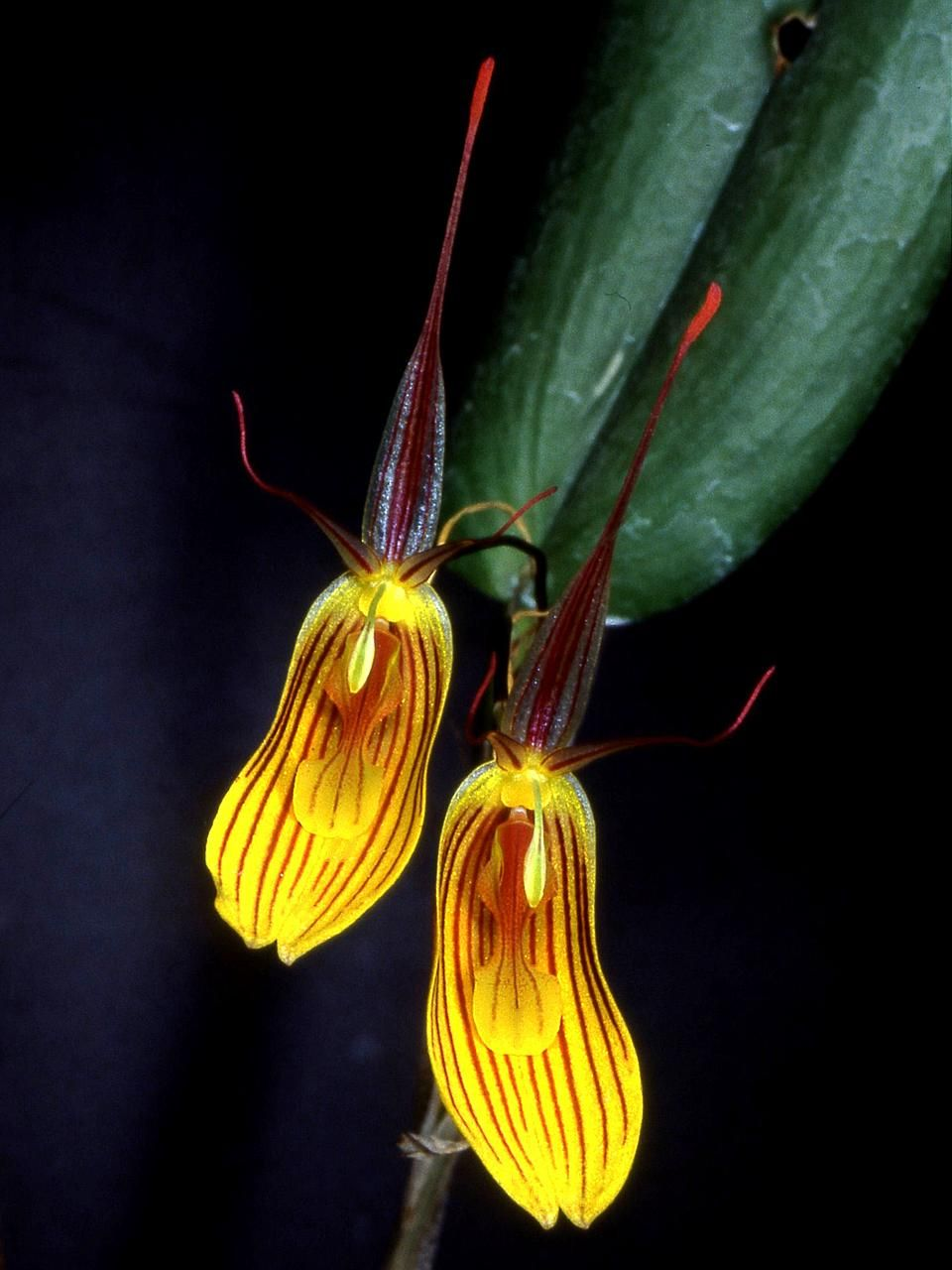
Restrepia falkenbergii
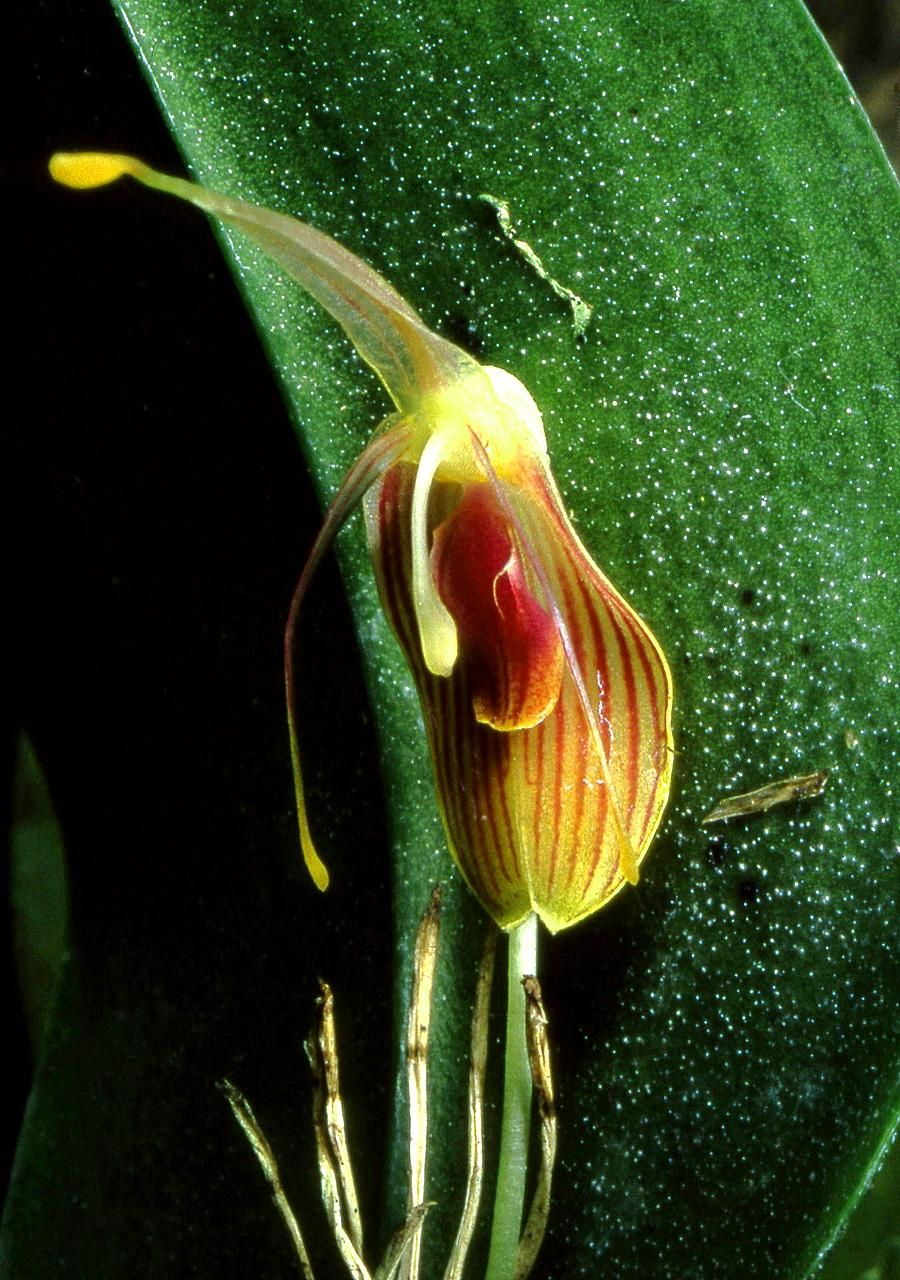
Restrepia flosculata
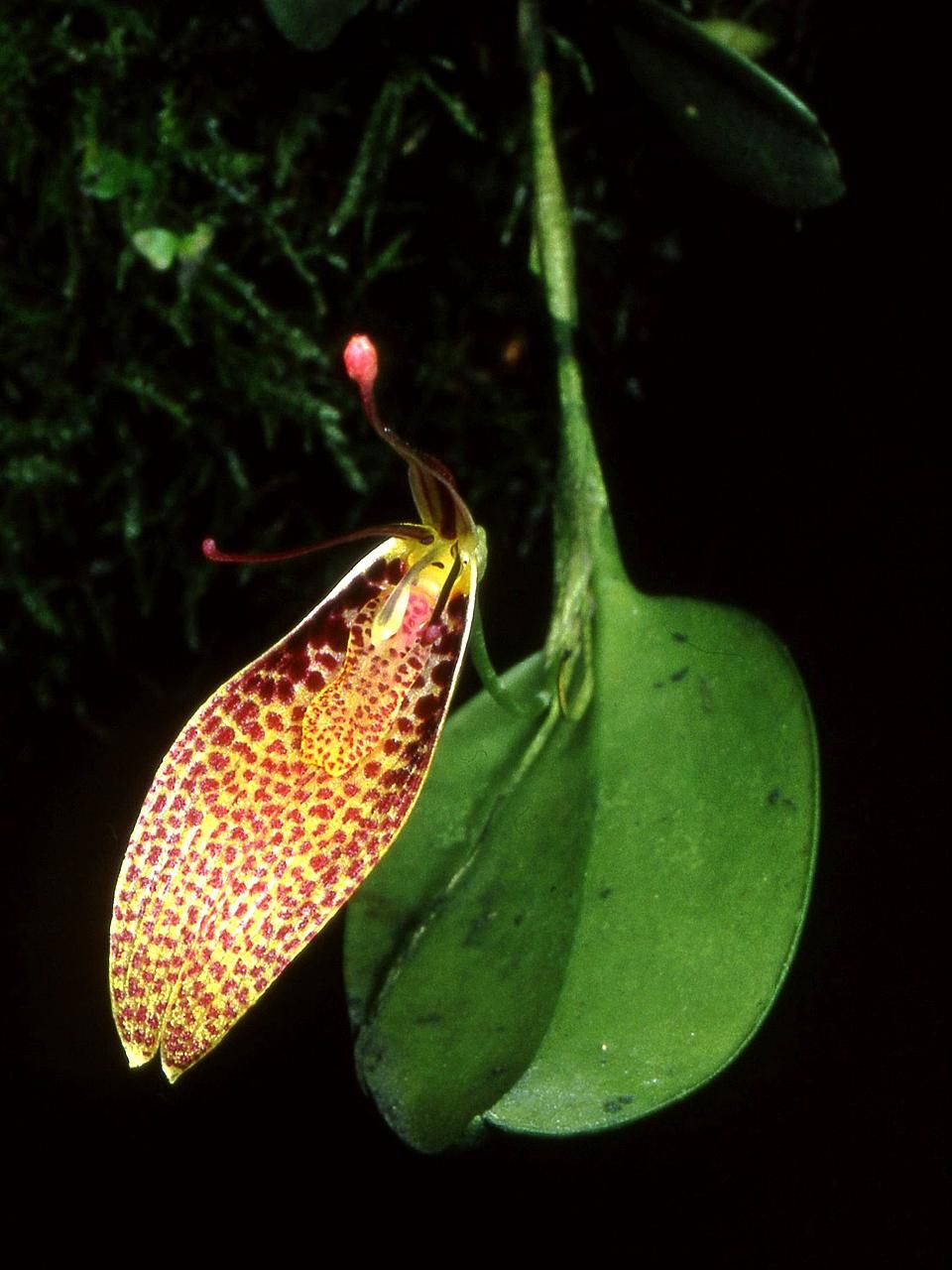
Restrepia guttulata
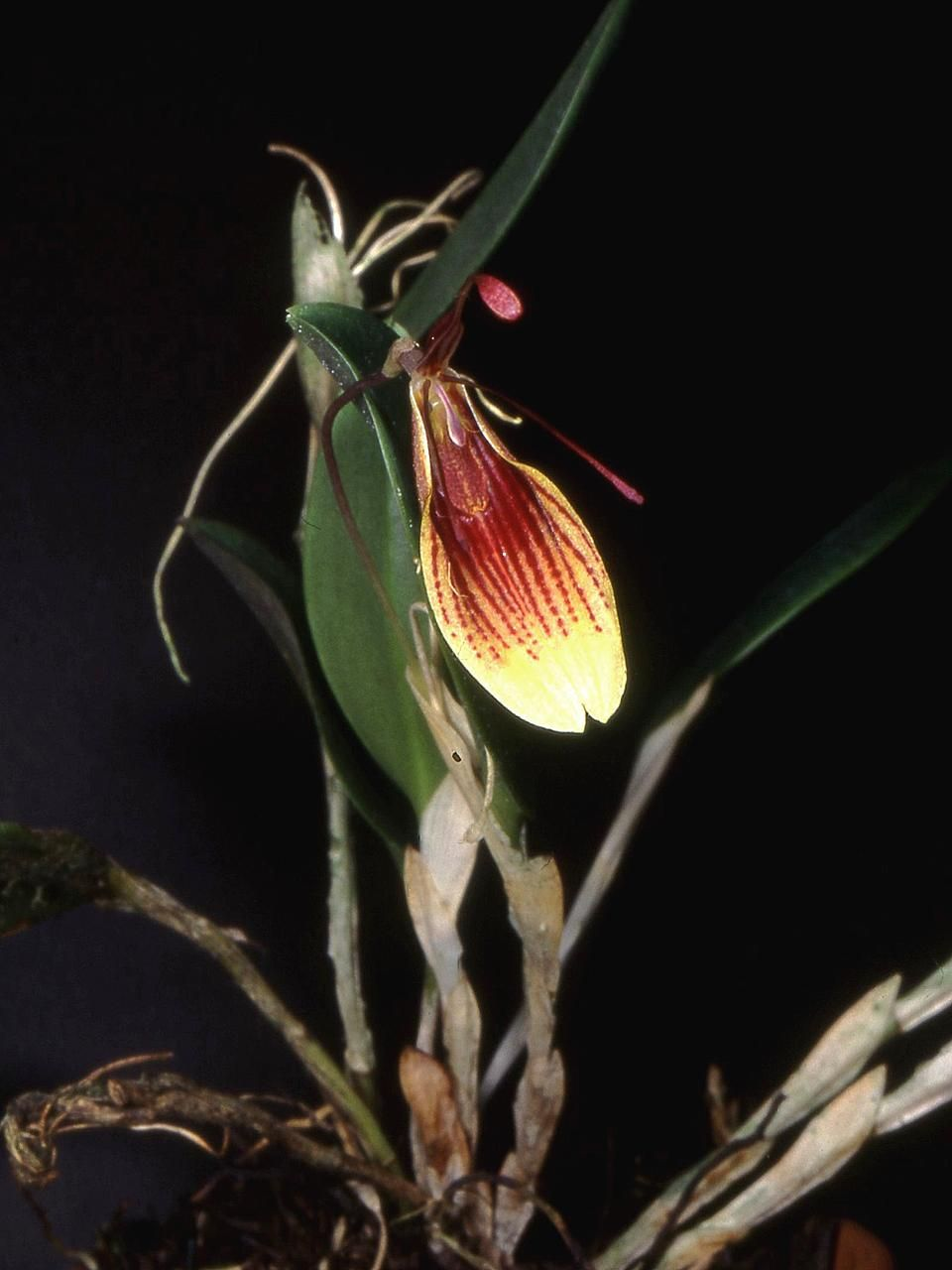
Restrepia iris
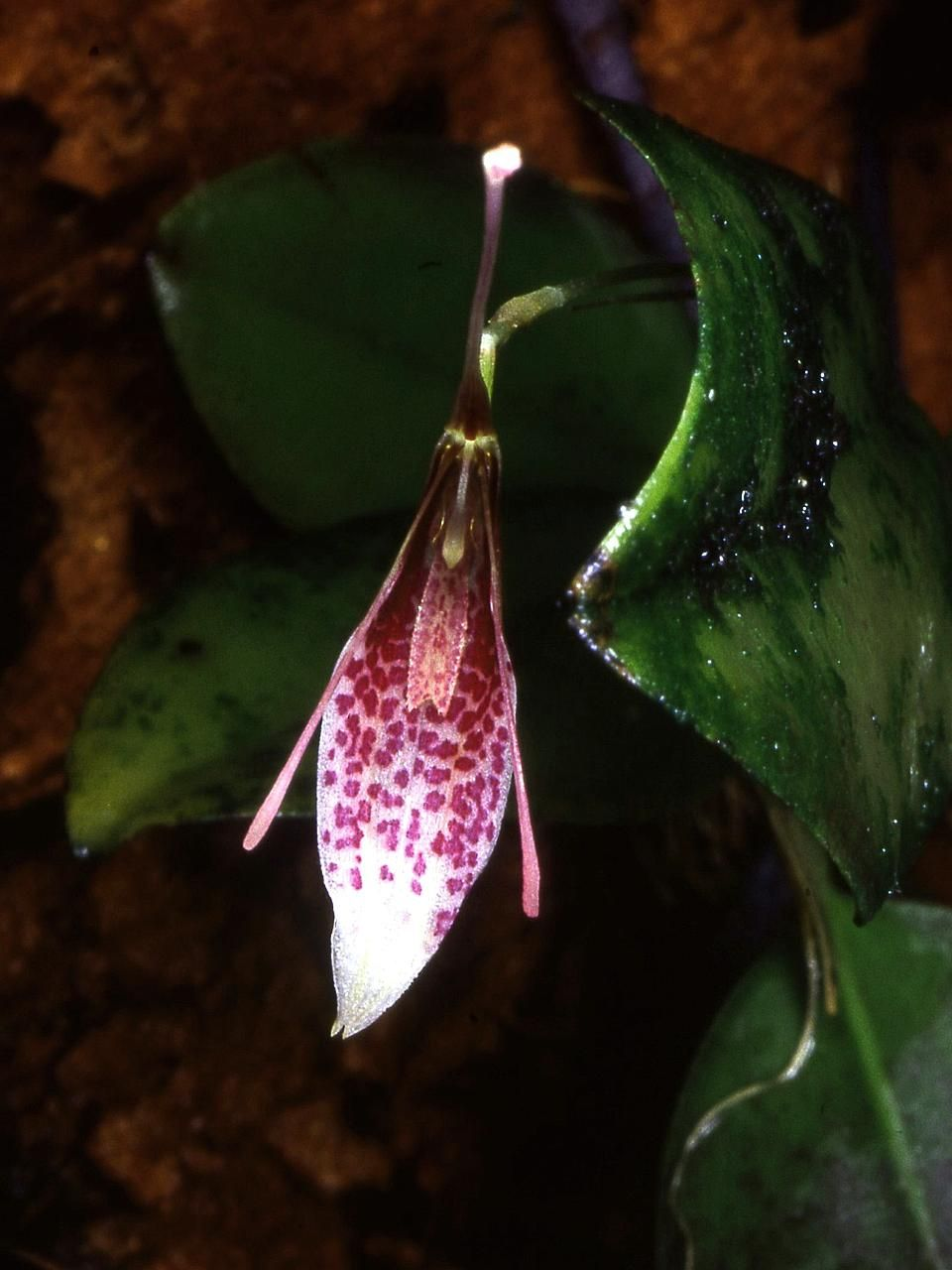
Restrepia lansbergii
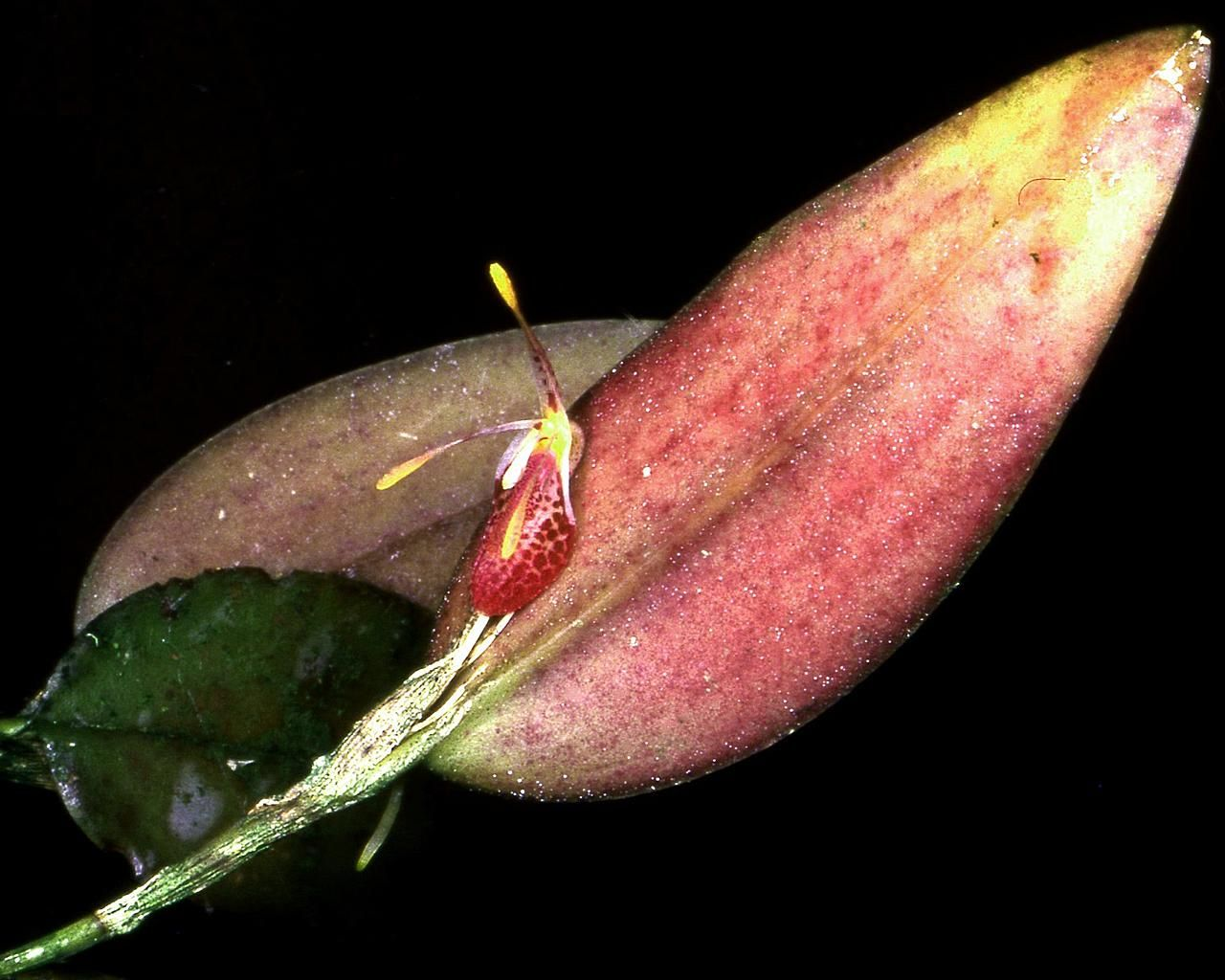
Restrepia muscifera
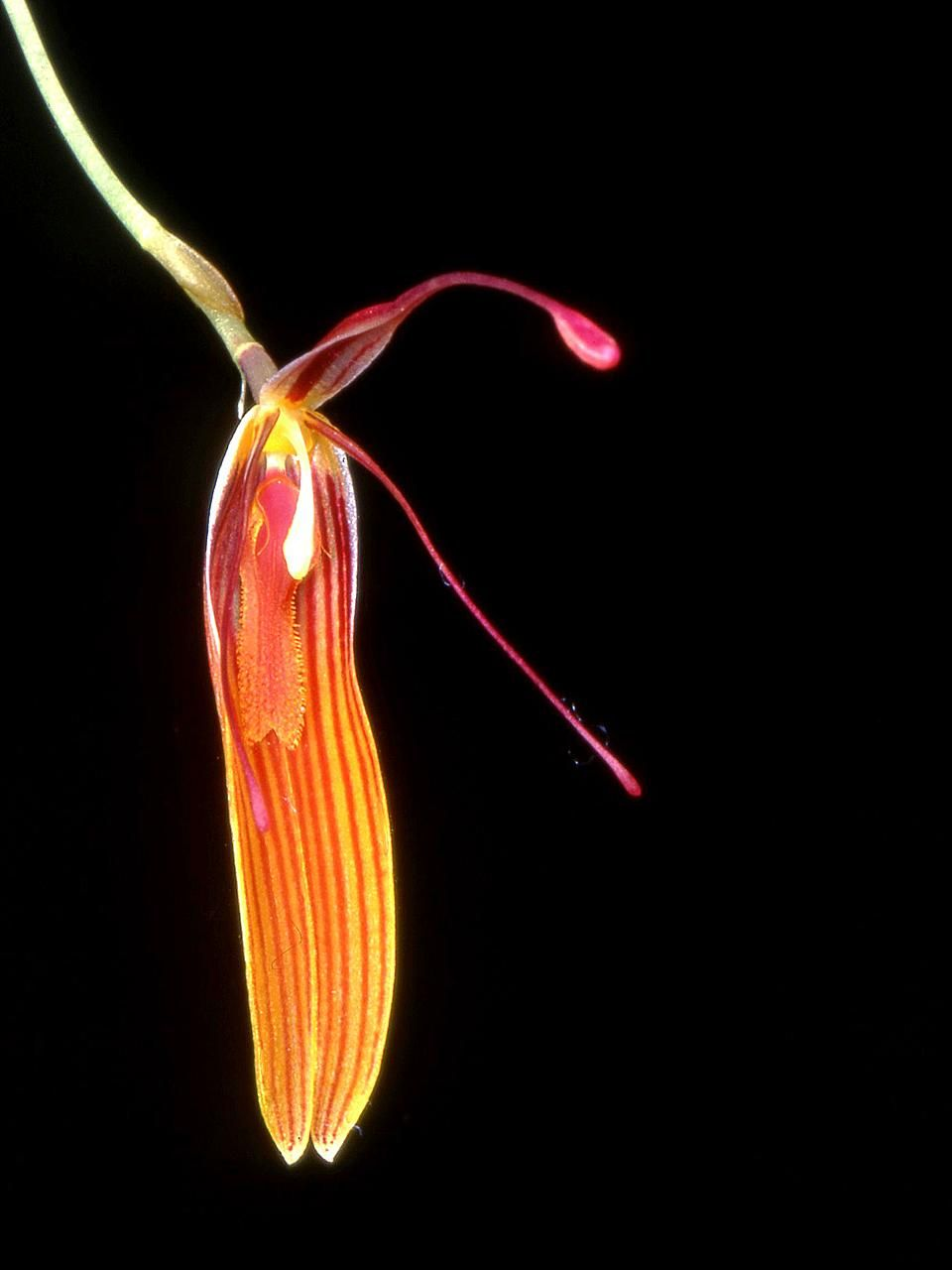
Restrepia nittiorhyncha
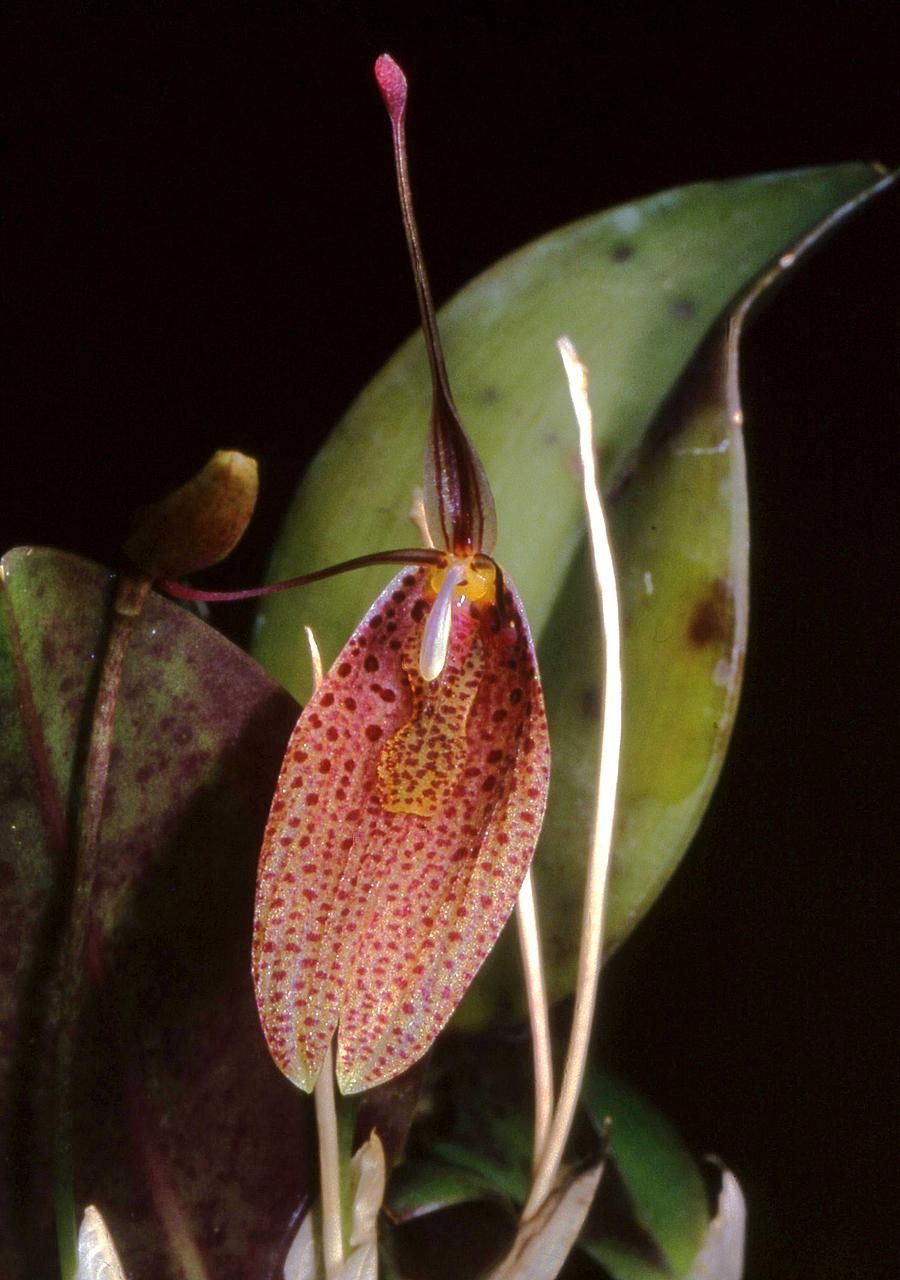
Restrepia pandurata
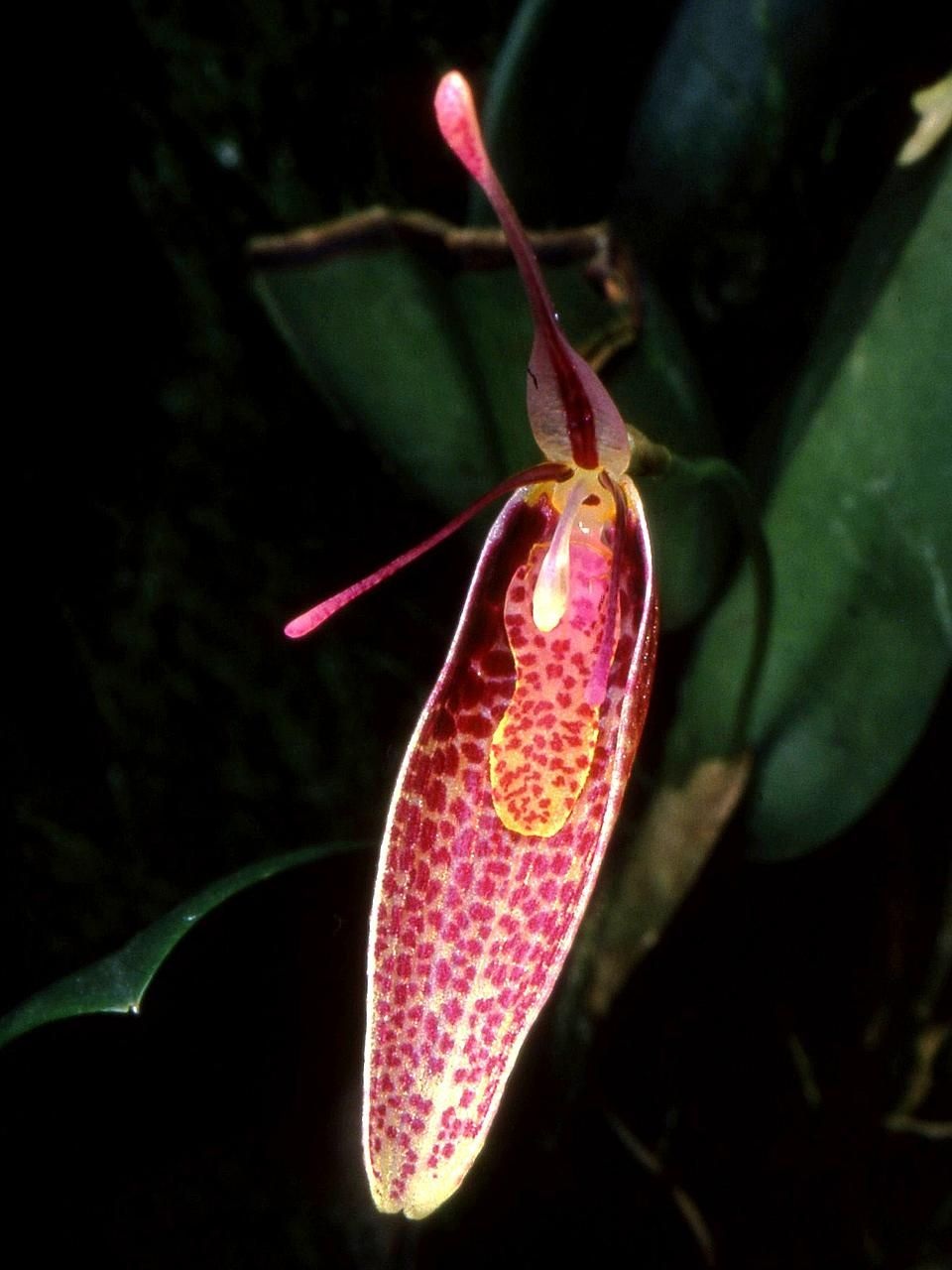
Restrepia roseola
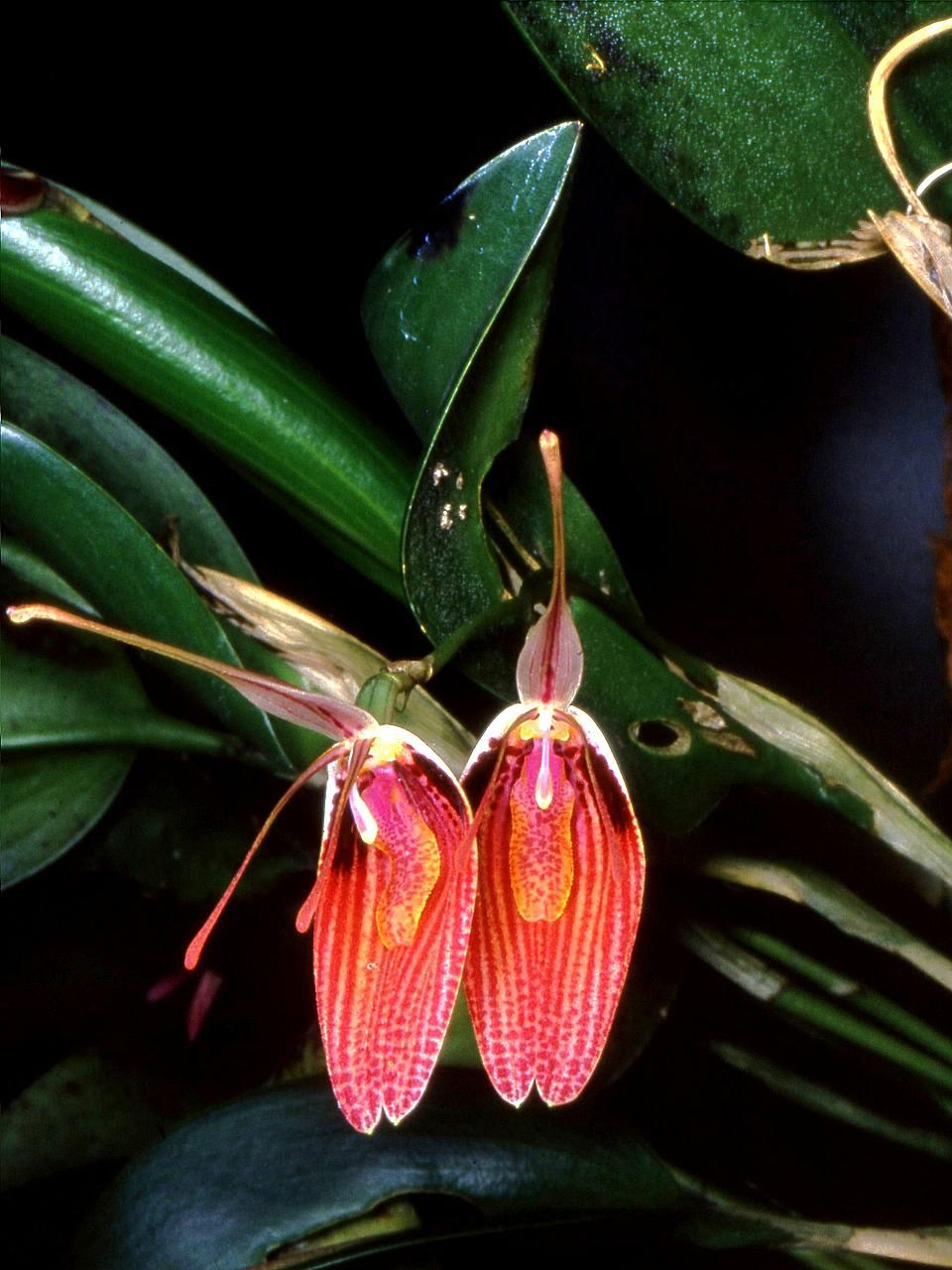
Restrepia sanguinea
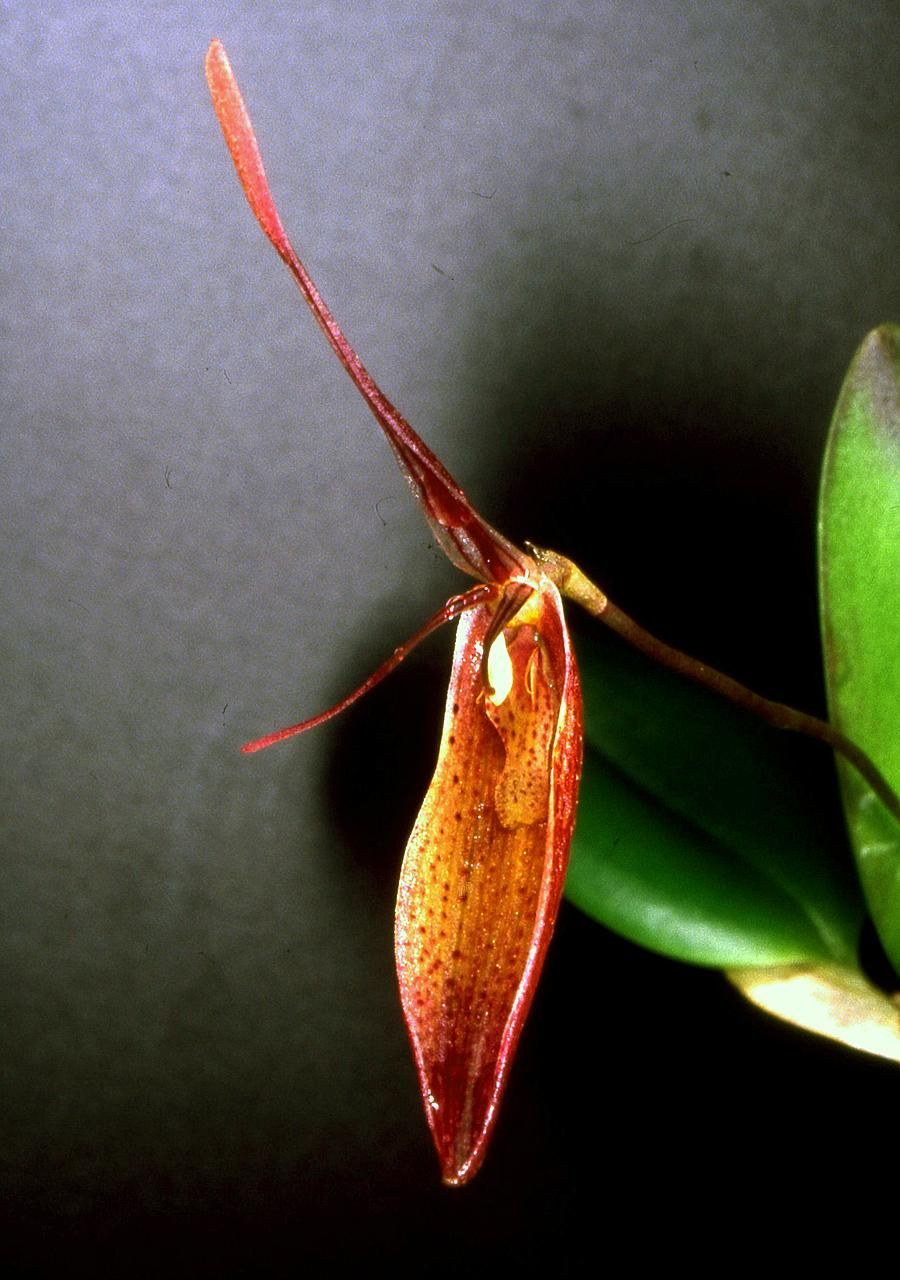
Restrepia teaguei
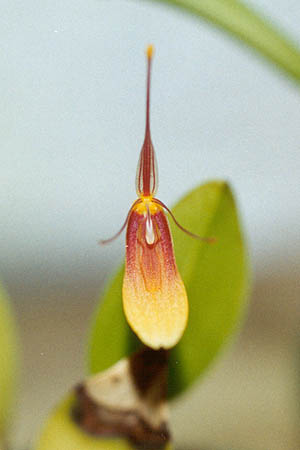
Restrepia trichoglossa
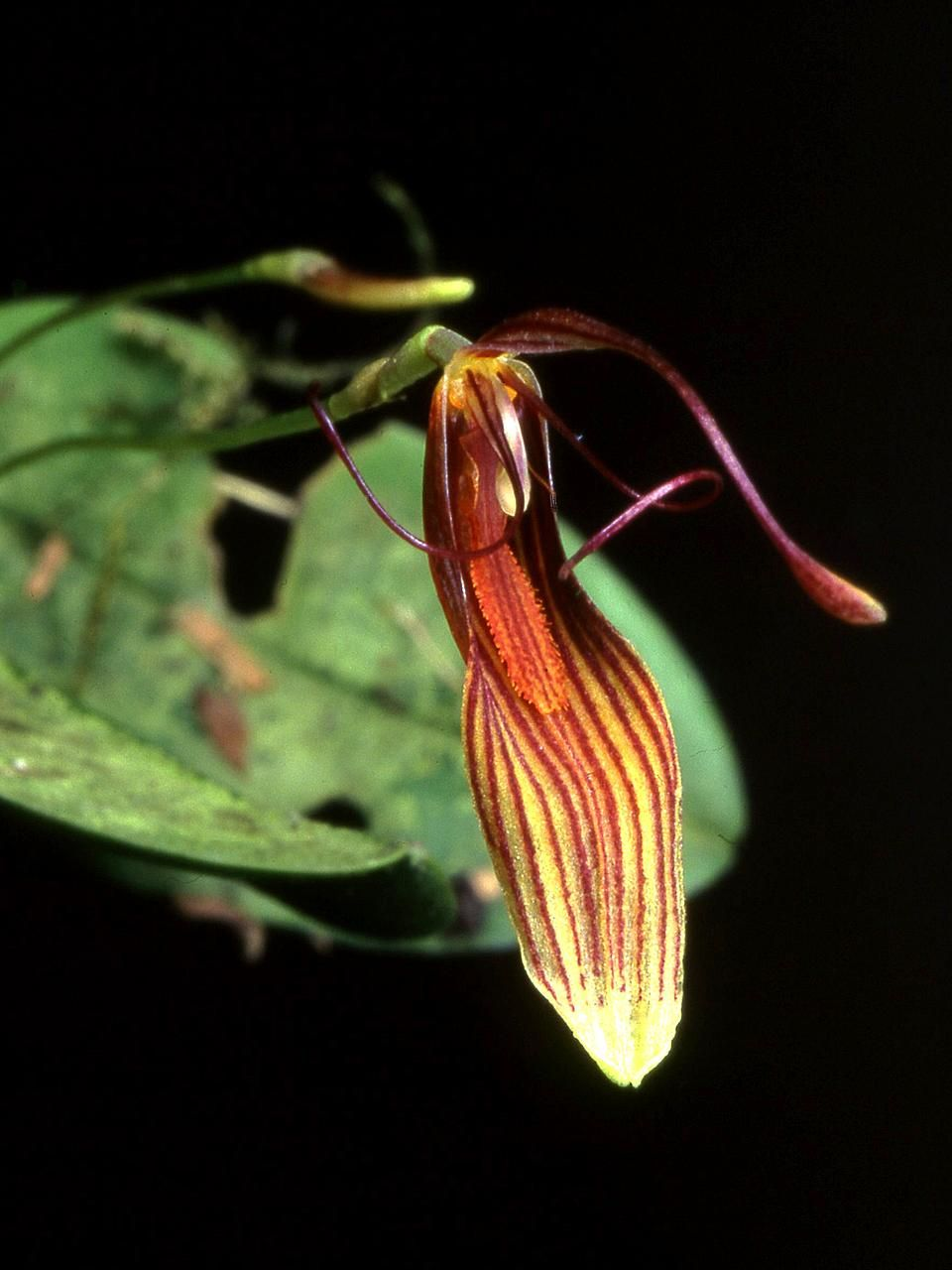
Restrepia wageneri
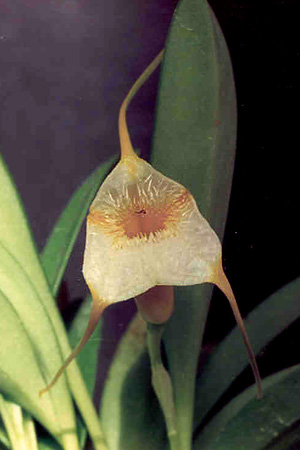
Masdevallia agaster
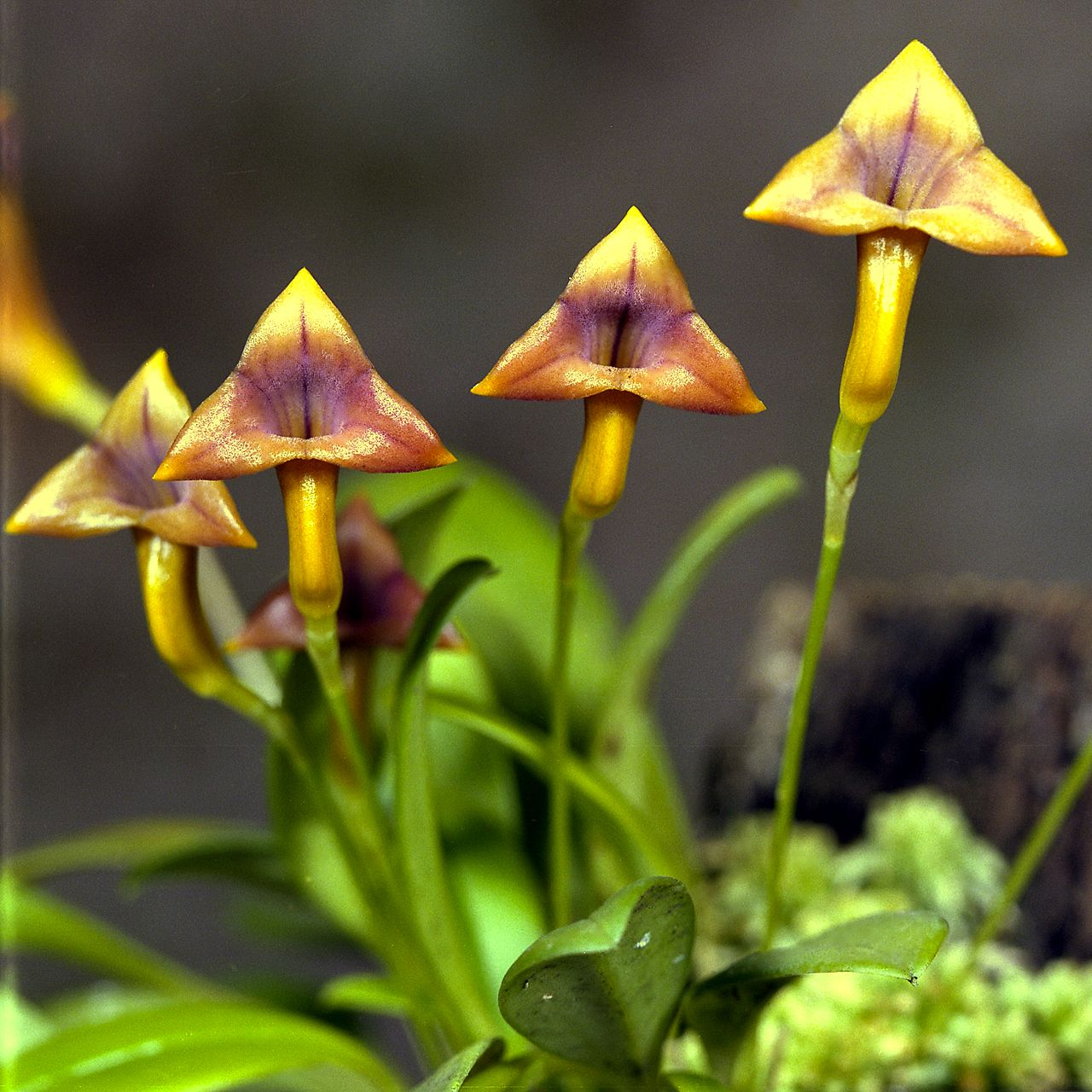
Masdevallia angulifera
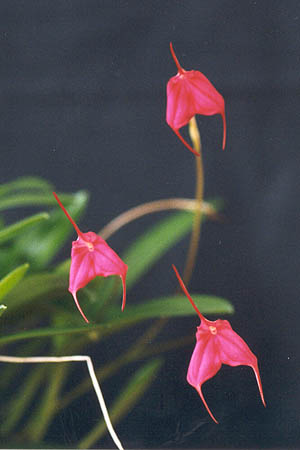
Masdevallia barlaeana
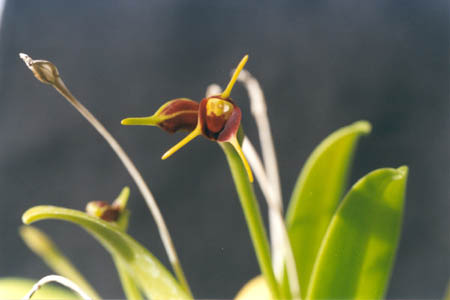
Masdevallia bicolor
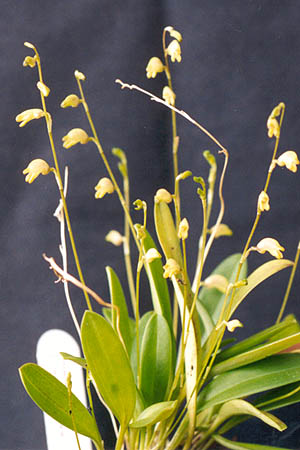
Masdevallia bulbophyllopsis
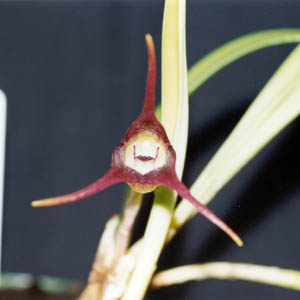
Masdevallia civilis
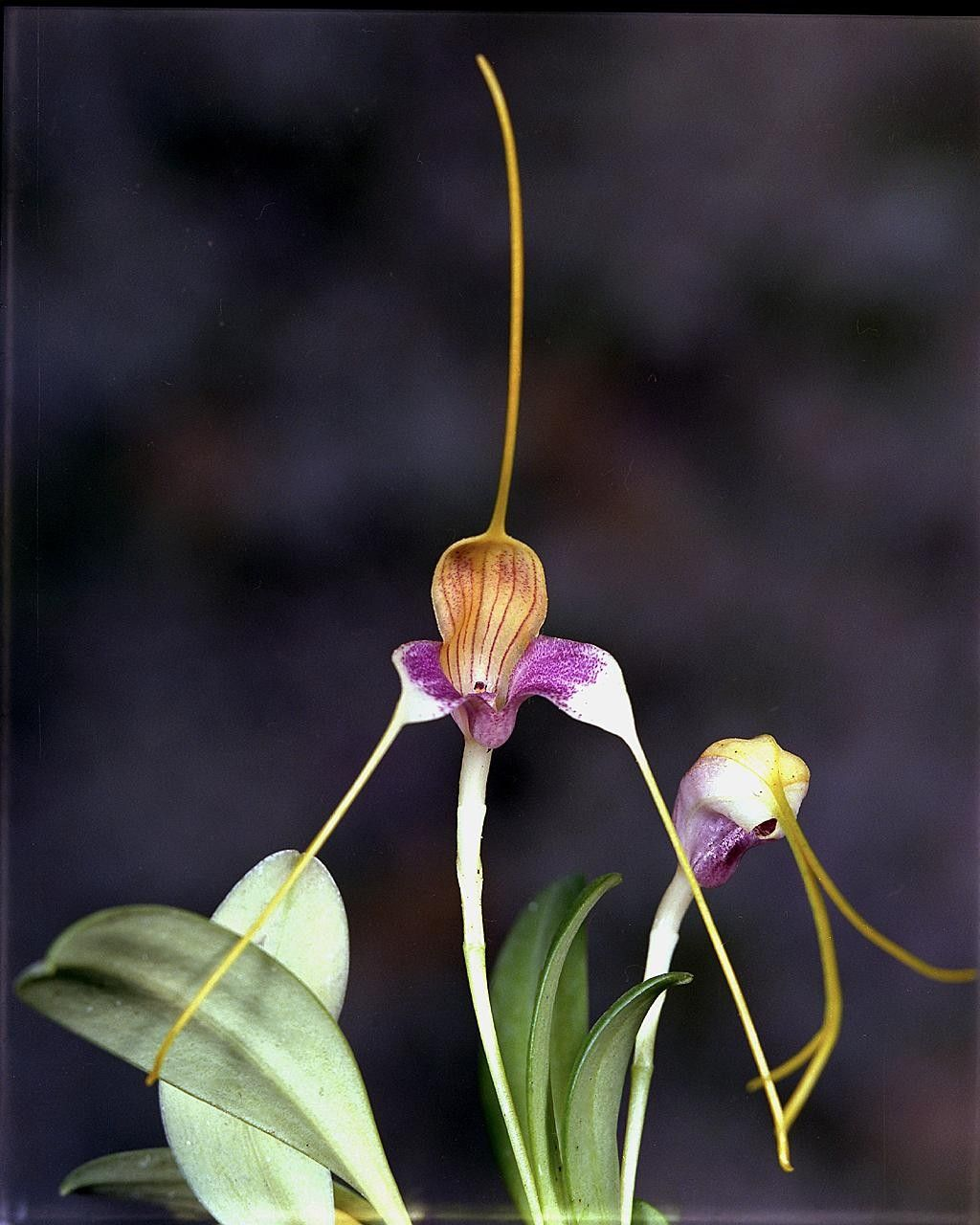
Masdevallia caudata
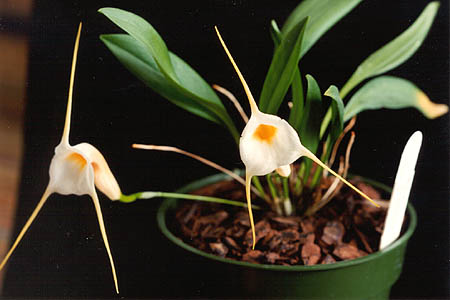
Masdevallia constricta
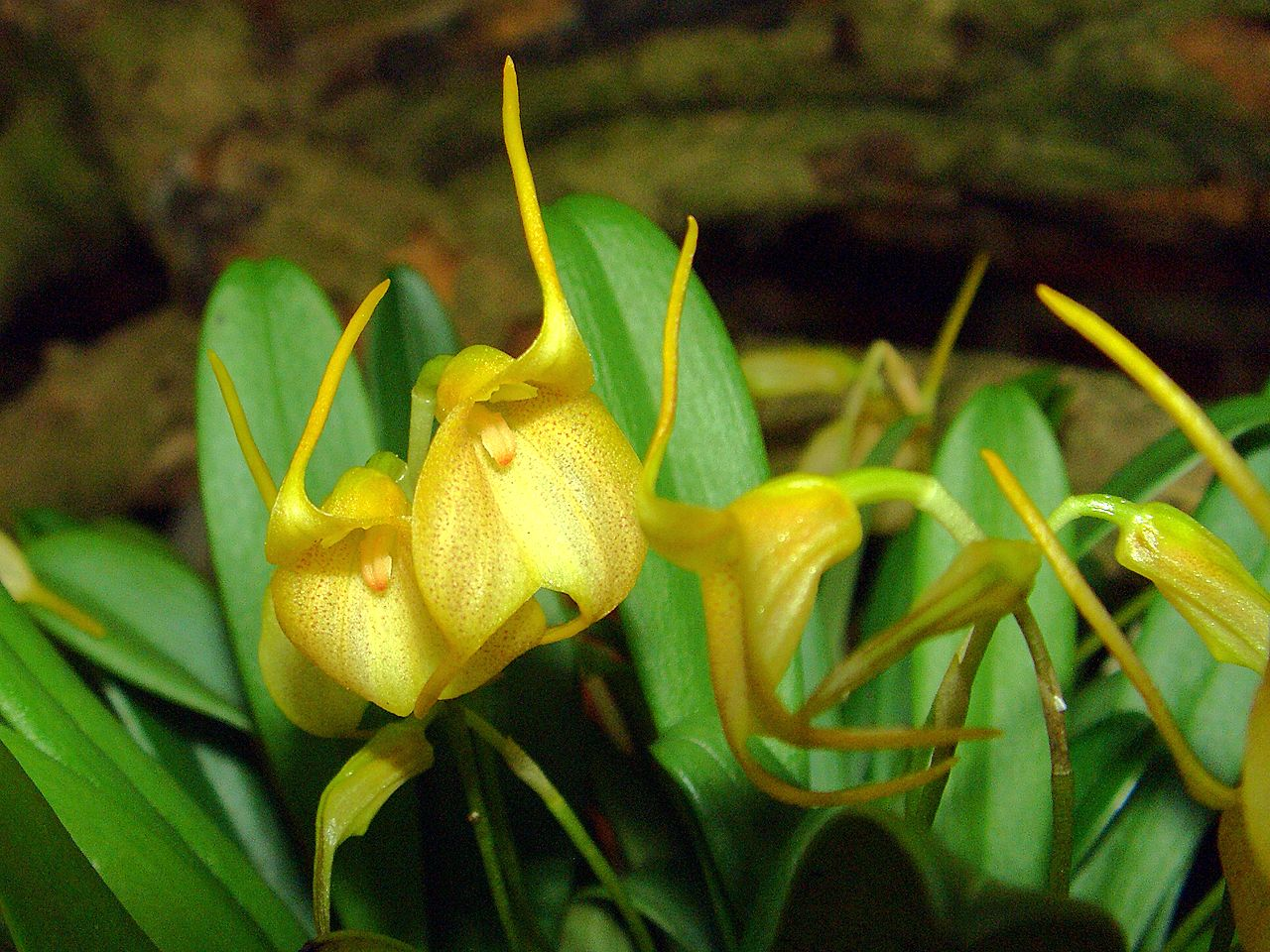
Masdevallia floribunda
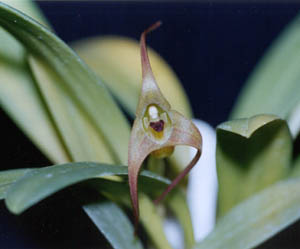
Masdevallia fractiflexa
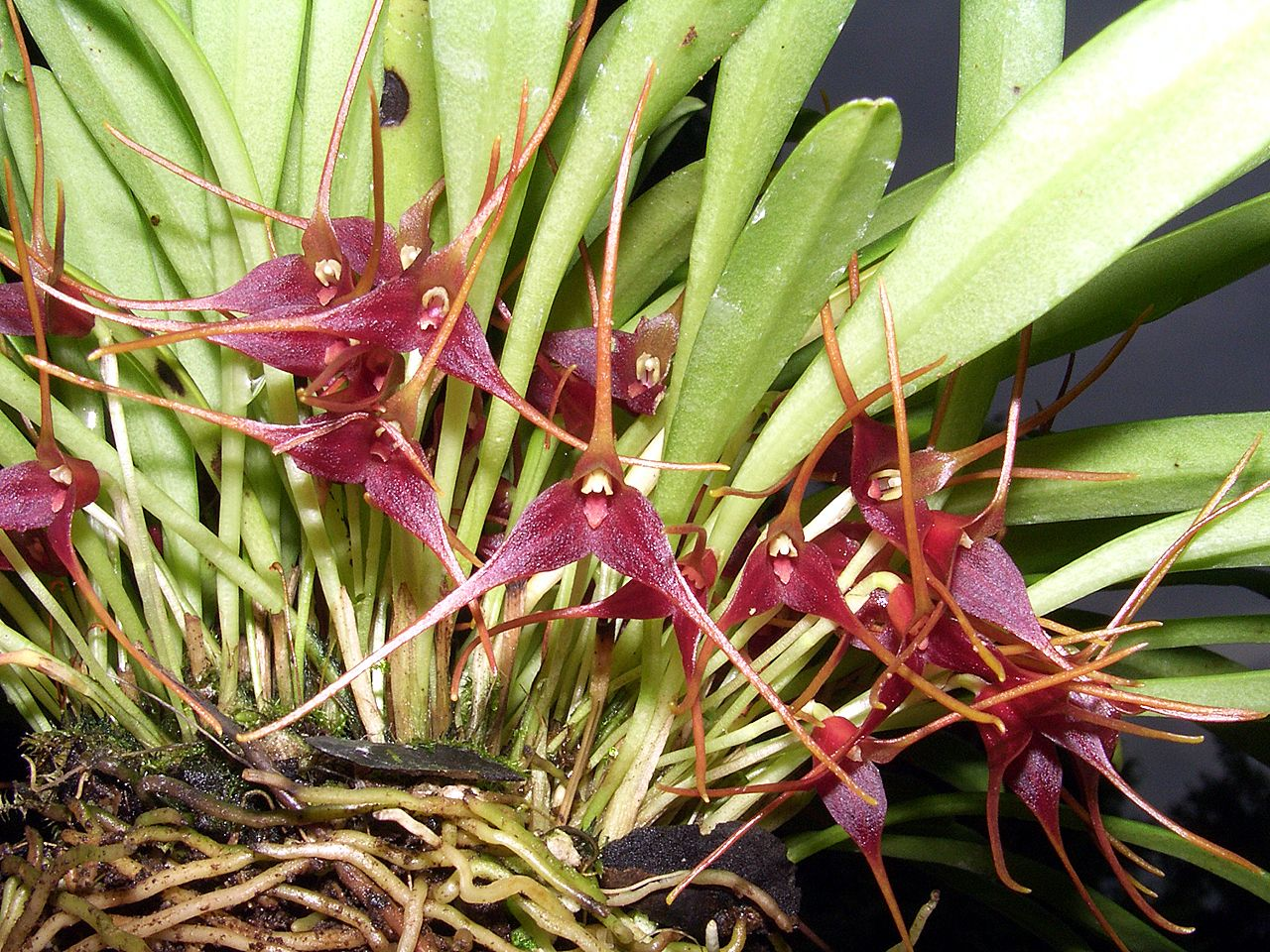
Masdevallia herradurae
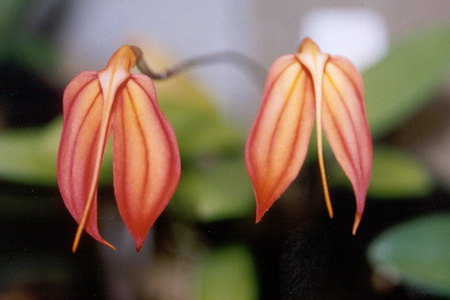
Masdevallia ignea
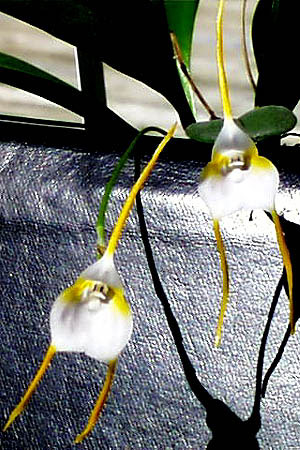
Masdevallia mejiana
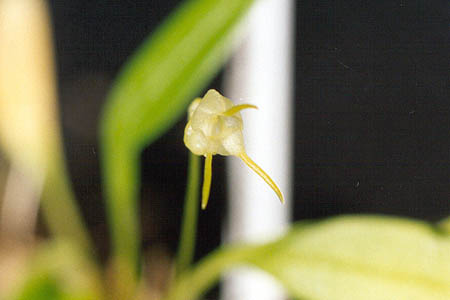
Masdevallia nidifica
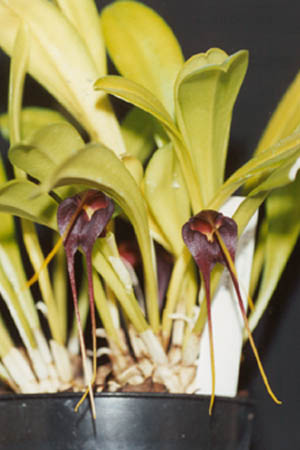
Masdevallia rolfeana
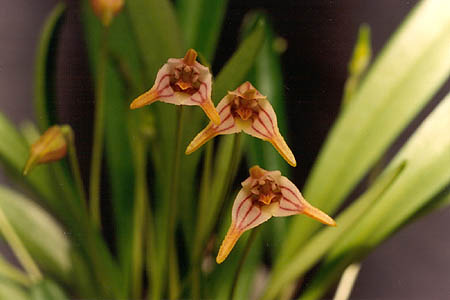
Masdevallia striatella
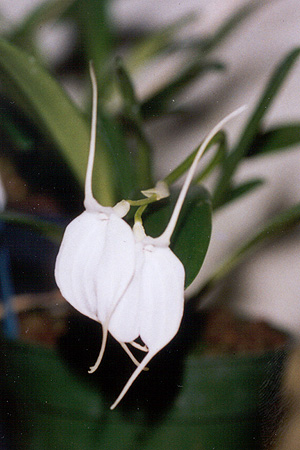
Masdevallia tovarensis
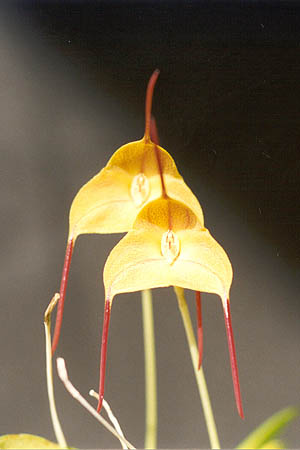
Masdevallia triangularis
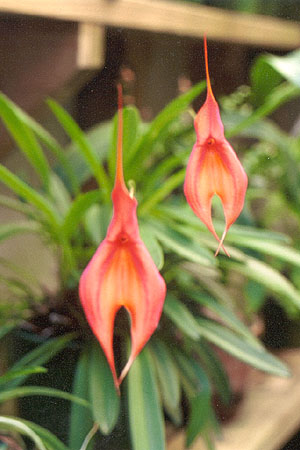
Masdevallia veitchiana
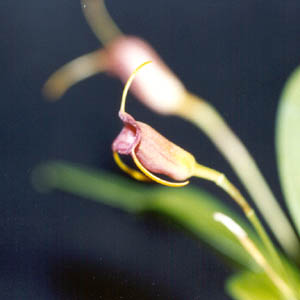
Masdevallia ventricularia
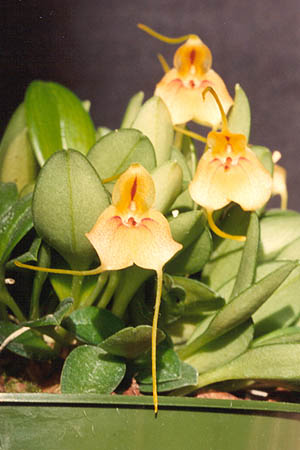
Masdevallia wageneriana
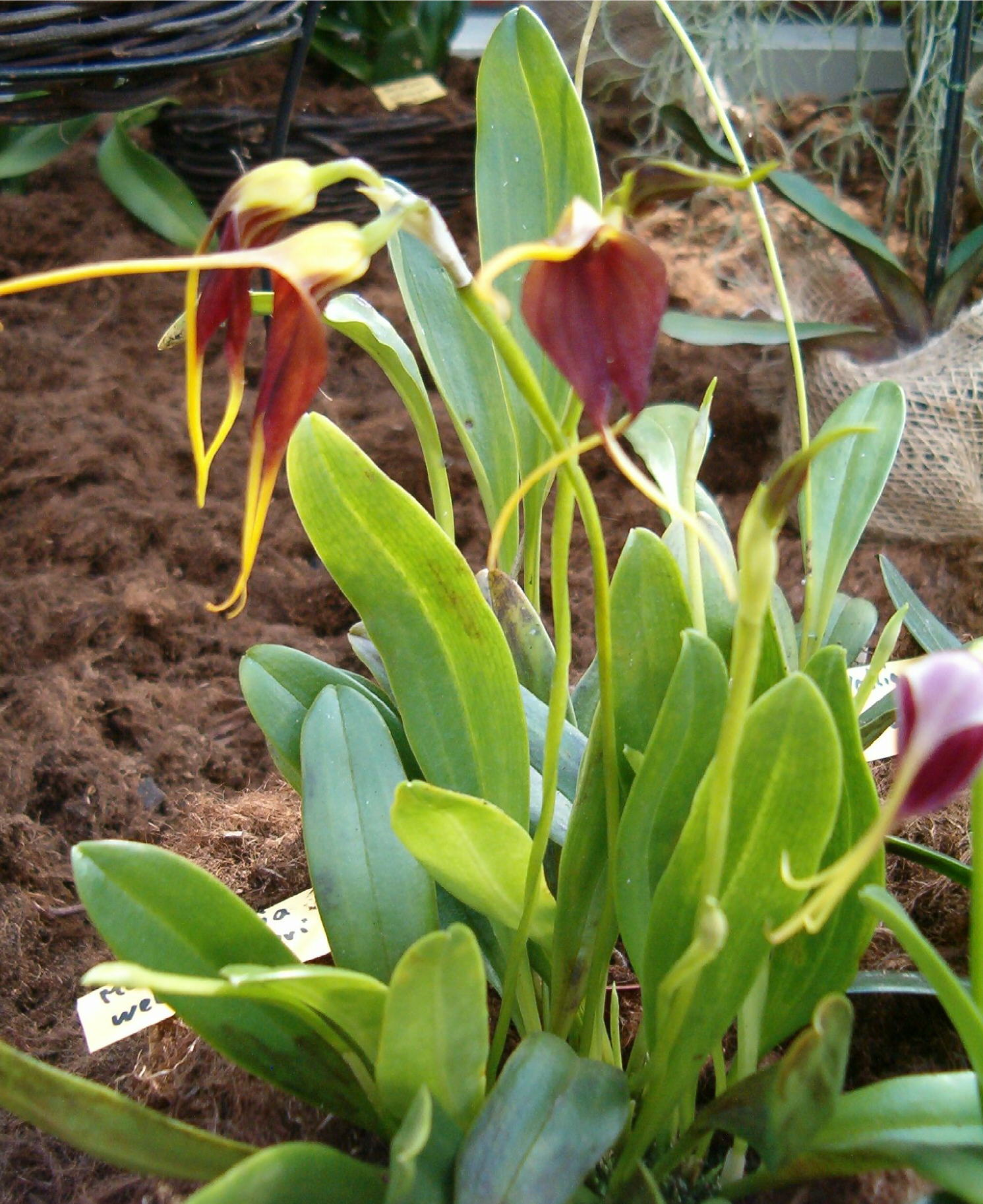
Masdevallia weberbaueri
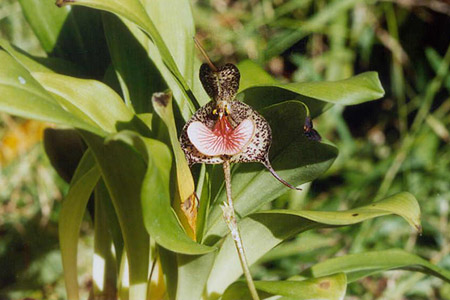
Dracula chestertonii
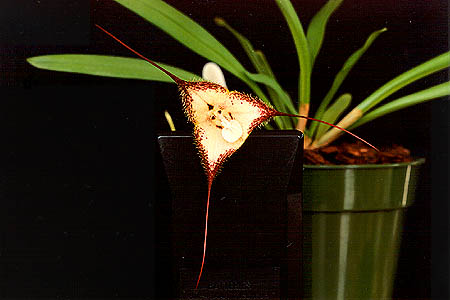
Dracula cordobae
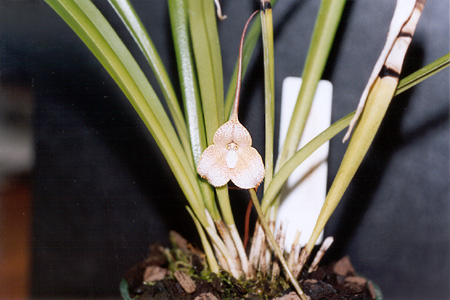
Dracula houtteana
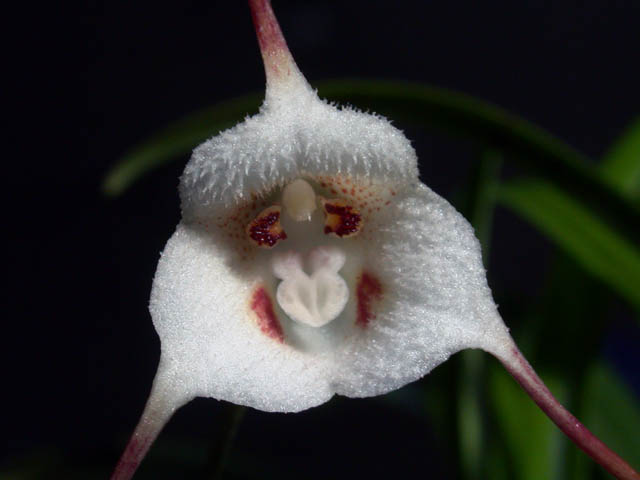
Dracula lotax
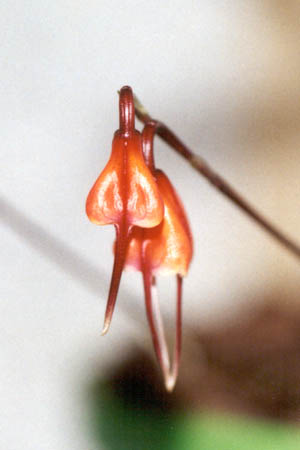
Dracula sodiroi
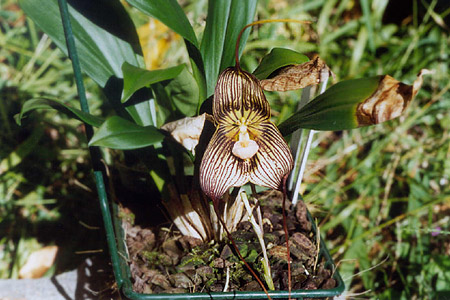
Dracula vampira
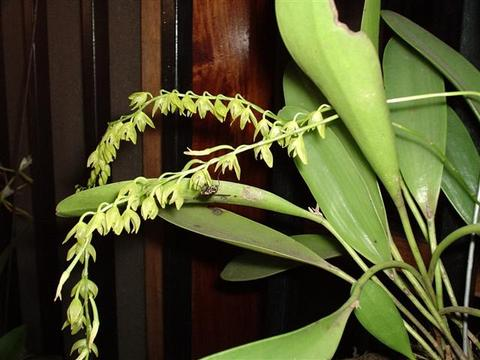
Pleurothallis racemiflora
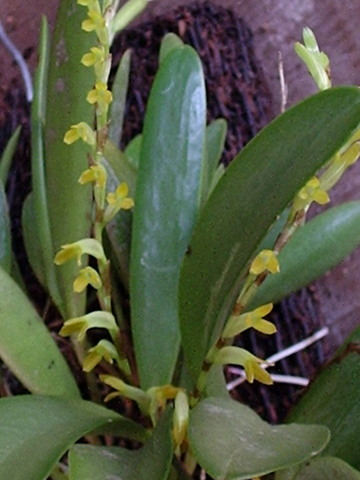
Pleurothallis tubata
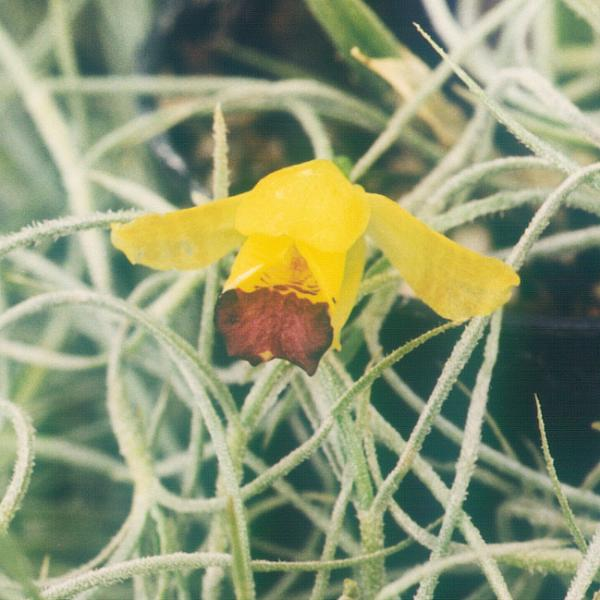
Oncidium brunleesianum
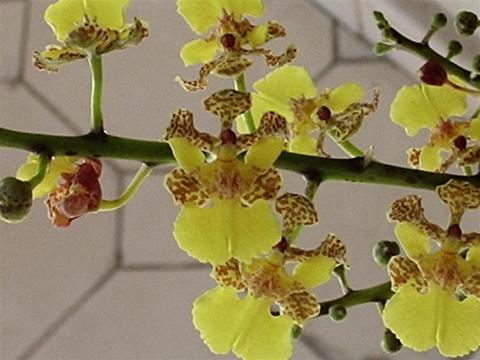
Oncidium cebolleta
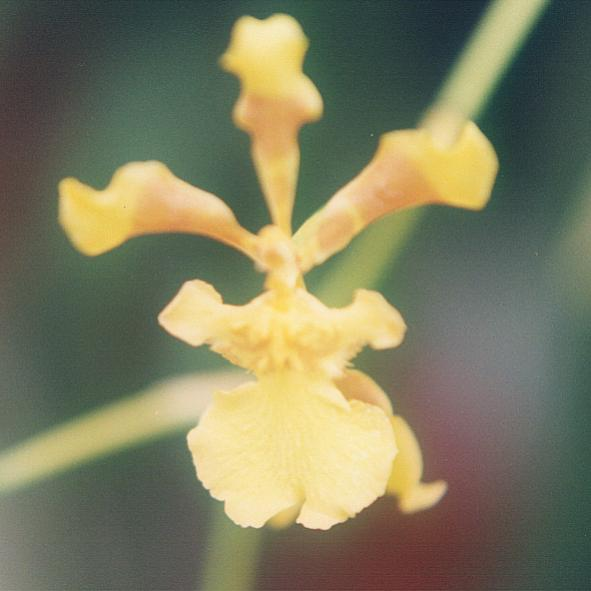
Oncidium croesus
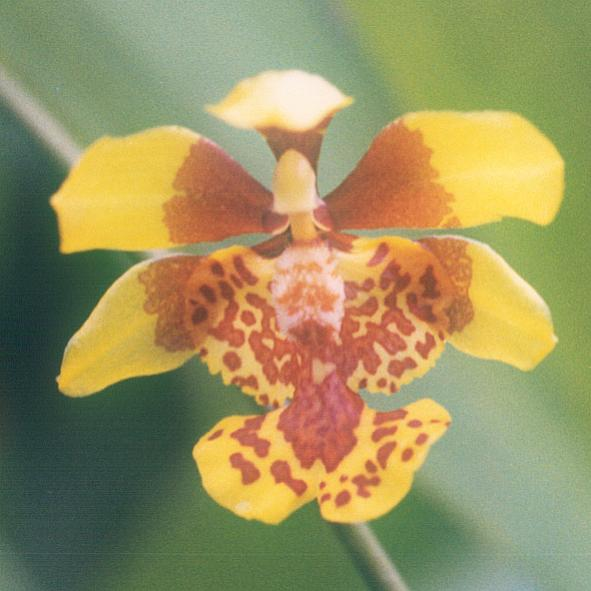
Oncidium divaricatum
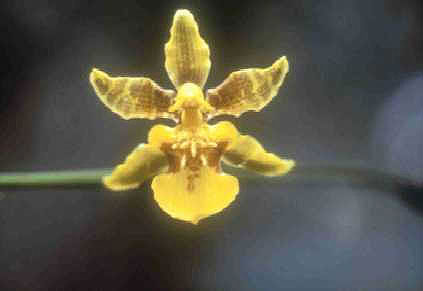
Oncidium ensatum
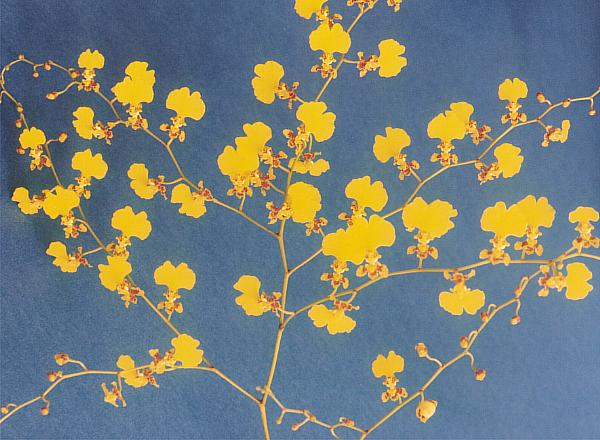
Oncidium flexuosum
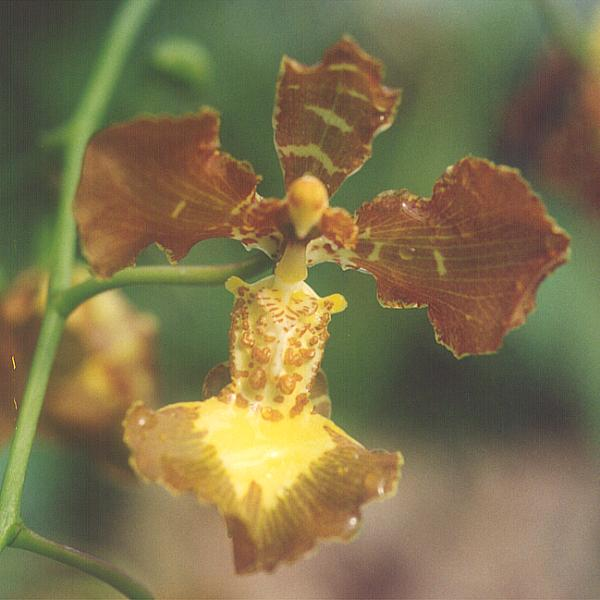
Oncidium forbesii
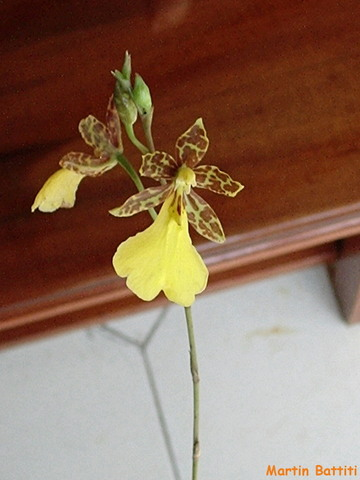
Oncidium graminifolium
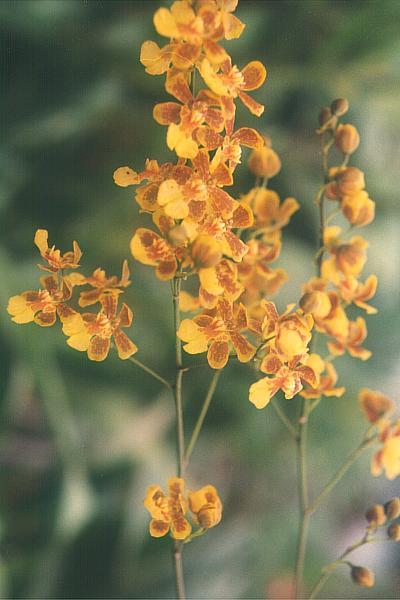
Oncidium harrisonianum
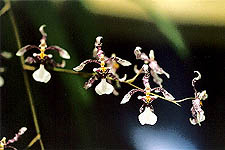
Oncidium incurvum
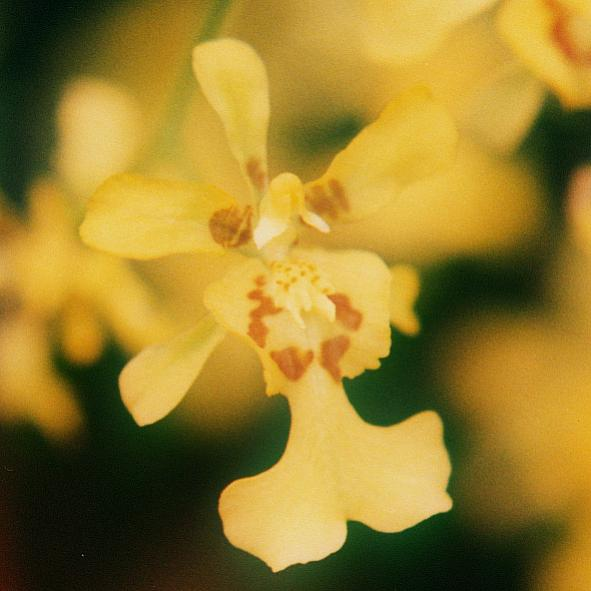
Oncidium klotzschianum
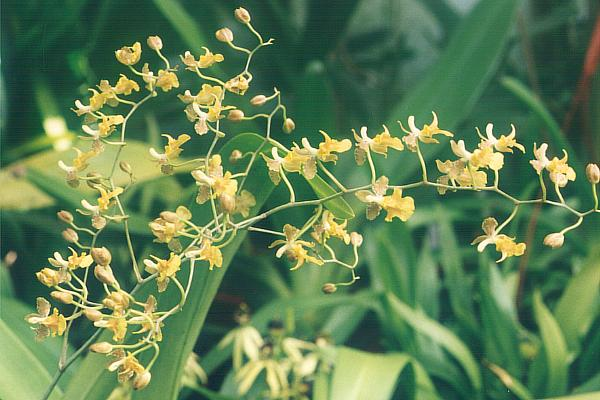
Oncidium longicornu
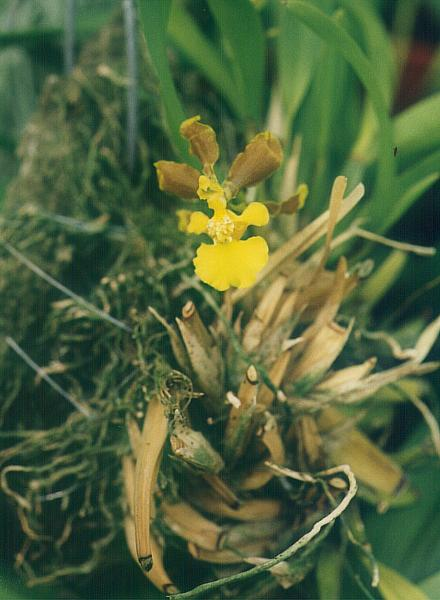
Oncidium longipes
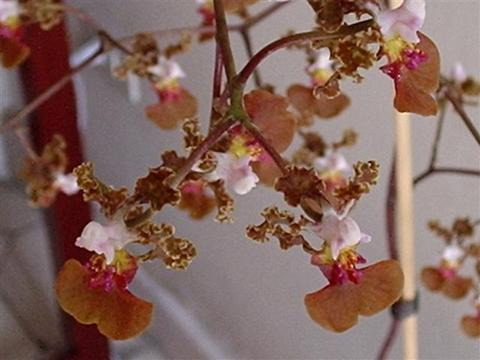
Oncidium luridum
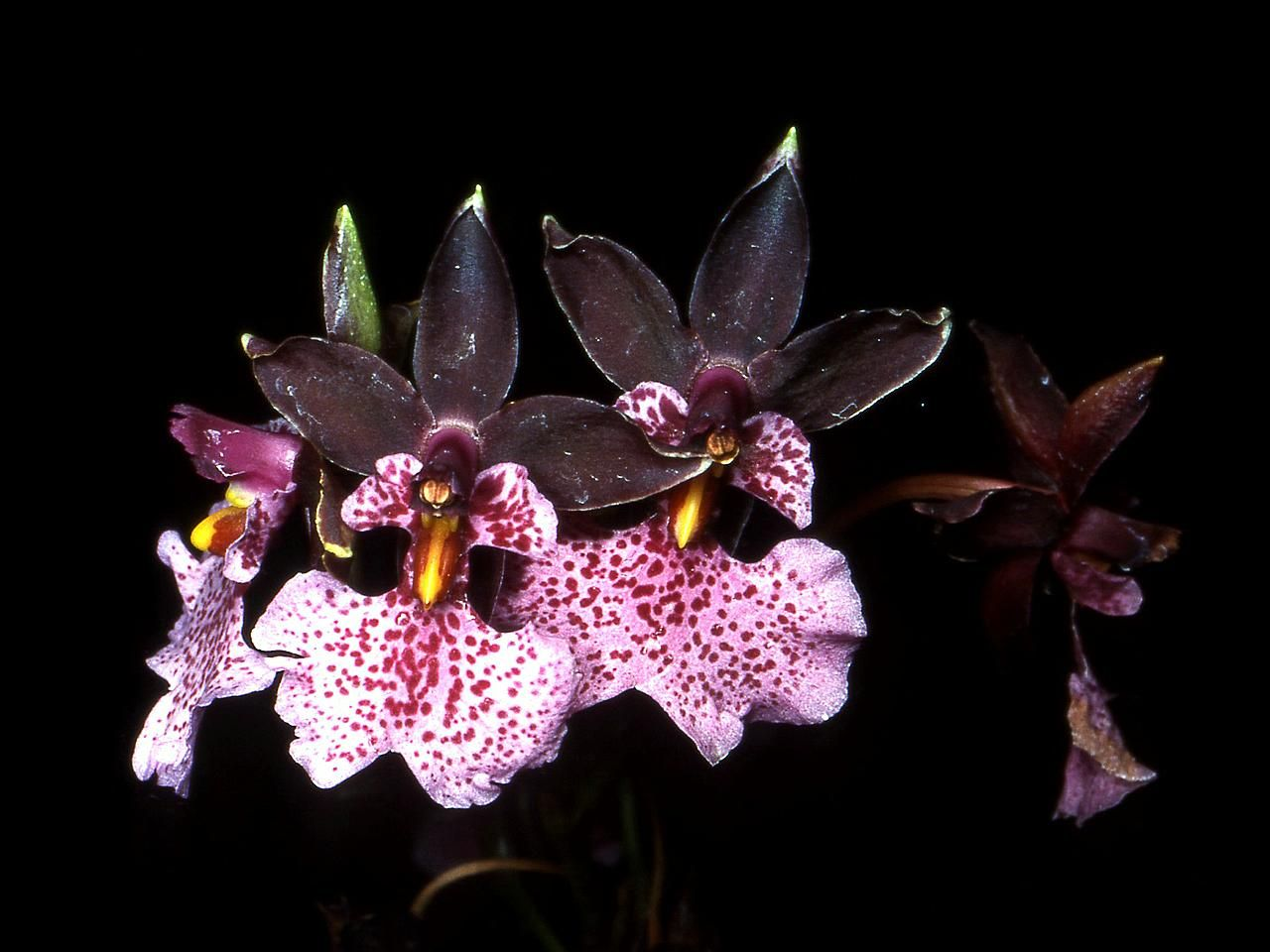
Oncidium nubigenum
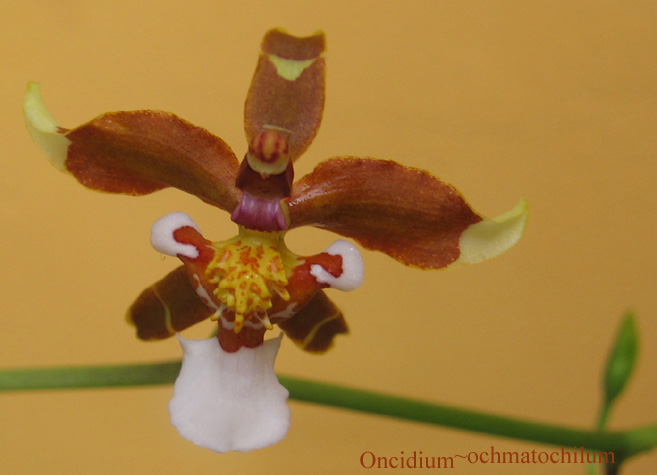
Oncidium ochmatochilum
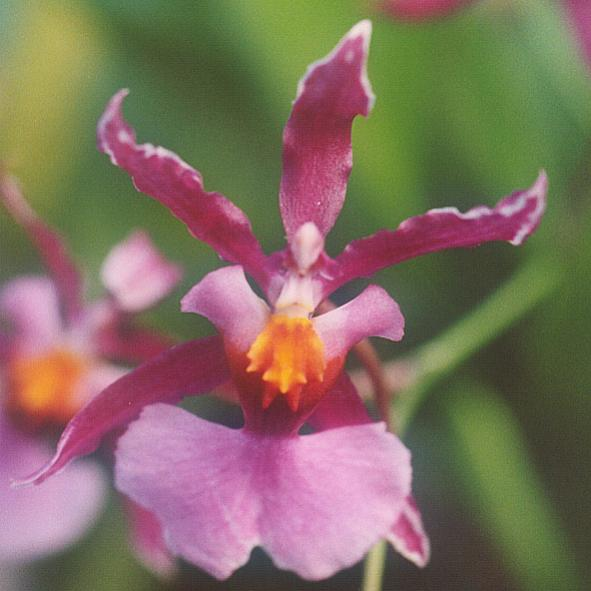
Oncidium ornithorhynchum
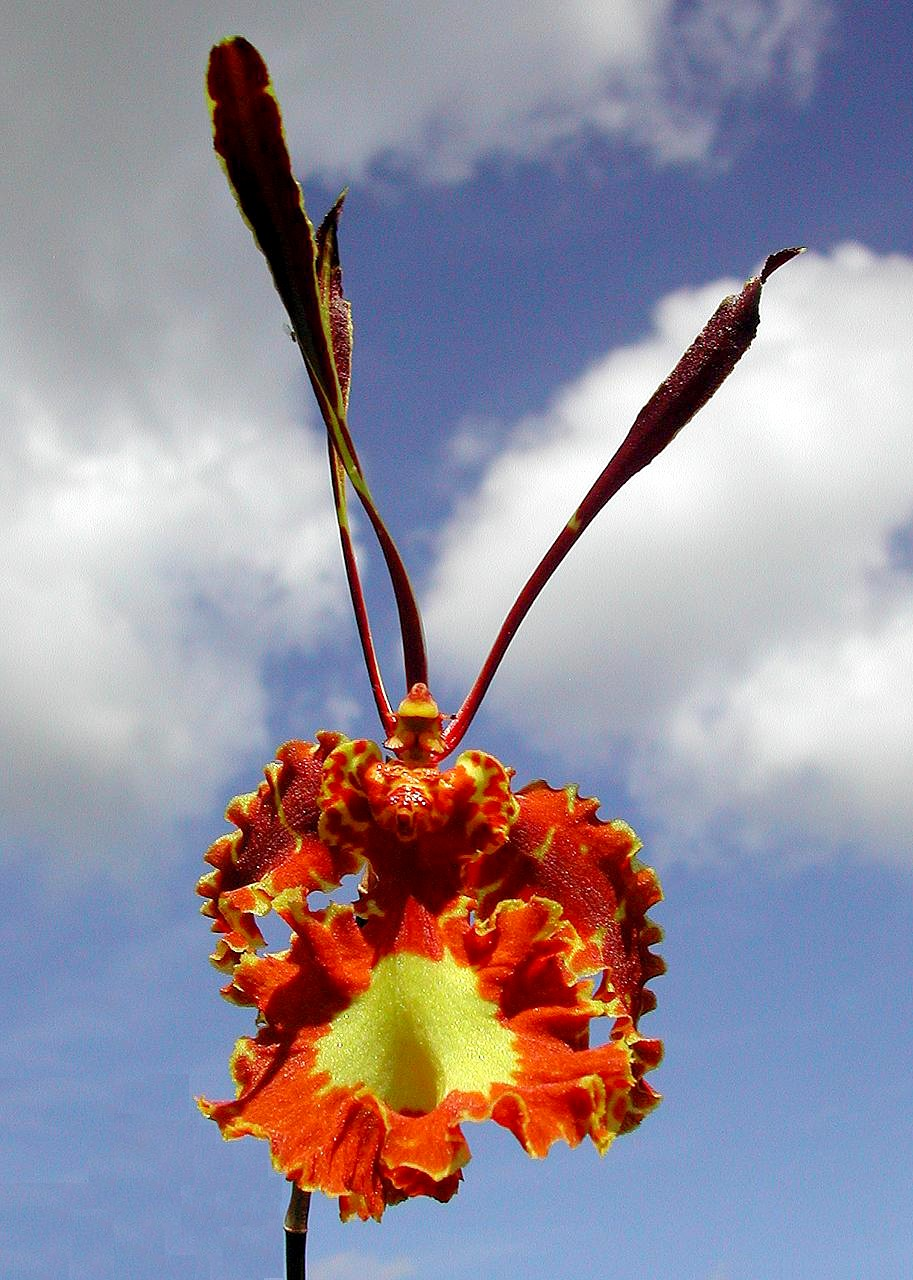
Oncidium papilio
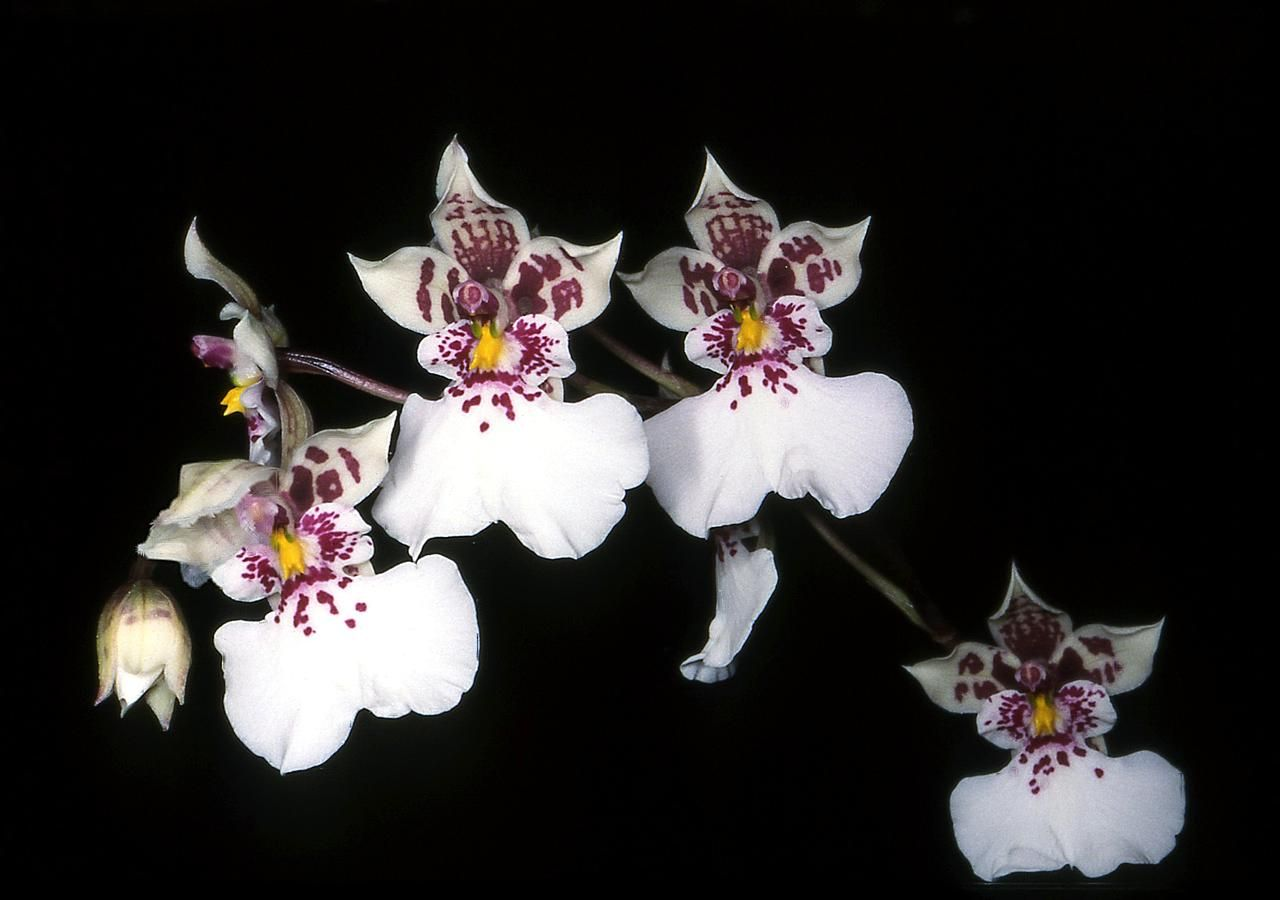
Oncidium phalaenopsis
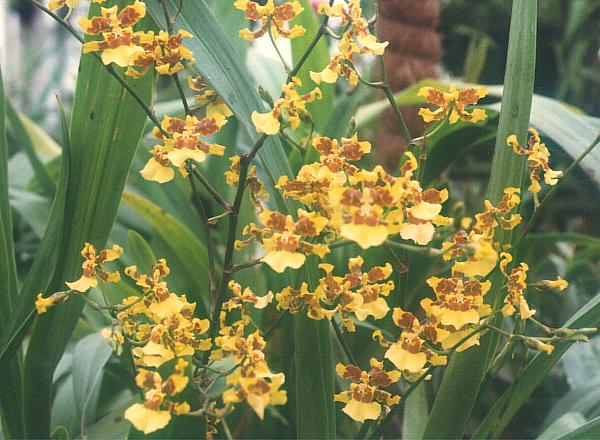
Oncidium sphacelatum
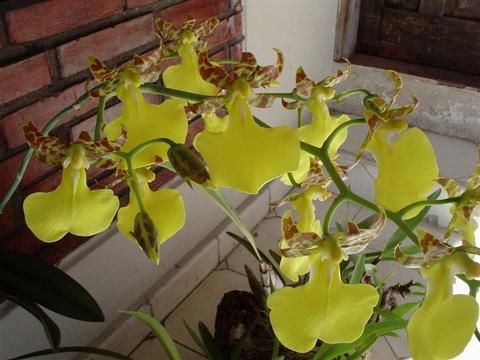
Oncidium splendidum
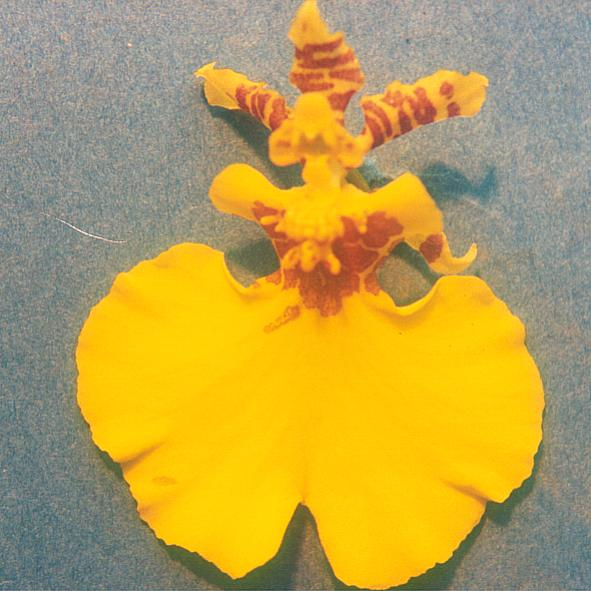
Oncidium varicosum
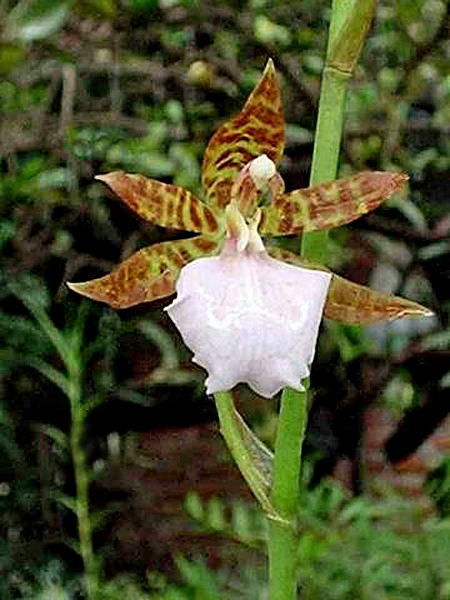
Odontoglossum bictoniense (Rhynchostele bictoniensis)
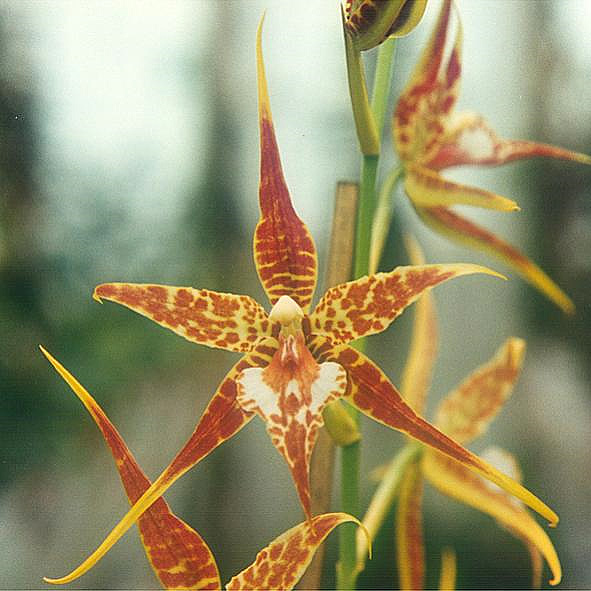
Odontoglossum cordatum (Rhynchostele cordata)
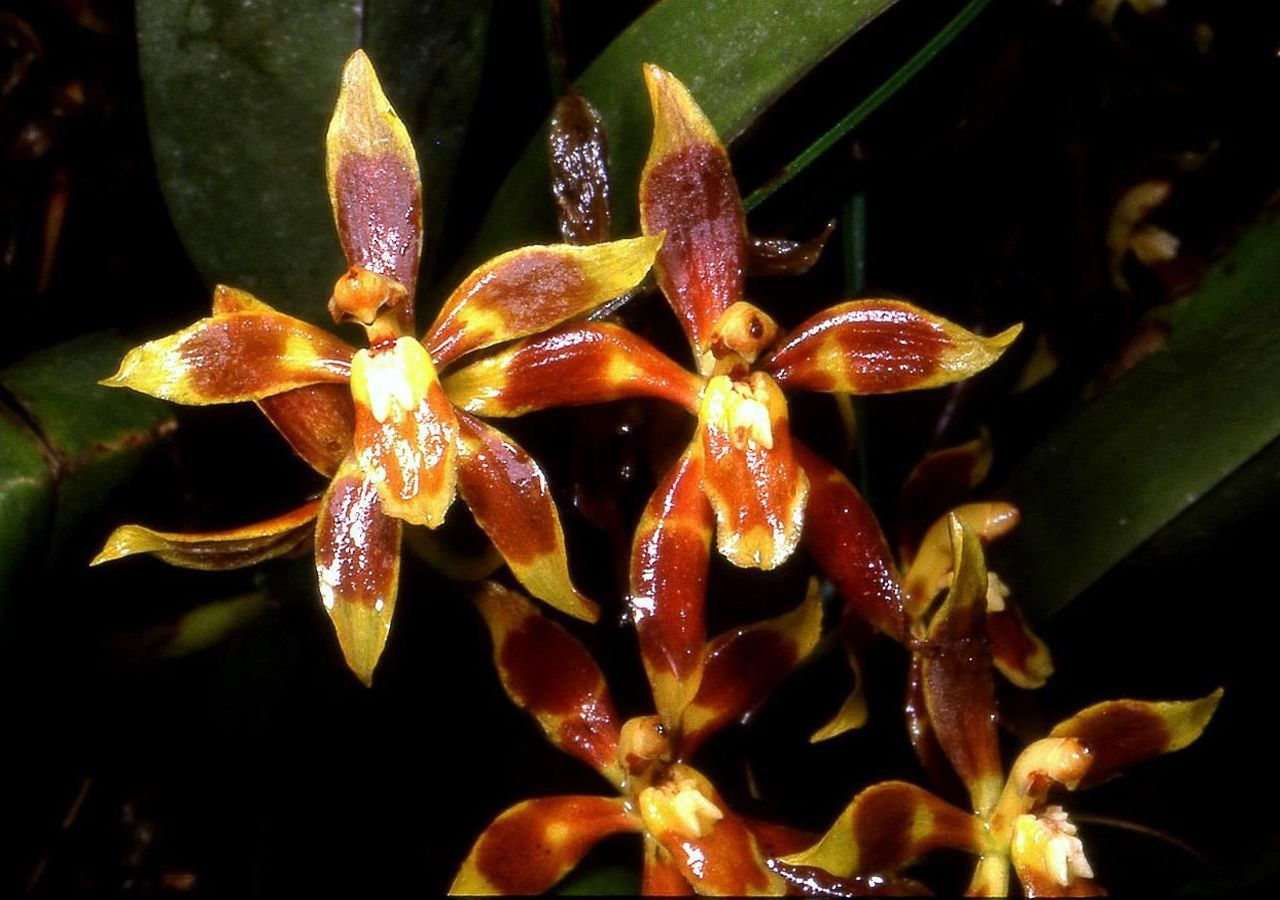
Odontoglossum cruentum
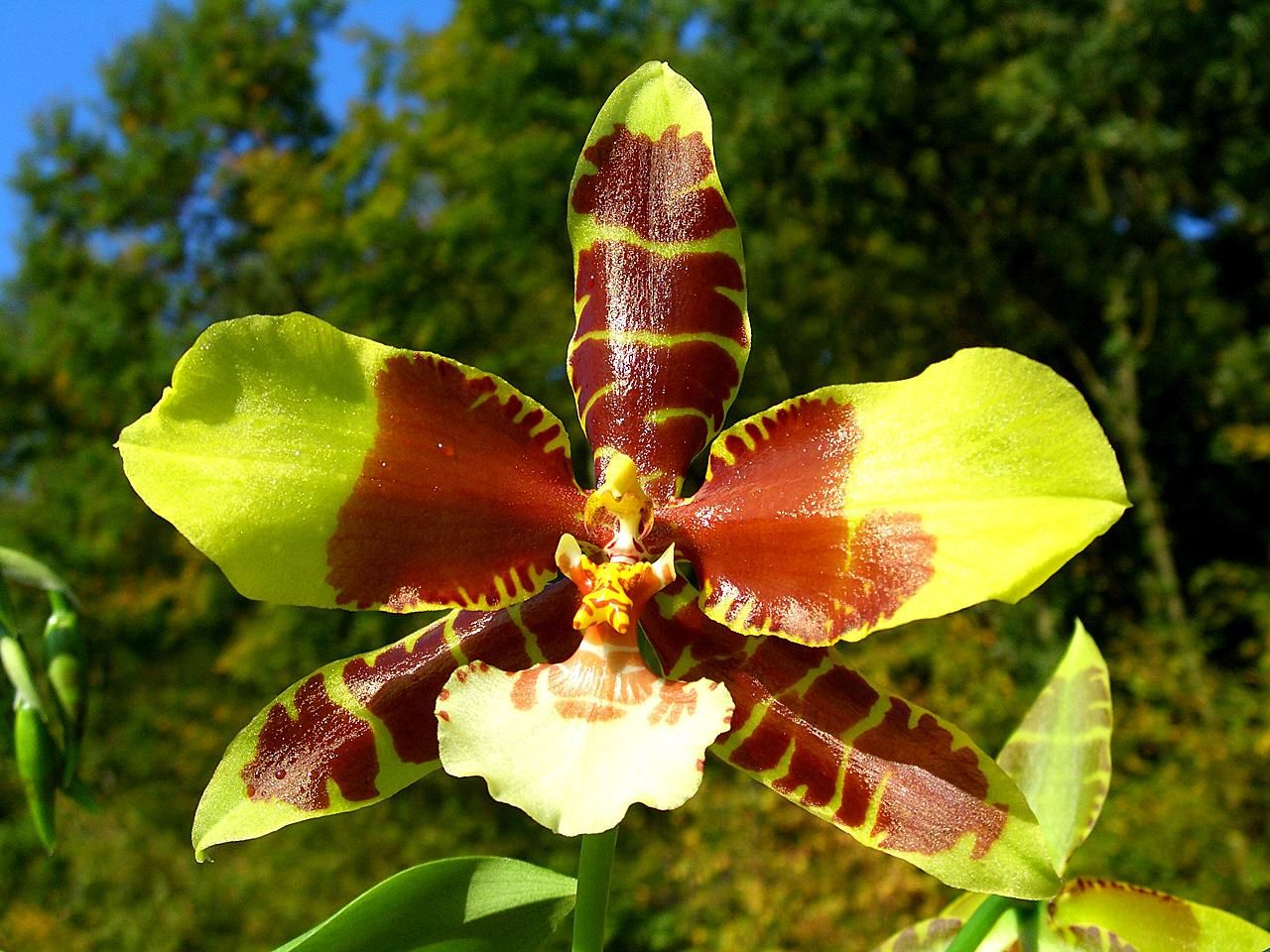
Odontoglossum grande (Rossioglossum grande)
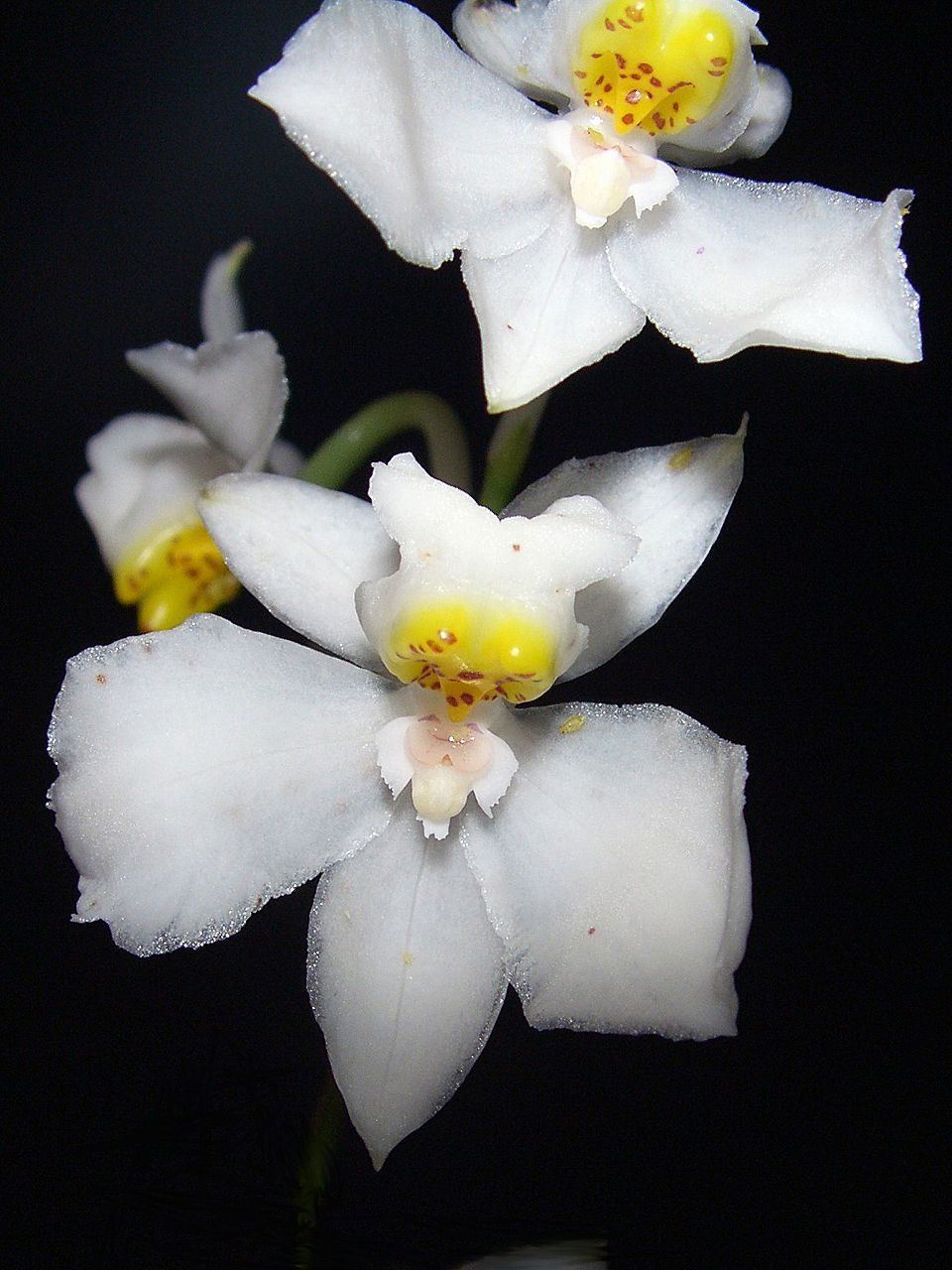
Odontoglossum pulchellum (Cuitlauzina pulchella)
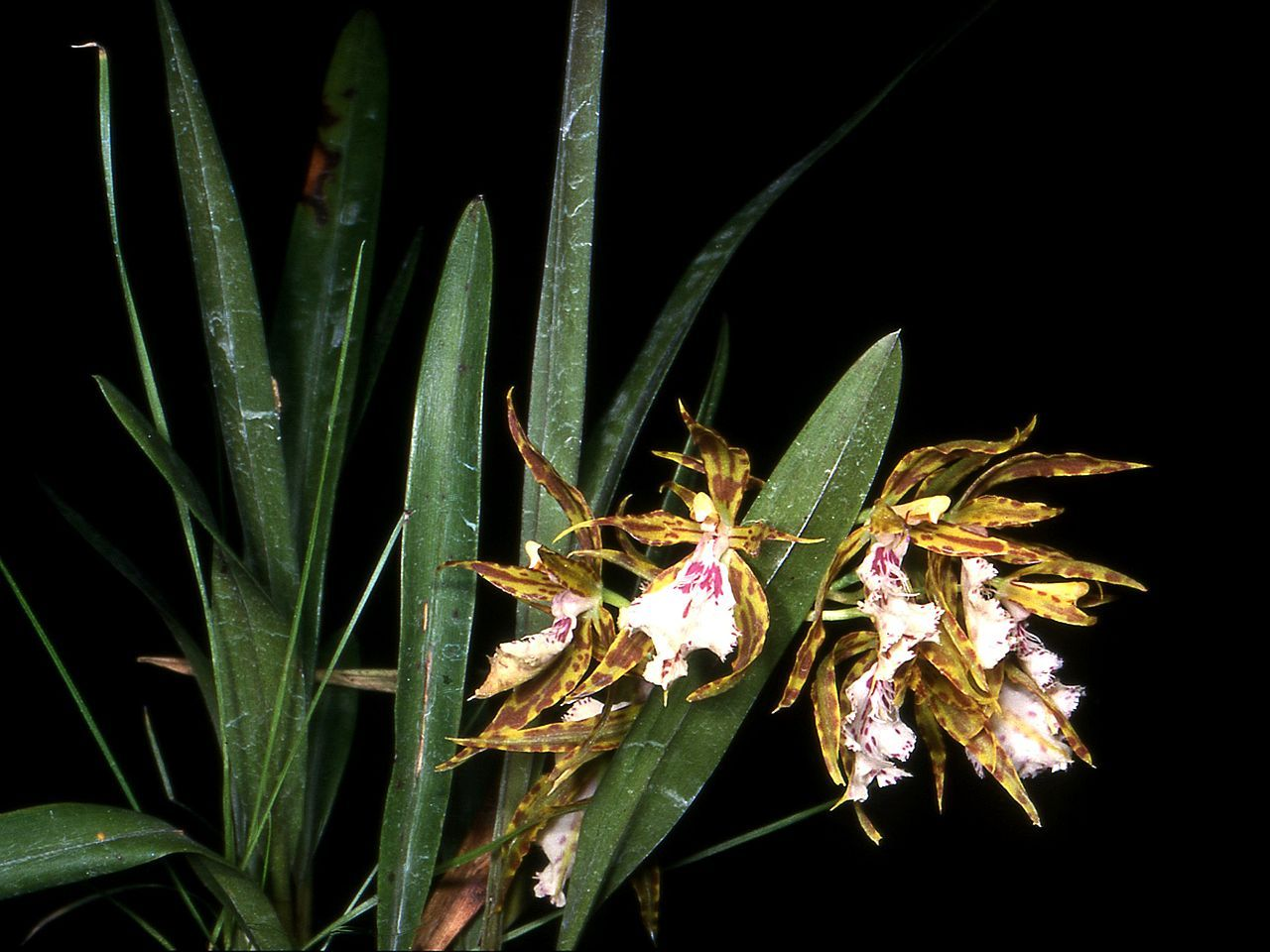
Odontoglossum tenue
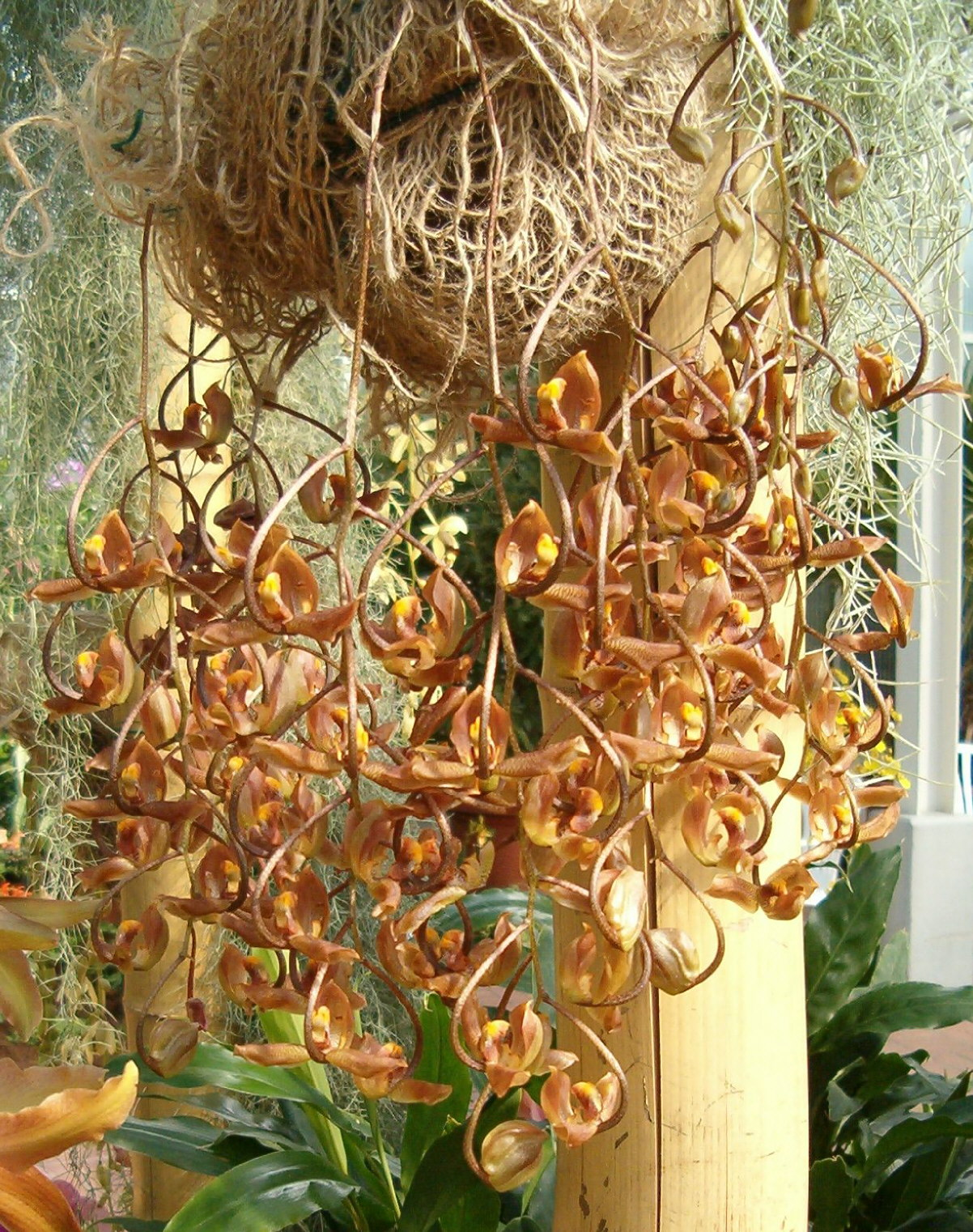
Gongora galeata
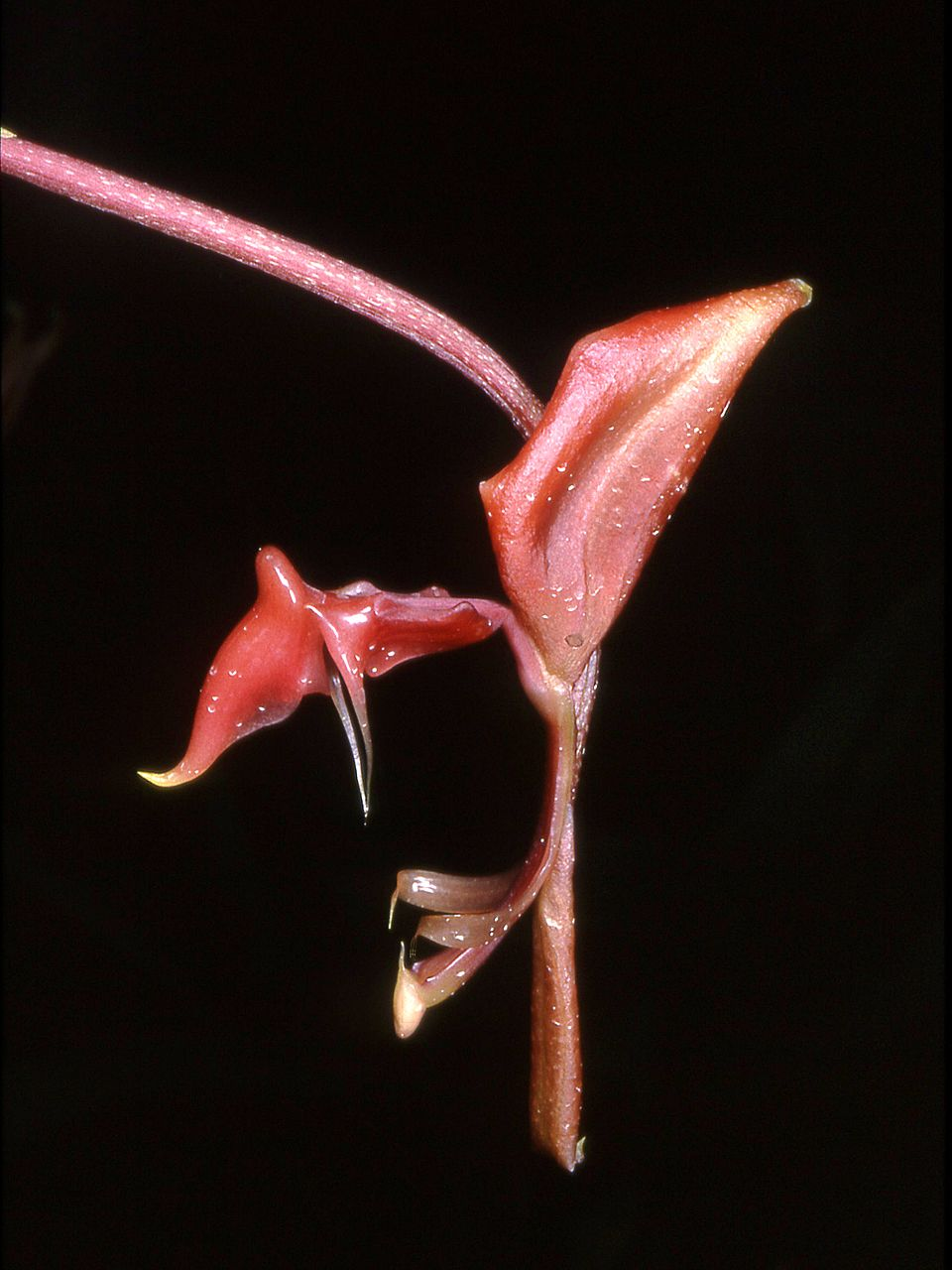
Gongora ilense
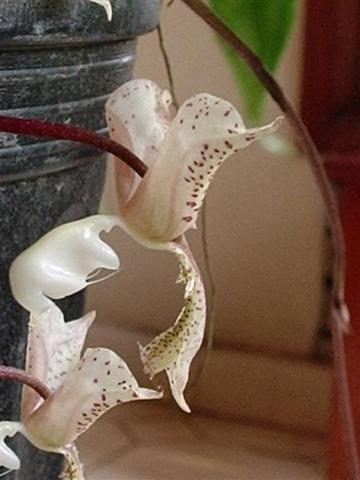
Gongora truncata
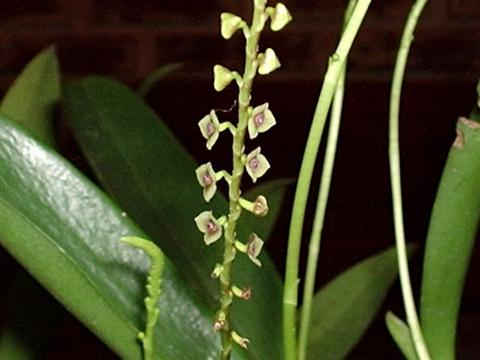
Stelis argentata
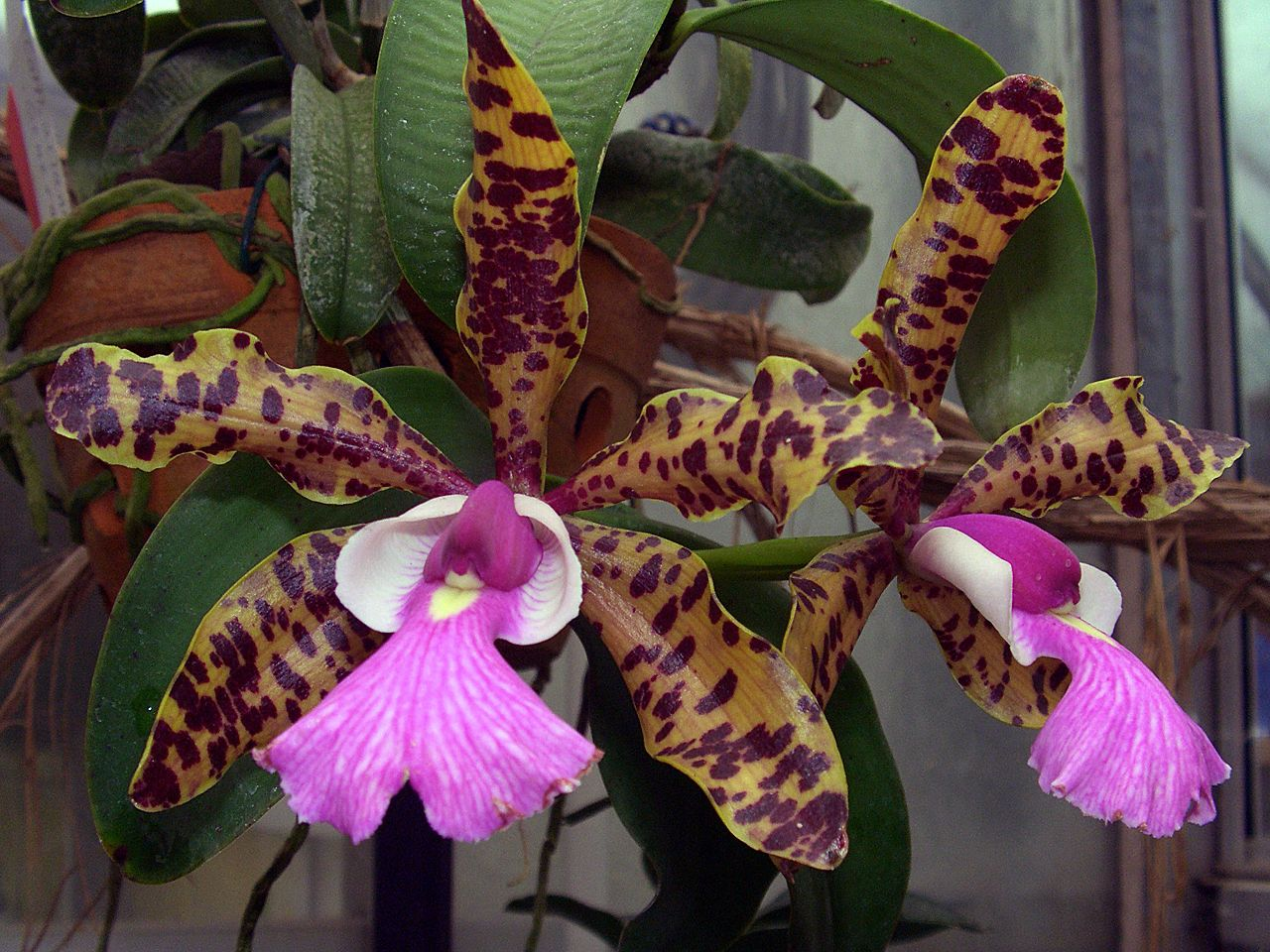
Cattleya aclandiae
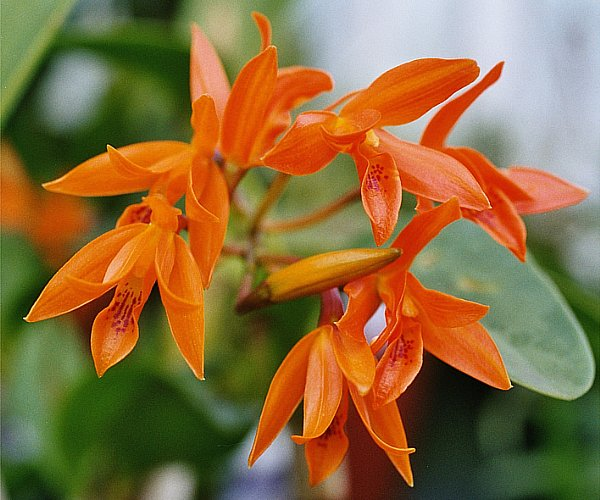
Guarianthe aurantiaca
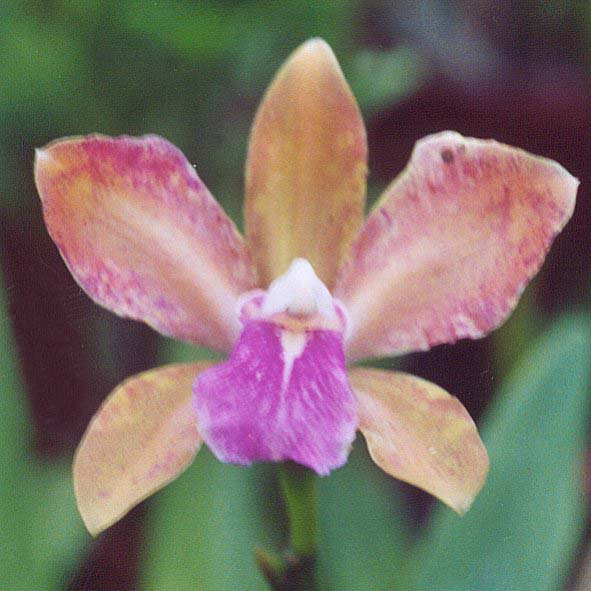
Cattleya bicolor
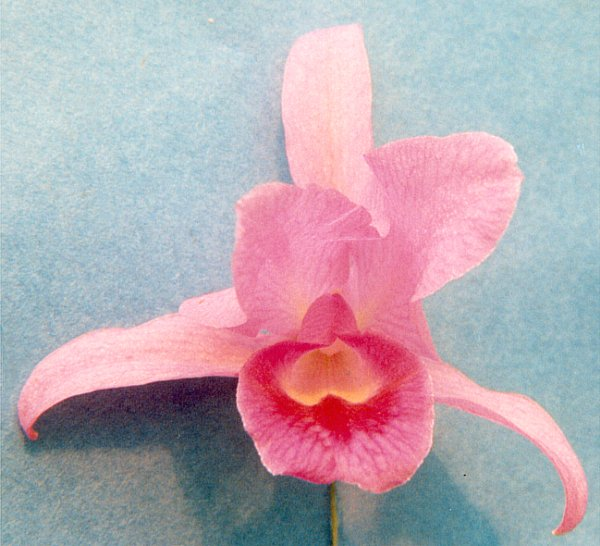
Guarianthe bowringiana
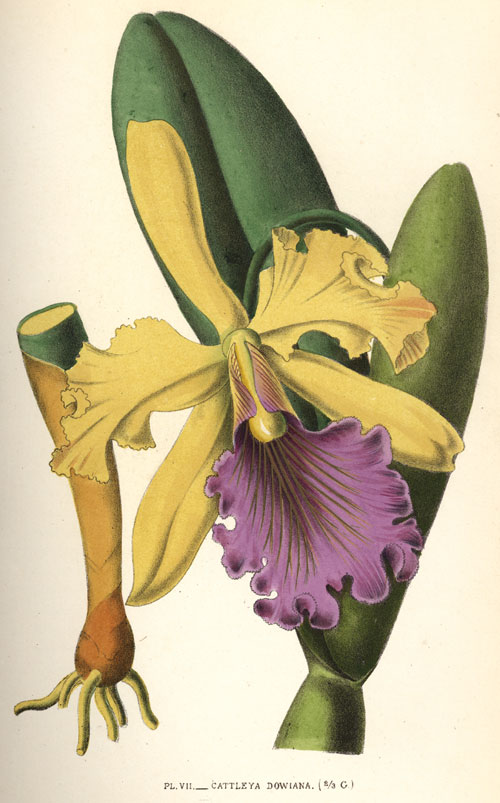
Cattleya dowiana
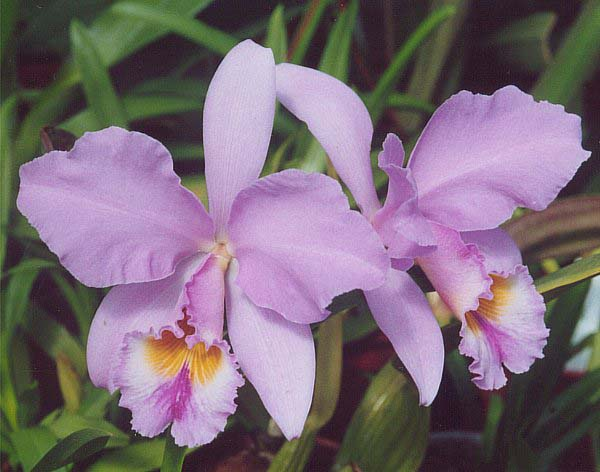
Cattleya gaskelliana
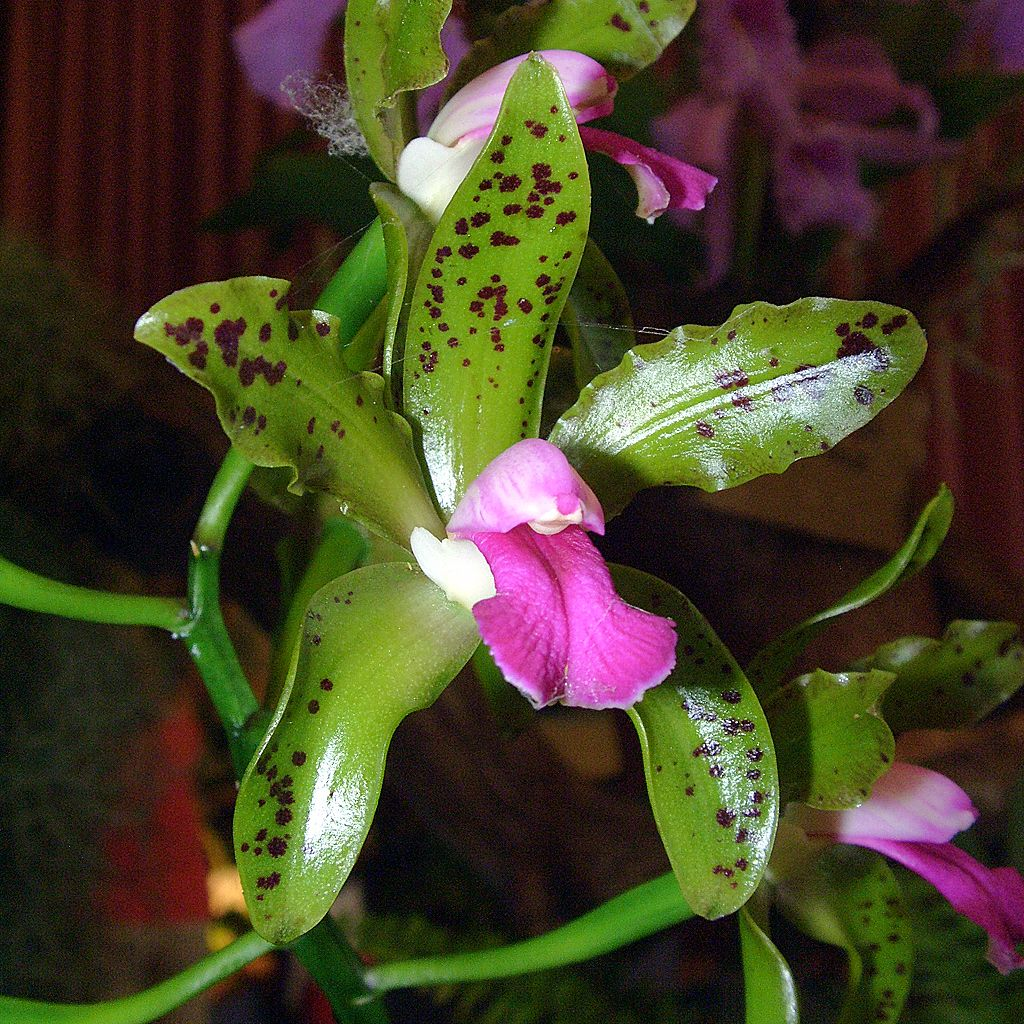
Cattleya guttata
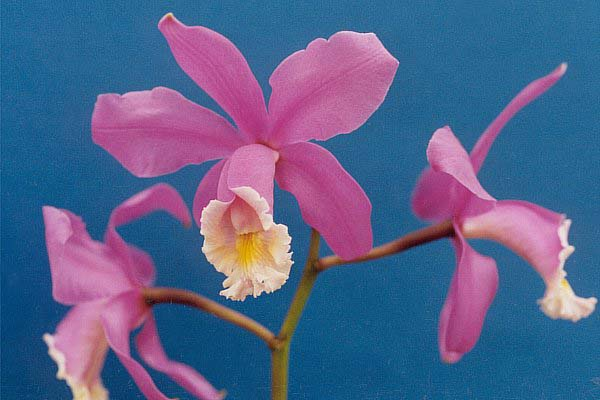
Cattleya harrisoniana
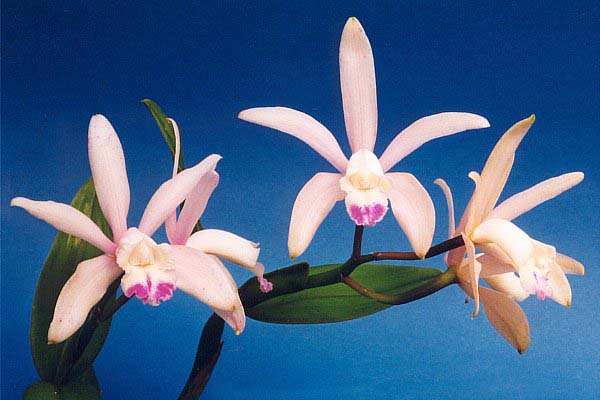
Cattleya intermedia
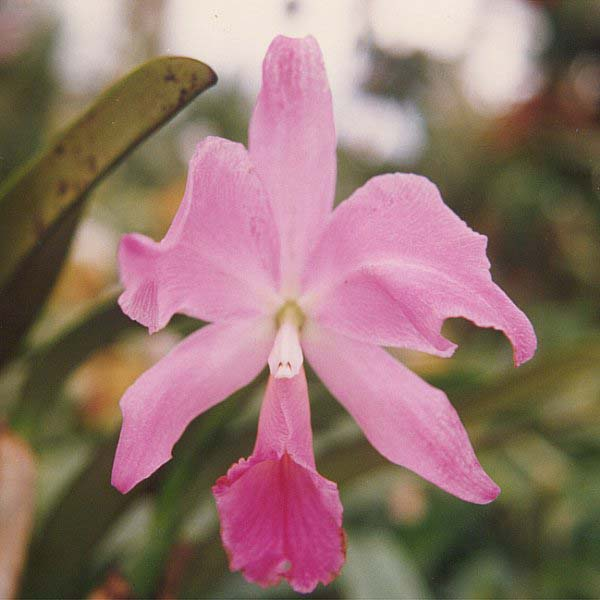
Cattleya labiata
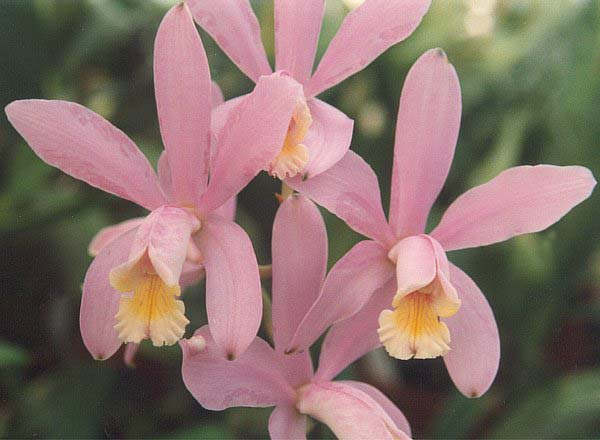
Cattleya loddigesii
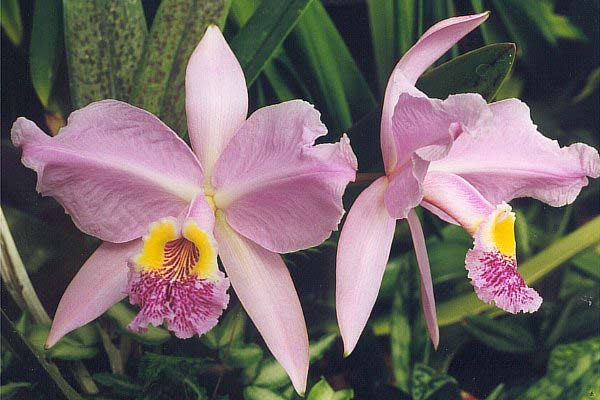
Cattleya lueddemanniana
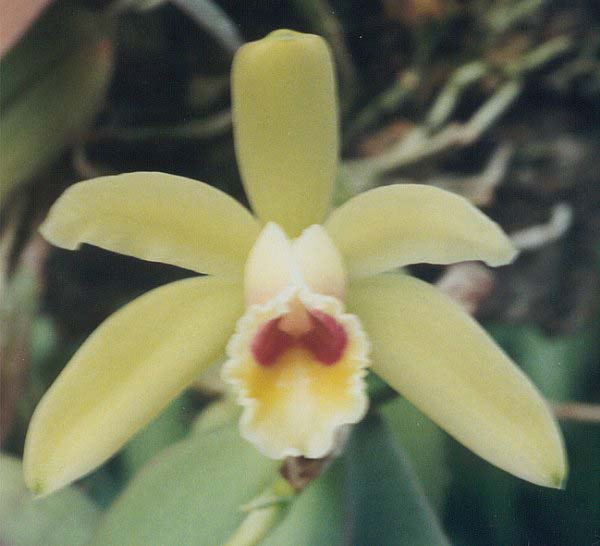
Cattleya luteola
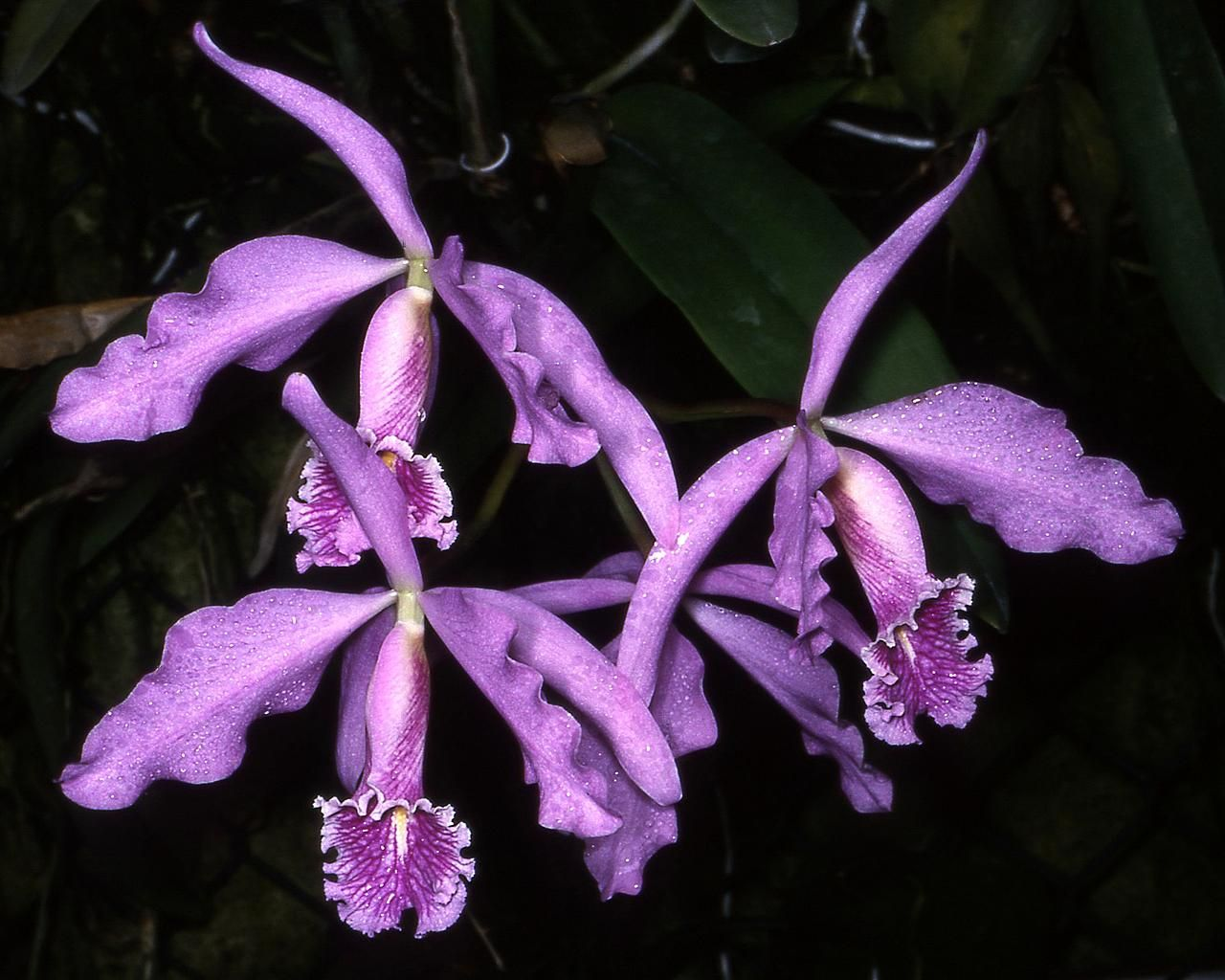
Cattleya maxima
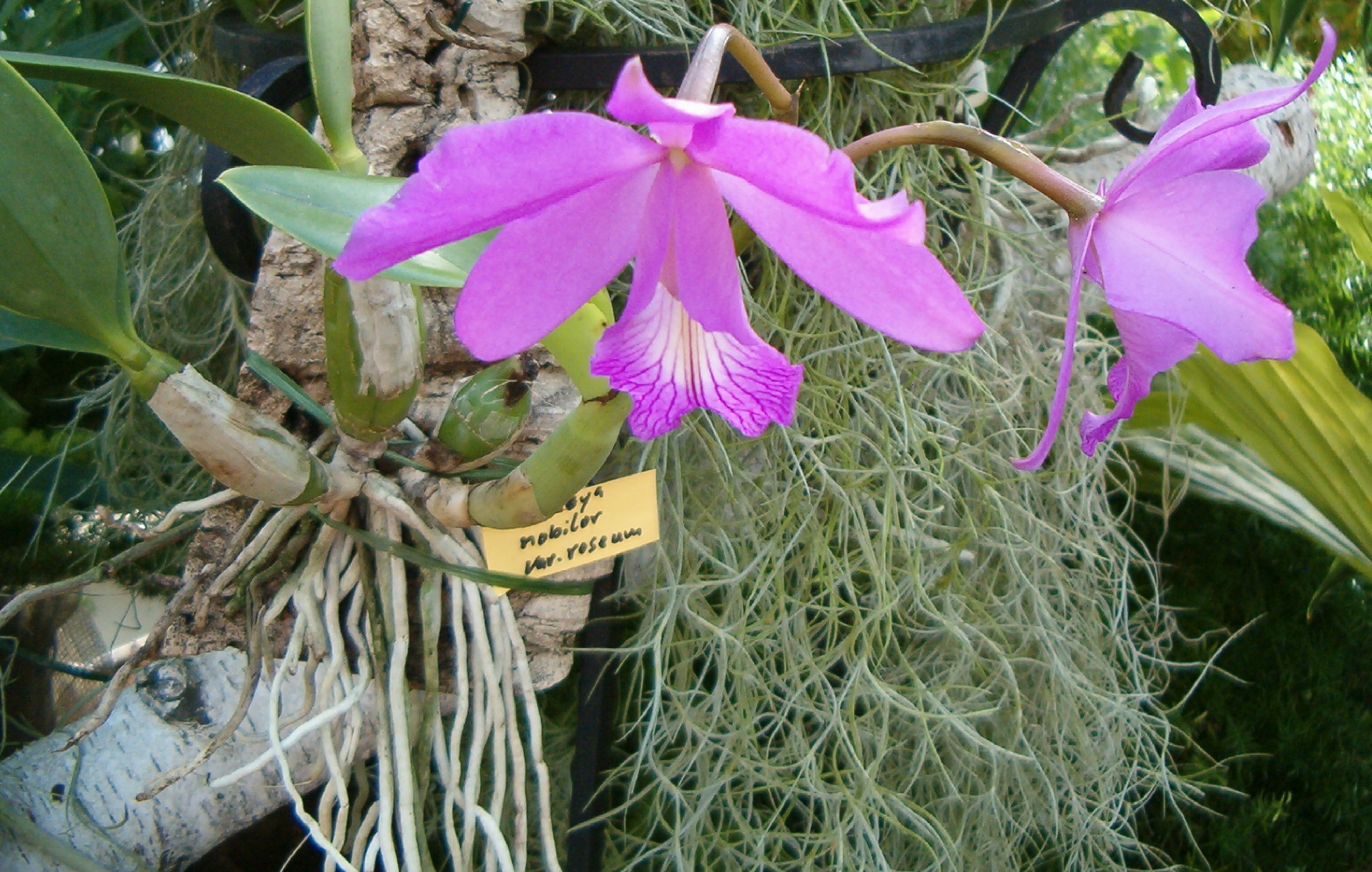
Cattleya nobilior
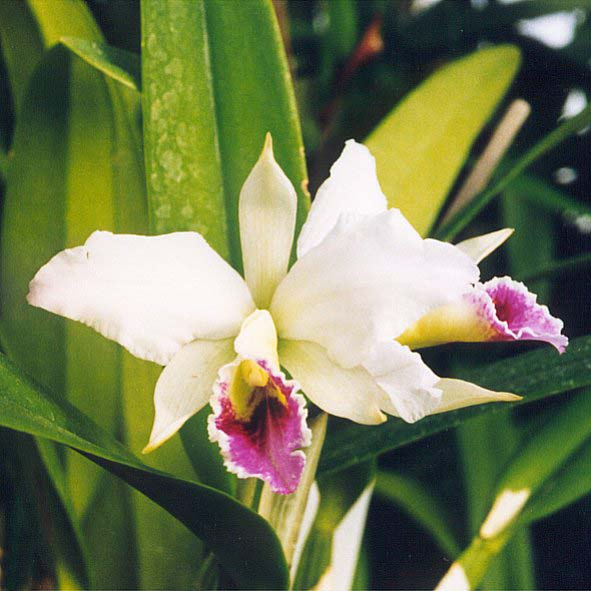
Cattleya percivaliana
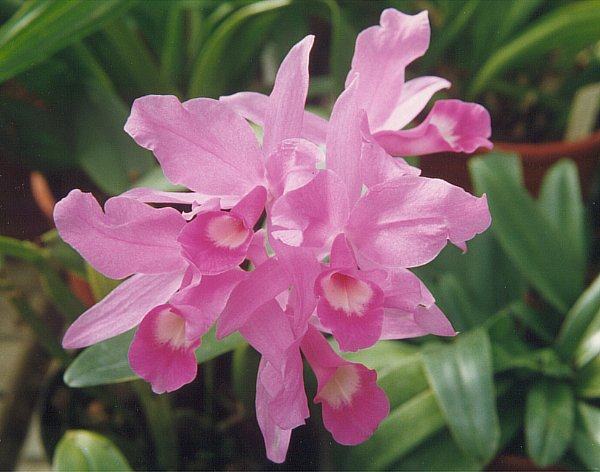
Guarianthe skinneri
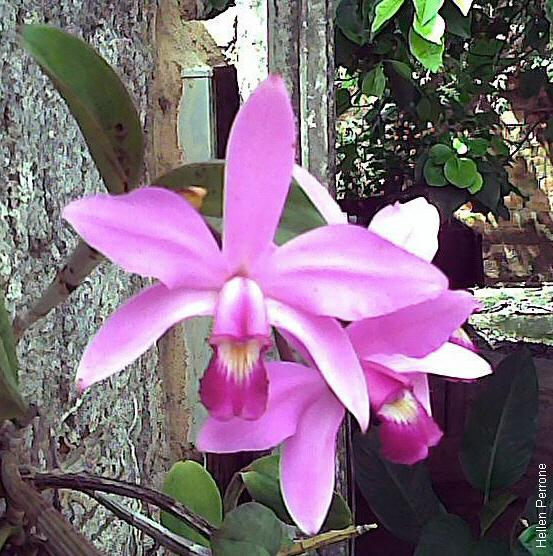
Cattleya violacea
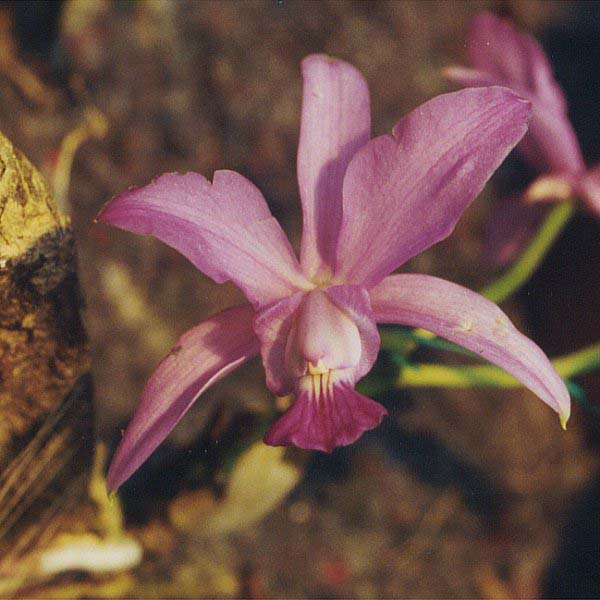
Cattleya walkeriana
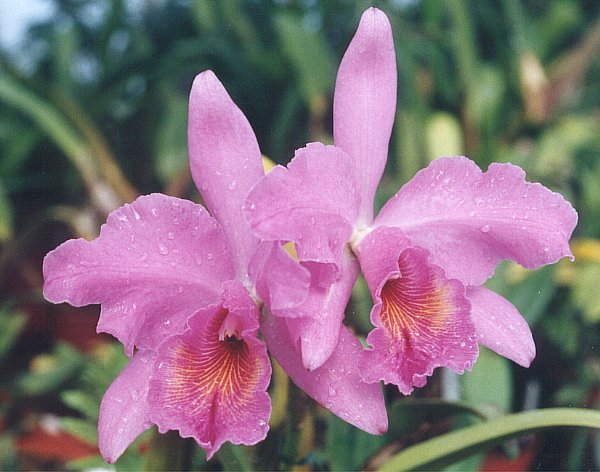
Cattleya warscewiczii
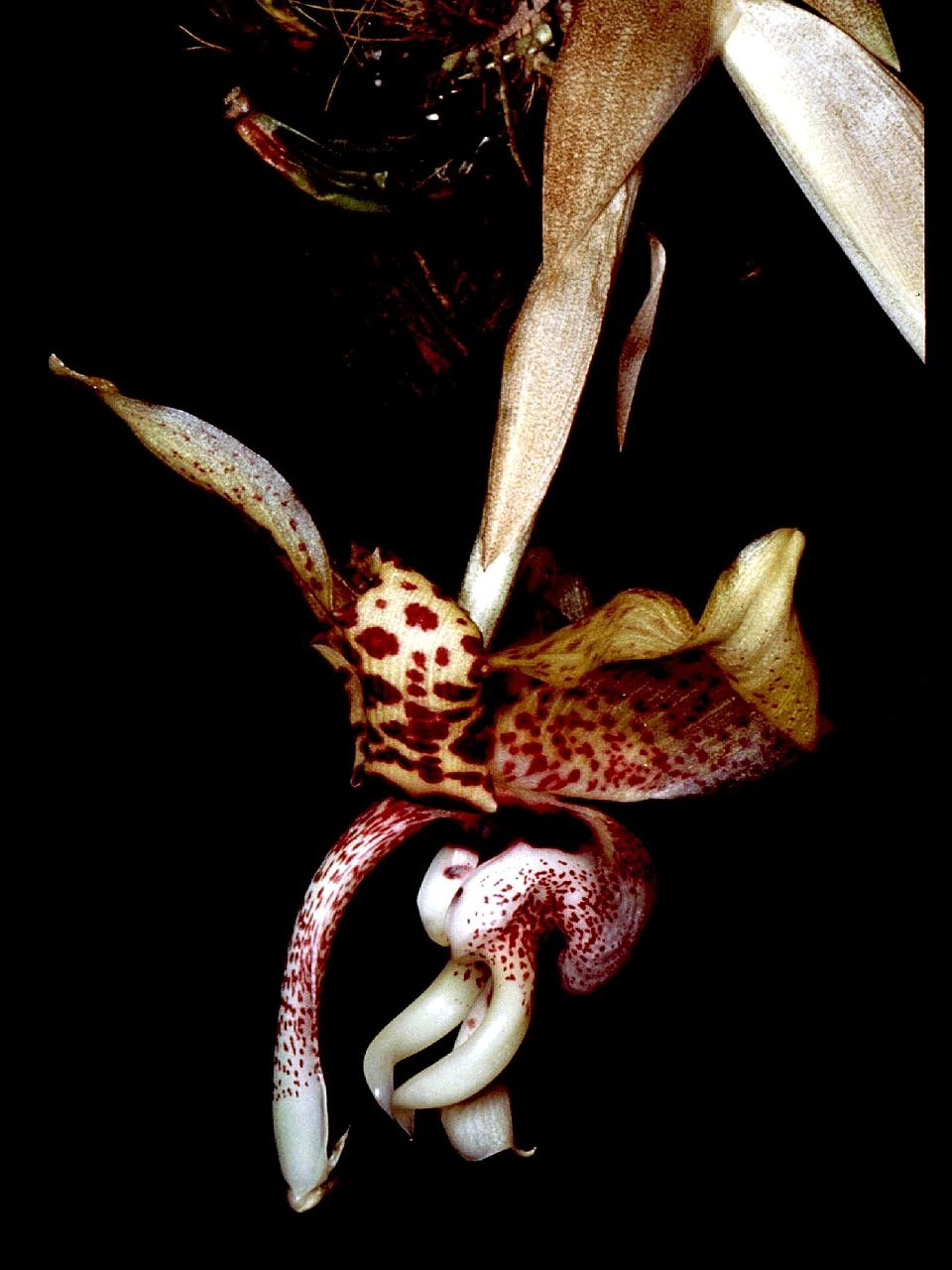
Anguloa brevilabris
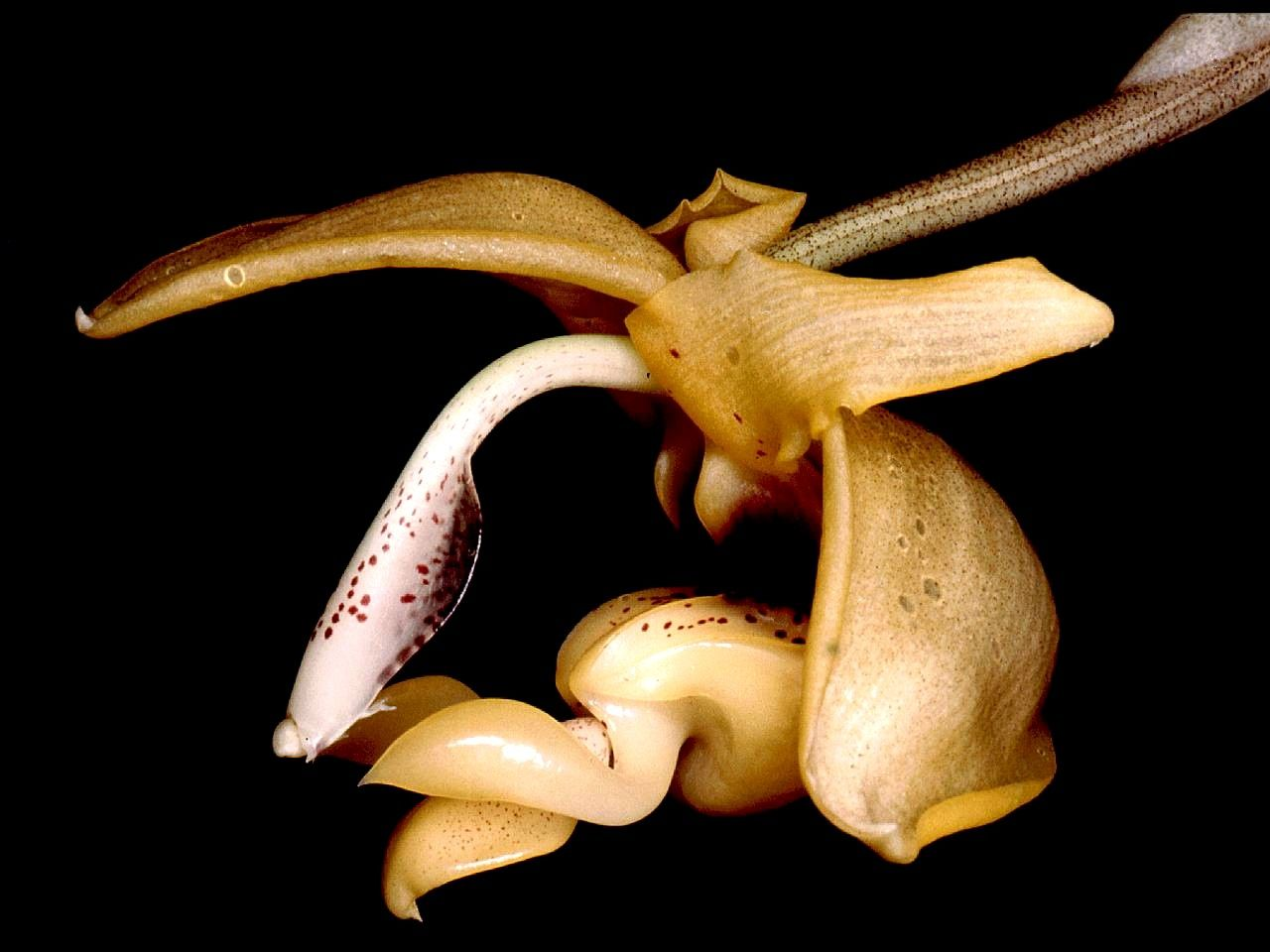
Stanhopea anfracta
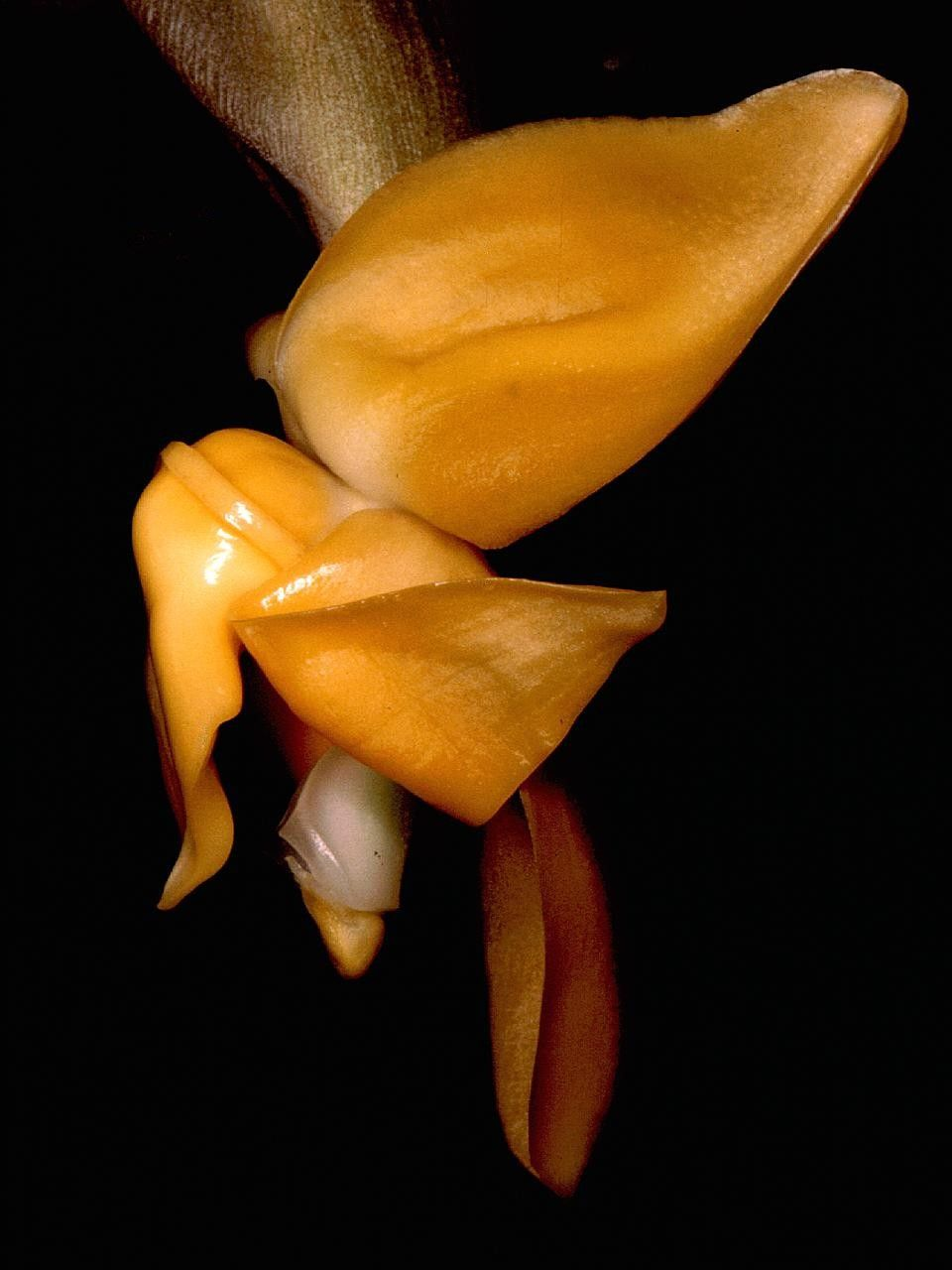
Stanhopea annulata
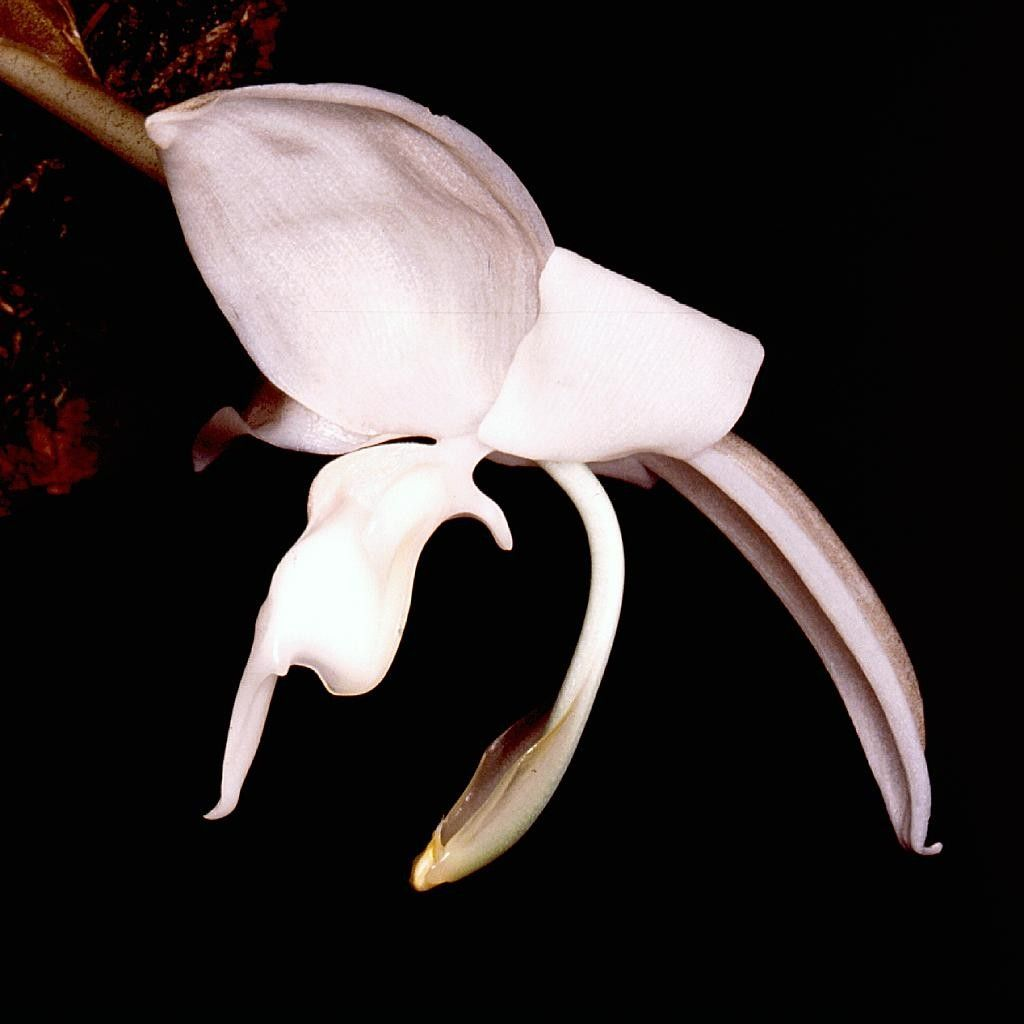
Stanhopea candida
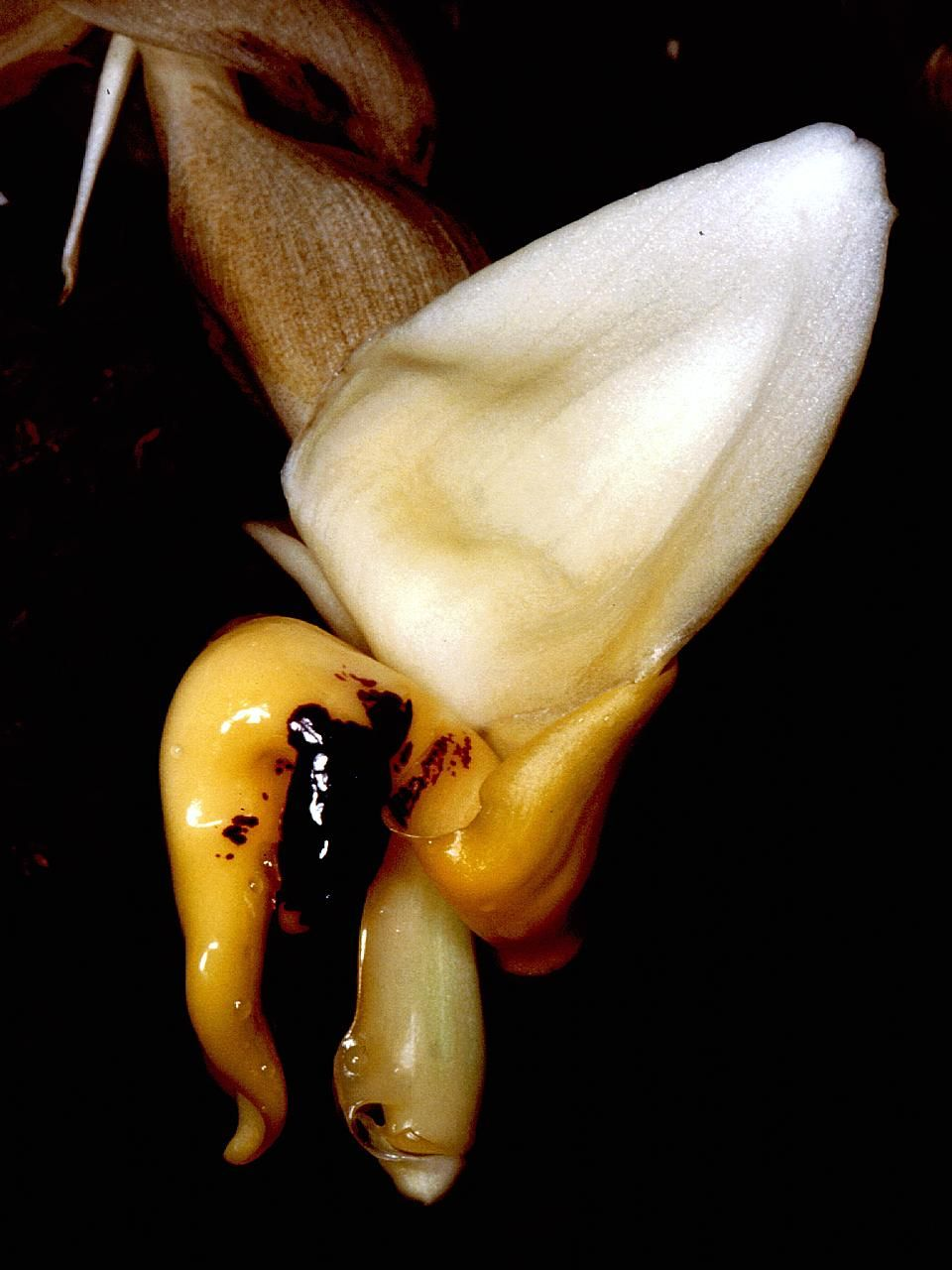
Stanhopea cirrhata
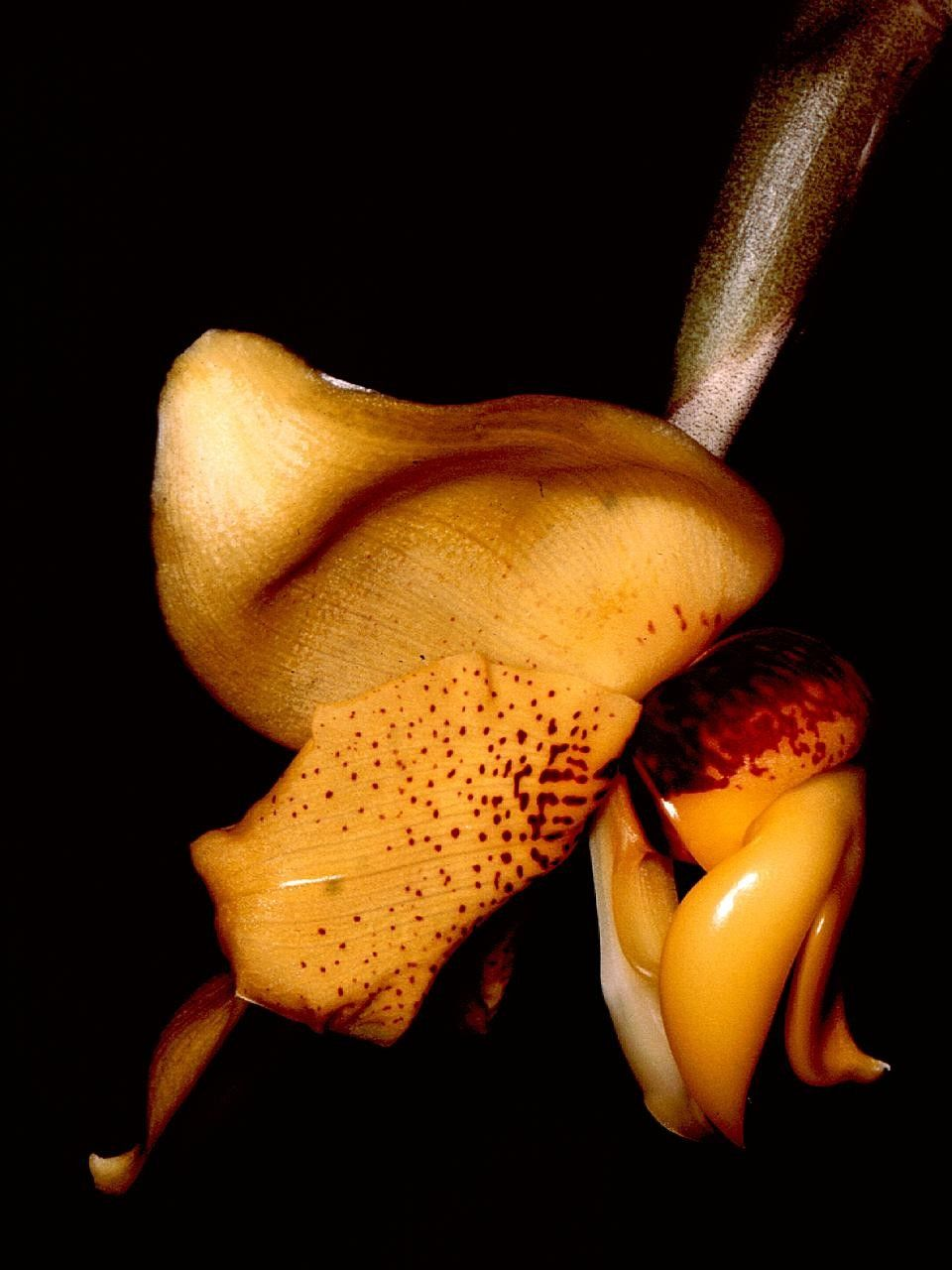
Stanhopea connata
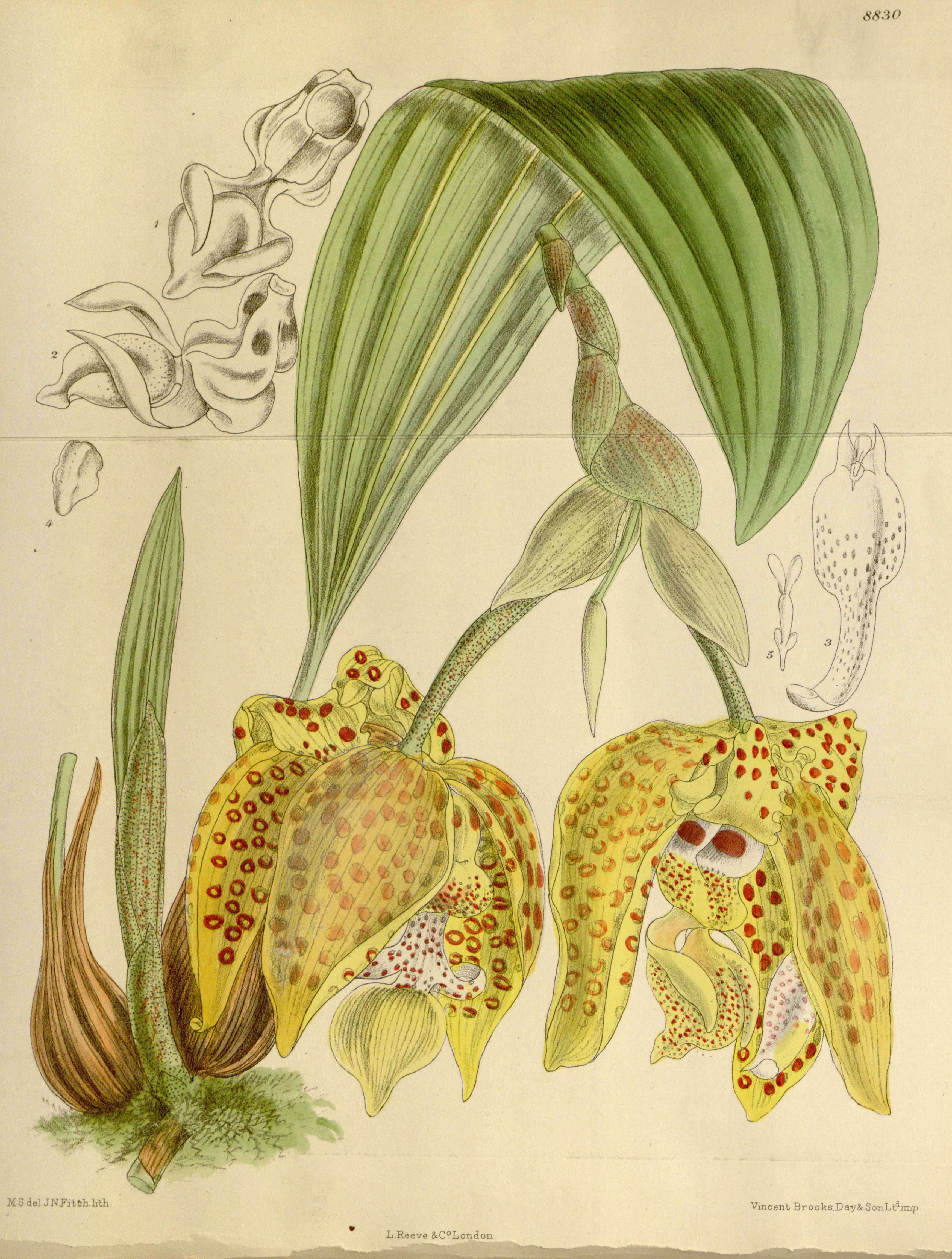
Stanhopea costaricensis
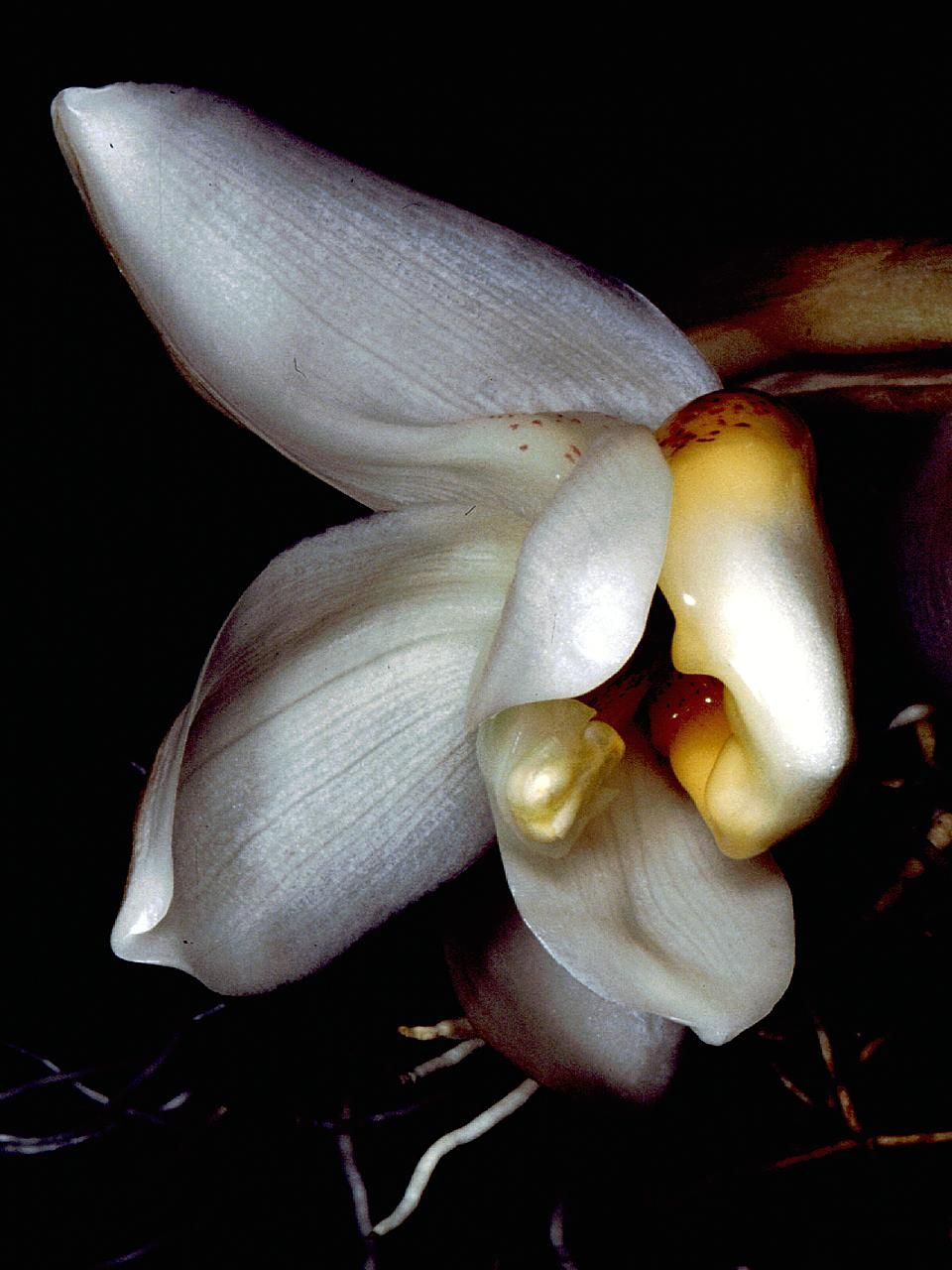
Stanhopea ecornuta
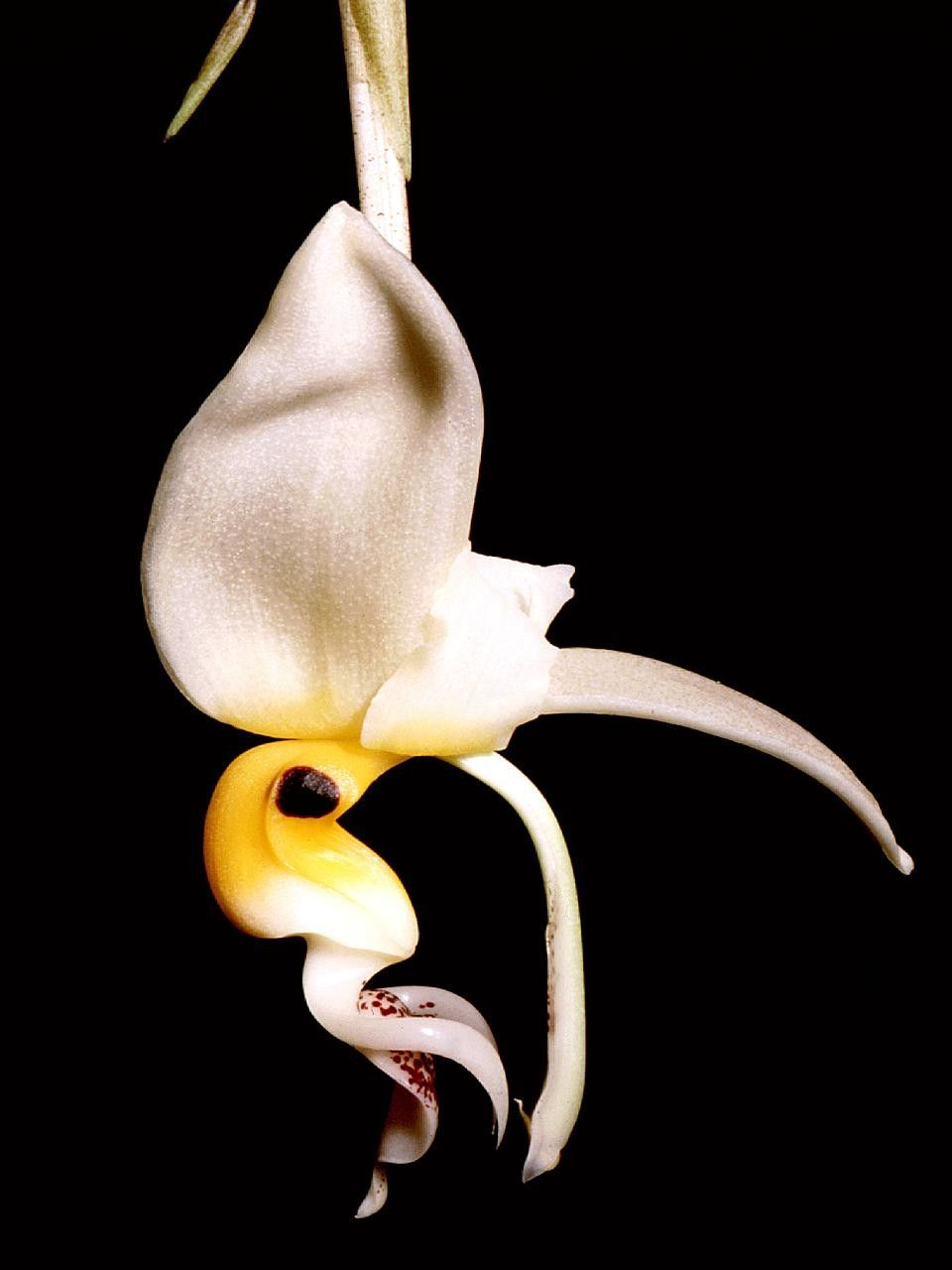
Stanhopea embreei
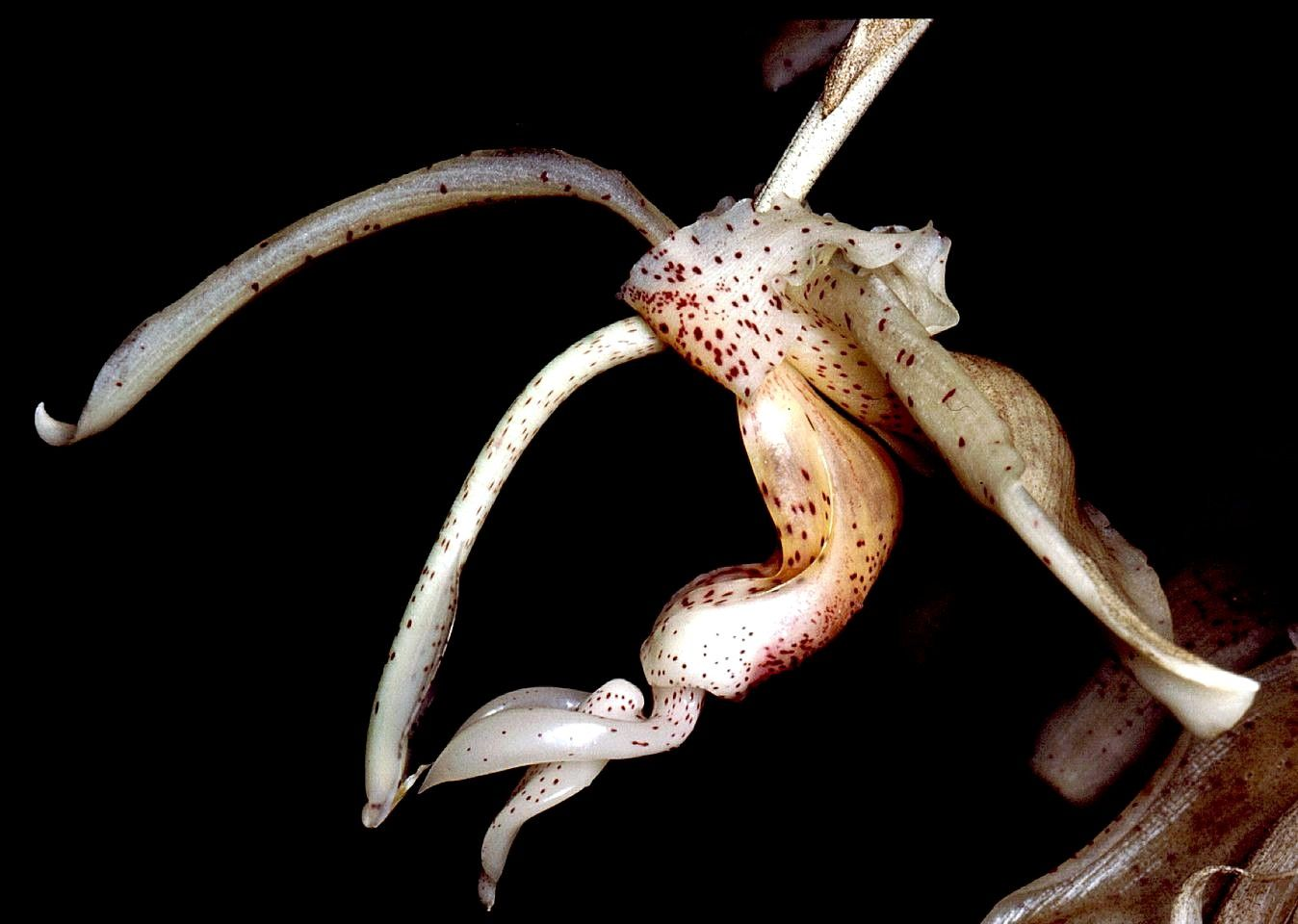
Stanhopea florida
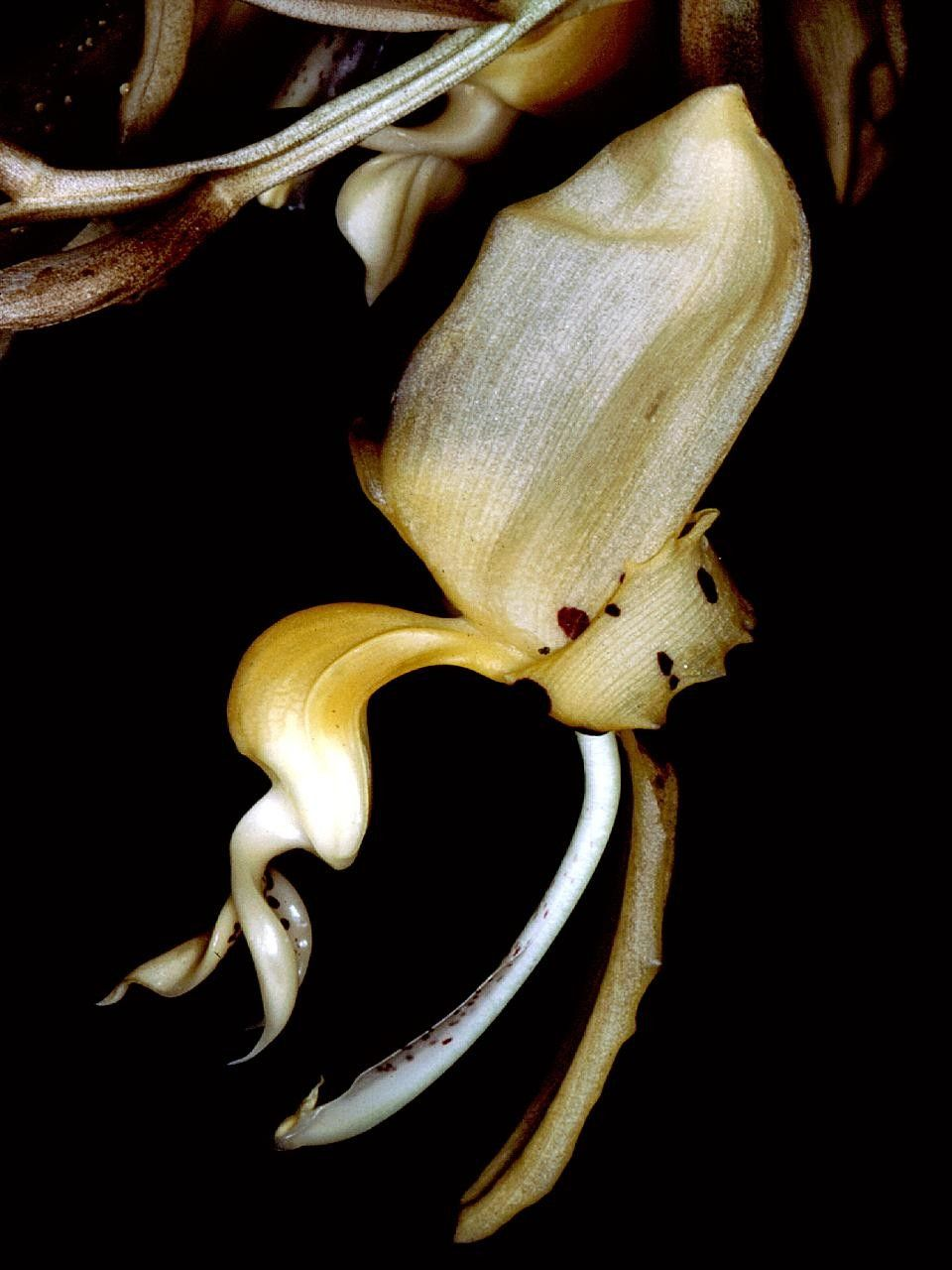
Stanhopea frymirei
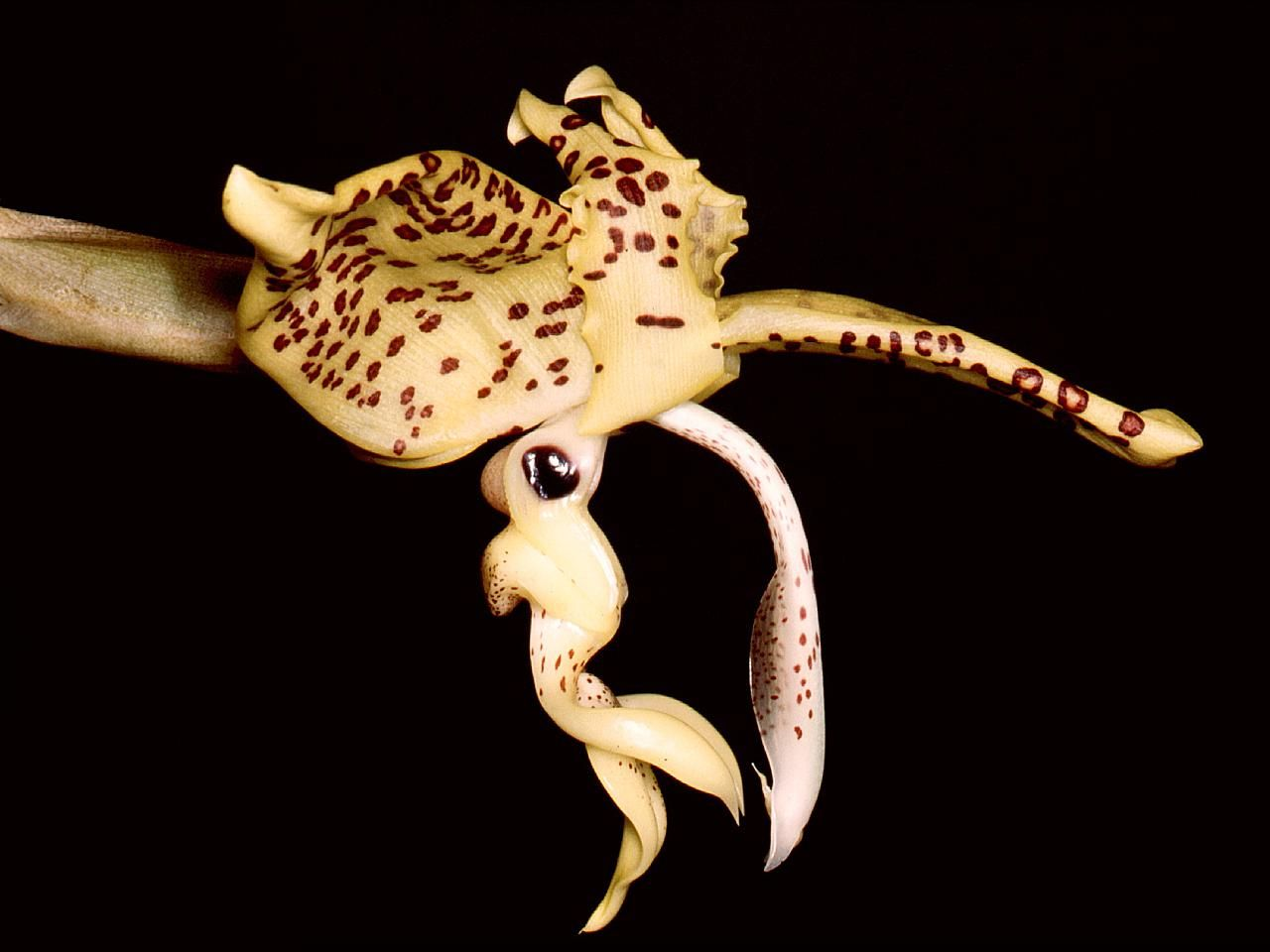
Stanhopea gibbosa
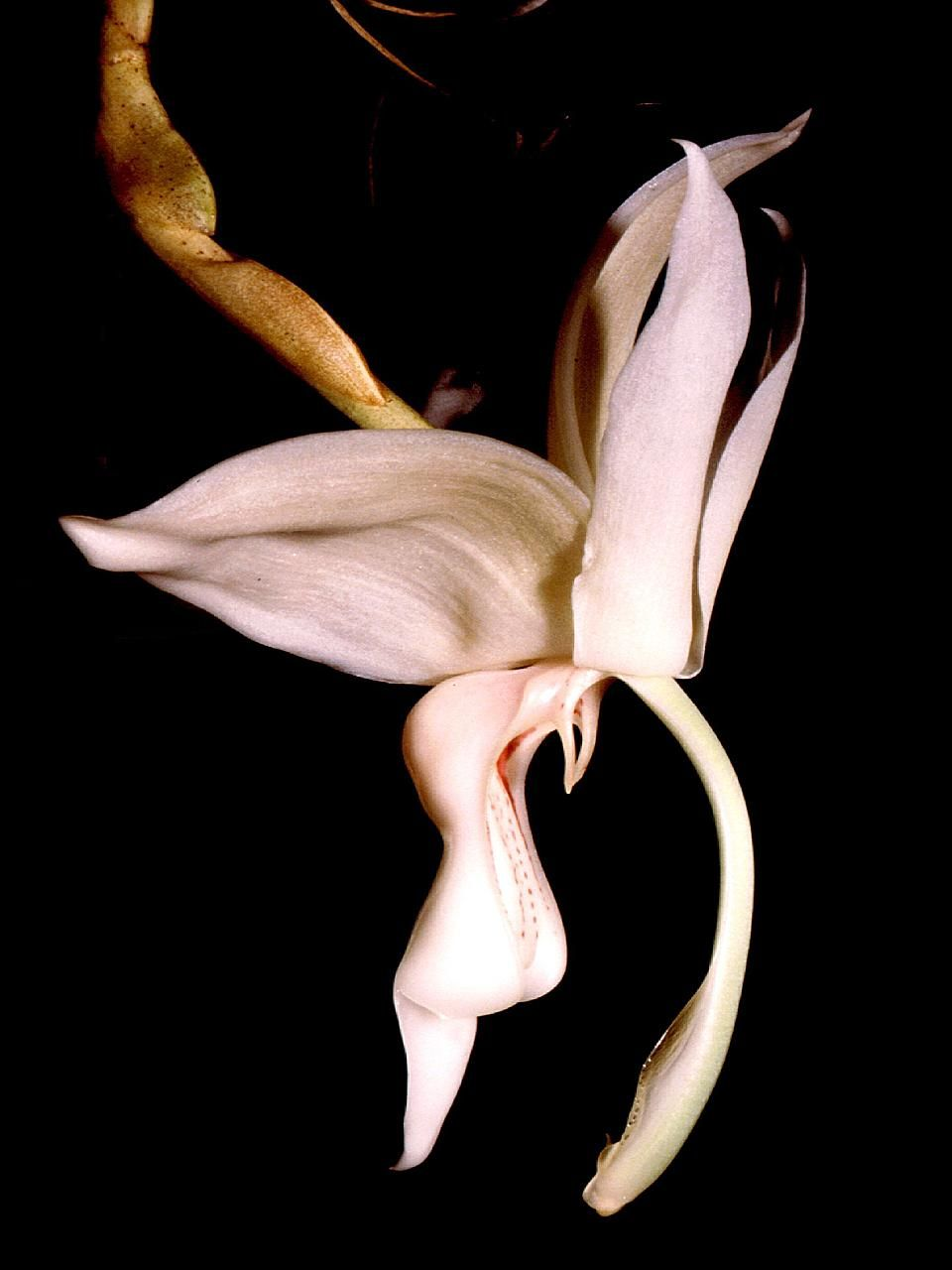
Stanhopea grandiflora
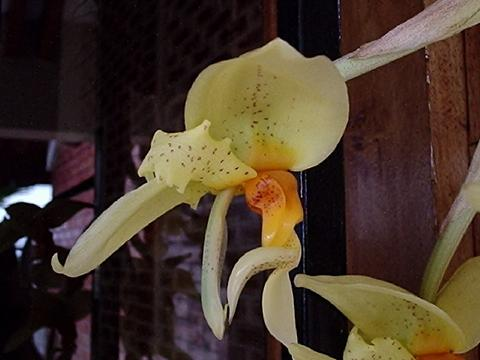
Stanhopea graveolens
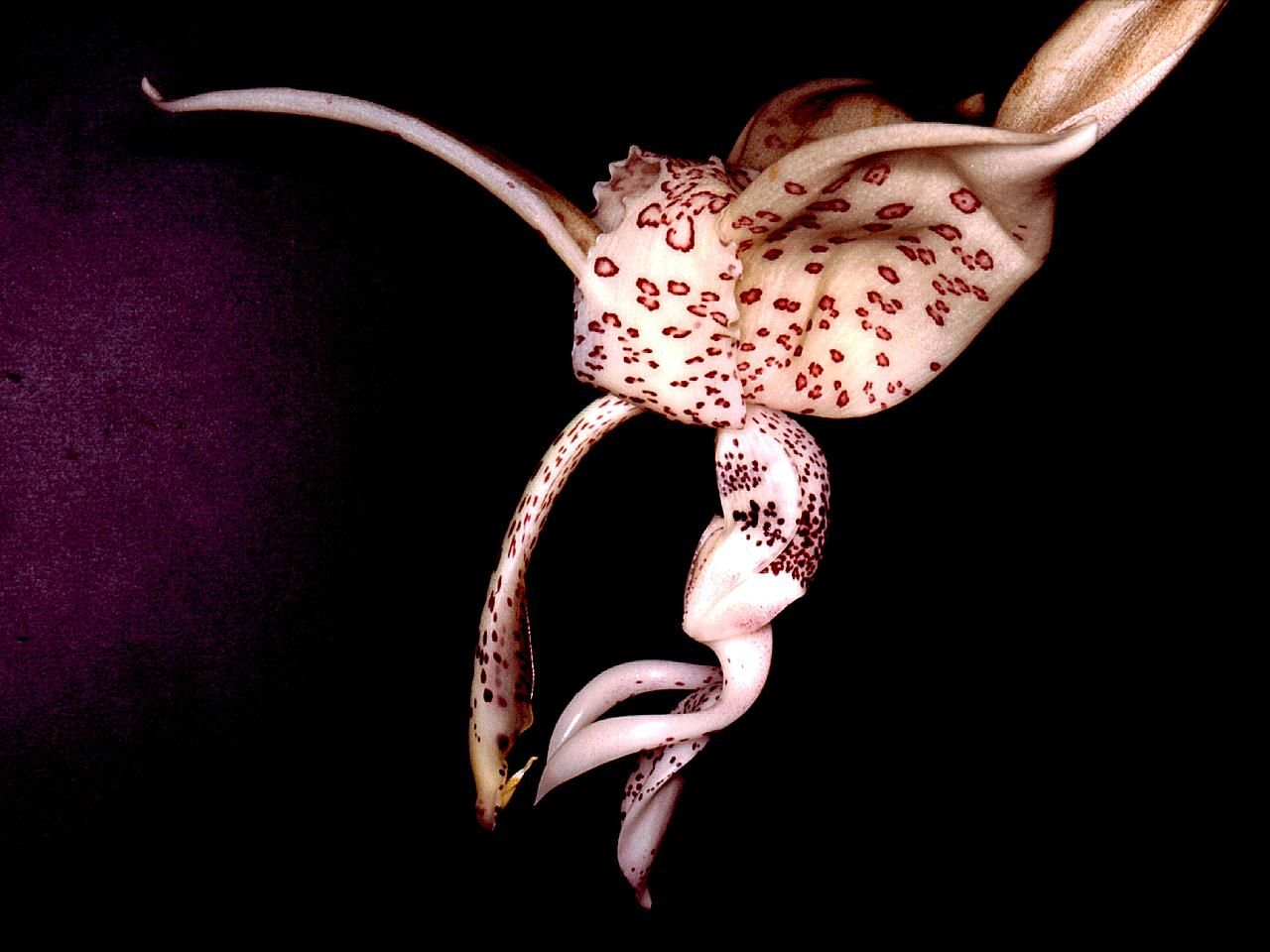
Stanhopea haseloviana
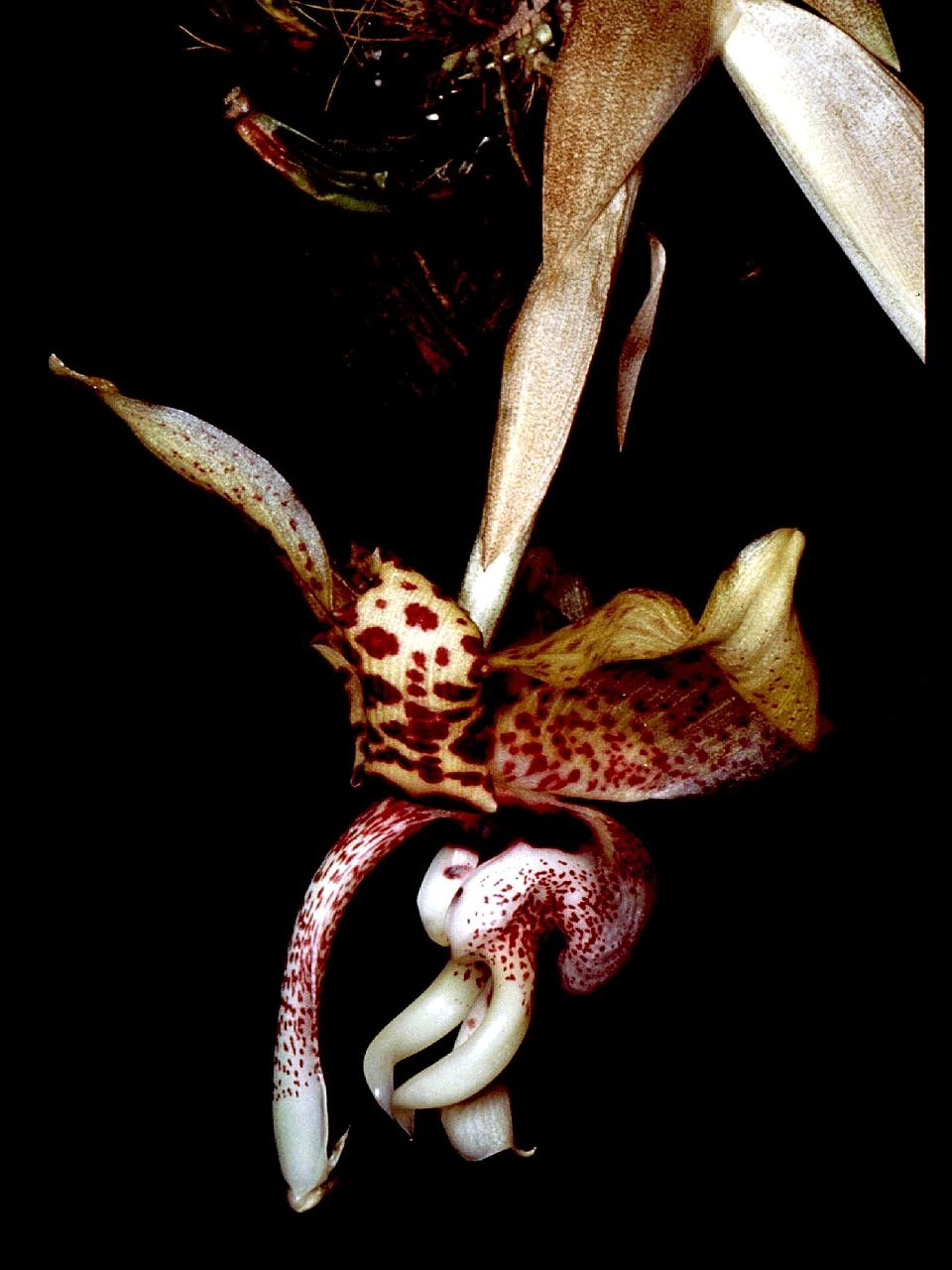
Stanhopea hernandezii
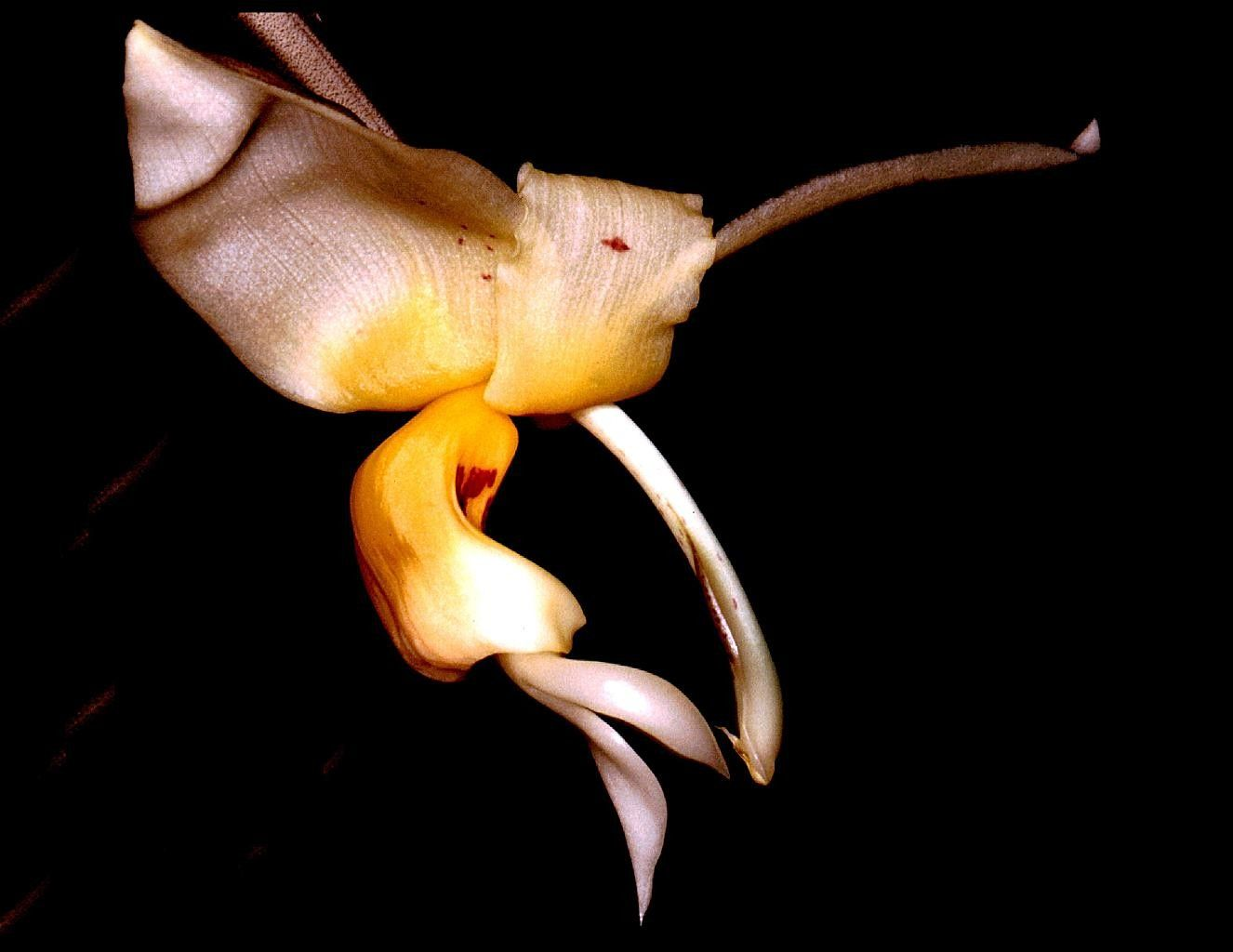
Stanhopea impressa
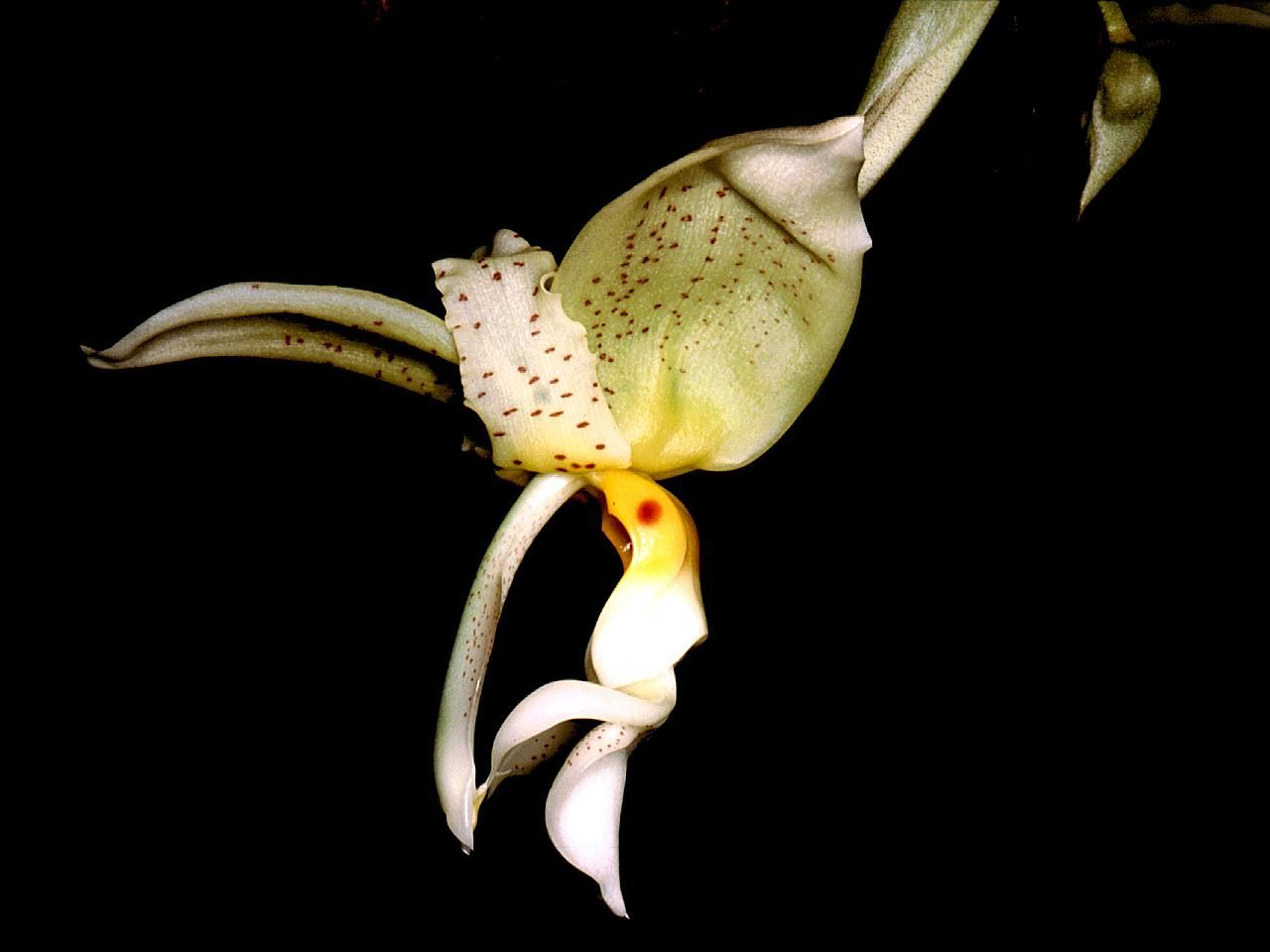
Stanhopea inodora
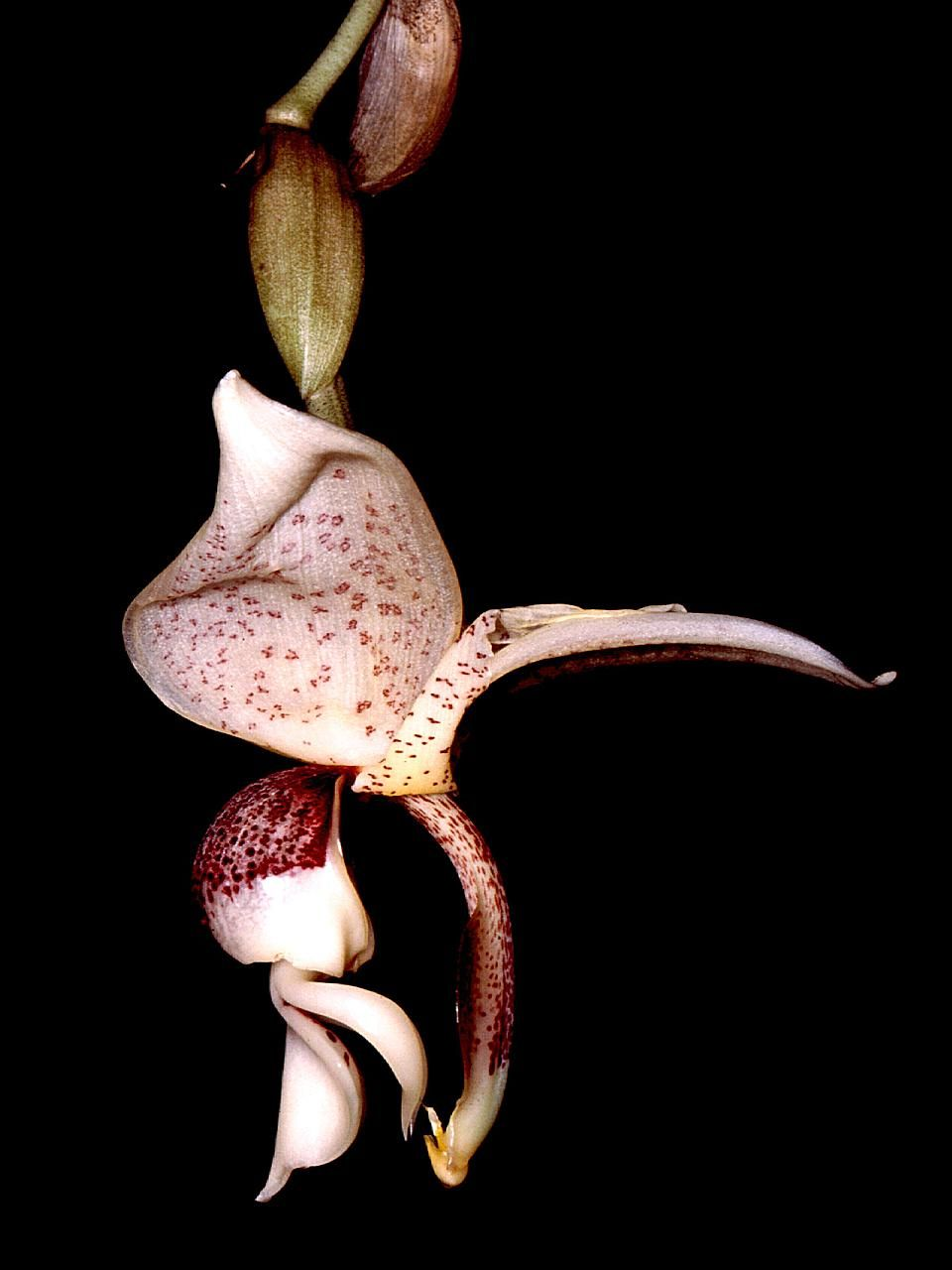
Stanhopea insignis
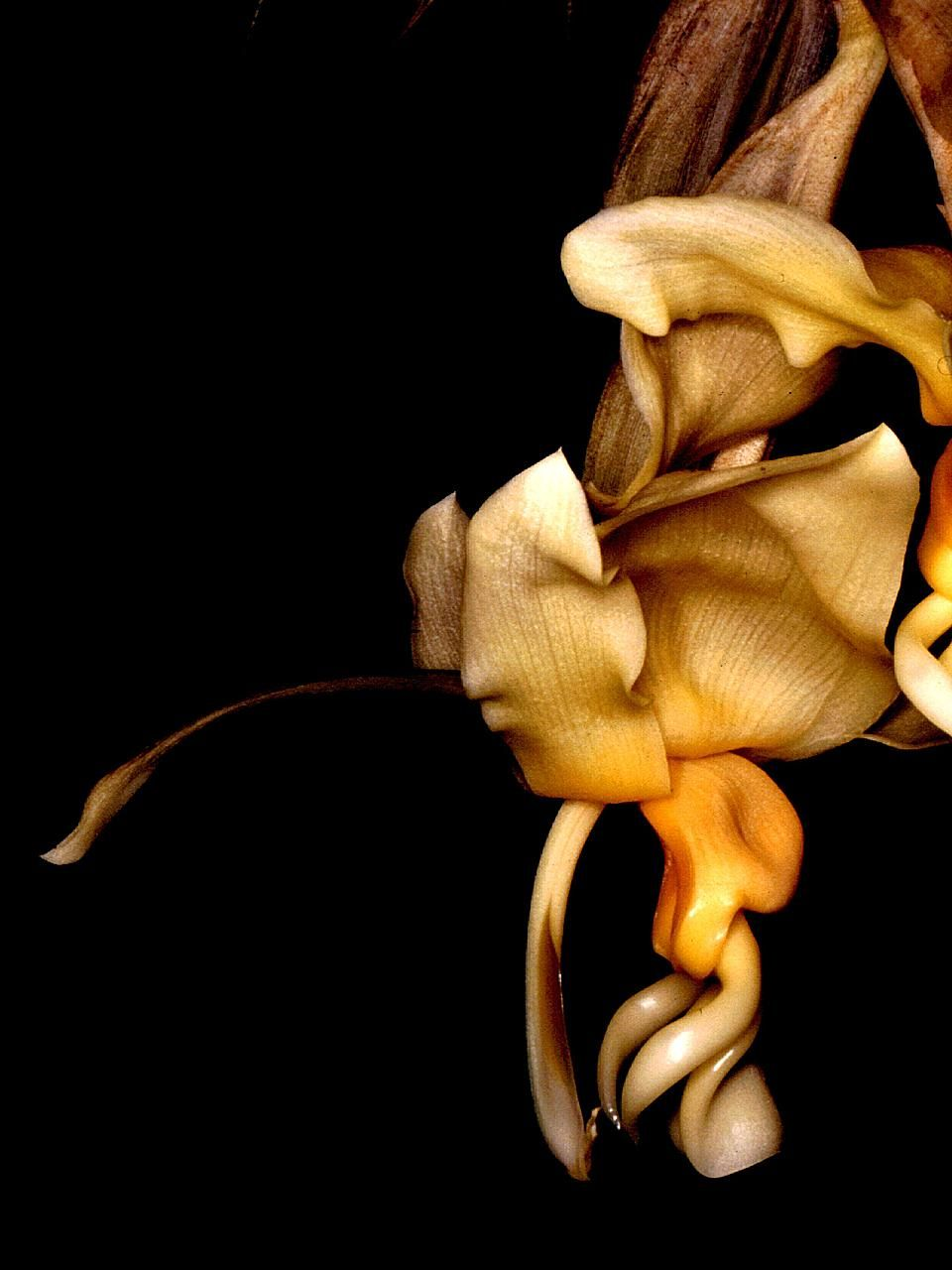
Stanhopea intermedia
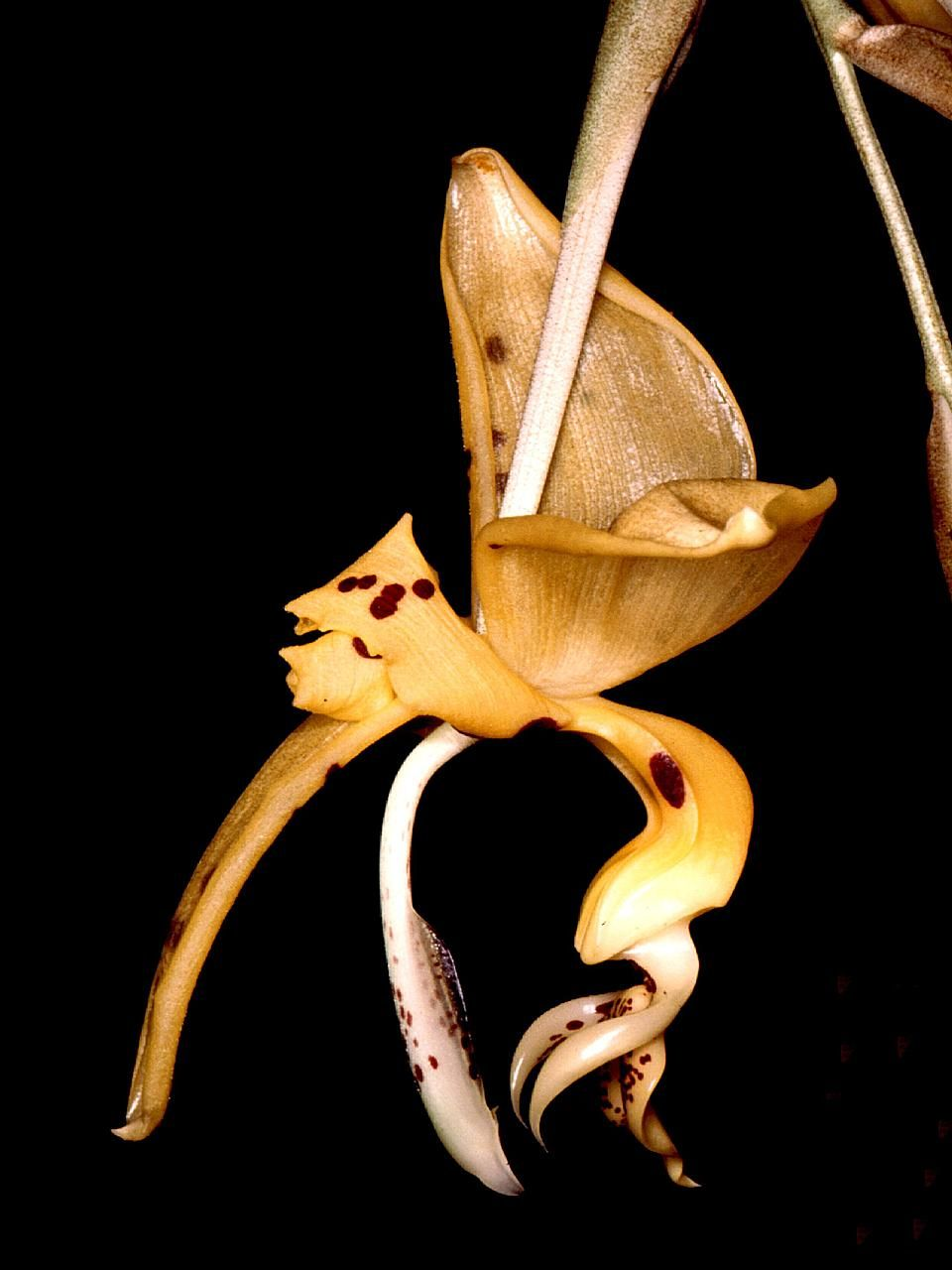
Stanhopea jenischiana
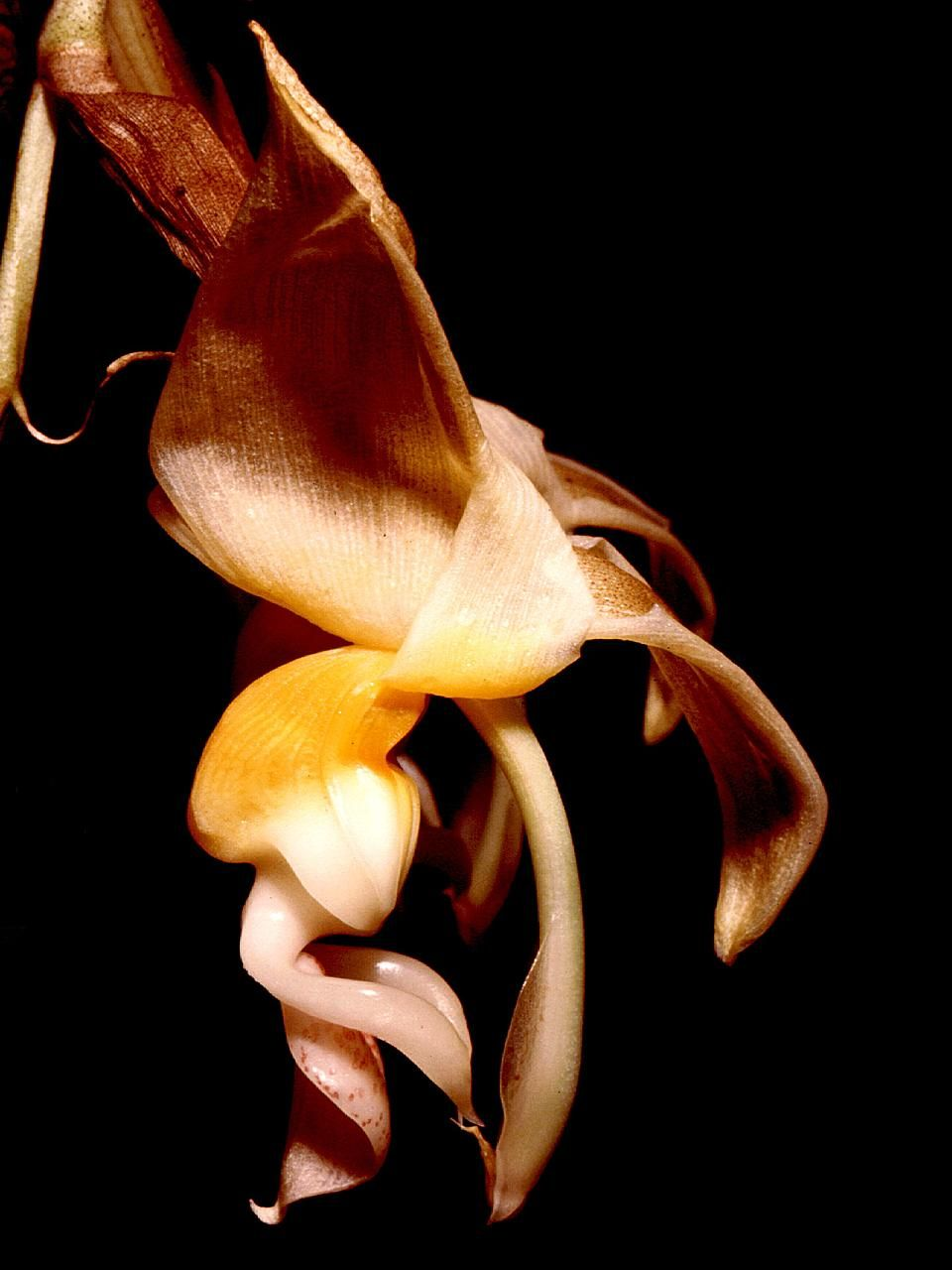
Stanhopea lietzei
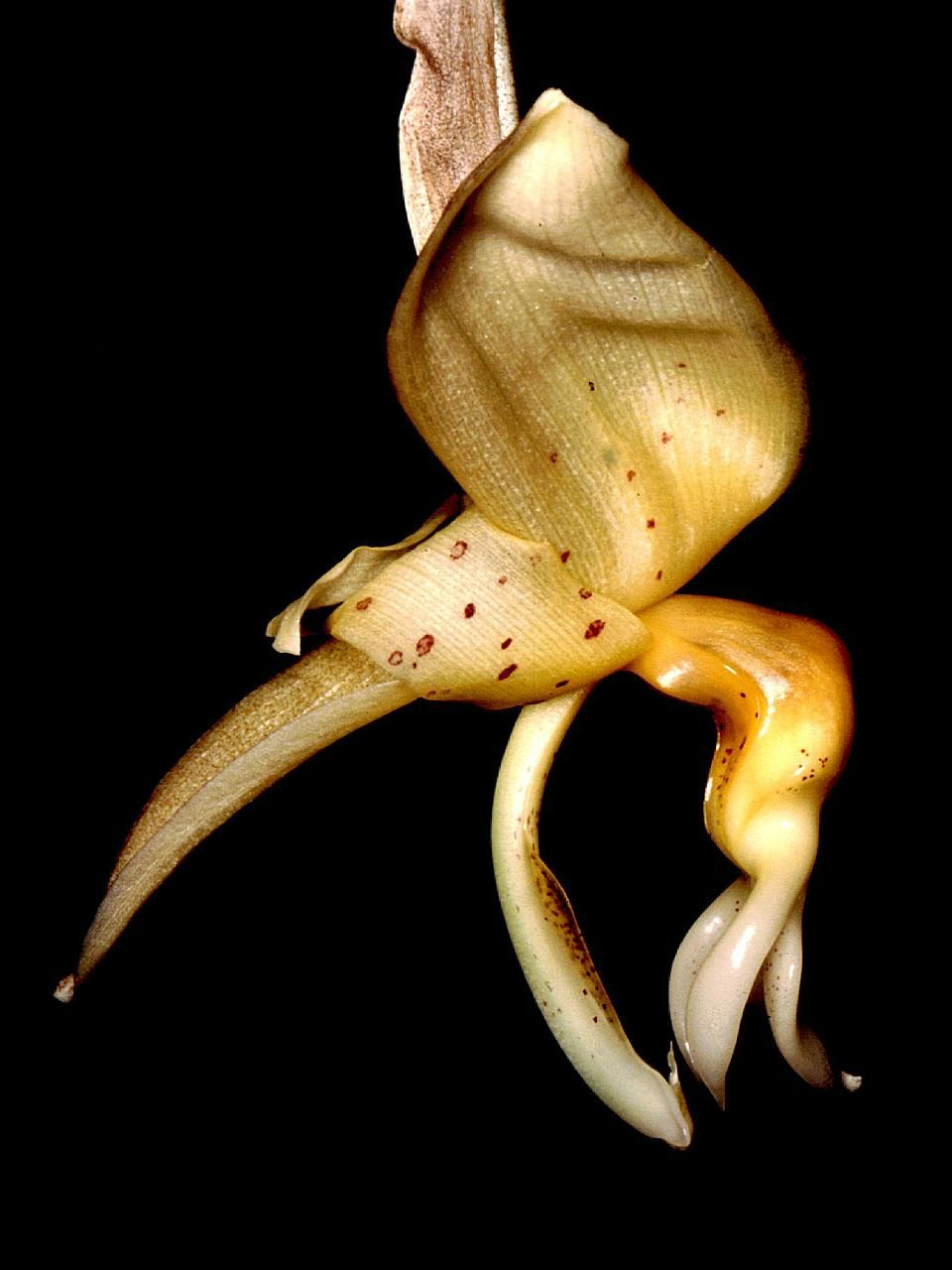
Stanhopea maculosa
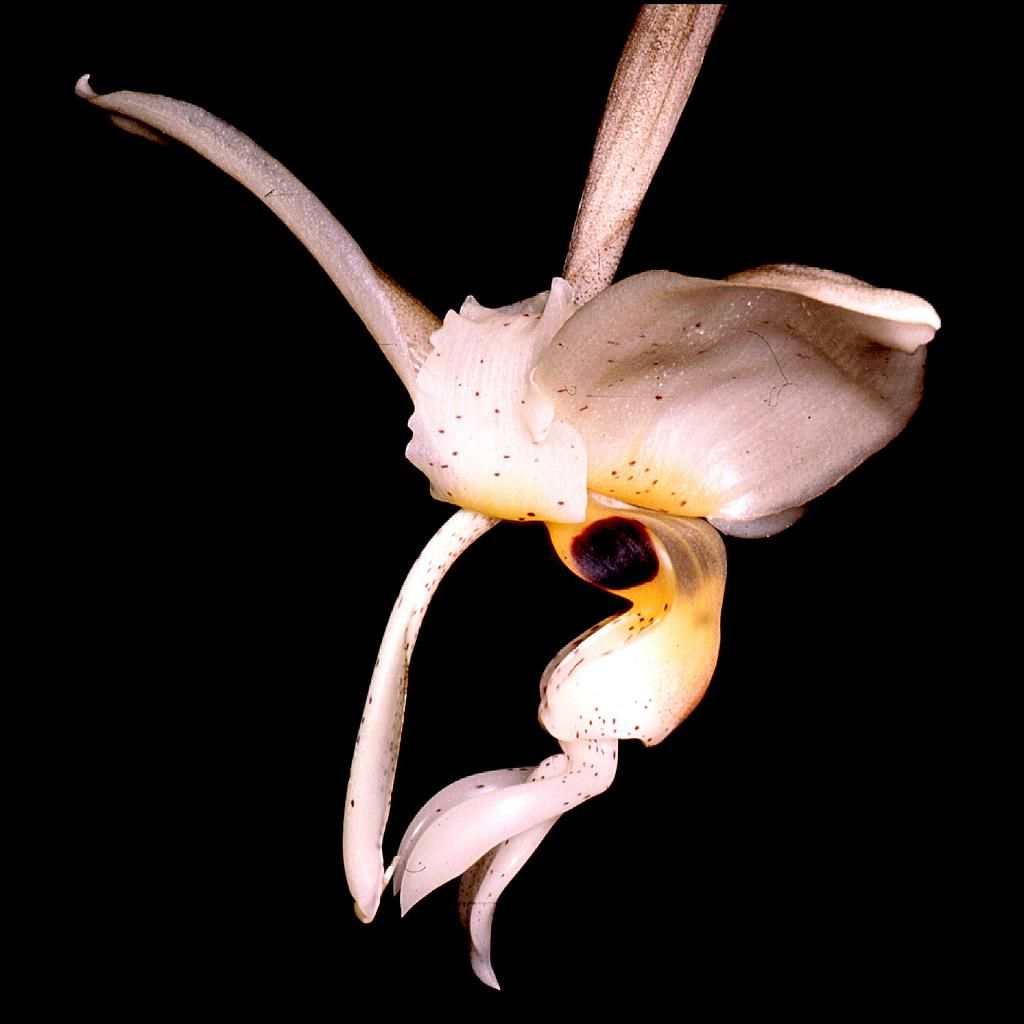
Stanhopea nigripes
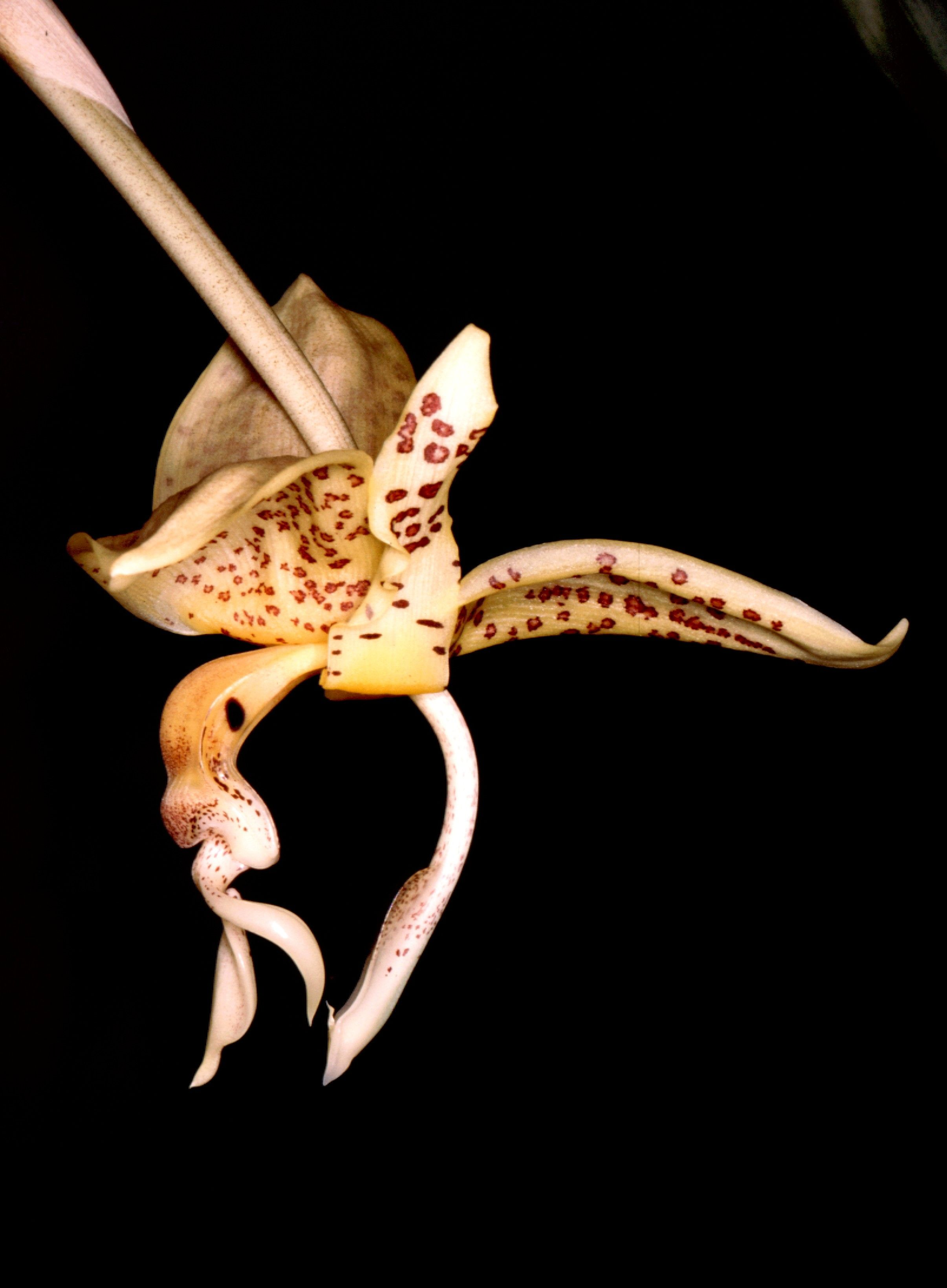
Stanhopea oculata
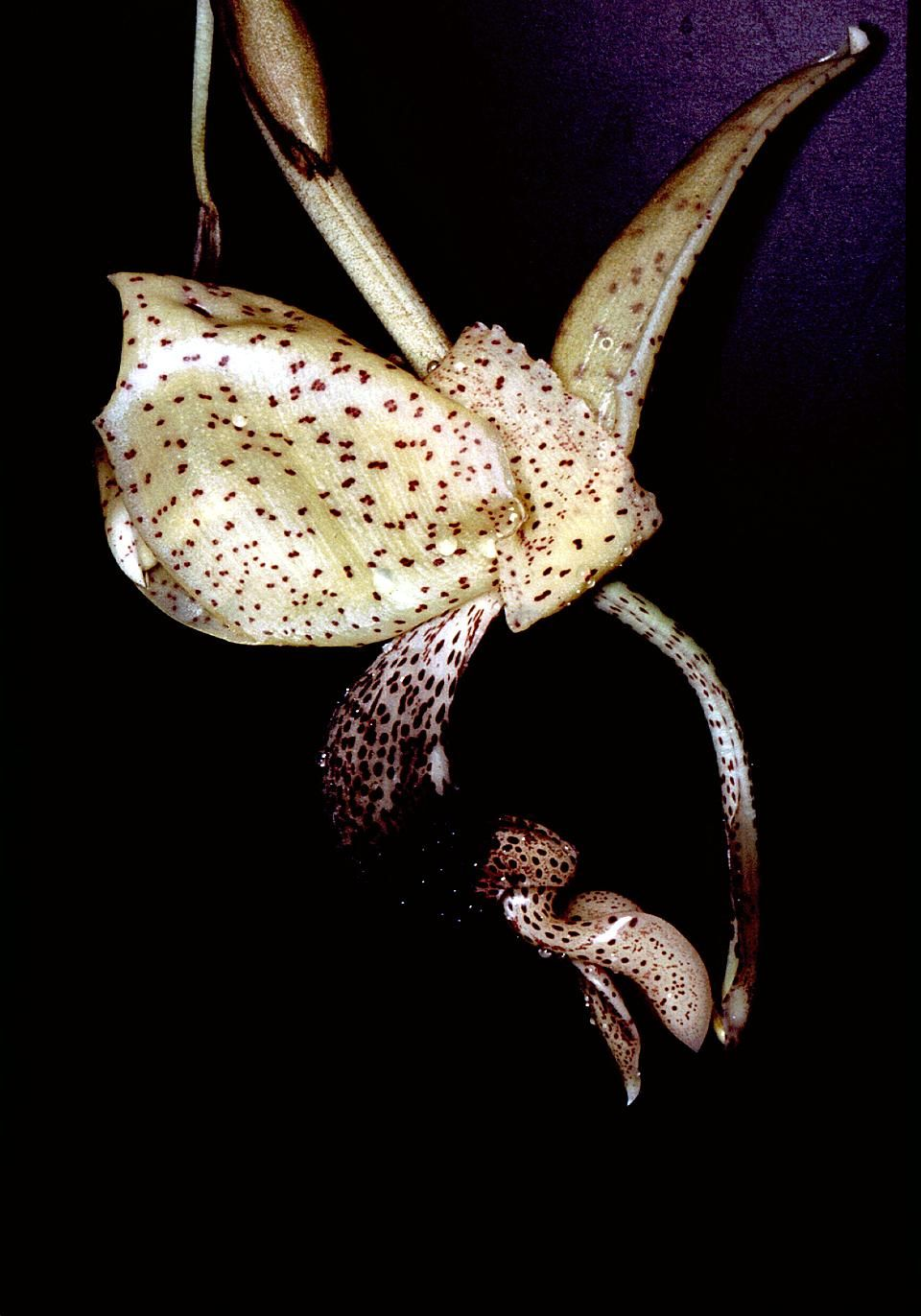
Stanhopea platyceras
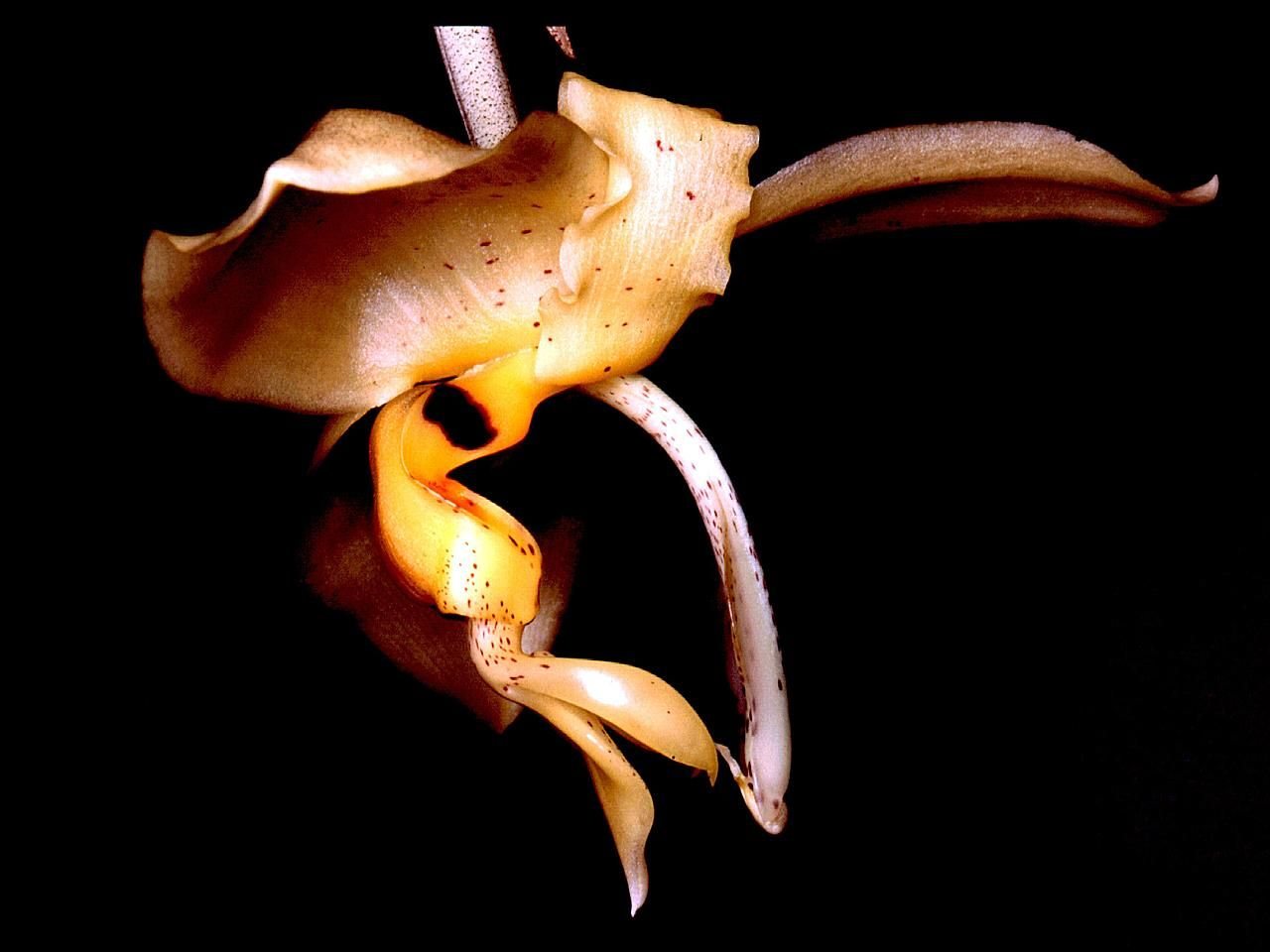
Stanhopea pozoi
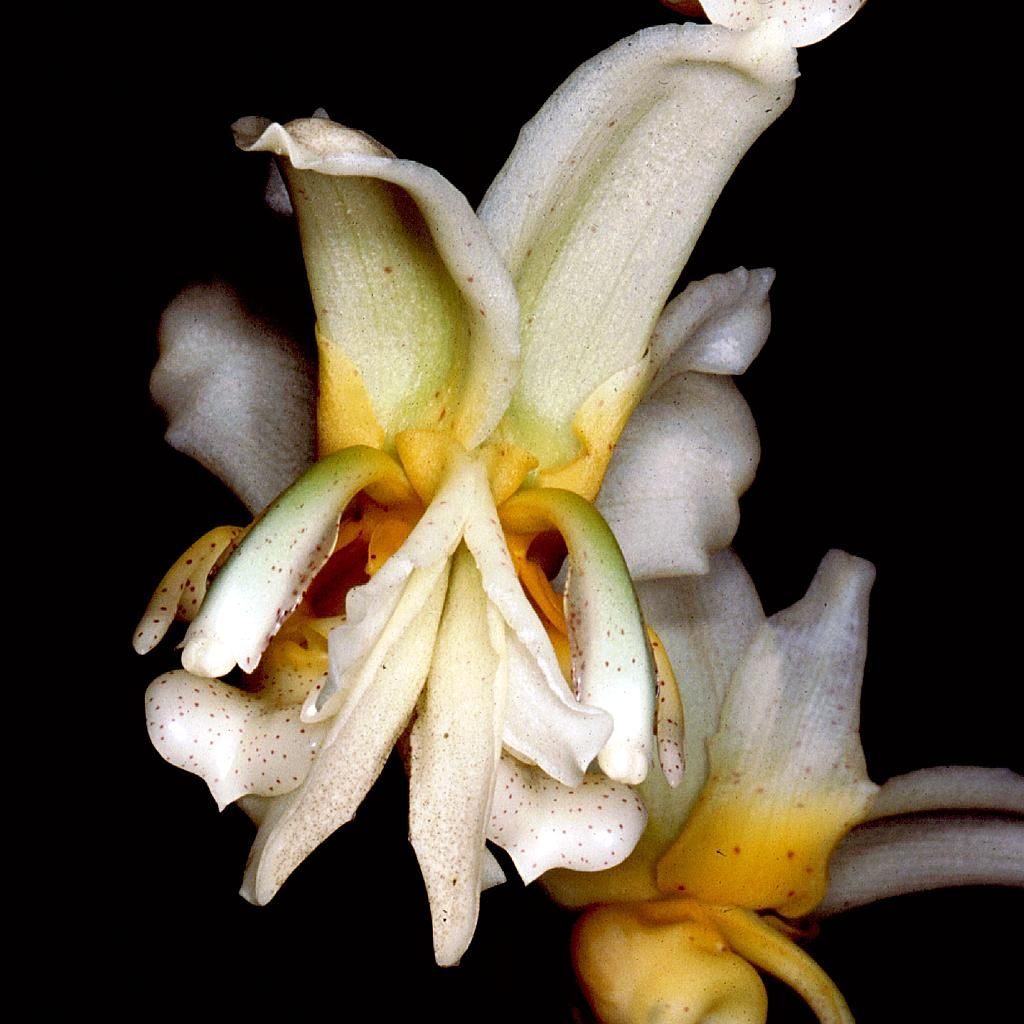
Stanhopea pseudoradiosa
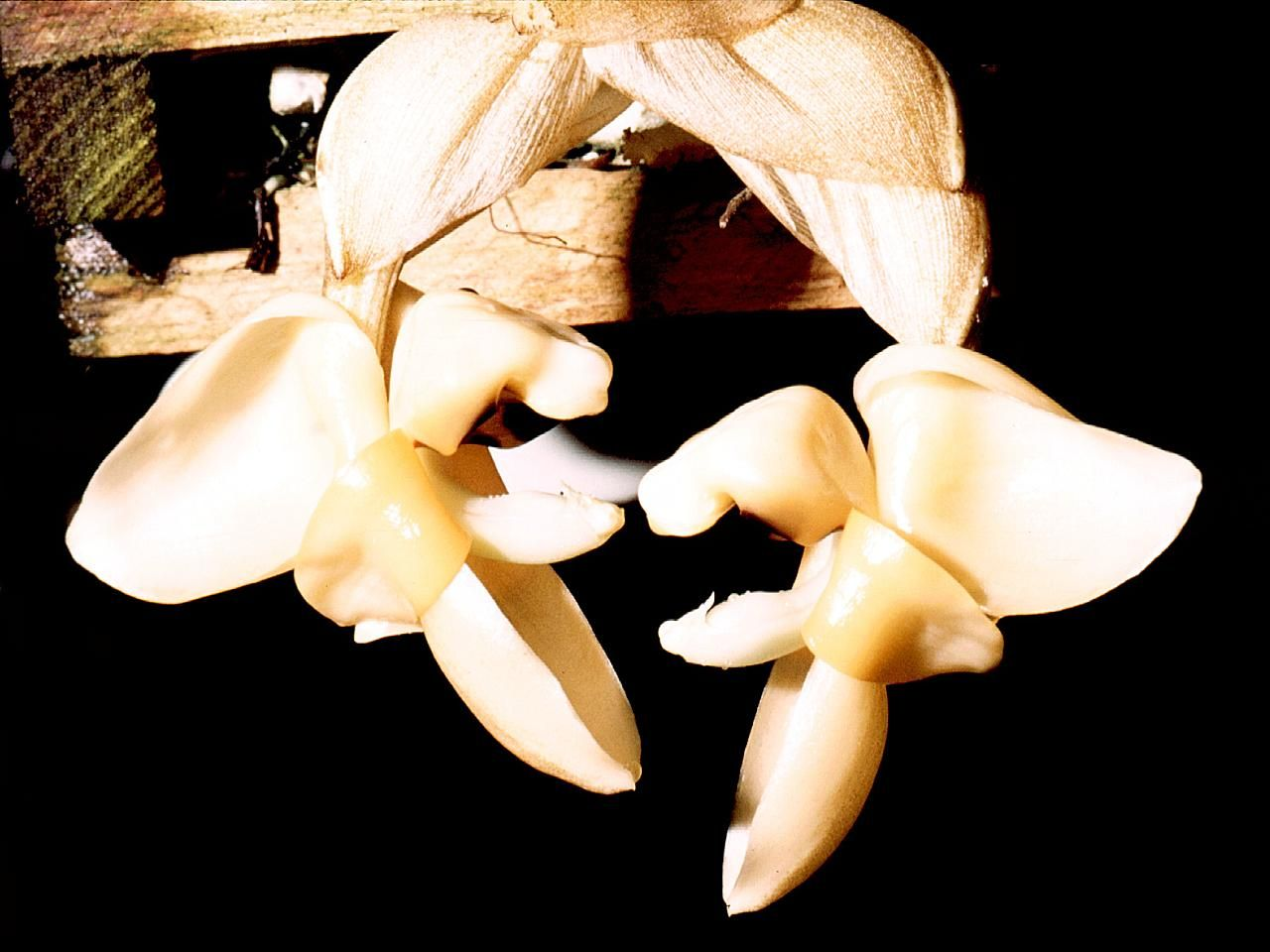
Stanhopea pulla
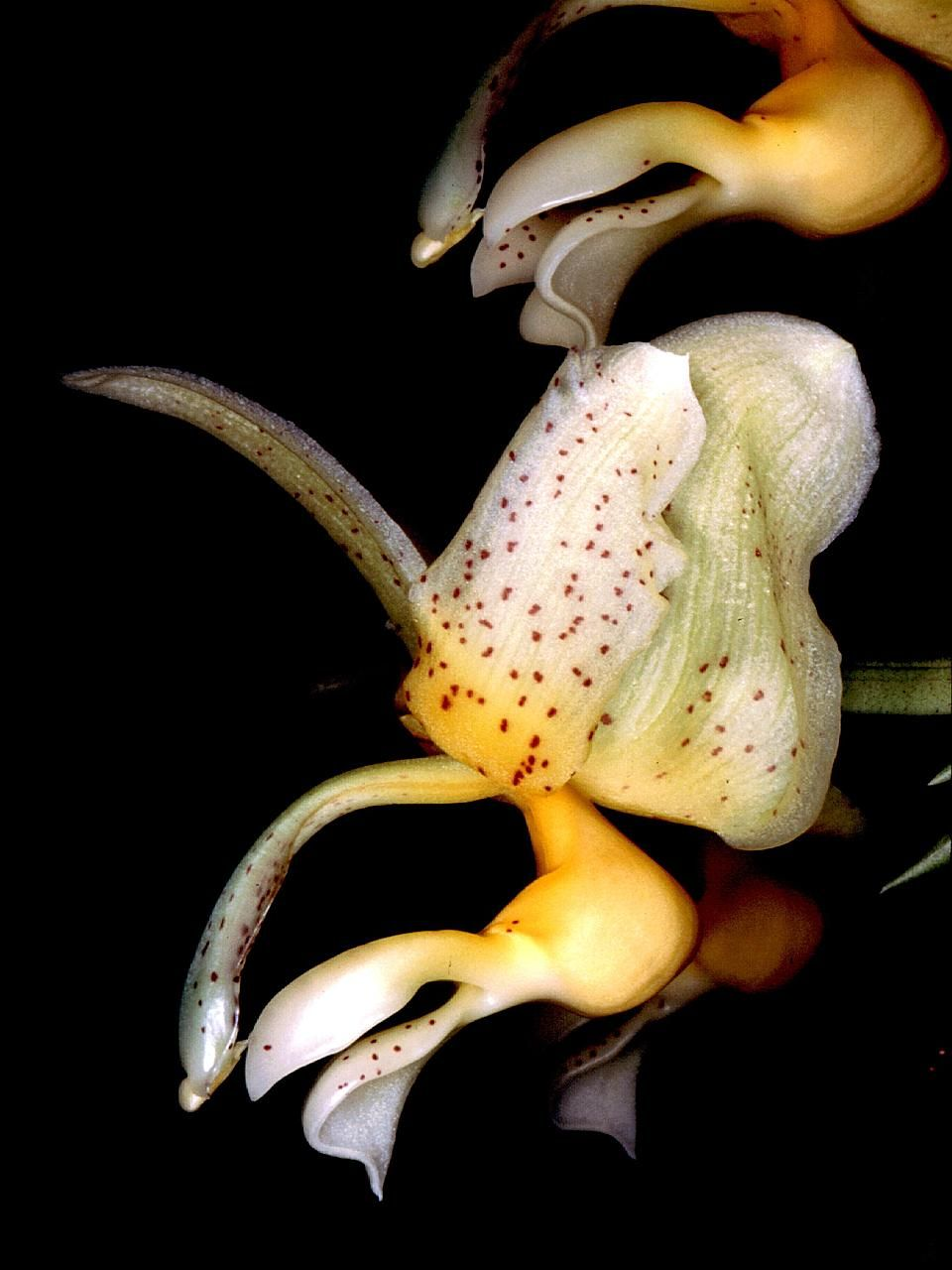
Stanhopea radiosa
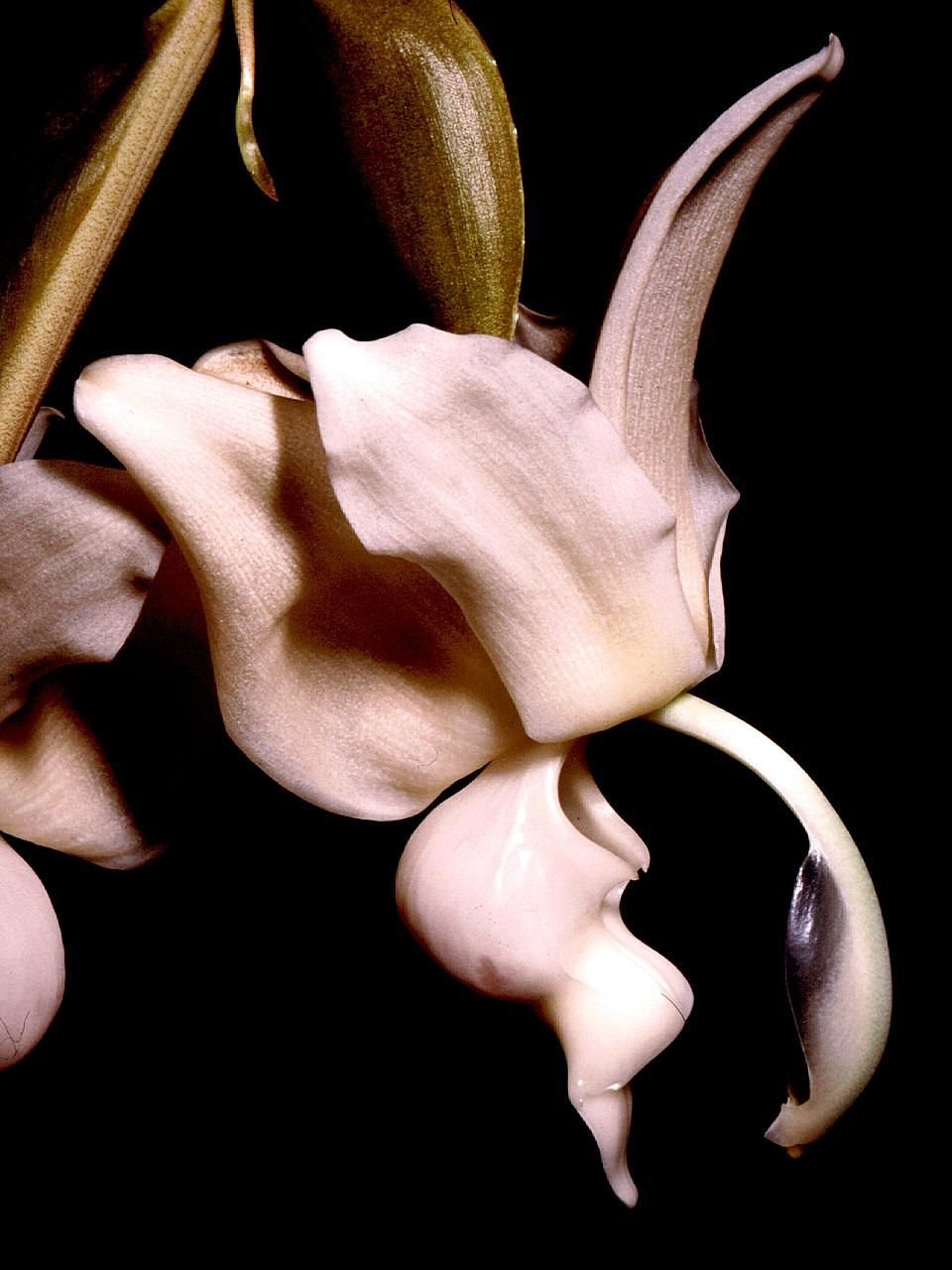
Stanhopea reichenbachiana
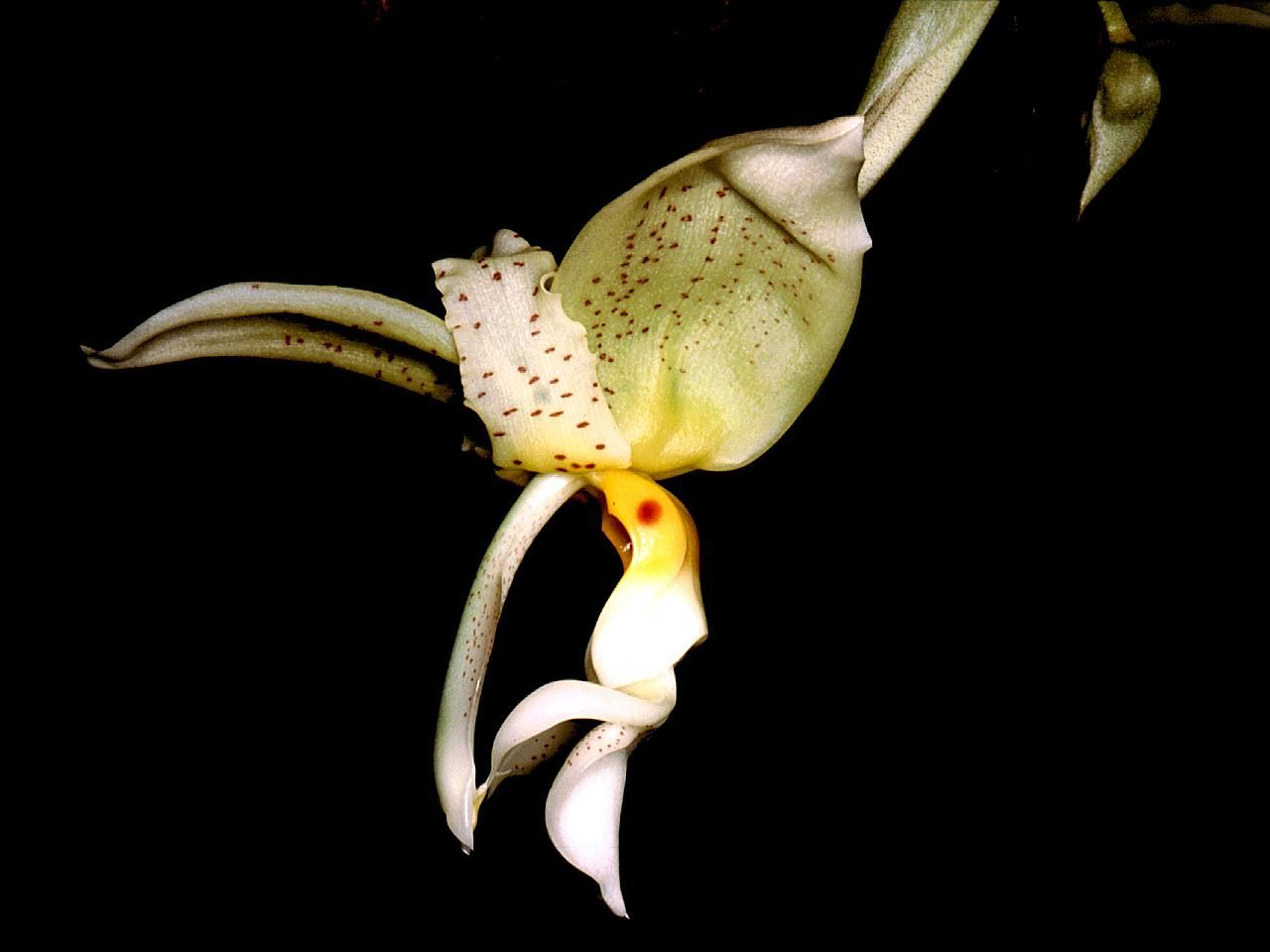
Stanhopea ruckeri
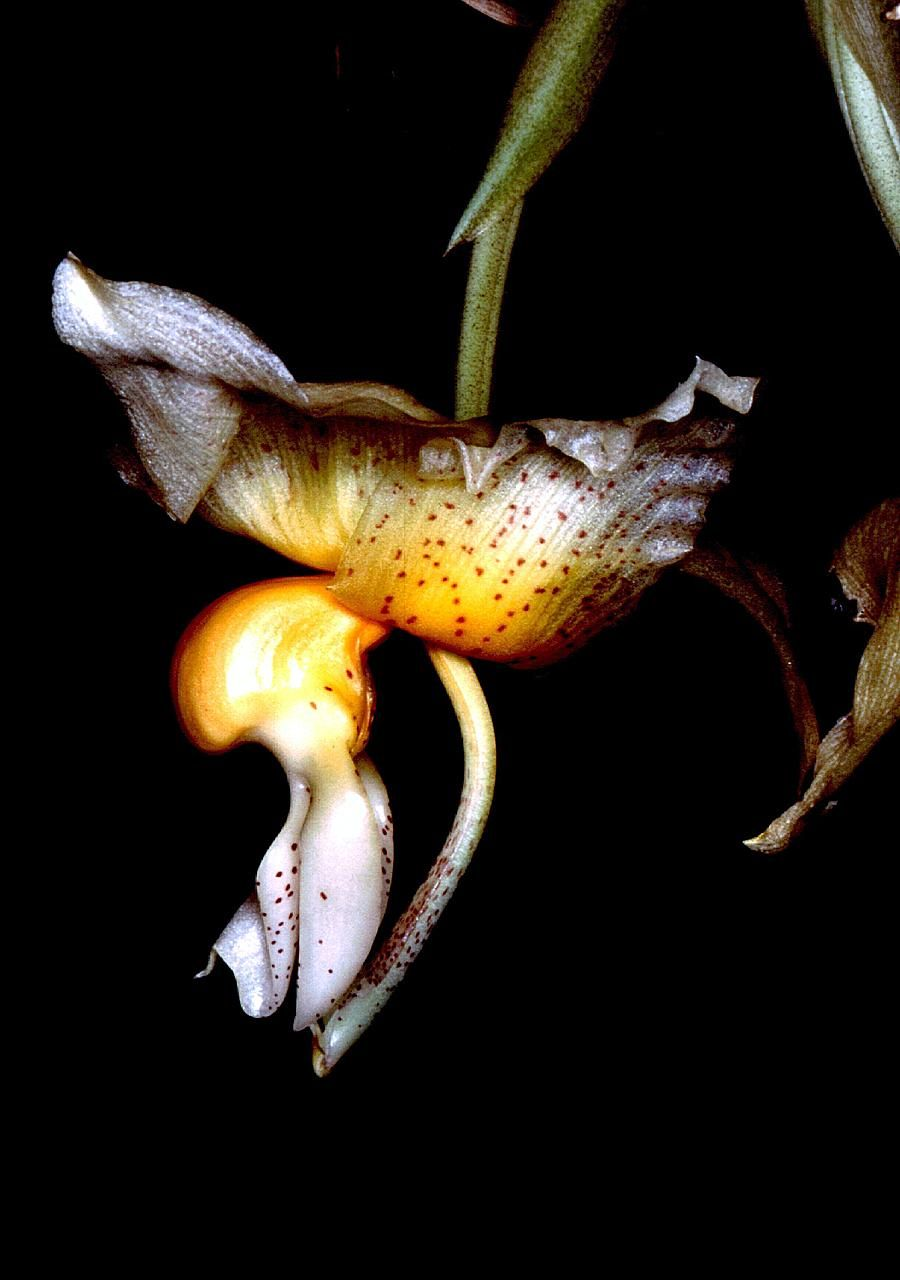
Stanhopea saccata
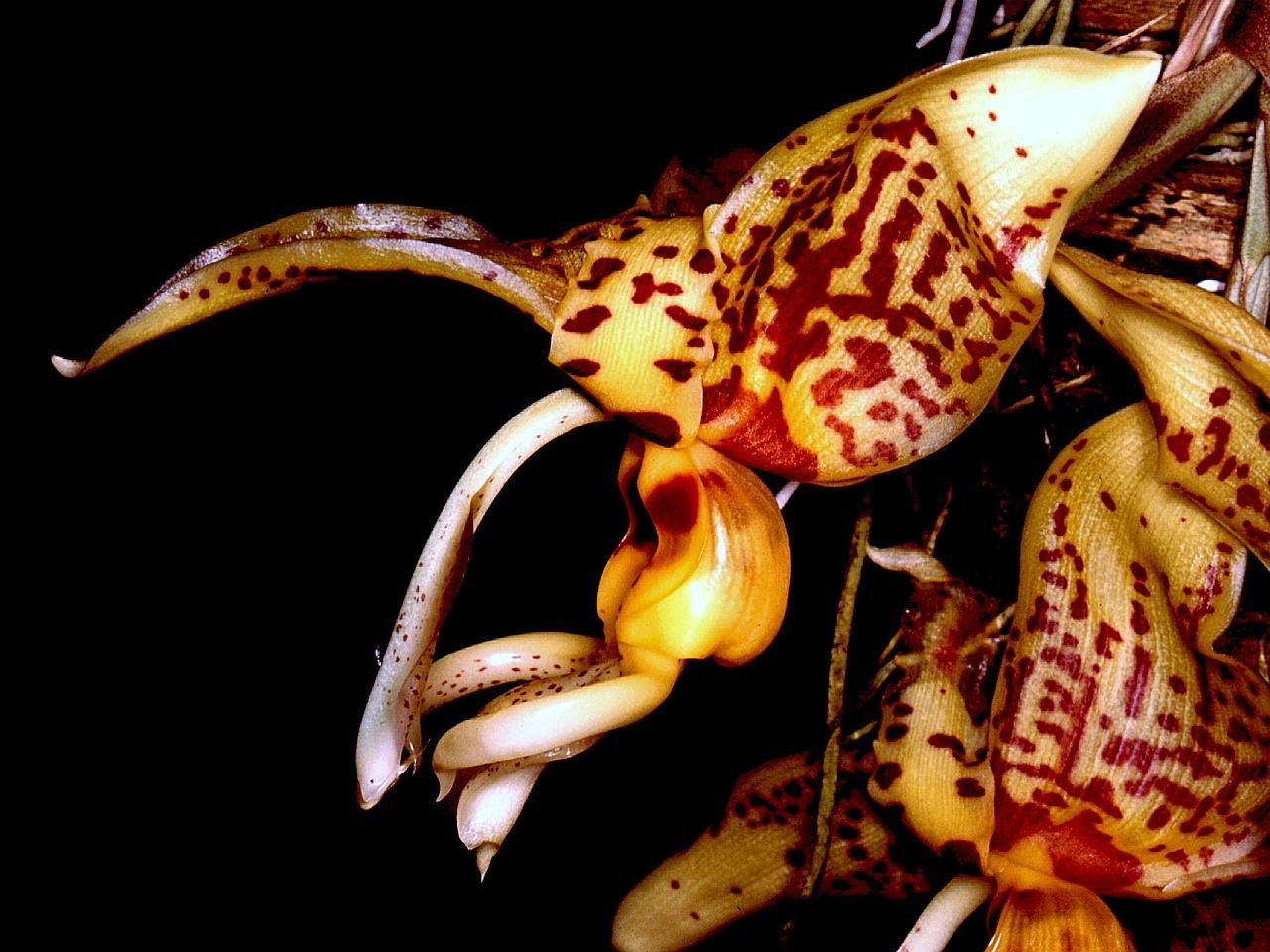
Stanhopea shuttleworthii
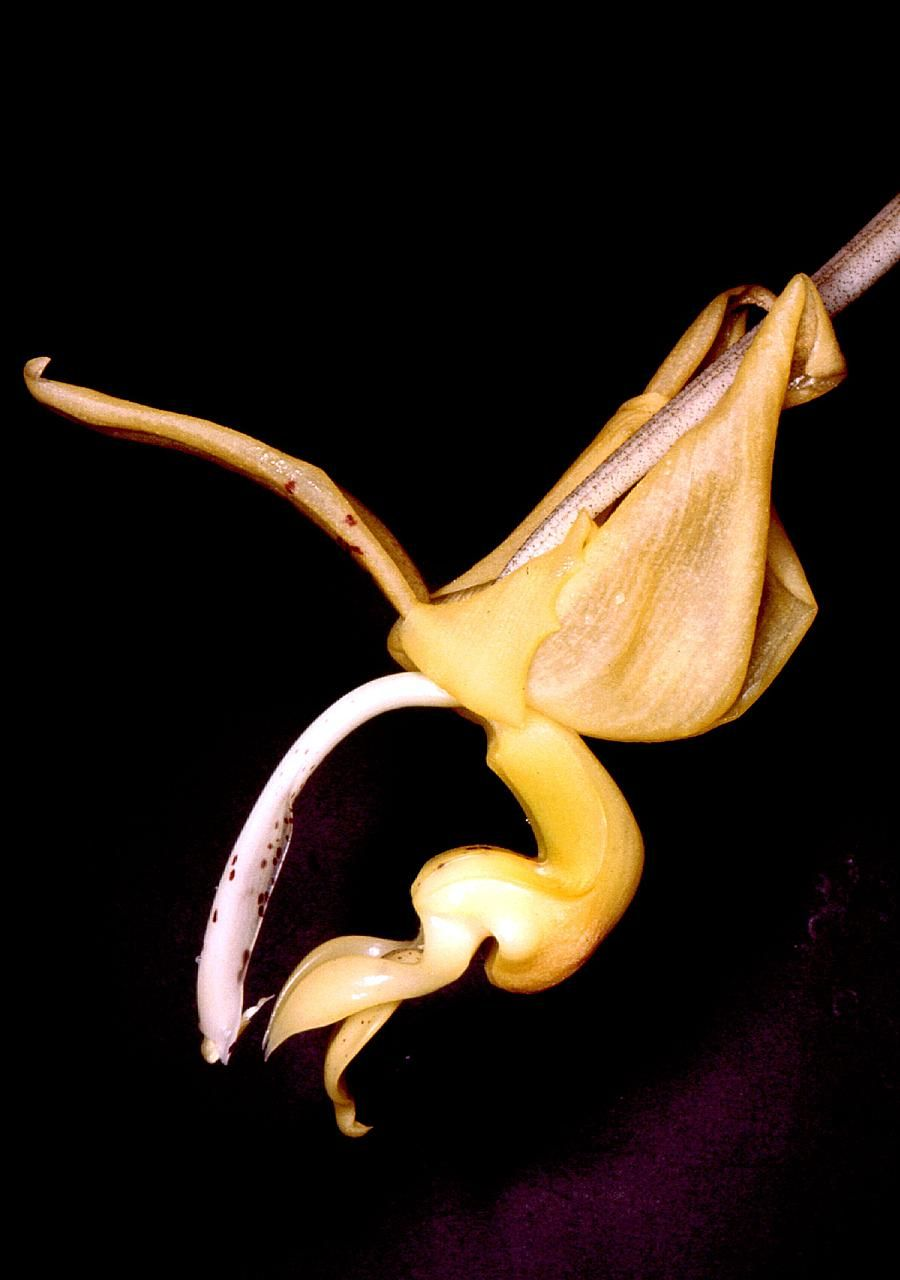
Stanhopea stevensonii
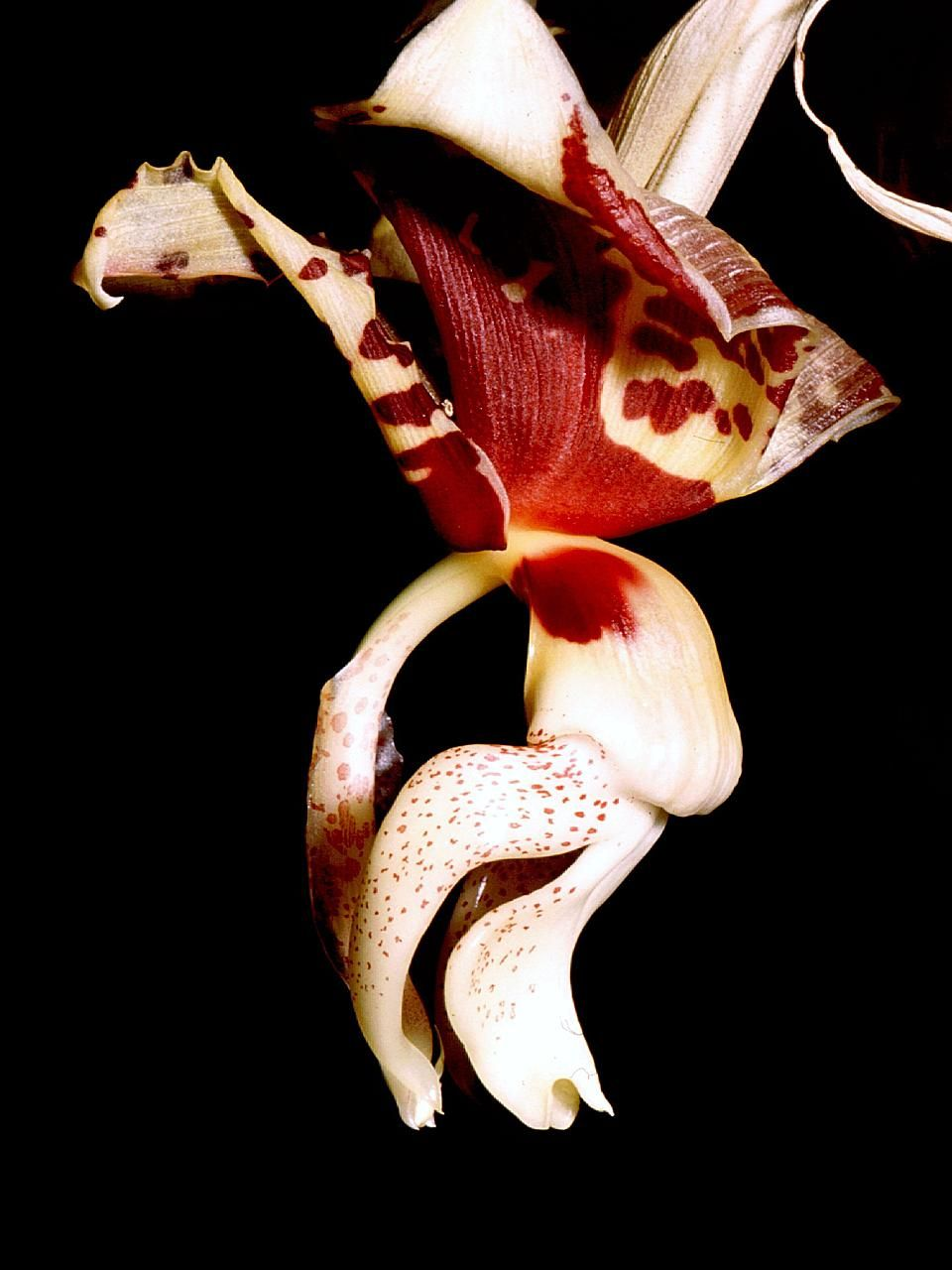
Stanhopea tigrina
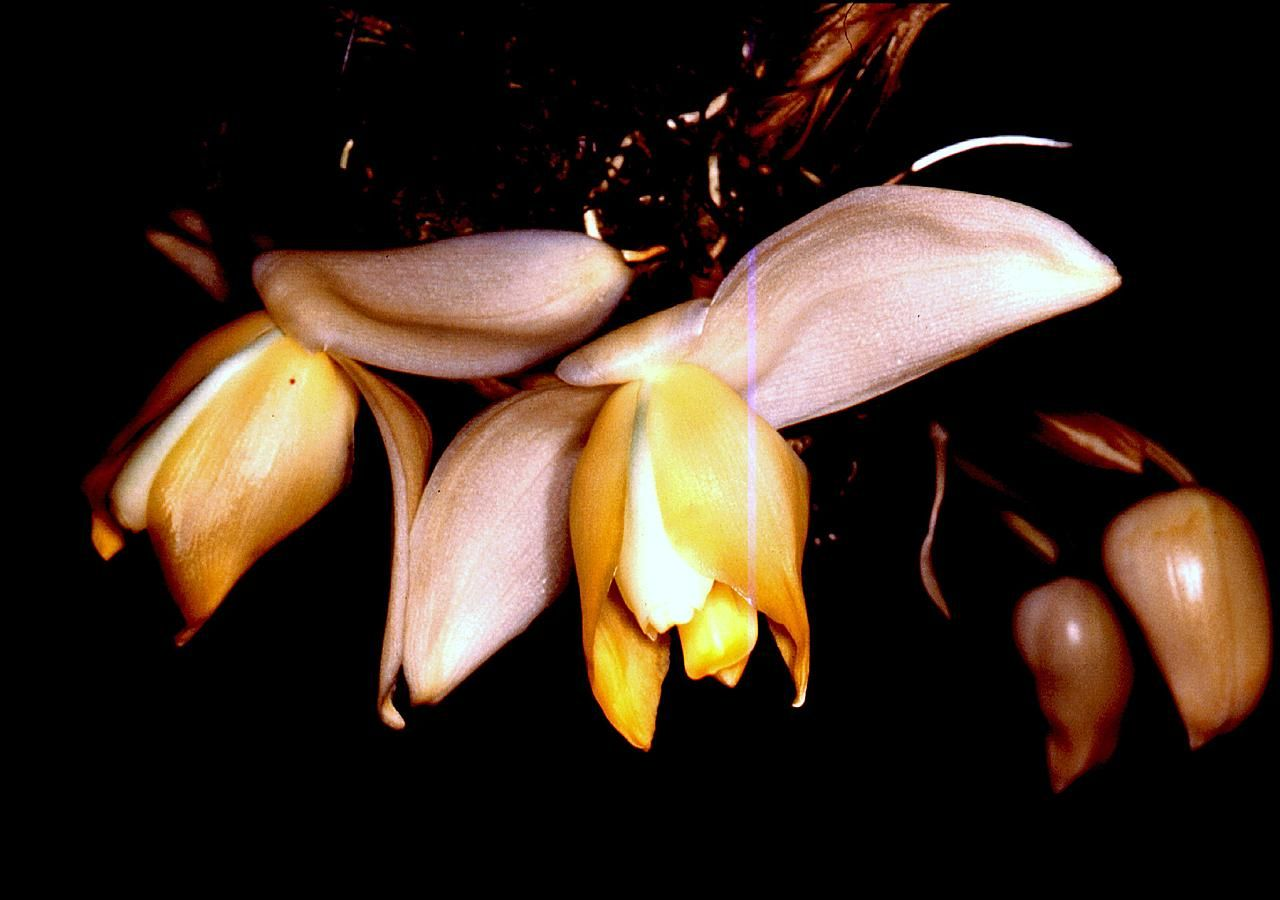
Stanhopea tricornis
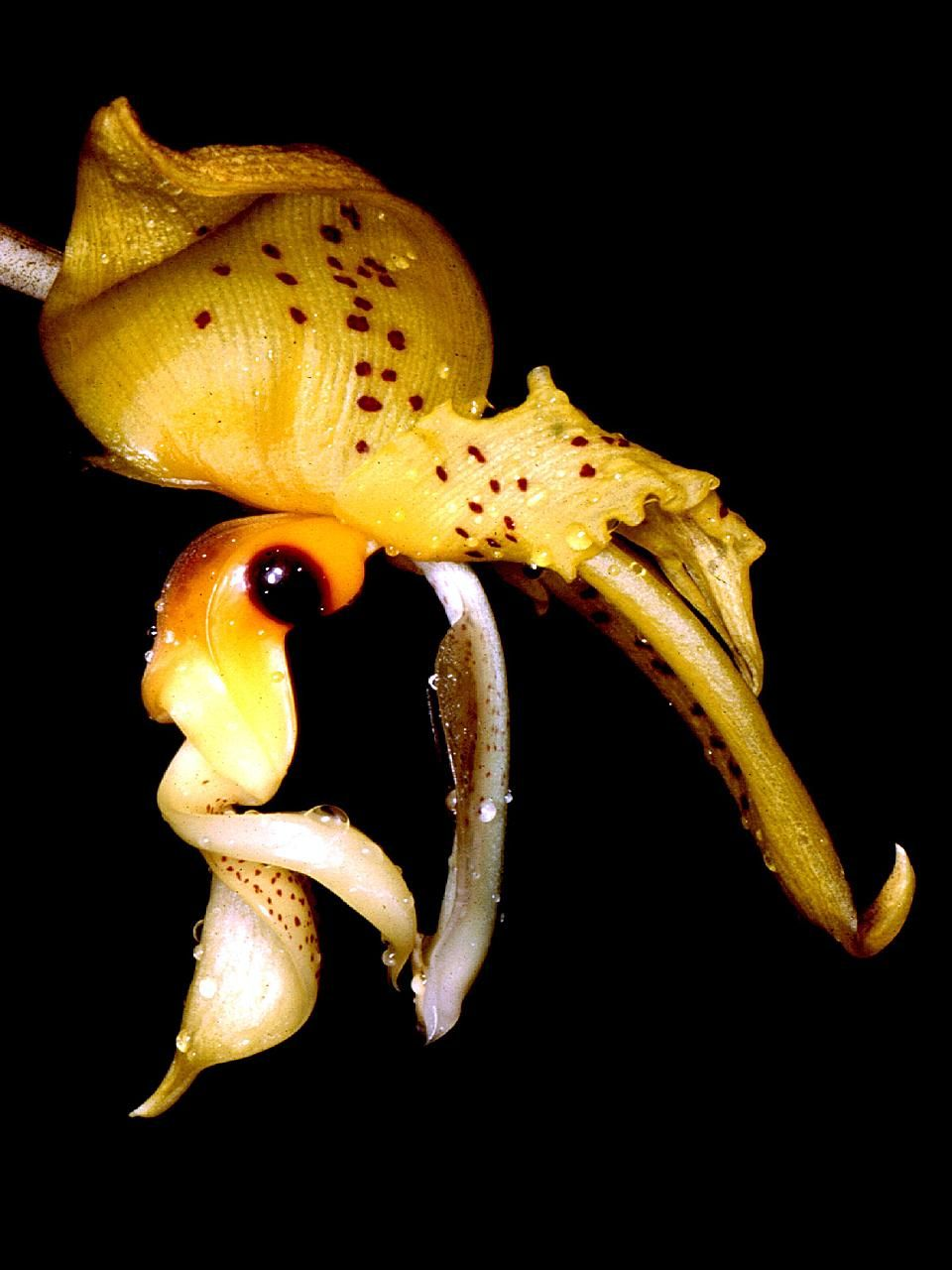
Stanhopea wardii
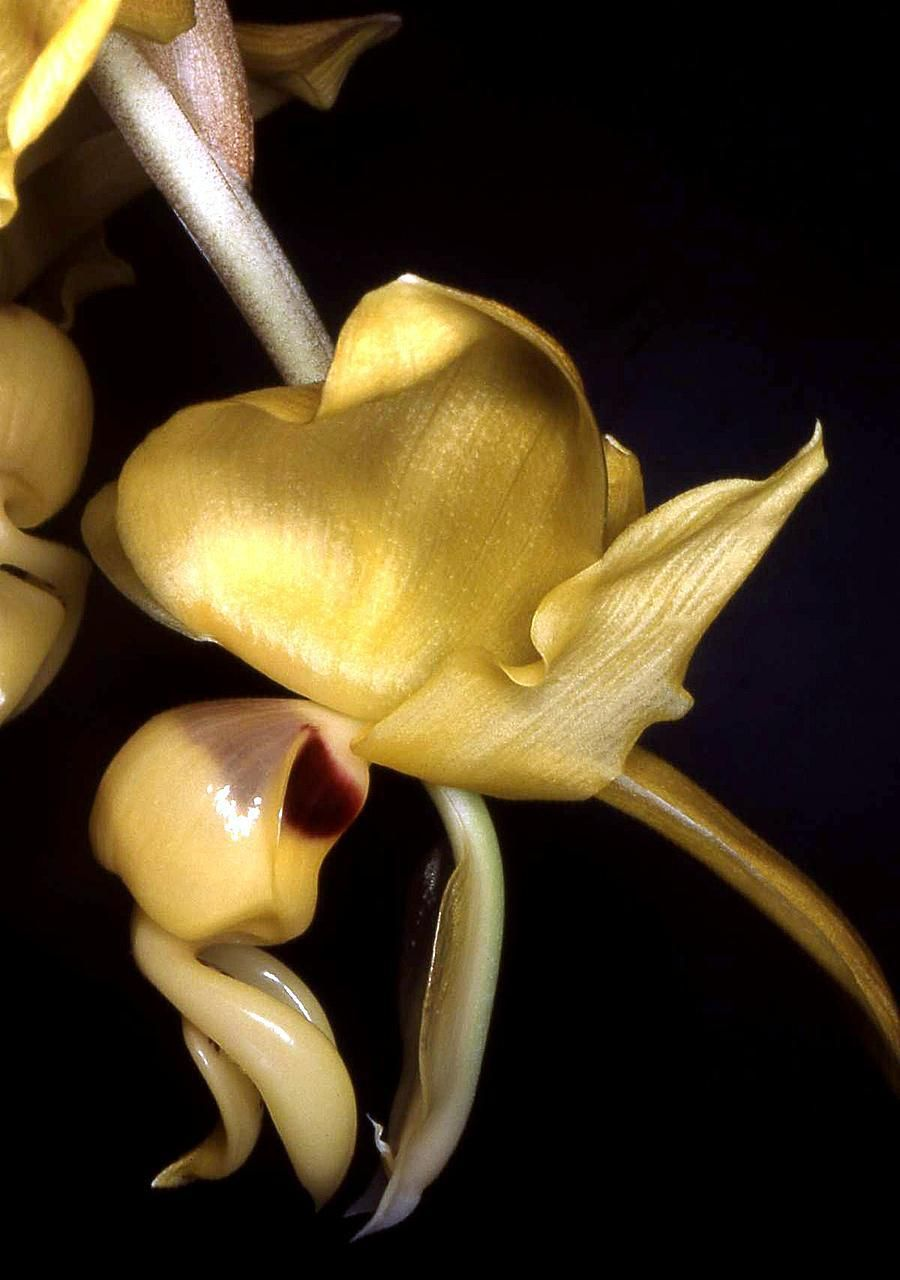
Stanhopea warszewicziana
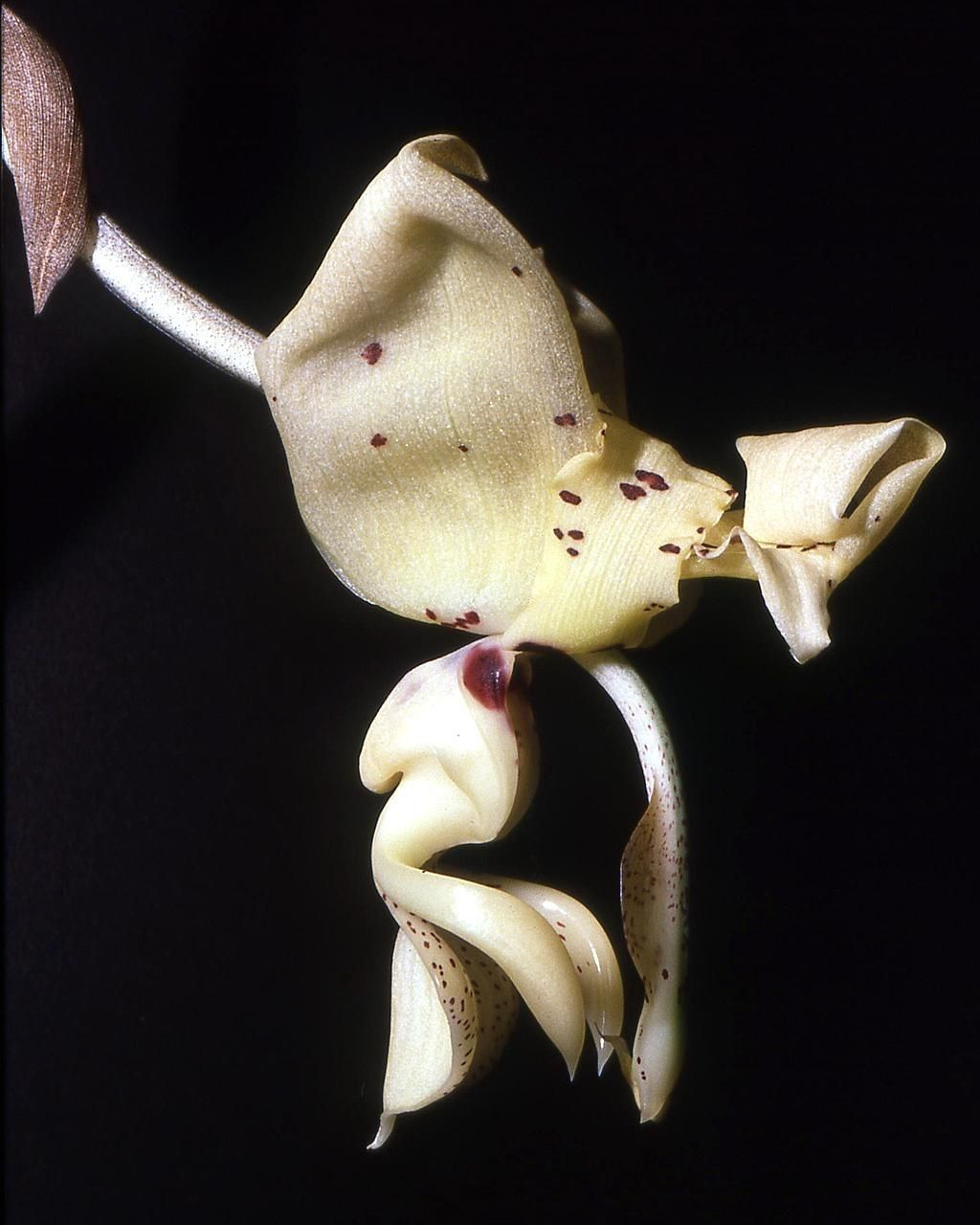
Stanhopea xytriophora
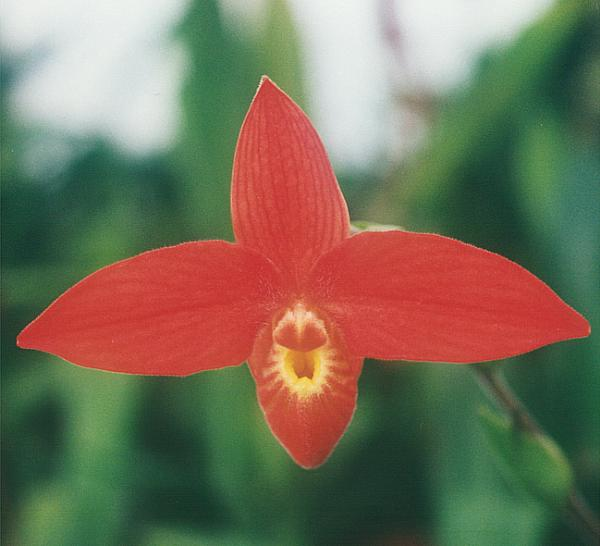
Phragmipedium besseae
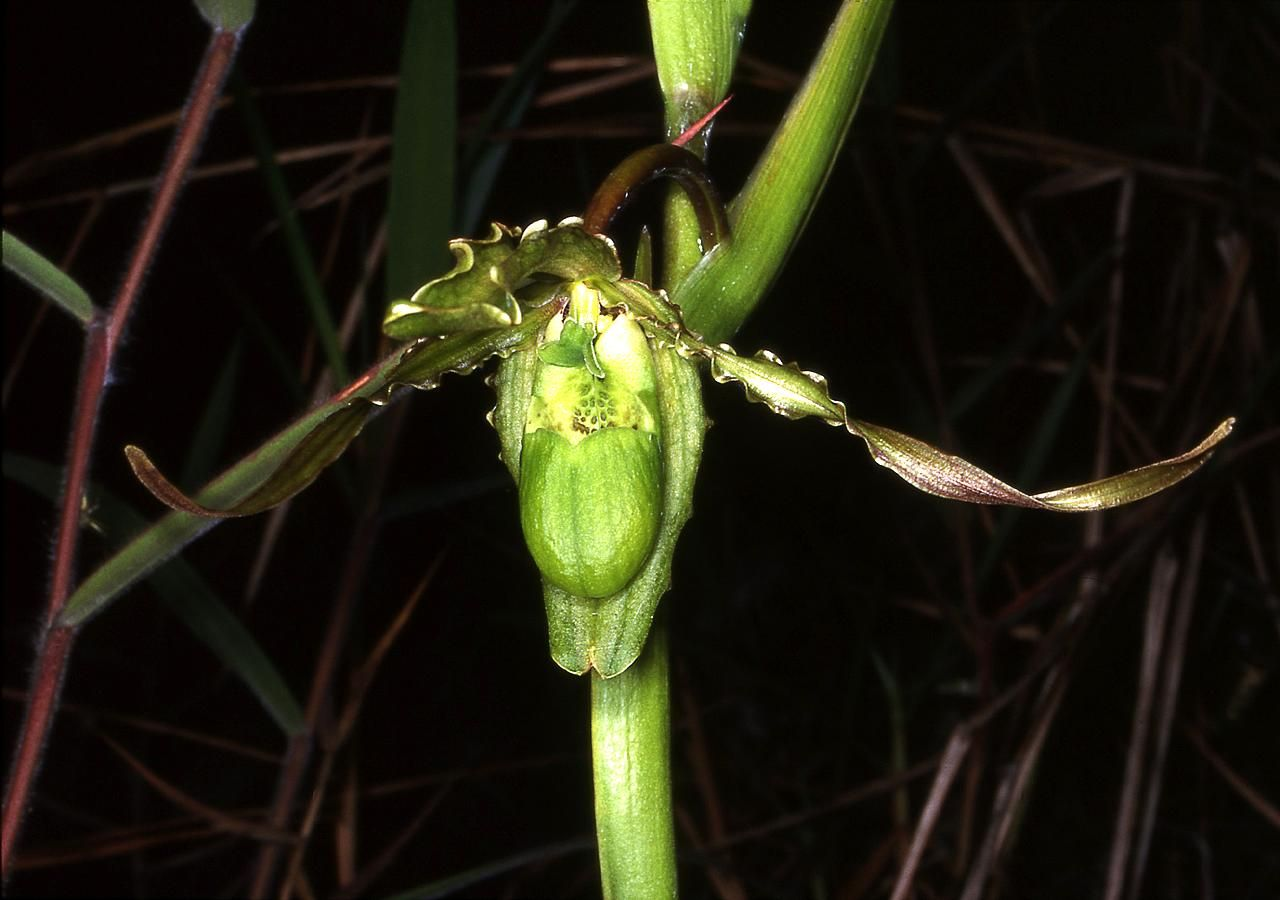
Phragmipedium boissierianum
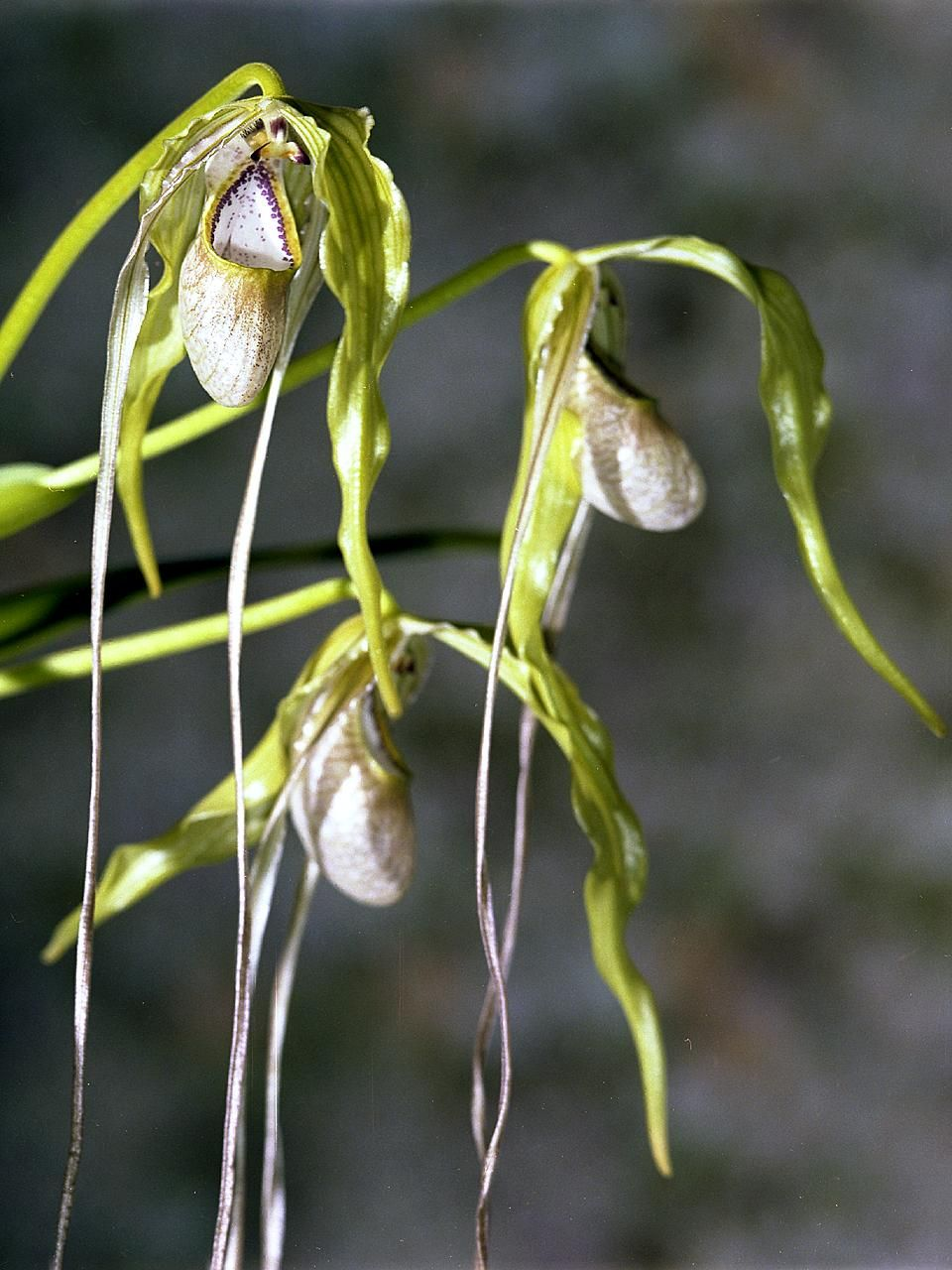
Phragmipedium caudatum
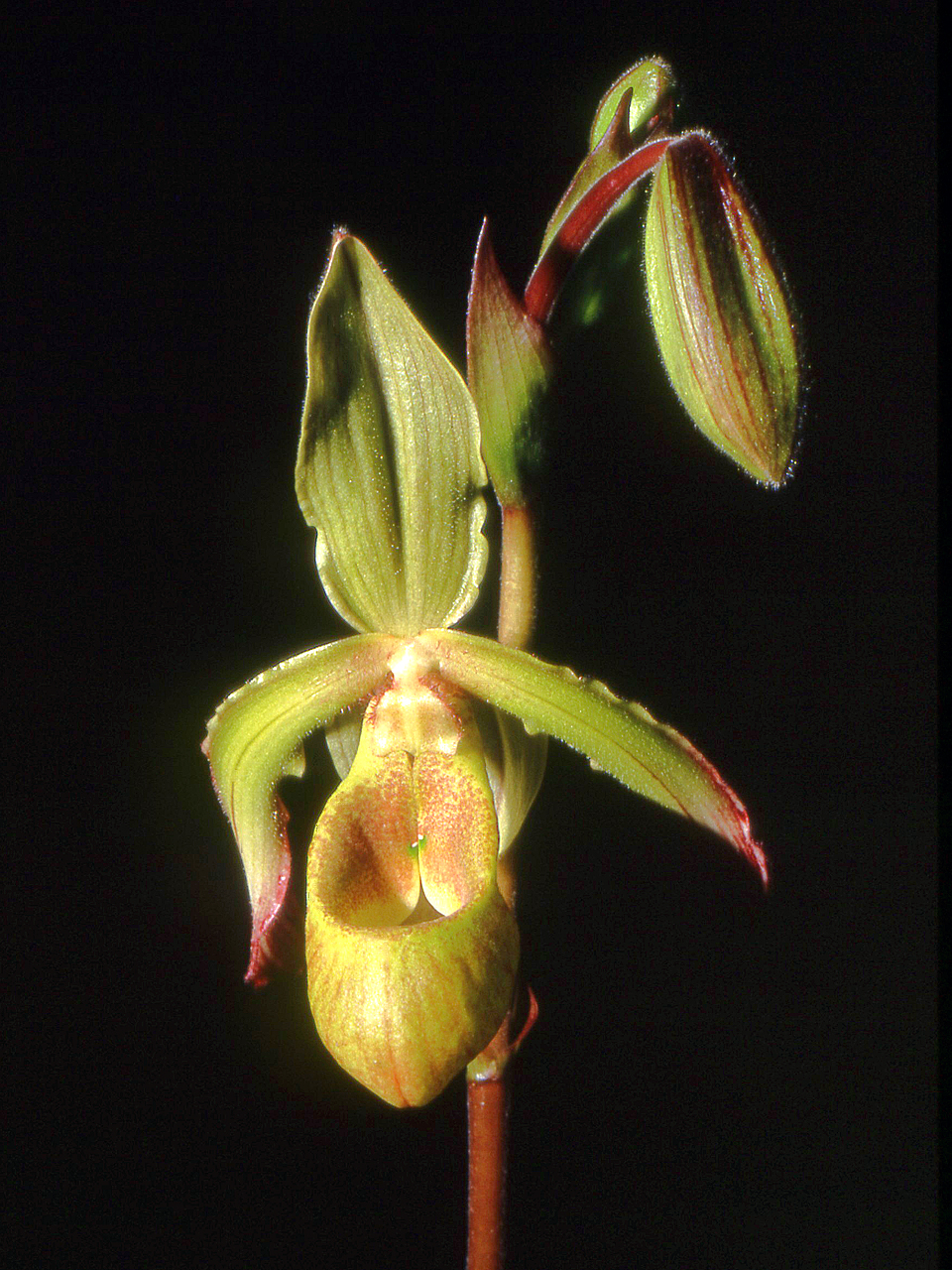
Phragmipedium lindleyanum
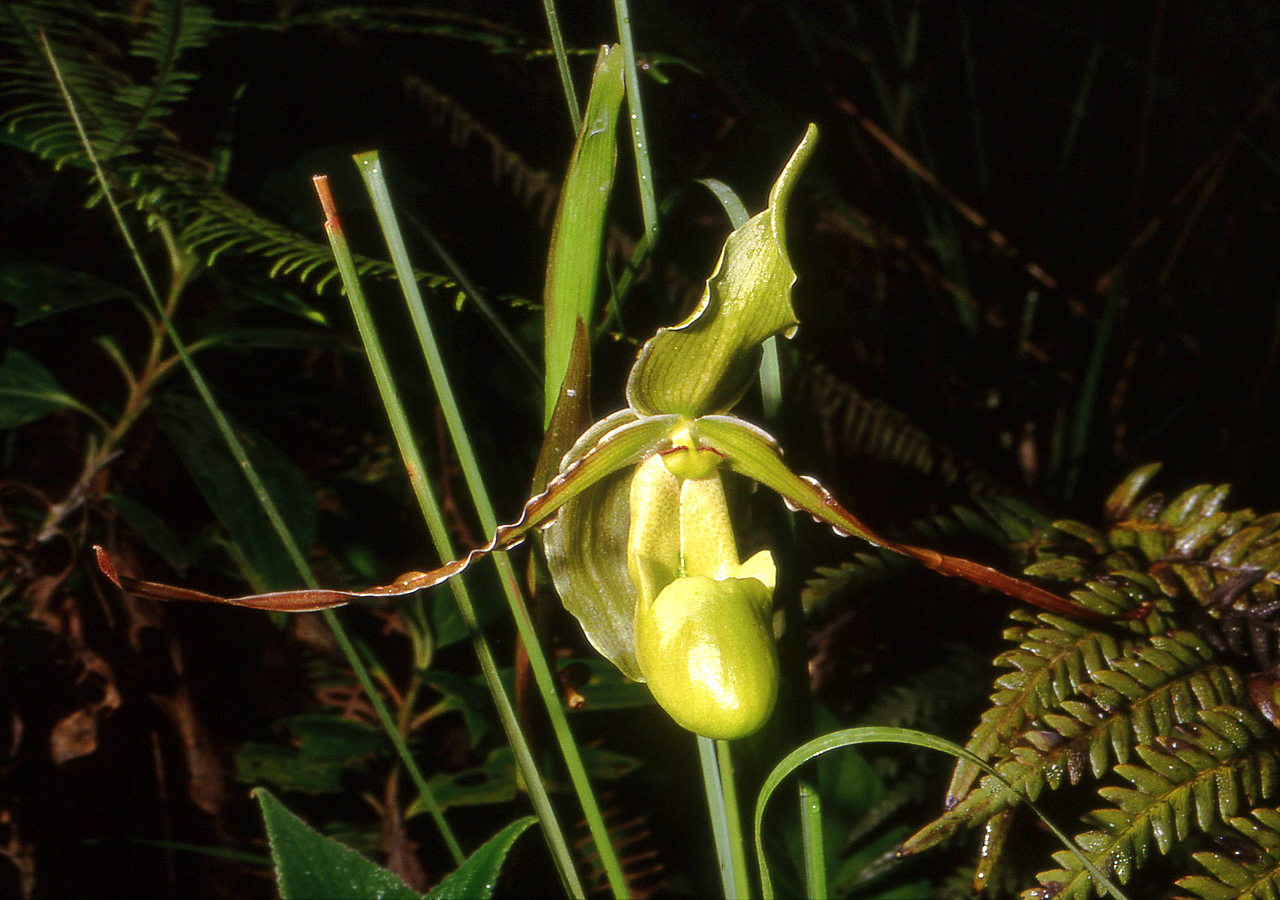
Phragmipedium longifolium
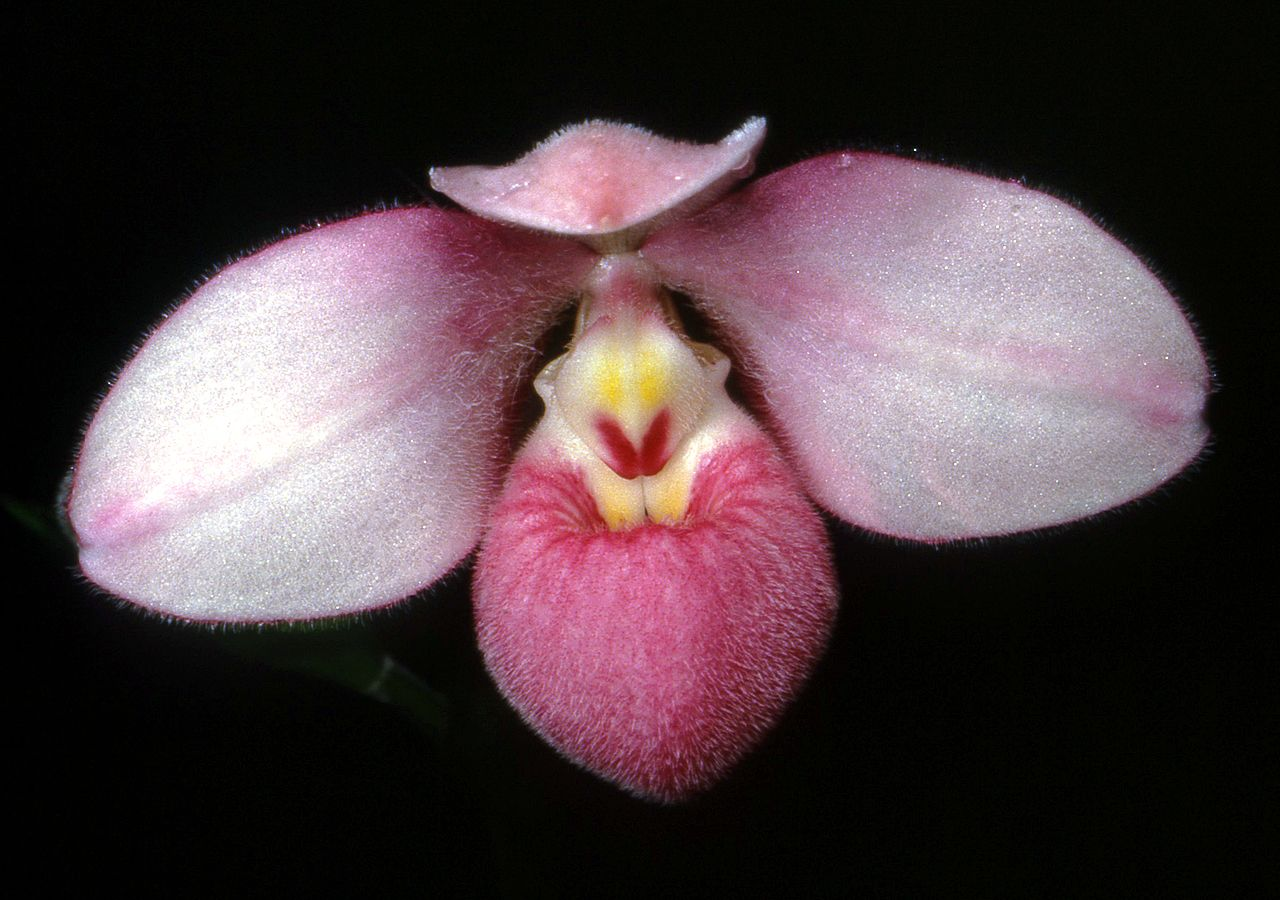
Phragmipedium schlimii
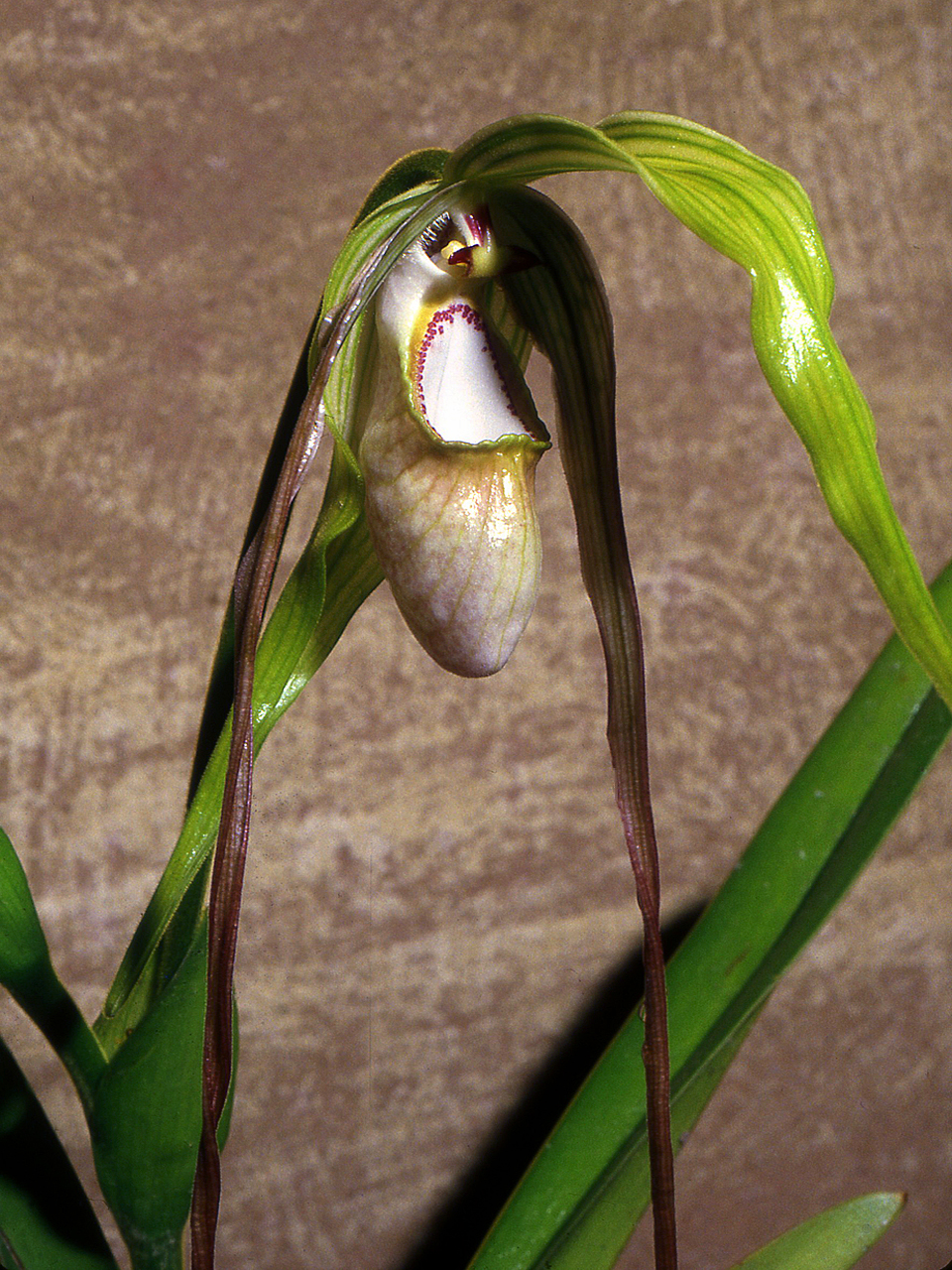
Phragmipedium warszewiczianum
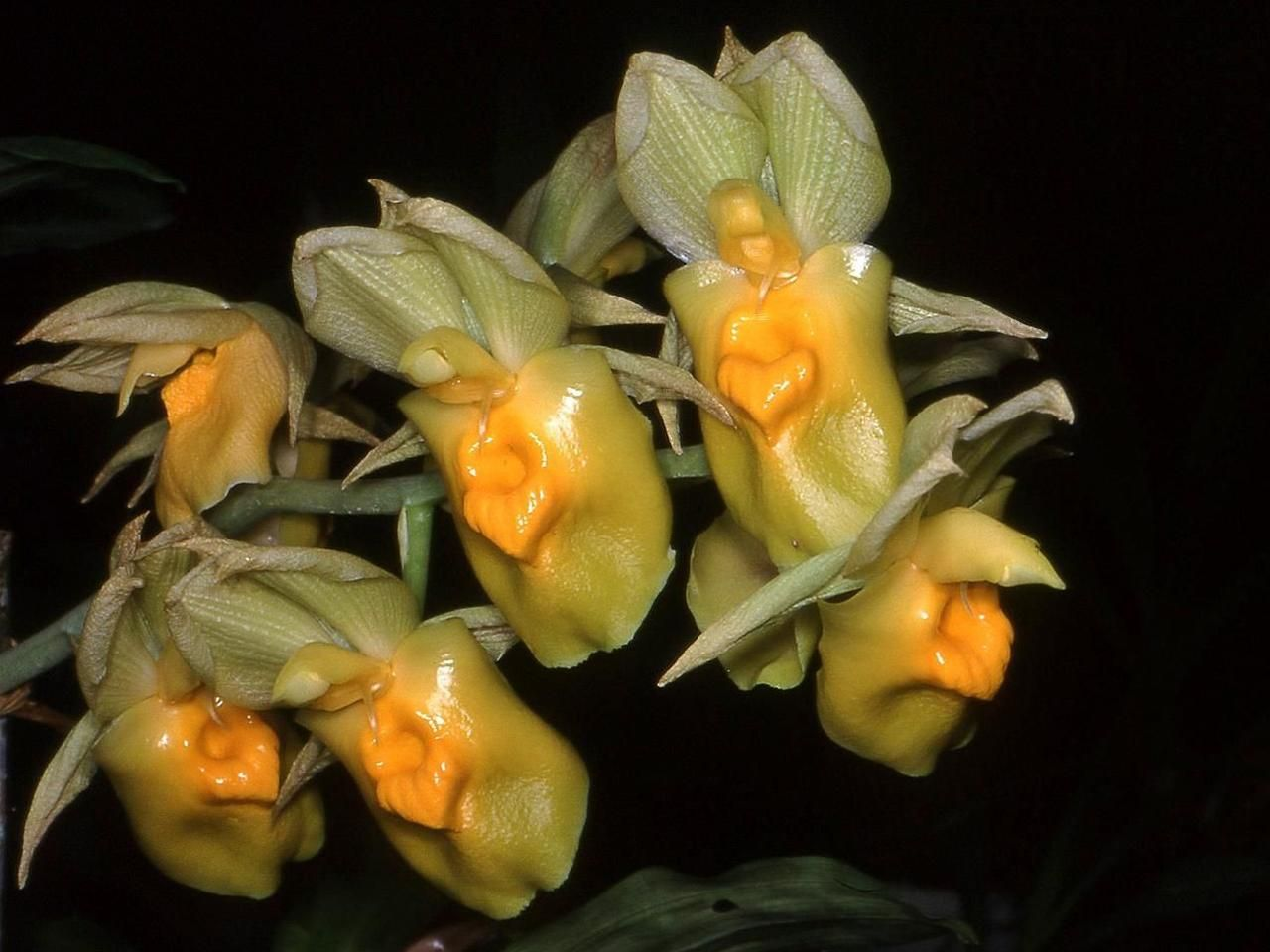
Catasetum expansum
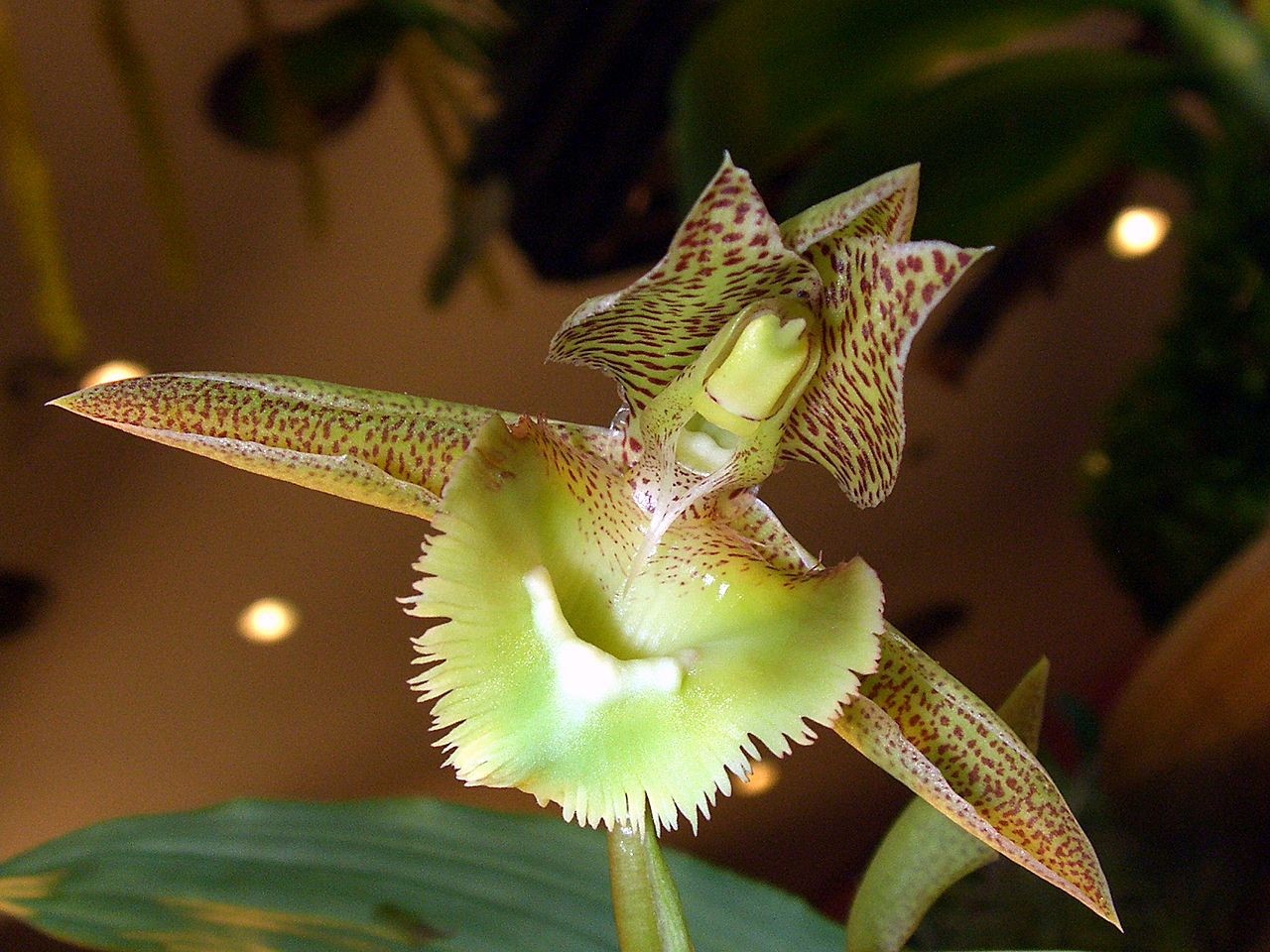
Catasetum fimbriatum
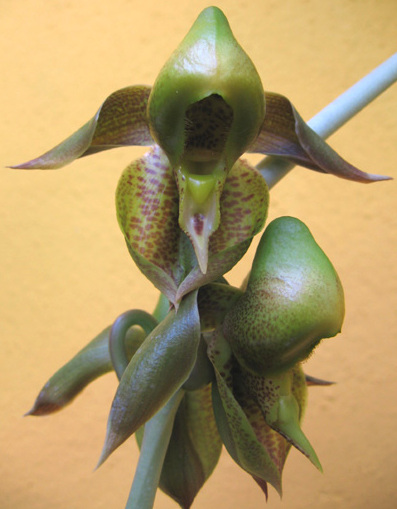
Catasetum maculatum
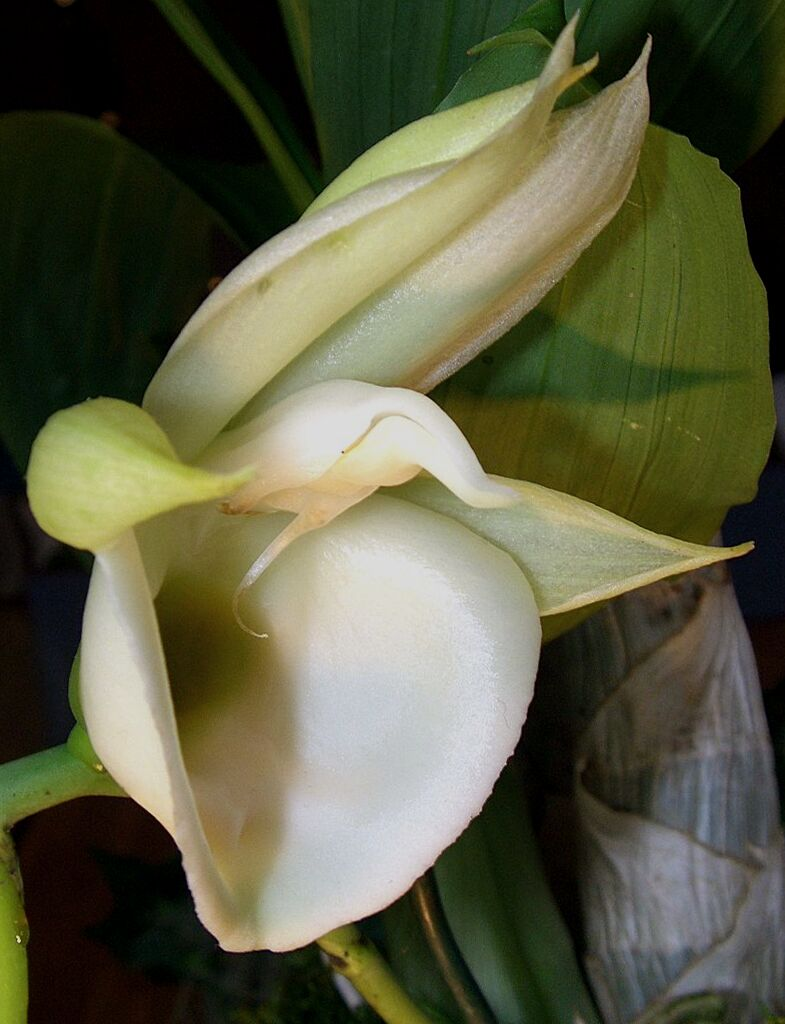
Catasetum pileatum
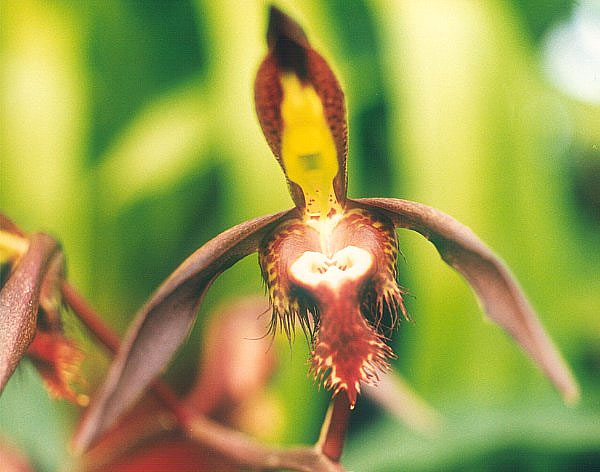
Catasetum saccatum
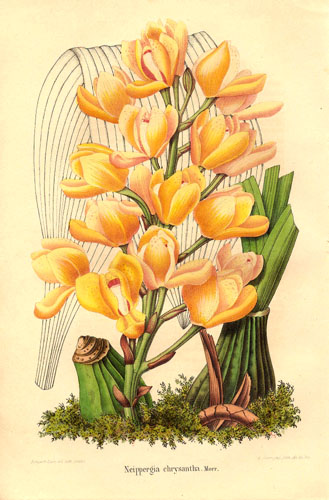
Acineta chrysantha
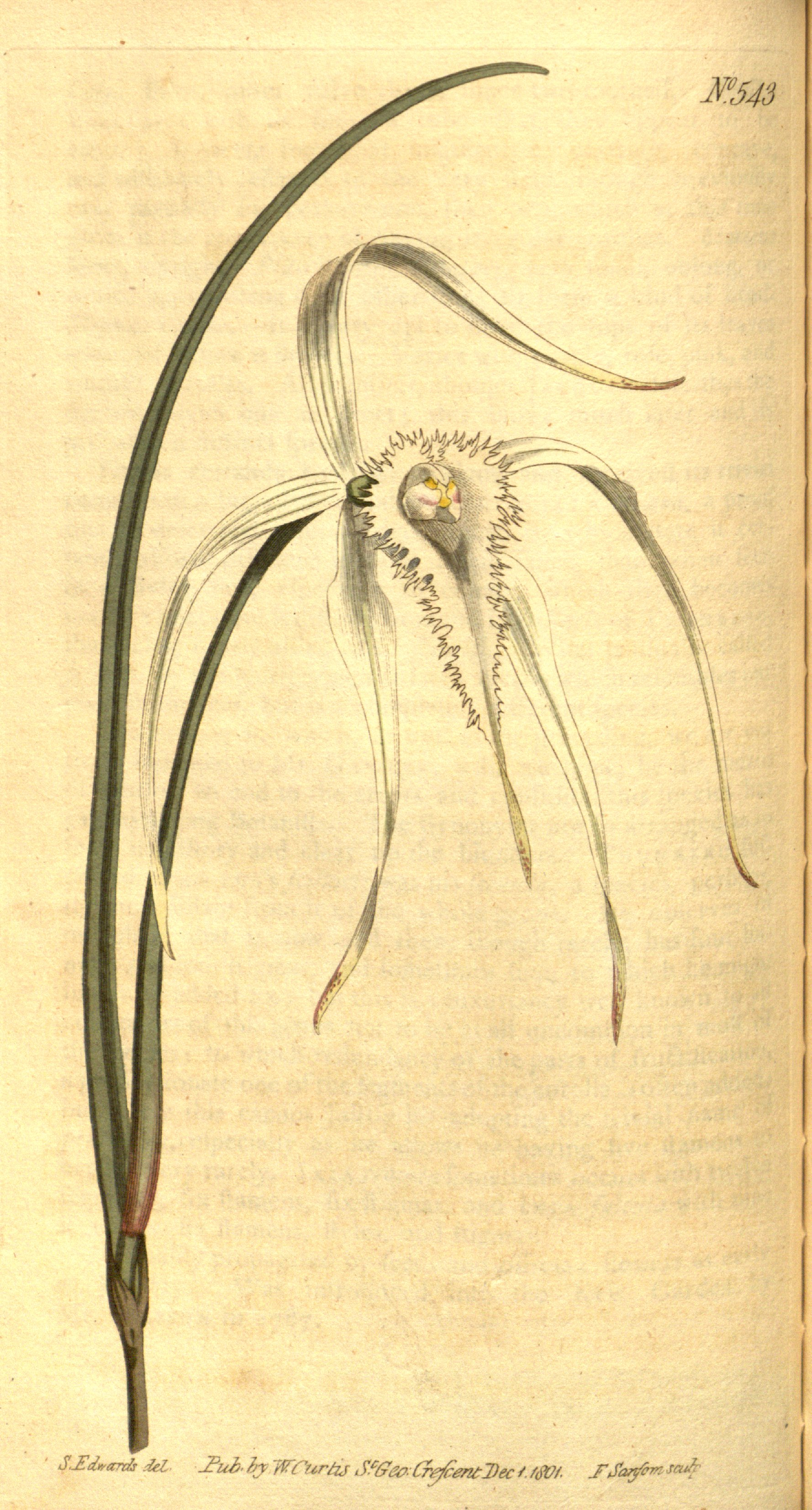
Brassavola cucullata
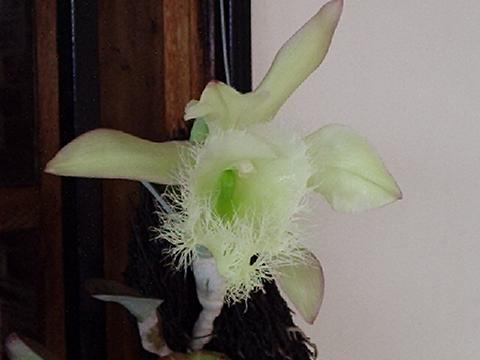
Brassavola digbyana
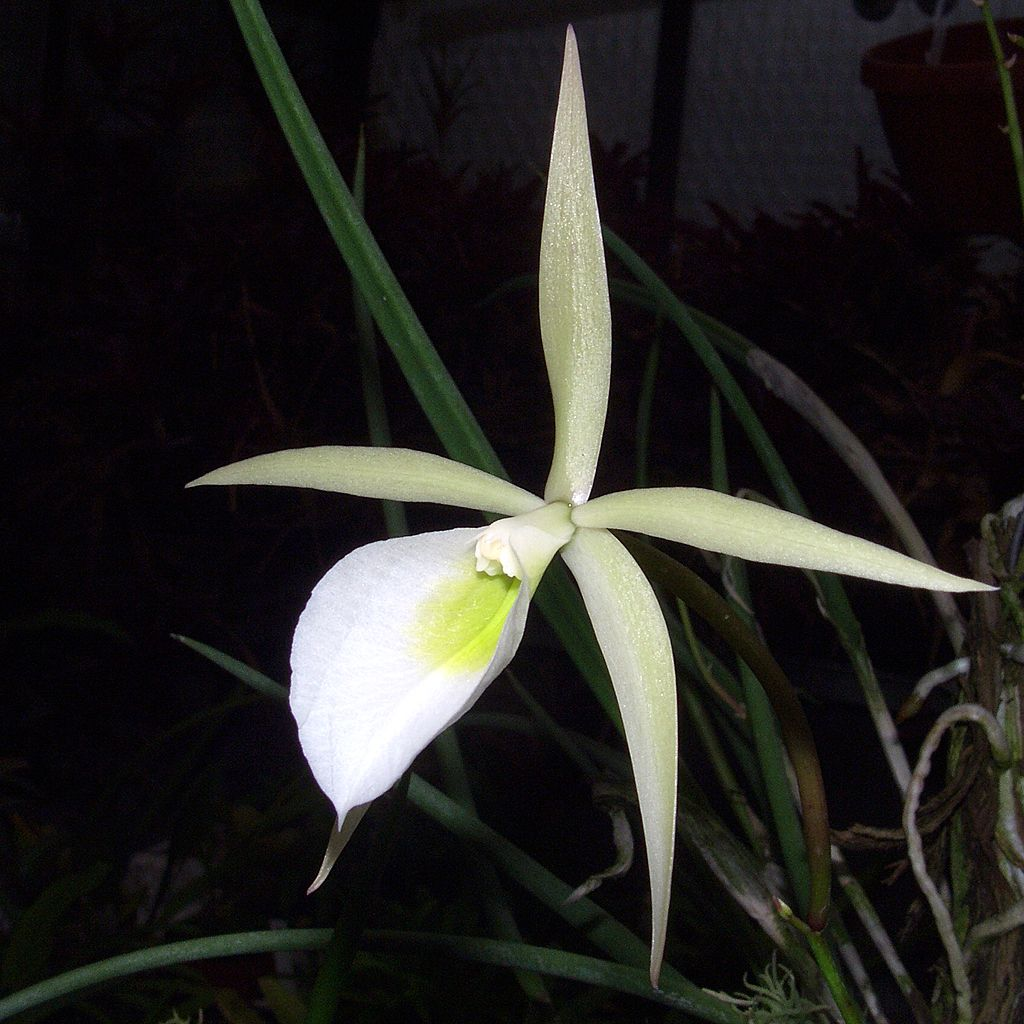
Brassavola flagellaris
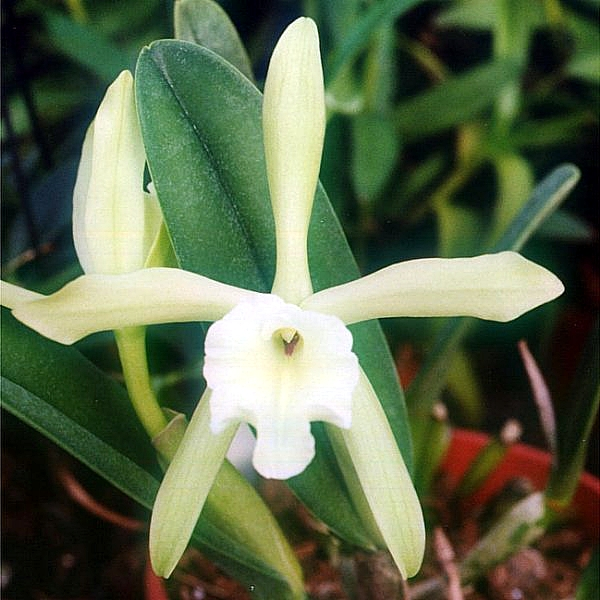
Brassavola glauca
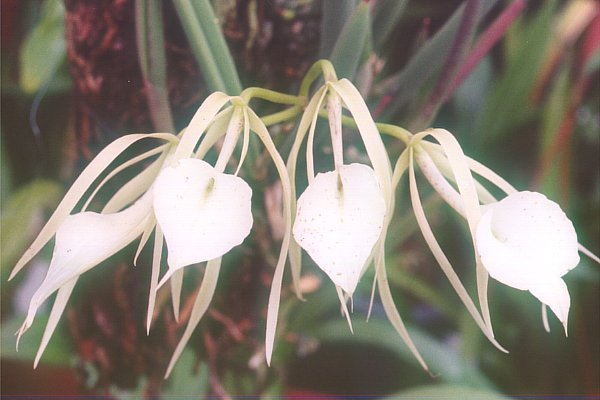
Brassavola nodosa
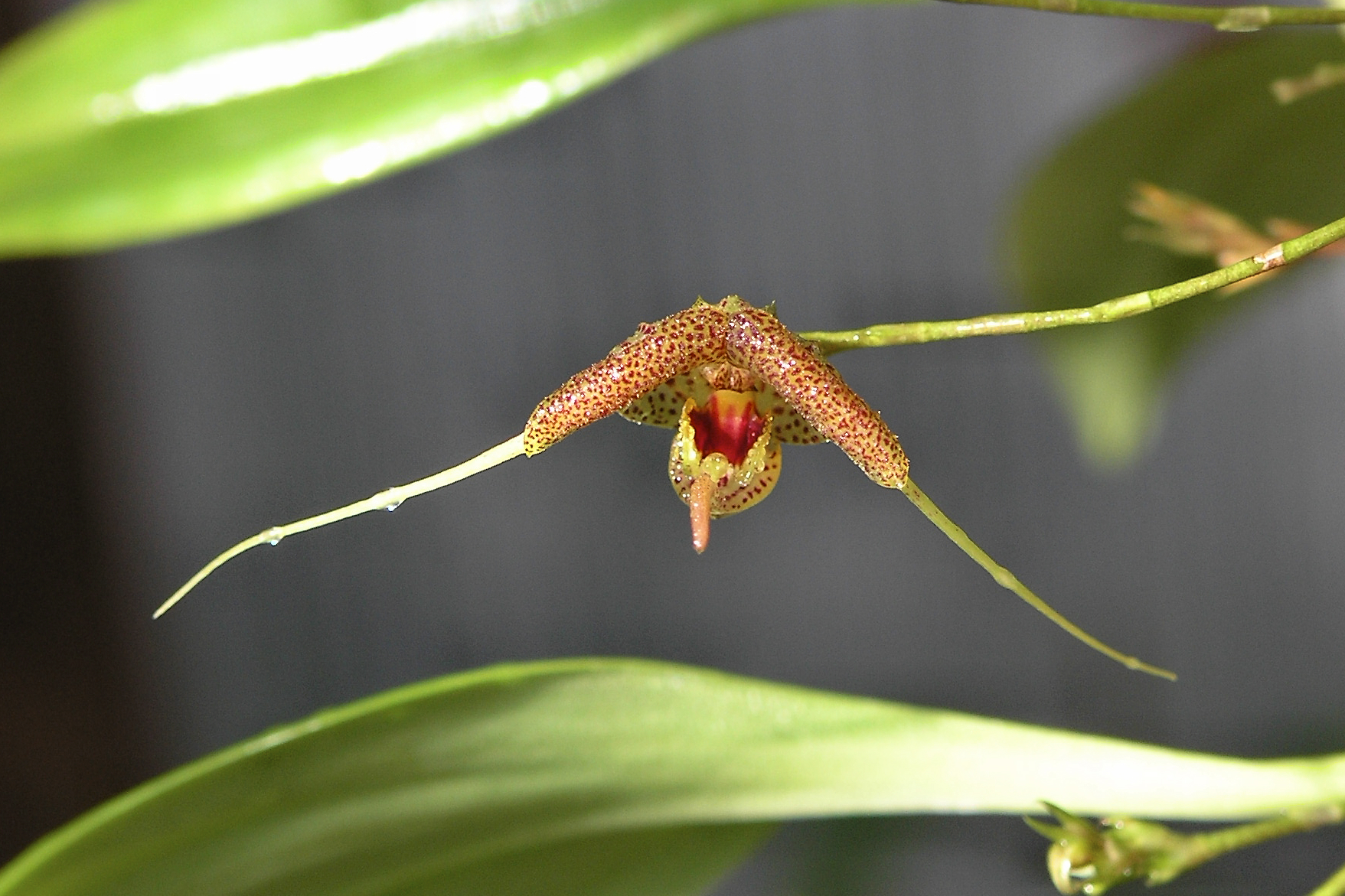
Scaphosepalum swertifolium
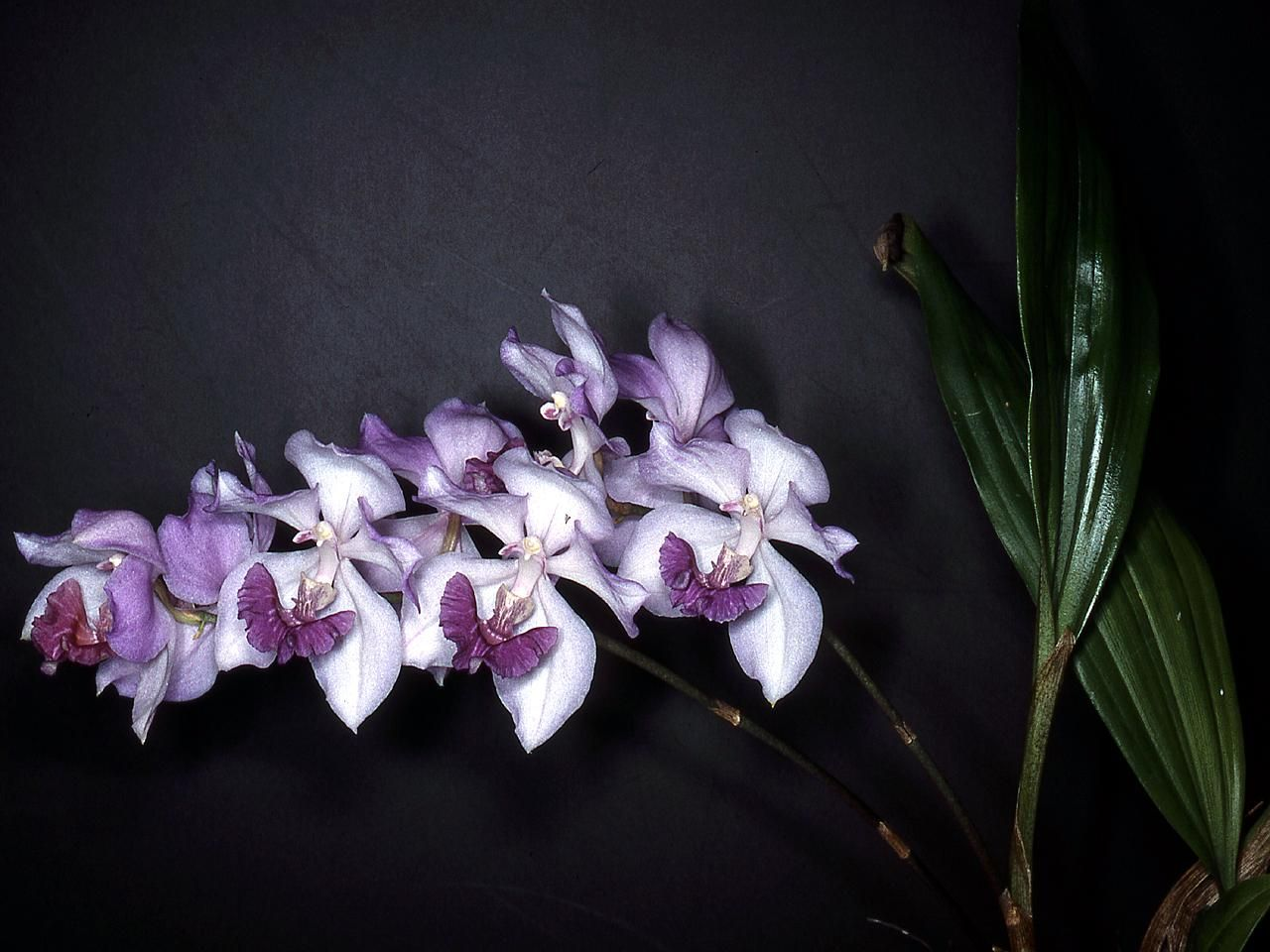
Aganisia cyanea

### Frondaria
- Frondaria caulescens

### Restrepia
- Restrepia antennifera
- Restrepia chocoensis
- Restrepia citrina
- Restrepia muscifera